# Speyerer Dom

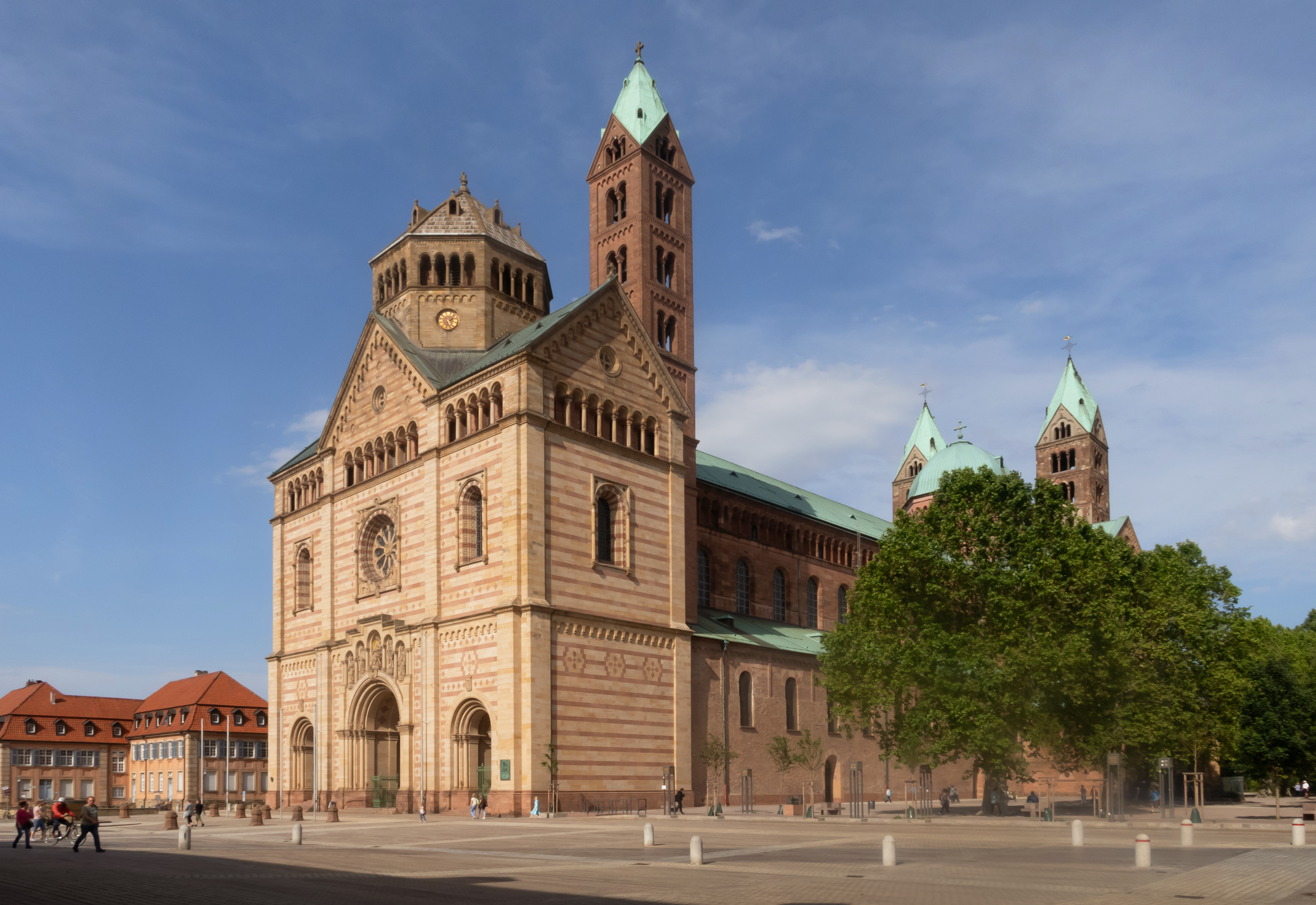
Dom zu Speyer; Ansicht von Südwesten. Das neuere Westwerk hebt sich deutlich vom älteren Gebäudeteil ab.

Als Speyerer Dom wird der Kaiser- und Mariendom zu Speyer mit dem offiziellen Namen Domkirche St. Maria und St. Stephan bezeichnet.
Er steht in der rheinland-pfälzischen Stadt Speyer und ist die Kathedralkirche der gleichnamigen katholischen Diözese Speyer und Pfarrkirche der Dompfarrei. Er zählt zu den drei romanischen Kaiserdomen in Deutschland. Er wurde im Jahr 1061 geweiht; 1106 war der folgende größere Umbau fertiggestellt (134 × 33 m).
Seit der teilweisen Zerstörung der Abtei Cluny während der Herrschaft Napoleons ist er die größte erhaltene romanische Kirche der Welt. Er wurde 1925 von römisch-katholischen Papst Pius XI. in den Stand einer Basilica minor erhoben. Seit 1981 steht er auf der UNESCO-Liste des Weltkulturerbes, außerdem ist er ein geschütztes Kulturgut nach der Haager Konvention.

## Geschichte

### Mittelalter
Der salische König und spätere Kaiser Konrad II. ließ vermutlich 1025 den Bau mit dem Ziel beginnen, die größte Kirche des Abendlands zu errichten.
Urkundliche Schriftquellen über die Gründung des Speyerer Domes sind nicht überliefert.
Eine Legende berichtet, Konrad habe in aller Frühe den Grundstein zum Kloster Limburg (bei Bad Dürkheim) gelegt, sei dann mit seiner Gemahlin Gisela und seinem Gefolge nach Speyer geritten, um dort am selben Tag den Grundstein zum Dom sowie zum Stift Sankt Johannes, dem späteren St.-Guido-Stift, zu legen. Um die für den Bau benötigte Menge von Stein und Holz nach Speyer zu bringen, wurde ein Kanal vom Pfälzerwald zum Rhein gebaut. Mit diesem Kanal könnte die Verlagerung des Speyerbachs gemeint sein, der spätestens im Mittelalter zur Versorgung Speyers um einige Kilometer nach Süden verschoben wurde. Als Errichtungsort wurde ein Sporn gewählt, ein trockener Untergrund aus Festgestein. Dass der Dom auf sumpfigem Boden „schwimme“, ist geologisch nicht nachweisbar.
Weder Konrad II. noch sein Sohn Heinrich III. erlebten den Abschluss der Arbeiten. Heinrich III. stiftete zur Weihe des Hochaltars 1046 das Speyerer Evangeliar. Erst unter Konrads Enkel Heinrich IV. wurde der Bau im Jahr 1061 geweiht. In der Forschung wird dieser Bauabschnitt als „Speyer I“ bezeichnet. Der Bau umfasste einen Westbau und ein dreischiffiges Langhaus mit anschließendem Querhaus. Der Chor war schon damals flankiert von zwei Türmen. Die ursprüngliche Apsis war außen rechteckig, innen gerundet. Das Mittelschiff des Langhauses hatte eine flache Decke, die Seitenschiffe waren eingewölbt; es entstand der erste nachantike große Gewölbebau (abgesehen von der Aachener Pfalzkapelle) nördlich der Alpen.
- Bauphasen

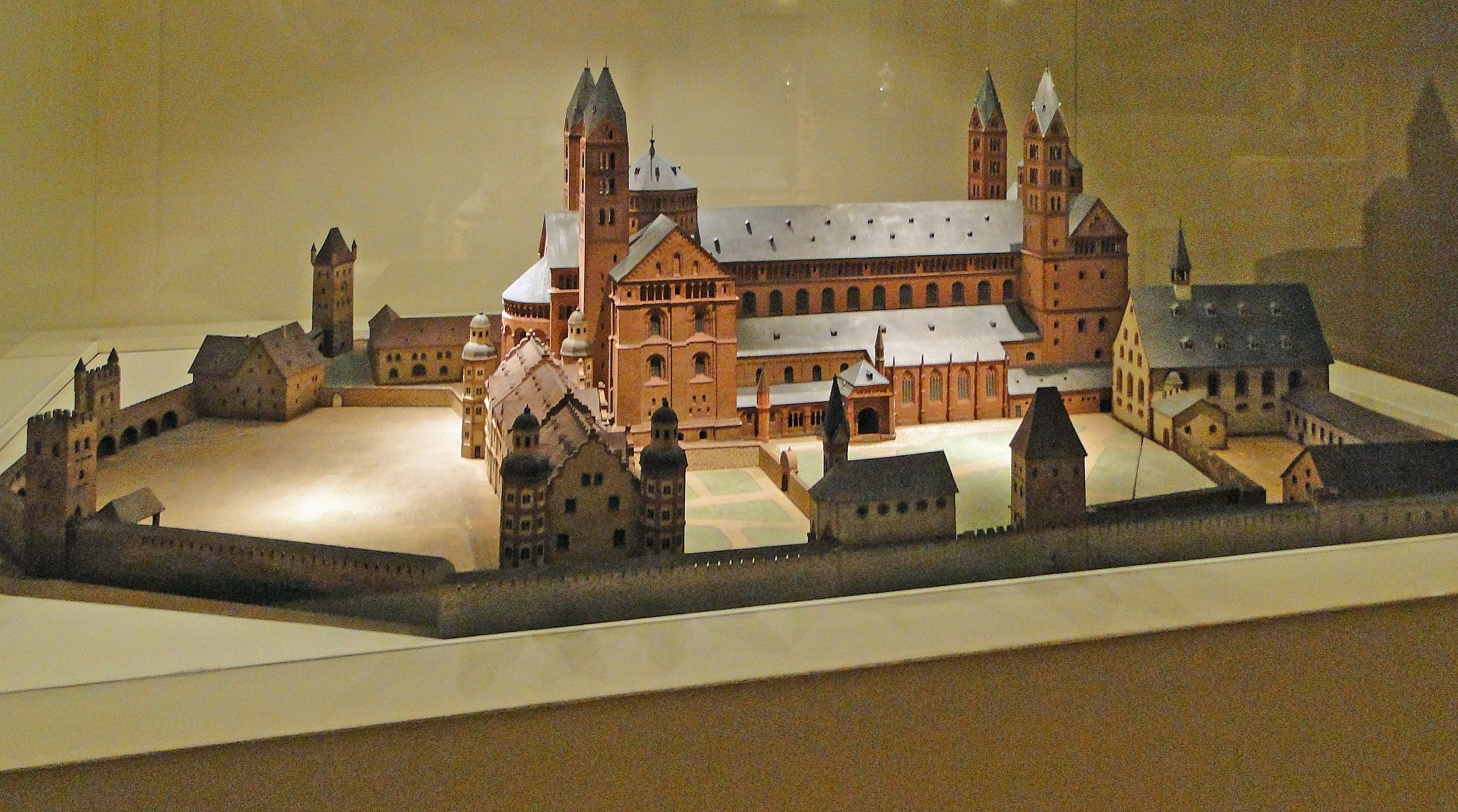
Modell im Historischen Museum der Pfalz

Über die Bauphasen des Domes vermittelt hinsichtlich dessen äußerer Erscheinung bis 1689 das Modell des Domes (samt Dom-Immunität) im Historischen Museum der Pfalz in Speyer einen anschaulichen Eindruck. Das Modell ist das Ergebnis einer im ersten Drittel des 20. Jahrhunderts durch den Kunsthistoriker Friedrich Sprater (1884–1952) initiierten und von dem Holzbildhauer Otto Martin (1872–1950) in mehreren Schritten ausgeführten Rekonstruktion. In diesem Modell spiegeln sich die baugeschichtlichen und kunsthistorischen Kenntnisse bis etwa 1930 wider.

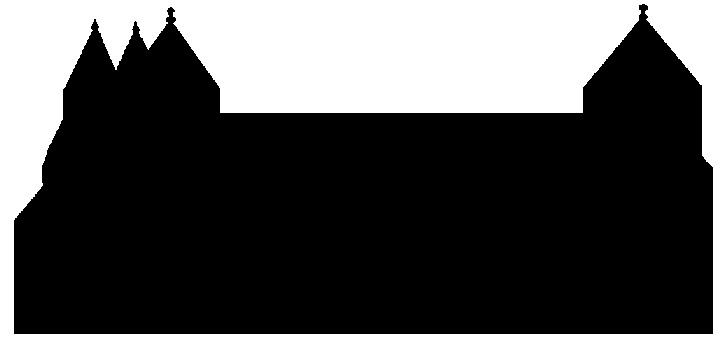
1061
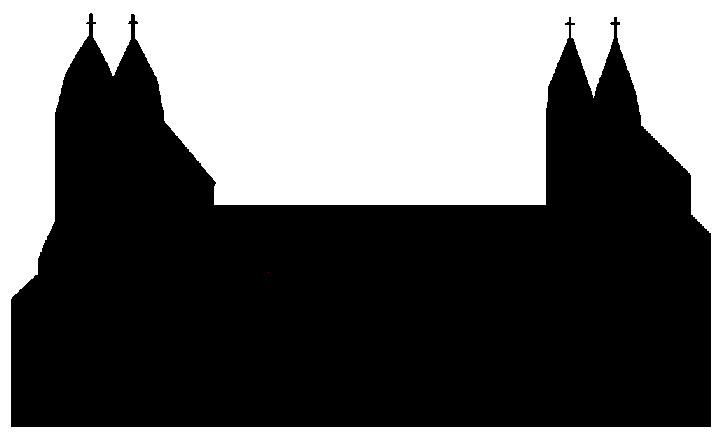
1106
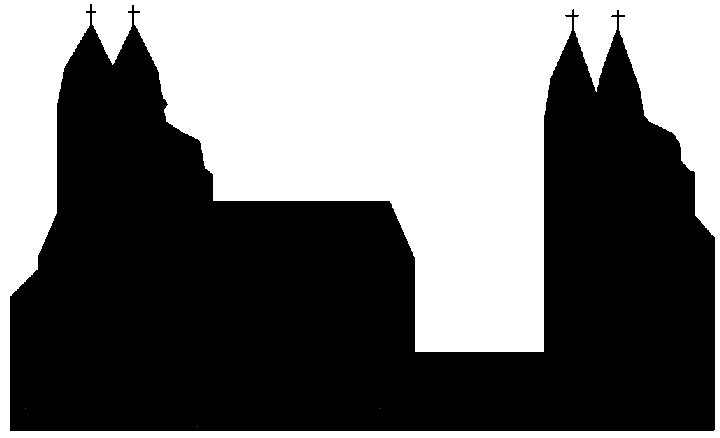
1689

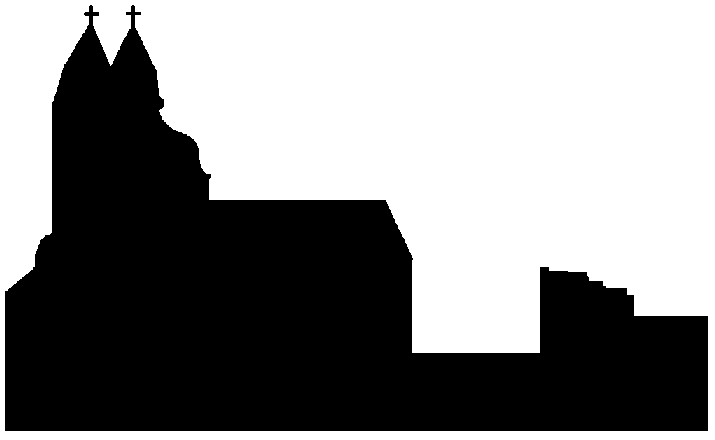
1756
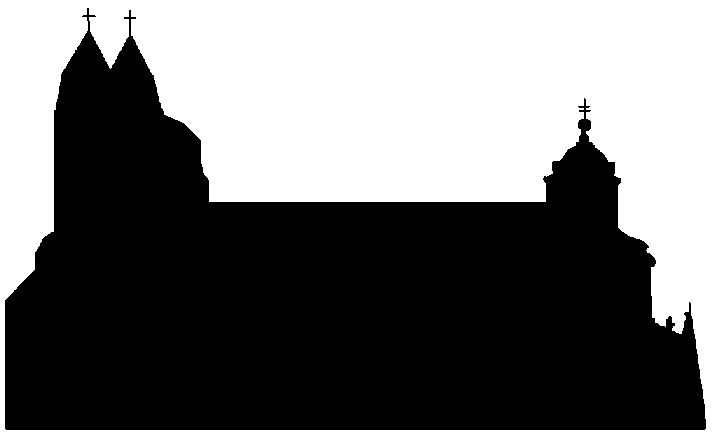
1778
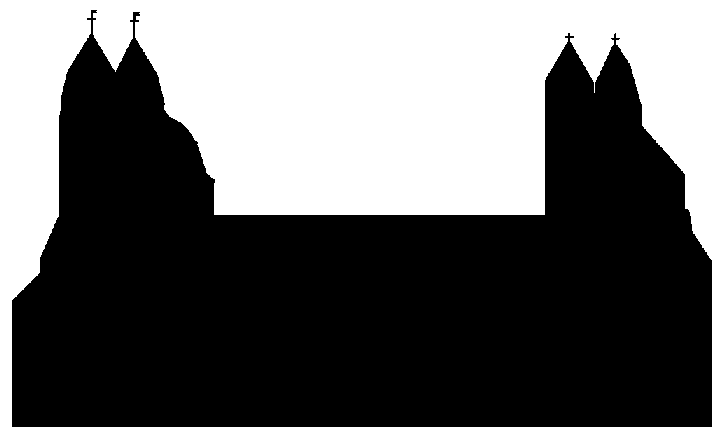
1858

Knapp 20 Jahre nach der Vollendung von Speyer I ließ Heinrich IV. den Dom zur Hälfte abreißen und ihn noch größer wieder aufbauen: Im Mittelschiff wurde die Decke abgetragen, der Bau wurde um fünf Meter erhöht. Statt der flachen Holzdecke entstand das größte Kreuzgratgewölbe im damaligen Reichsgebiet, und auch der Wandaufriss wurde entscheidend verändert. Im Ostteil wurde der Bau bis auf die Fundamente abgetragen und auf bis zu acht Metern starken Fundamenten neu gegründet. Es blieben lediglich die unteren Geschosse der Chorflankentürme sowie Teile des Querhauses erhalten. Die Krypta von Speyer I blieb nahezu unberührt. Das Ergebnis dieser Veränderungen unter Heinrich IV. wird in der Forschung als „Speyer II“ von der 1061 geweihten Kirche Speyer I und Speyer II unterschieden.
Im Todesjahr Heinrichs IV., 1106, war der neue Dom fertiggestellt: Mit einer Länge von 444 römischen Fuß (134 Meter) und einer Breite von 111 römischen Fuß (33 Meter) war er eines der größten Bauwerke seiner Zeit. In der Länge wurde der Speyerer Dom wenige Jahrzehnte später von der Abteikirche von Cluny mit ihrer ab 1135 errichteten Vorkirche übertroffen, der umbaute Raum jedoch ist beim Speyerer Dom mit über 40.000 Kubikmetern größer.
Am 7. August 1111, dem Tag des Begräbnisses Heinrichs IV. im Speyerer Dom, und am 14. August 1111 verlieh Heinrich V. den Bürgern der Stadt Speyer zwei Privilegien, die als Urkundeninschriften über dem Westportal des Doms angebracht wurden. Diese Inschriften sind nicht erhalten, es existiert aber eine Zeichnung davon. Im Jahr 2011, anlässlich des 950-jährigen Jubiläums, wurde eine Kopie der Texte über dem Hauptportal angebracht. Diese Kopie wurde mittlerweile wieder entfernt.
Speyer zählte damals nur rund 500 Bürger. Es hatte wohl machtpolitische Gründe, dass Kaiser Heinrich IV. einen derart großen Bau in dem – nach heutigen Maßstäben – winzigen Städtchen bauen ließ. Die römischen Kaiser hatten nicht nur weltliche, sondern auch kirchliche Macht. Der daraus resultierende Konflikt mit dem damals gerade erstarkten Papsttum kulminierte sodann im Investiturstreit zwischen Heinrich IV. und Papst Gregor VII. Die Größe und Pracht des Speyerer Doms unterstrich neben dem politischen insbesondere auch den religiösen Machtanspruch des Kaisers.

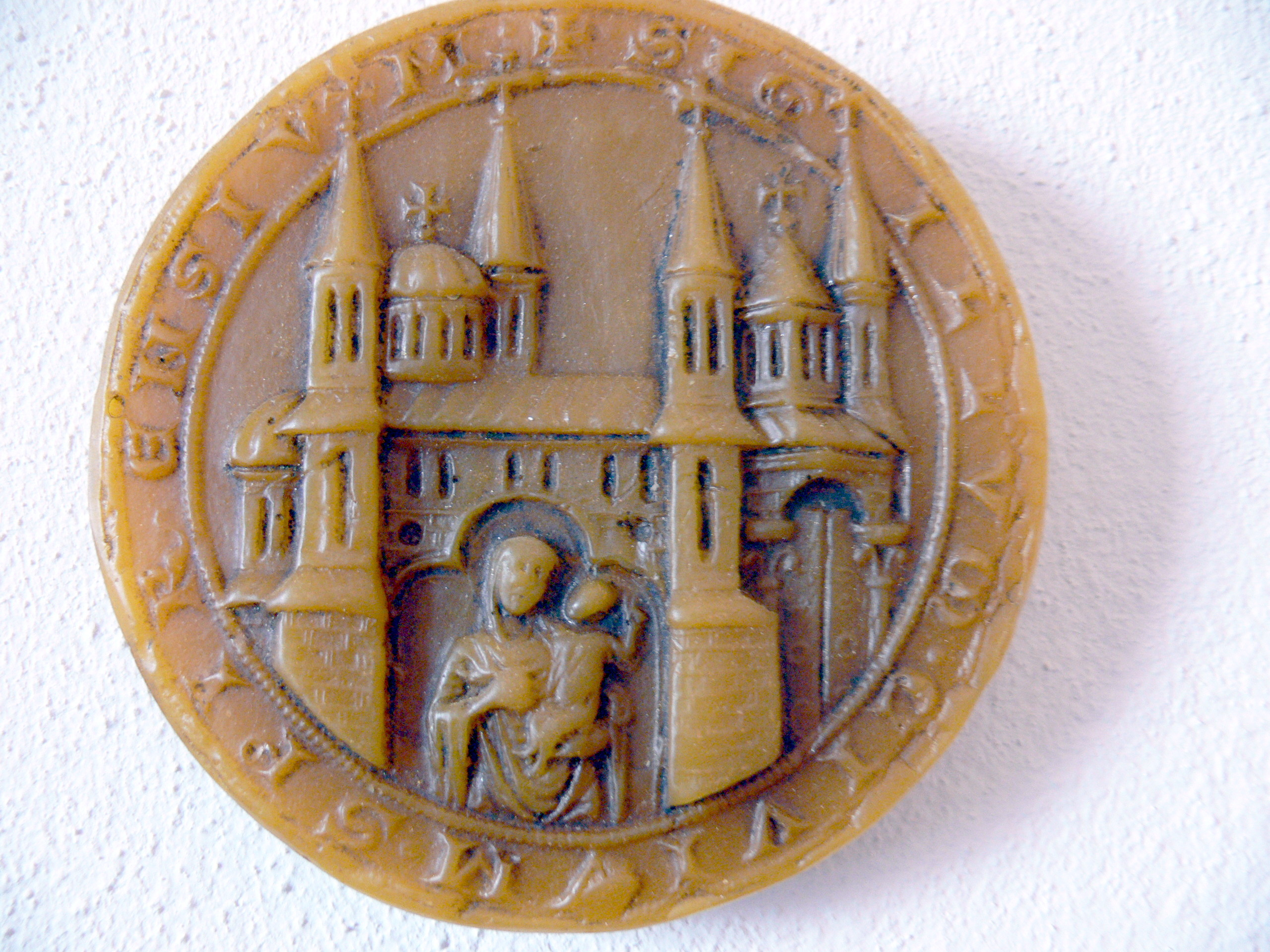
Speyerer Stadtsiegel mit dem Dom, 1293

Nach einem Brand im Jahr 1159 mussten die Gewölbe des Querschiffs erneuert werden. Daher sind diese rundbogigen Bandrippengewölbe jünger als die spitzbogigen von Ostchor und Querhaus des Wormser Doms.
In der Nacht vom 5. auf den 6. Mai 1450 brannte der Dom infolge von Unachtsamkeiten bei Reparaturarbeiten an der Orgel durch einen Orgelmeister namens Hermann völlig aus. Den Schaden schätzte man auf mehr als 300.000 Gulden. Papst Nikolaus V. gewährte im März 1451 einen fünfmonatigen Ablass und im März 1452 abermals einen dreimonatigen Ablass zur Finanzierung des Wiederaufbaues.

### 17. und 18. Jahrhundert

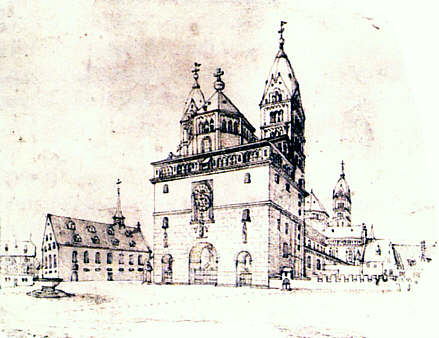
Dom und Jesuitenkirche; Kölner Zeichnung, 1606
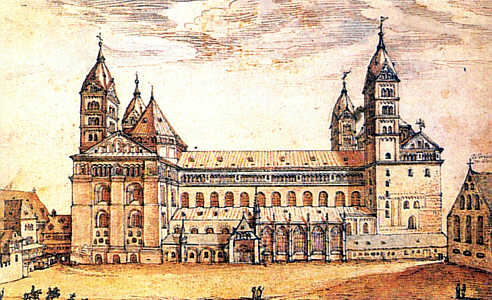
Nordseite mit den gotischen Kapellen sowie dem „Kleinen Paradies“; Wiener Zeichnung, 1610
Dom und Bischofspfalz, um 1650

Im Pfälzischen Erbfolgekrieg wurde Speyer am 28. September 1688 von französischen Truppen besetzt. Am 23. Mai 1689 informierte der französische Kriegsintendant de la Fond im Beisein von General Montclar die beiden Bürgermeister und die Ratsherren, dass die Stadt auf Befehl Ludwigs XIV. innerhalb von sechs Tagen vollständig evakuiert und sämtliches bewegliches Eigentum fortgeschafft werden sollte. Als Evakuierungsziel kamen im Befehl allerdings nur Orte diesseits des Rheins und die Festung „Phillipspurg“ in Frage. Im Befehl wurde zudem beteuert, dass dies nicht aus Furcht vor den anrückenden deutschen Truppen geschehe und auch nicht die Absicht bestehe, die Stadt niederzubrennen. Dennoch informierte General Montclar vier Tage später den damaligen Domdekan und bischöflichen Statthalter Heinrich Hartard von Rollingen, dass er den Befehl erhalten habe, mit Ausnahme des Doms die gesamte Stadt zu zerstören. Bewegliches Eigentum, welches aus zeitlichen Gründen nicht mehr abtransportiert werden könnte, dürfte zum späteren Abtransport im Dom zwischengelagert werden. Diese Zusicherung wurde in den folgenden Tagen mehrfach bestätigt.
Nach von Rollingens Bericht sorgte der Befehl auch bei den hohen Offizieren für Betroffenheit, weshalb der Kriegsintendant de la Fond die Bereitstellung von Karren veranlasste, damit die Bewohner der Stadt ihr Hab und Gut wegbringen konnten. Von den zugesicherten Karren wurde allerdings ein Teil wieder beschlagnahmt, was vermutlich zur Folge hatte, dass Speyerer Bürger anders als zunächst gedacht ihre Möbel und ihren Hausrat in den Dom brachten und ihn mehrere Meter hoch stapelten. Der Domschatz wurde auf Veranlassung des Domkapitels nach Mainz gebracht.:S. 90–101
Am 31. Mai 1689 wurde die Stadt in Brand gesetzt. Nachdem sich das Feuer bis in die Umgebung des Domes ausgebreitet hatte, gelang es, das Übergreifen der Flammen durch das Einschlagen von benachbarten Dächern und das Aufstellen von Wasserbehältern zu verhindern. Durch einen Gewittersturm in der Nacht zum 2. Juni wurde das Feuer aber stark angefacht. Selbst mehrfaches Löschen des brennenden Westbaus konnte nicht verhindern, dass sich das Feuer bis in die schlecht zugängliche Ostkuppel ausbreitete. In diesem Chaos drangen französische Soldaten in den Dom ein und plünderten die oberen Kaiser- und Königsgräber. Nur die Gräber der Salier blieben bis auf das Grab Heinrichs V. verschont, da sie tiefer im Boden lagen. Offenbar mussten die Soldaten den Dom fluchtartig verlassen, wobei sie ihre Grabgeräte zurückließen. Diese wurden bei der Öffnung der Kaisergräber im Jahr 1900 aufgefunden.

„Ausmaß und Intensität der Zerstörung widerlegen die oft kolportierte Mär, die Plünderung sei während des Dombrands durch marodierende Soldaten erfolgt, denn in einem brennenden, teils einstürzenden Gebäude wären kaum solch umfangreiche Grabungsarbeiten möglich gewesen. Vielmehr entsteht der Eindruck, es habe sich um eine geplante Maßnahme gehandelt, die bewusst auf eine Zerstörung der Speyerer Grablege als eines wichtigen Traditionskerns der deutschen Herrscher abzielte.“

Am nächsten Morgen war das Ausmaß der Zerstörung zu sehen. Das Innere des Domes war völlig ausgebrannt, die westlichen Joche und Gewölbe des Langhauses waren eingestürzt und vom Westwerk war nur eine Ruine geblieben. Auch der Ostteil war schwer beschädigt. Die Krypta und die Sakristei waren zwar vom Feuer verschont geblieben, aber wie auch die oberen Kaiser- und Königsgräber ausgeplündert worden. Ebenfalls verschont blieb das Marienbildnis, da es in einem Schrein gelagert war. Nach dem Brand wurde es zunächst in die fürstbischöfliche Sommerresidenz nach Kirrweiler und später, als Speyer auf Befehl Ludwigs XIV. vorerst nicht bewohnt werden durfte, in die Frankfurter Katherinenkirche gebracht. Dafür, ob das Übergreifen der Flammen auf den Dom ein verhängnisvoller Zufall war, oder ob es von den Franzosen beabsichtigt war, gibt es nach dem Bericht von Rollingens an den Speyerer Bischof Johann Hugo von Orsbeck unterschiedliche Meinungen, wobei er selbst zu keinem Ergebnis kam.:S. 102 Es ist also durchaus möglich, dass die Zusage, den Dom zu schonen, lediglich dazu diente, dass möglichst viel brennbares Material in den Dom gebracht wurde. Konkrete Belege gibt es dafür allerdings nicht.
Als 1697 nach dem Frieden von Rijswijk Speyer wieder bewohnt werden durfte, wurde der Ostteil des Doms durch eine Mauer abgeschlossen und für Gottesdienste wiederhergerichtet. 1709 wurde auch das Gnadenbild in den Dom zurückgebracht.:S. 90–101 Der Westbau des Domes blieb aus finanziellen Gründen vorerst eine Ruine. Allerdings stürzte 1752 ohne Vorwarnung ein Turm des Guidostifts, welcher ebenfalls den Stadtbrand überstanden hatte, auf das Langhaus der Guidokirche, wodurch ein Mann aus Otterstadt ums Leben kam. Infolgedessen wurde zum Schutz des Jesuitenkollegs nördlich des Westbaus zunächst der nordwestliche Turm und 1757 der Rest des Westbaus, abgesehen von der romanischen Vorhalle, abgebrochen.

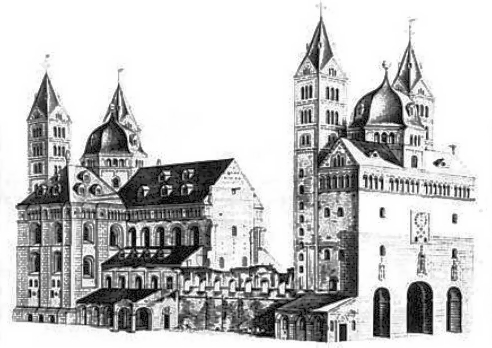
Dom als Ruine; Ansicht von Nordwesten, um 1750

In der zweiten Hälfte des 18. Jahrhunderts war genügend Geld vorhanden, den Westteil des Doms wieder aufzubauen. Unter Franz Ignaz Michael Neumann, dem Sohn des Barockbaumeisters Balthasar Neumann, wurde 1772–1778 die klaffende Lücke im westlichen Teil des Langhauses in der ursprünglichen Form geschlossen. Das fast völlig abgetragene Westwerk wurde unter Einbeziehung der romanischen Vorhalle durch eine zeitgemäße barocke Fassade ersetzt. Sie hatte jedoch nur gut 100 Jahre Bestand. Heute noch ist der Bruch vor allem an der Verwendung anderer Mauersteine zu erkennen, das Gesamtbild ist jedoch einheitlich. Dieser frühe Akt einer rekonstruktiven Denkmalpflege lässt sich mit den eher begrenzten Geldmitteln der Stadt erklären: Ein barocker Neubau des Langhauses hätte auch den Neubau des Chors zur Folge haben müssen, um einen ästhetisch ansprechenden Raumeindruck zu erhalten.

### Französische Revolution und 19. Jahrhundert

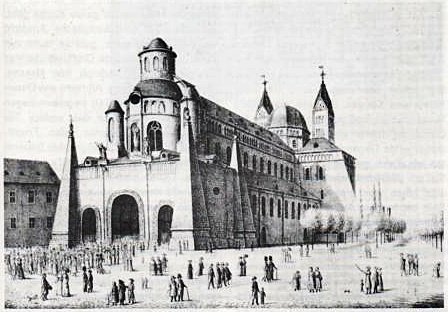
Dom mit barockem Westwerk von Franz Neumann; Lithografie, 1826, Johann Gerhard Ruland

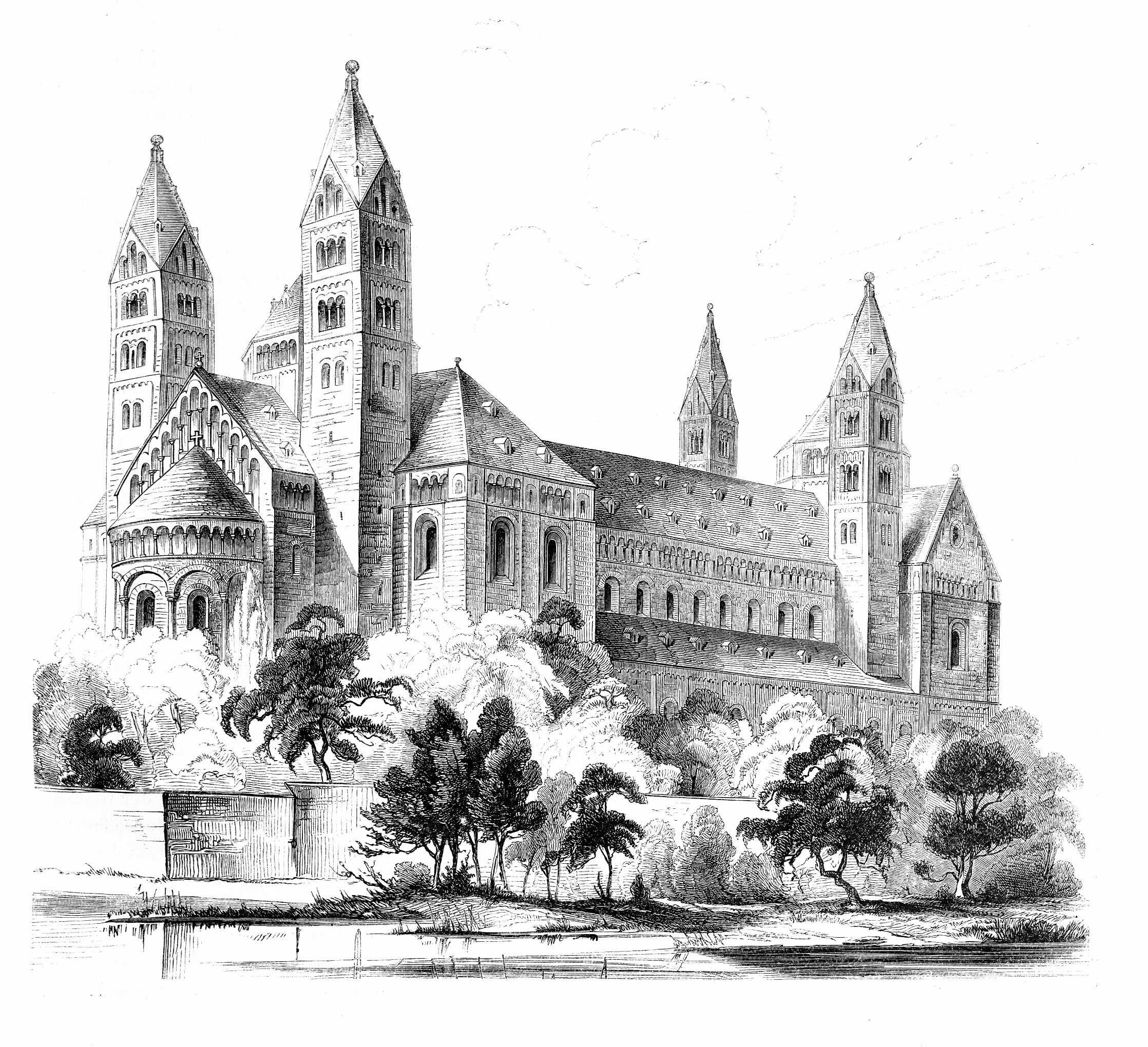
Dom zu Speyer von Nordosten gesehen, Holzschnitt um 1850, August Essenwein

Im Jahr 1794 verwüsteten Revolutionstruppen den Dom und das Gotteshaus wurde profaniert. Dabei ging die ganze Innenausstattung verloren, auch das Marienbildnis wurde dabei zerstört. Unter Napoleon Bonaparte nutzten die französischen Truppen den Dom als Viehstall sowie als Futter- und Materiallager. Nachdem im Frieden von Lunéville vom 9. Februar 1801 die linksrheinischen Gebiete völkerrechtlich verbindlich an Frankreich abgetreten worden waren, ging der Dom in das Eigentum der französischen Regierung über. Im Konkordat von 1801 bzw. in der Zirkumskriptionsbulle Qui Christi Domini vices vom 29. November 1801 anerkannte Papst Pius VII. die Aufhebung des Bistums Speyer und die Zuordnung der dortigen katholischen Gemeinde zum Bistum Mainz. Da der Dom baufällig war, sollte er infolge eines Baugutachtens des Architekten Peter Henrion im Jahr 1805 abgerissen werden, wobei der Rest des Westbaus als Triumphbogen umgebaut werden sollte. Der Stadtrat von Speyer weigerte sich jedoch, die für den Abriss notwendigen Kosten zu übernehmen. Nachdem der Mainzer Bischof Joseph Ludwig Colmar seine guten Beziehungen zur Frau Napoleons, Kaiserin Joséphine de Beauharnais sowie zum französischen Kultusminister Jean-Étienne-Marie Portalis dazu genutzt hatte, diese von der überragenden kulturellen Bedeutung des Doms zu überzeugen, erklärte sich Napoleon einverstanden, die bereits erlassene Abrissverfügung zurückzunehmen.
Mit kaiserlichem Dekret vom 23. September 1806 verfügte er die Rückgabe des Doms an die Katholiken von Speyer, die darin auch für die künftigen Unterhaltskosten verantwortlich gemacht wurden. Da zu diesem Zeitpunkt die als Kirchenstiftung errichtete Speyerer Domgemeinde die einzige in der Stadt existierende katholische juristische Person war, übernahm diese im Rahmen einer öffentlichen Zeremonie am 3. November 1806 das Eigentum an der Kathedrale aus der Hand des Bürgermeisters Ludwig Sonntag in seiner Funktion als Vertreter des französischen Staats.
Nach der Niederlage Napoleons wurde das Bistum 1817 auf linksrheinischem Gebiet neu errichtet, und der Dom diente nicht mehr nur als Pfarr-, sondern daneben auch wieder als Bischofskirche; 1818 bis 1822 wurde er saniert und 1822 neu geweiht. Von 1846 bis 1853 schufen die Maler Johann von Schraudolph und Joseph Schwarzmann im Auftrag Ludwigs I. von Bayern Fresken im Nazarener Stil.

#### Ausmalung

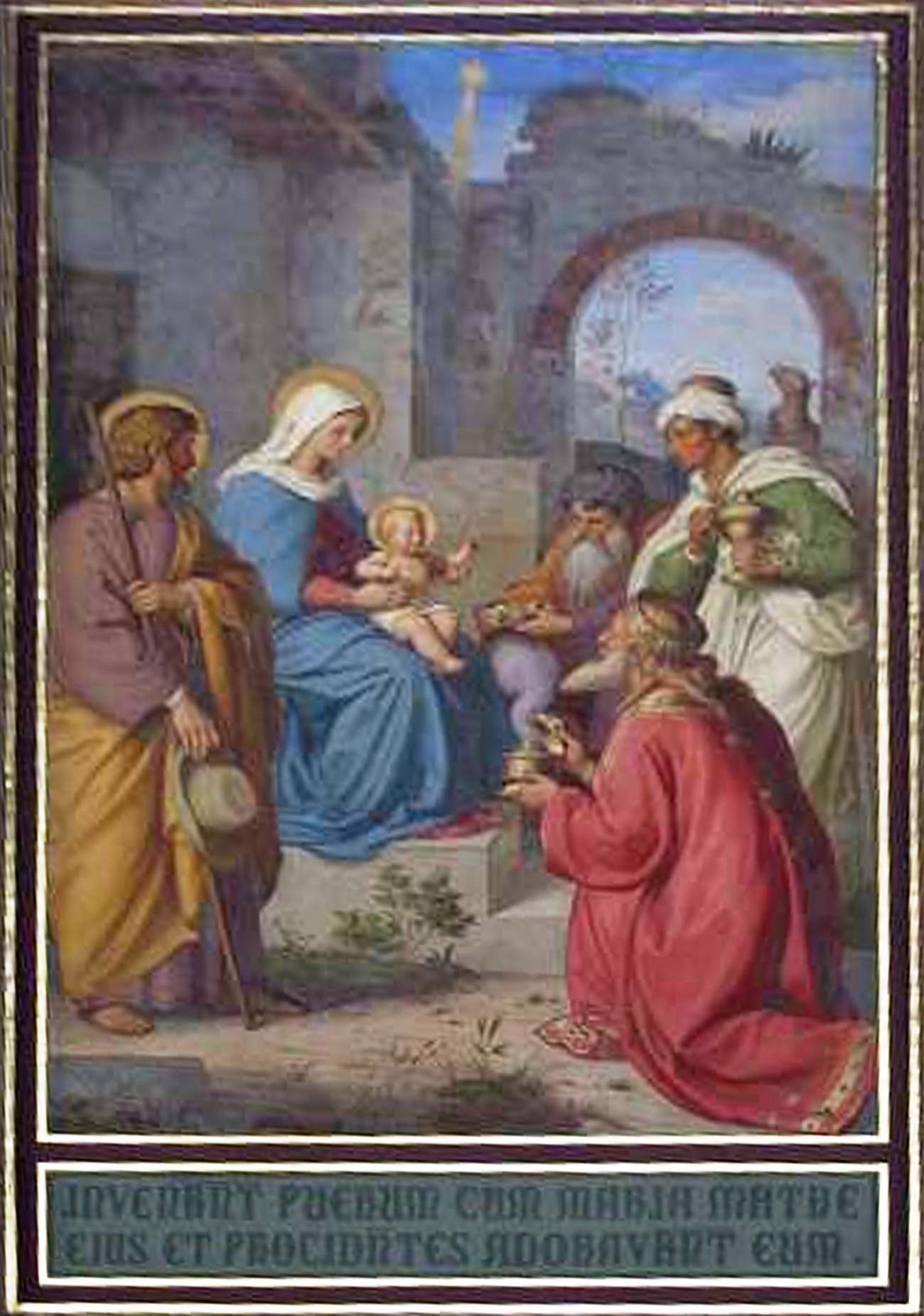
Fresko im Hauptschiff im Stil der Nazarener

Als König Ludwig I. von Bayern am 21. März 1843 in sein Tagebuch schrieb, dass ihm der Gedanke gekommen sei, den Speyerer Dom „innen bemalen zu lassen“, war er von der Idee geleitet, das Volk zum Sinn für das Schöne und Gute zu erziehen und so auch das Nationalgefühl zu stärken. Kunst solle „nicht Biskuit fürs Volk, sondern tägliches Brot“ sein.
Am 13. Juni 1843 besuchte König Ludwig Speyer, mit im Gefolge waren auch Oberbaurat Friedrich von Gärtner, Johann Baptist Schraudolph und dessen Lehrer Akademieprofessor Heinrich Hess.
Sie besichtigen den Dom – die Bevölkerung musste draußen warten. Als König Ludwig mit seinem Gefolge den Dom verließ, stand fest: „Ich habe mich entschlossen, den Dom malen zu lassen. Im Jahre 1845 wird angefangen!“
Das Bildprogramm besprachen die beiden Künstler dann sogleich mit Bischof Nikolaus von Weis.
Hess bat wegen seines fortgeschrittenen Alters, die Arbeit allein Schraudolph zu übertragen; mit ihm wurde dann 1844 ein Vertrag geschlossen, in dem das Bildprogramm der Ausmalung in groben Zügen festgeschrieben wurde. Die Themen waren durch die Heiligen vorgegeben, denen der Dom geweiht war. Erste Patronin des Domes ist die Gottesmutter Maria.

##### Entfernte Bilder

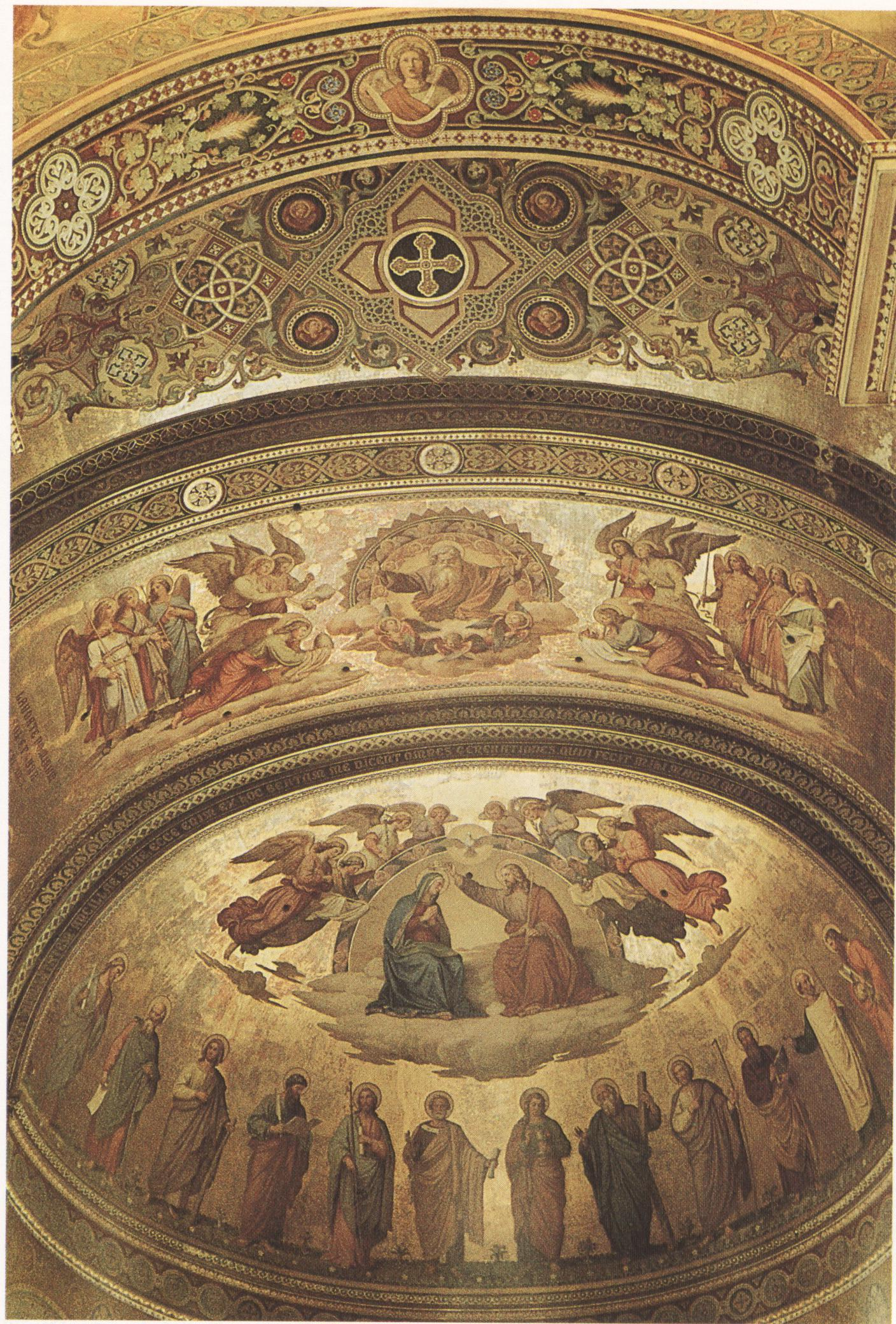
Chor und Apsis, noch mit Bemalung des 19. Jahrhunderts

Zur Realisierung des Bildprogramms mussten Malflächen geschaffen werden; dazu wurden Fenster und Nischen zugemauert, Gesimse abgeschlagen und die Wände dick verputzt. Das Bildprogramm fand dann seinen Höhepunkt im Bild der Krönung Mariens in der Apsis, unter dem Apsisbild die zwölf Apostel, vier Kirchenväter und vier Ordensstifter. Insgesamt umfasste das Bildprogramm 123 Bilder mit 470 überlebensgroßen Figuren.
Der Marienzyklus im Chorraum gipfelte im Bild von der Himmelfahrt und Krönung Mariens. Es war der Abschluss und Höhepunkt des Marien-Zyklus nach der Konzeption von Schraudolph. Es wurde 1846 gemalt und bei der Renovierung des Domes 1959/1960 abgenommen.
Auf dem Bild krönte Jesus seine Mutter Maria: Beide saßen auf einem Wolkengebilde, umgeben von einem goldenen Halbrund, das eingefasst war von einem blauen Band mit geflügelten Engelsköpfen. Maria hatte ihren Kopf demütig nach vorn geneigt und ihre Hände gefaltet. Jesus hielt ihr mit seiner rechten Hand eine Krone über ihren Kopf; in der linken Hand trug er ein Zepter. Acht Engel umschwebten die Szene.
In der Mitte über dem goldenen Halbrund, schwebte vor einem goldenen Kreis die Taube als Symbol des Heiligen Geistes. Gottvater, dargestellt als alter Mann, hatte die Arme ausgebreitet, als ob er den Heiligen Geist aussandte und die Krönung Marias segnete.
Unter dem Bild von der Krönung Marias waren die zwölf Apostel, versehen mit ihren Symbolen, dargestellt.

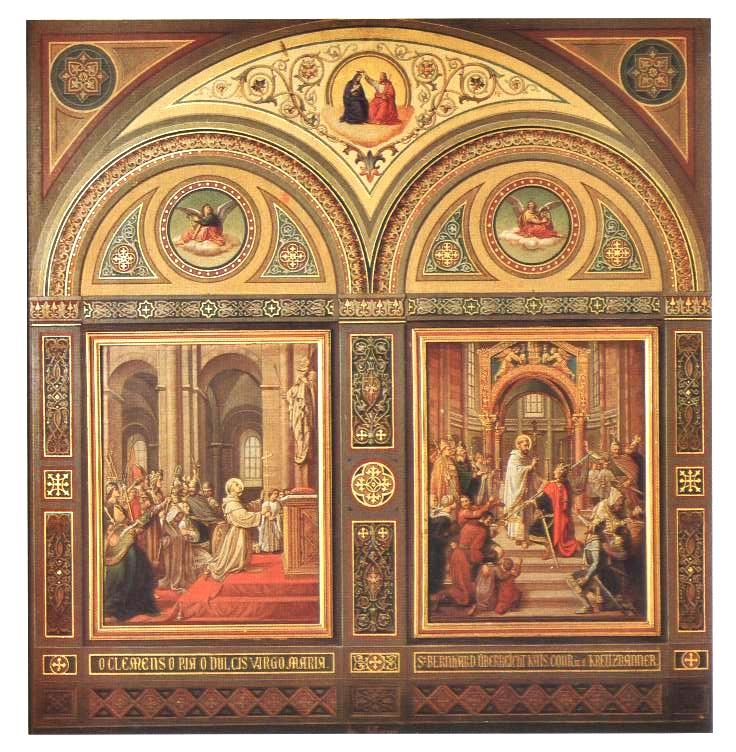
Monumentalfresken von Schraudolph umgeben mit Dekorationsmalerei von Joseph Schwarzmann, zerstört 1960

Neben überschwänglichen Lobeshymnen gab es schon gegen Ende der Ausmalung kritische Kommentare, dass die Figuren zu steif und die Farben zu süßlich seien. Dieser Vorwurf des Kitsches war auch 1957 ein Hauptargumente, um etwa zwei Drittel der Fresken abzuschlagen.
Der 5 Zentimeter dicke Kalkverputz wurde großflächig samt der sich darauf befindlichen Malerei abgeschlagen.
Der Restaurator Otto Schulz fand eine Methode, einige große Wandfresken zu retten: Die Farbschicht der Bilder wurde mehrmals täglich mit Kasein bestrichen und mit ganz dünnen Leinenflicken belegt, die in heißen Glutinleim getaucht waren. Nach dem Erkalten konnten diese Stoffbahnen abgerollt werden, auf deren Rückseite sich die von der Wand gelöste Farbschicht befand. Dadurch sind seit 2012 im Kaisersaal des Domes die von Otto Schulz abgenommenen Fresken für die Öffentlichkeit wieder zugänglich.
Nicht mehr nachvollziehen kann man heute aus heutiger denkmalpflegerischer Sicht die Vernichtung eines Großteils der Ausmalung in den Jahren 1957 bis 1961.

##### Erhaltene Fresken

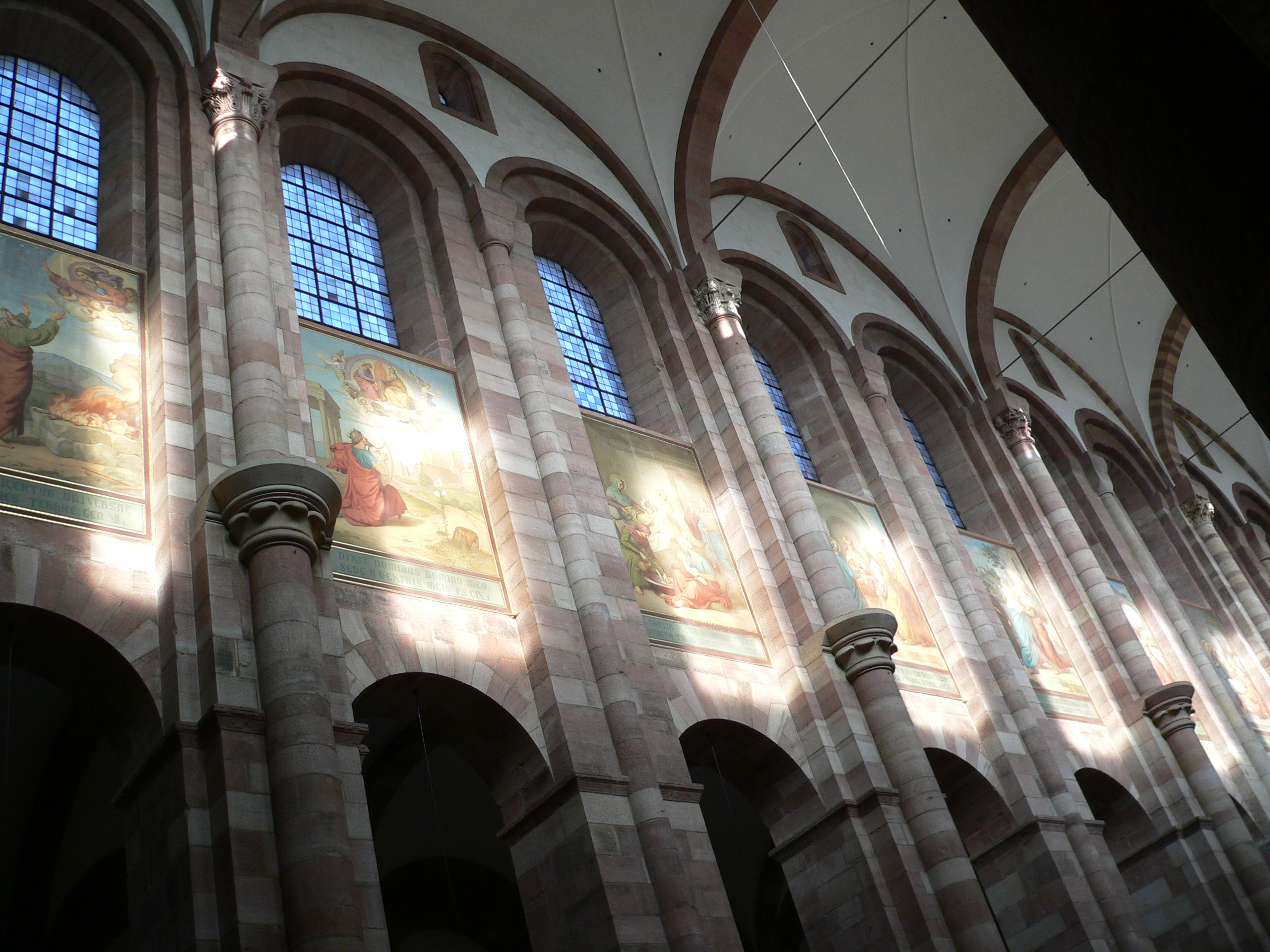
Heutiger Rest der Schraudolph-Gemälde

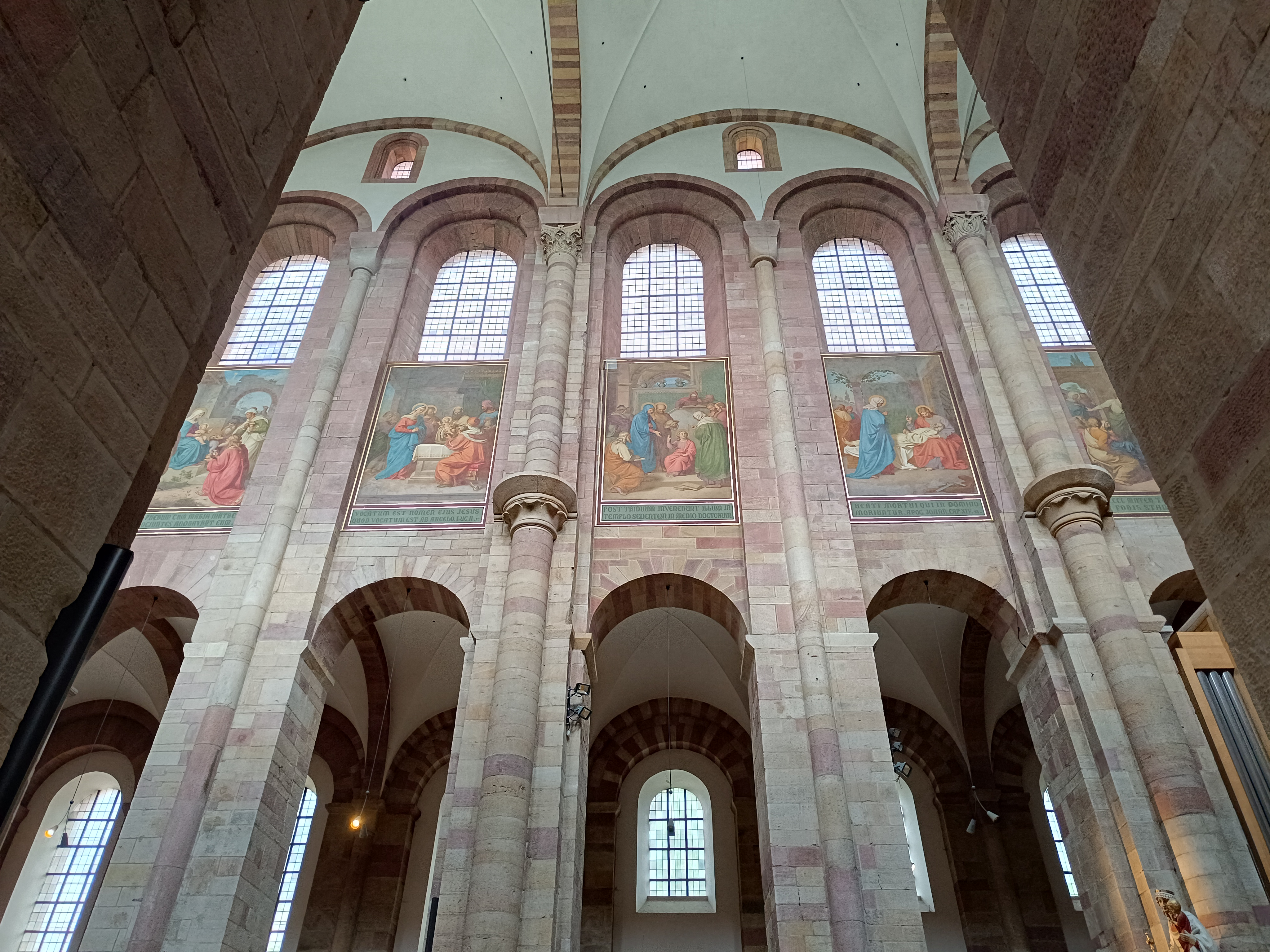

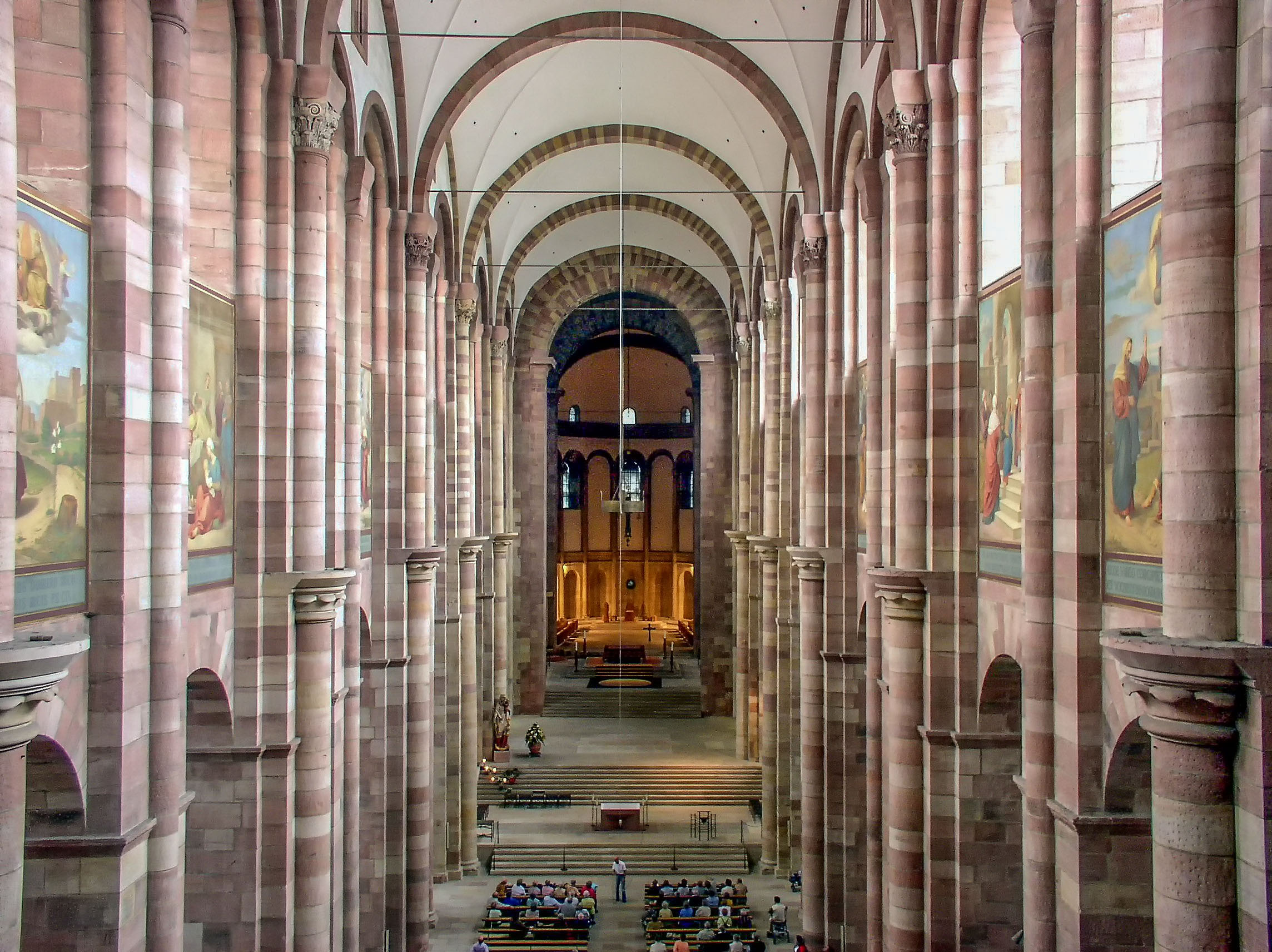
Blick vom Westen auf den Hauptaltar

Im Mittelschiff wurden 24 großformatige Bilder geschaffen, sechs Bilder sind dem Alten Testament entnommen, auf denen Szenen zu sehen sind, in denen Maria und ihre herausragende Stellung in der Heilsgeschichte vorgebildet sind; dann folgen 18 Bilder aus dem Marienleben. Sie befinden sich in großer Höhe und sind nur mühsam zu betrachten. Die anderen Bilder wurden entfernt und zum Teil dadurch zerstört.
Der Zyklus beginnt mit der Vertreibung aus dem Paradies, die im ersten Wandfeld links auf der Wand des Mittelschiffs zu sehen ist. Die Titel der Bilder und die lateinischen Bildunterschriften lauten:
1. Johann Baptist Schraudolph (1853): „Ausweisung aus dem Paradies“: Ipsa conteret caput tuum et tu insidiaberis calcaneo eius. (Genesis 3,15) (Sie wird dir den Kopf zertreten, und du wirst nach ihrer Ferse schnappen.)
2. Andreas Mayr (1853): „Noahs Dankopfer“: Arcum meum ponam in nubibus et erit signum foederis. (Genesis 9,13) (Meinen Bogen will ich in die Wolken setzen, und er soll ein Zeichen des Bundes sein.)
3. Georg Mader (1853): „Vision des Abraham“: In te benedicentur universae cognationes terrae. (Gen 12,3) (In dir sollen gesegnet werden alle Geschlechter der Erde.)
4. Adolph Baumann (1853): „Berufung des Moses“: Apparuit Moysi Dominus in flamma ignis de medio rubi. (Exodus 3,2) (Der Herr erschien Mose in der Flamme des Feuers in der Mitte des Dornbuschs.)
5. Georg Mader (1853): „Vision des David“: Dixit dominus Domino meo: Sede a dextris meis. (Buch der Psalmen 109,9) (Der Herr sprach zu meinem Herrn: Setz dich zu meiner Rechten.)
6. Andreas Mayr (1853): „Weissagung des Jesaja“: Ecce, virgo concipiet et pariet filium et vocabitur nomen ejus Emmanuel. (Siehe eine Jungfrau wird empfangen und einen Sohn gebären. Und sein Name wird sein Emmanuel.)
7. Max Bentele (1853): „Geburt Marias“: Ave gratia plena Dominus tecum. Benedicta tu in mulieribus. (Evangelium nach Lukas 1,28) (Gegrüßet seist du, Maria, voller Gnade, der Herr ist mit dir, du bist gebenedeit unter den Frauen.)
8. Andreas Mayr (1852): „Tempelgang Marias“: In habitatione sancta coram ipso ministravi. (Kohelet 24,14) (Im heiligen Haus, vor ihm selbst habe ich gedient.)
9. Max Bentele (1853): „Vermählung Maria mit Josef von Nazaret“: Virgo desponsata viro cui nomen erat Joseph et nomen virginis Maria. (Evangelium nach Lukas 1,27) (Die Jungfrau war verlobt mit einem Mann, der Joseph hieß, und der Name der Jungfrau war Maria.)
10. Johann Baptist Schraudolph (1852): „Verkündigung an Maria“: Ecce ancilla Domini, fiat mihi secundum verbum tuum. (Evangelium nach Lukas 1,38) (Siehe, ich bin die Magd des Herrn, mir geschehe nach deinem Wort.)
11. Max Bentele (1852): „Mariä Heimsuchung“: Et intravit in domum Zachariae et salutavit Elizabeth. (Evangelium nach Lukas 1,40) (Und sie betrat das Haus des Zacharias und grüßte Elisabeth.)
12. Andreas Mayr (1851): „Geburt Jesu Christ“: Et peperit filium primogenitum. (Evangelium nach Lukas 2,7) (Und sie gebar ihren ersten Sohn.)
13. Johann Baptist Schraudolph (1852): „Anbetung der Könige“: Invenerunt puerum cum Mariam matre eius et procidentes adoraverunt. (Matth. 2,11) (Und sie fanden den Knaben mit seiner Mutter Maria, und sie fielen nieder und beteten ihn an.)
14. Georg Mader (1852): „Darstellung Jesu im Tempel“: Et tuam ipsius animam pertransibit gladius. (Evangelium nach Lukas 2,35) (Und auch dir selbst wird ein Schwert durch die Seele dringen)
15. Max Bentele (1851): „Beschneidung Jesu“: Vocatum est nomen ejus Jesus quod vocatum est ab Angelo. (Evangelium nach Lukas 2, 21) (Ihm wurde der Name Jesus gegeben, welcher vom Engel genannt worden war.)
16. Andreas Mayr (1851): „Flucht nach Ägypten“: Accepit puerum et matrem ejus nocte et secessit in Aegyptum. (Evangelium nach Matthäus 2,14) (Er nahm das Kind und dessen Mutter bei Nacht und floh nach Ägypten.)
17. Georg Mader / Johann Baptist Schraudolph (1852): „Der zwölfjährige Jesus im Tempel“: Post triduum invenerunt illum in templo sedentem in medio doctorum. (Evangelium nach Lukas 2,46) (Nach drei Tagen fanden sie ihn im Tempel sitzend mitten unter den Schriftgelehrten.)
18. Andreas Mayr (1852): „Die Heilige Familie in Nazareth“: Venit Nazareth et erat subditus illis. (Evangelium nach Lukas 2,51) (Er kam mit nach Nazareth und war ihnen gehorsam.)
19. Johann Baptist Schraudolph (1851): „Tod Josefs“: Beati mortui qui in Domino moriuntur. (Offenbarung des Johannes 14,13) (Selig sind die Toten, die sterben im Herrn.)
20. Max Bentele (1851): „Hochzeit zu Kana“: Quodcunque dixerit vobis facite. (Evangelium nach Johannes 2,5) (Was immer er euch gesagt hat, das tut.)
21. Max Bentele (1852): „Jesus als Lehrer“: Ecce mater tua et fratres tui foris stant quaerentes te. (Evangelium nach Lukas 8,20) (Siehe, draußen stehen deine Mutter und deine Brüder und suchen dich.)
22. Johann Baptist Schraudolph (1851): „Kreuzigung Jesu“: Stabat autem iuxta crucem Jesu maria mater ejus. (Evangelium nach Johannes 19,25) (Unter dem Kreuz Jesu aber stand Maria, seine Mutter.)
23. Max Bentele (1852): „Der Auferstandene erscheint Maria“: Surrexit Dominus vere. (Evangelium nach Lukas 24,34) (Der Herr ist wahrhaftig auferstanden.)
24. Johann Baptist Schraudolph (1852): „Sendung des Heiligen Geistes“:Et apparuerunt illis dispertitae linguae tamquam ignes. (Apostelgeschichte des Lukas 2,3) (Und es erschienen ihnen Zungen, die sich teilten wie Feuer.)

Begonnen wurde mit der Ausmalung im Juni 1846, abgeschlossen war sie im Oktober 1853. Schraudolph wurde bei seiner Arbeit unterstützt von 14 Malern, deren Arbeiten er überwachte und gelegentlich korrigierte.

#### Westfassade

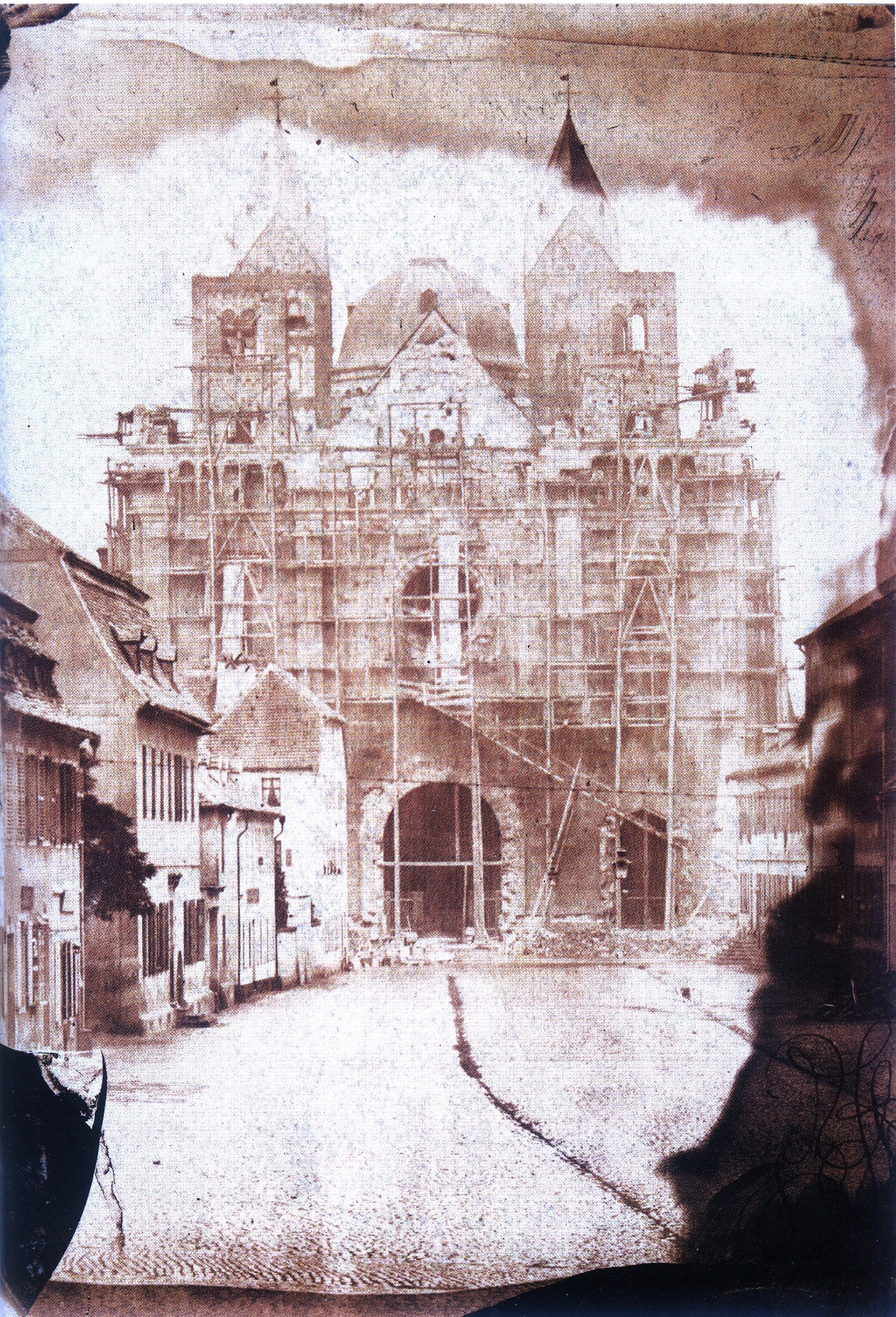
Neubau der Westfassade, 1857, Abzug auf Albuminpapier

Im Auftrag des ehemaligen bayerischen Königs Ludwig I., des österreichischen Kaisers Franz Joseph I. und des Herzogs Adolph von Nassau kam es von 1854 bis 1858 zu einer Neuerrichtung des Westbaus im neuromanischen Stil.
Heinrich Hübsch, einer der renommiertesten Architekten des frühen Historismus, orientierte sich frei am ursprünglichen Westbau, indem er Mittelturm und zwei kleinere Flankentürme aufgriff, wich jedoch von der Vorlage sowohl bei der Materialwahl als auch bei den Proportionen erheblich ab. Die Erneuerung der Westfassade und die Ausmalung des Doms wurden im 19. Jahrhundert als „großes Werk“ angesehen. Ludwig I. war der Überzeugung, dass seit langer Zeit nichts Größeres geschaffen wurde als die Fresken im Speyerer Dom.
Um die Wende zum 20. Jahrhundert kam es zu einem Stimmungsumschwung: Georg Dehio beklagte 1916 vorsichtig, unter den Unglücken, die den Dom getroffen hätten, seien die Veränderungen des 19. Jahrhunderts nicht die kleinsten gewesen.

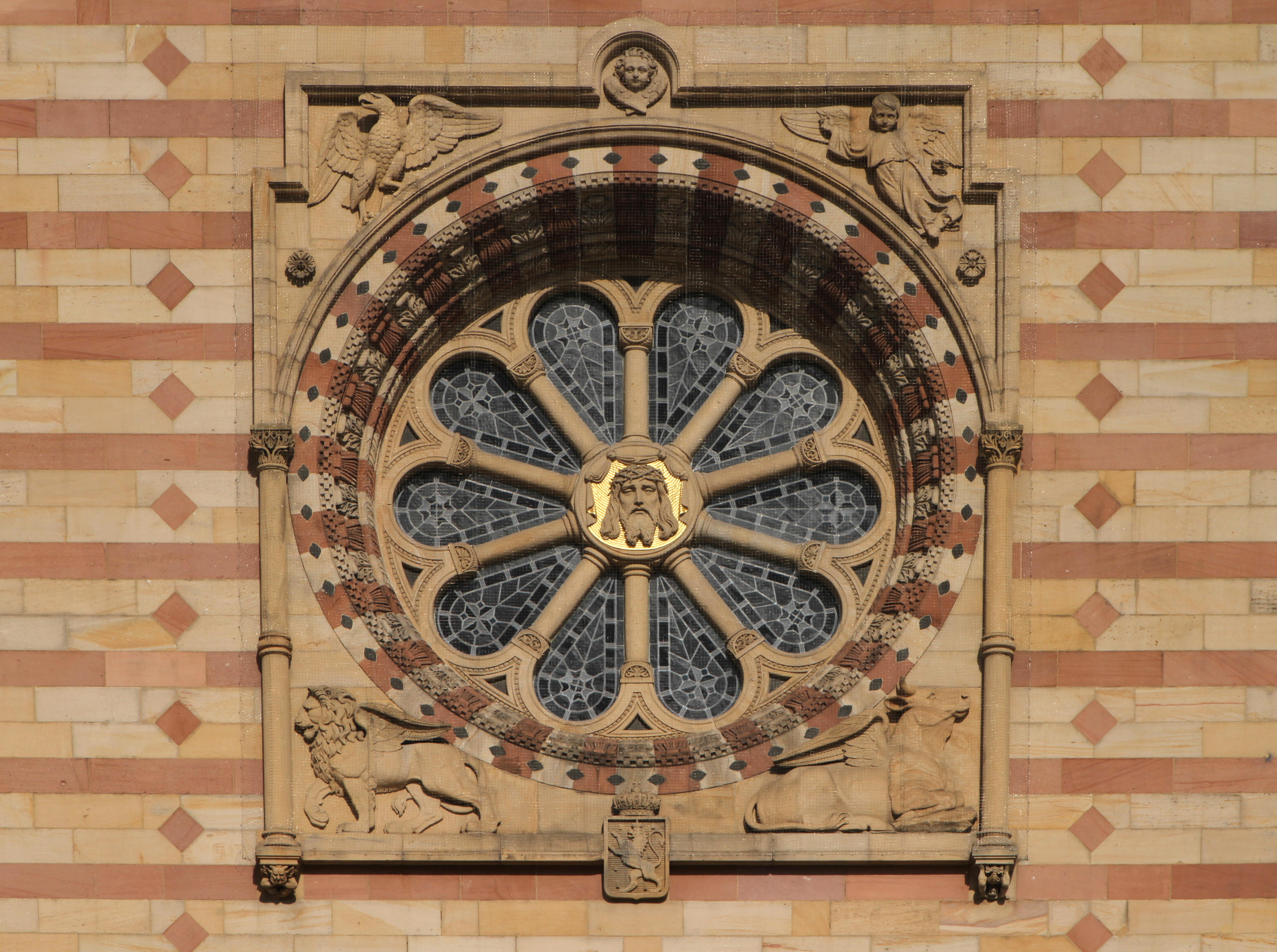
Fensterrosette mit Christuskopf

Die heutige neuromanische Westfassade wurde 1854 bis 1858 vom Architekten Heinrich Hübsch in Anlehnung an die romanische Westfassade errichtet, wobei er mit dem Wechsel von rotem und weißem Stein auf eine Bauform der romanisch-salischen Periode zurückgriff. Im Gegensatz zur romanischen Fassade ist die von Hübsch errichtete Westfassade reich verziert.
So verfügt die Fassade etwa in der Mitte über eine von zwei Rundbogenfenstern flankierte große Fensterrosette in deren Mitte sich ein vom Wiesbadener Künstler Emil Hopfgarten geschaffener Christuskopf befindet. Die Rosette wird von einem Quadrat umrahmt, in dessen Ecken sich die Symbole der vier Evangelisten befinden.
Diese Symbole wurden wie der übrige Ornamentschmuck und alle Tier- und Kleinfiguren vom lokalen Bildhauer Gottfried Renn geschaffen.
Zu diesen Figuren gehört auch die Trägerfigur eines Speyerer Brezelverkäufers, der sogenannte Brezelbu, welche auf einen namentlich noch bekannten Brezelverkäufer am Dom zurückgeht, der in der Zeit der Erbauung des Westwerks allgemein als Original galt.

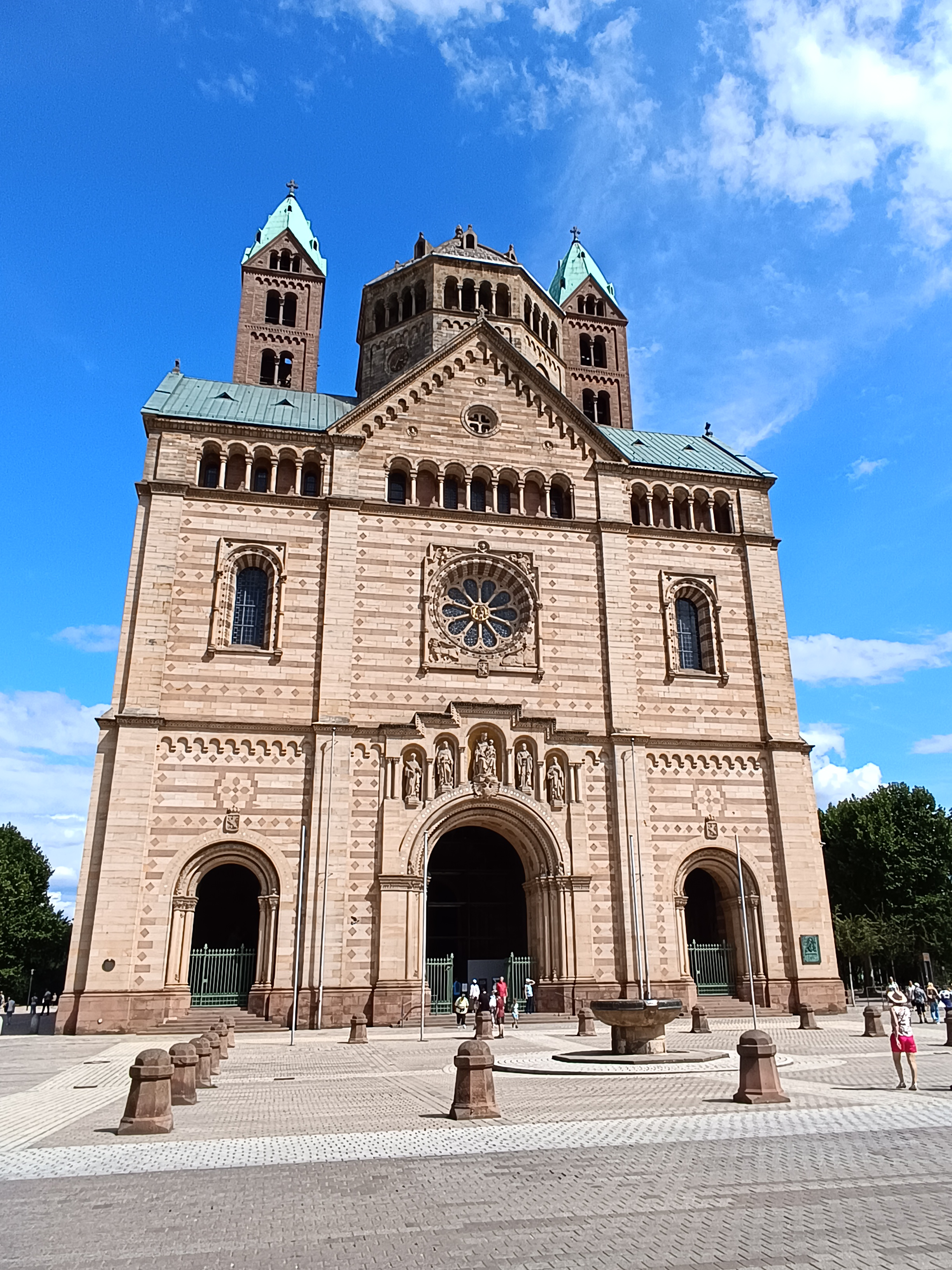
Westfassade
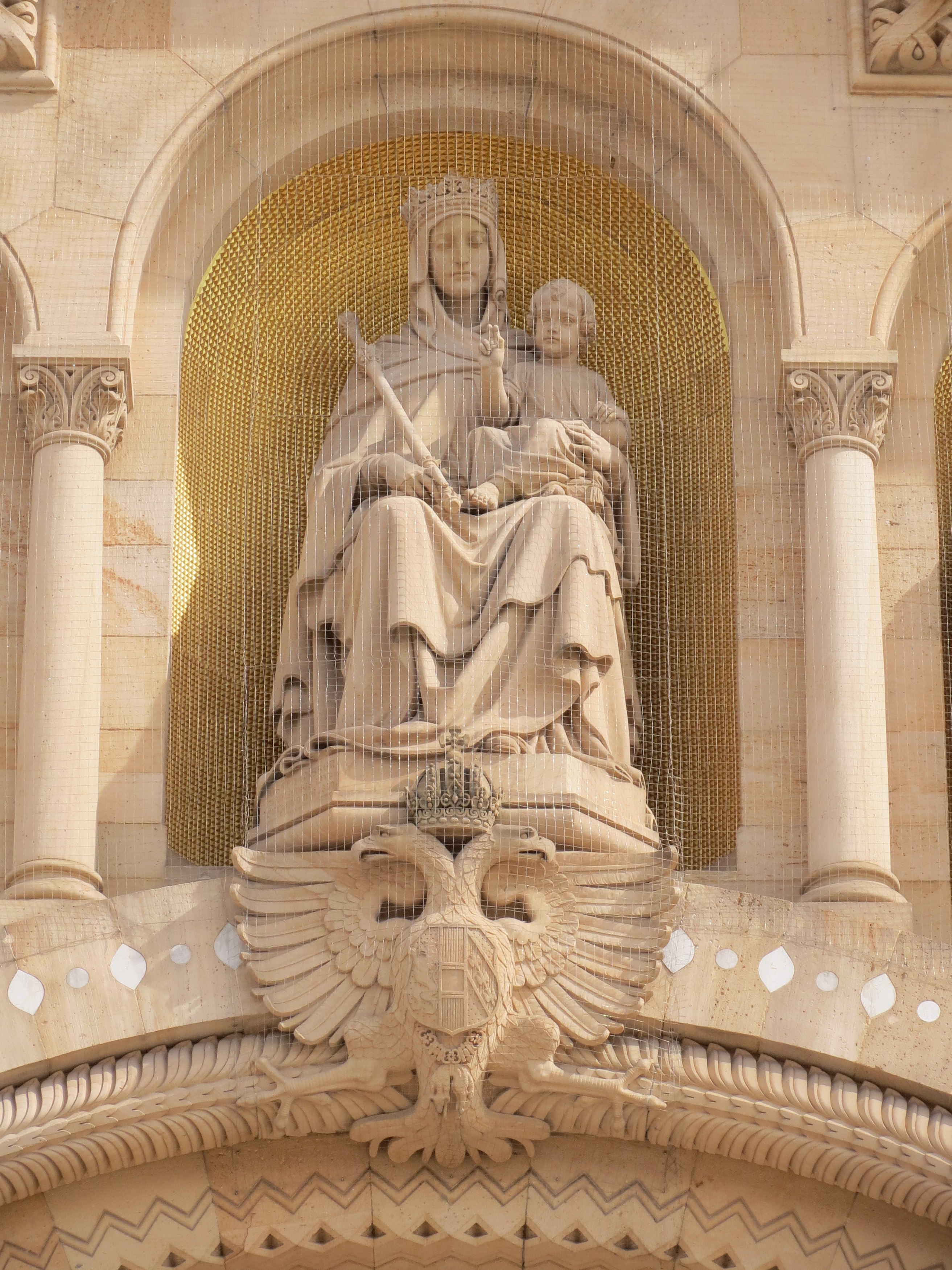
Maria in der Mitte der Schutzpatrone
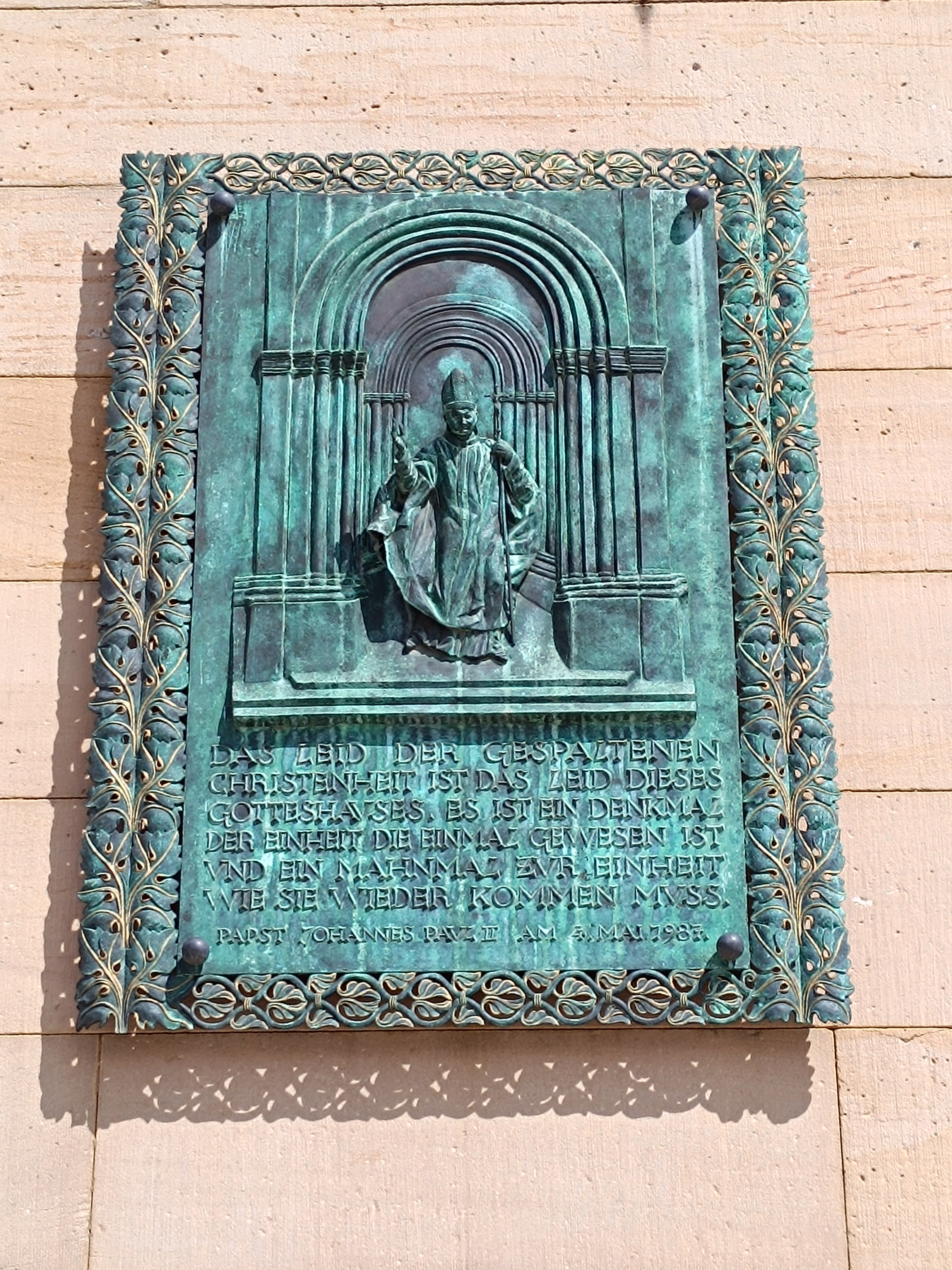
Gedenktafel für den Papstbesuch am 4. Mai 1987
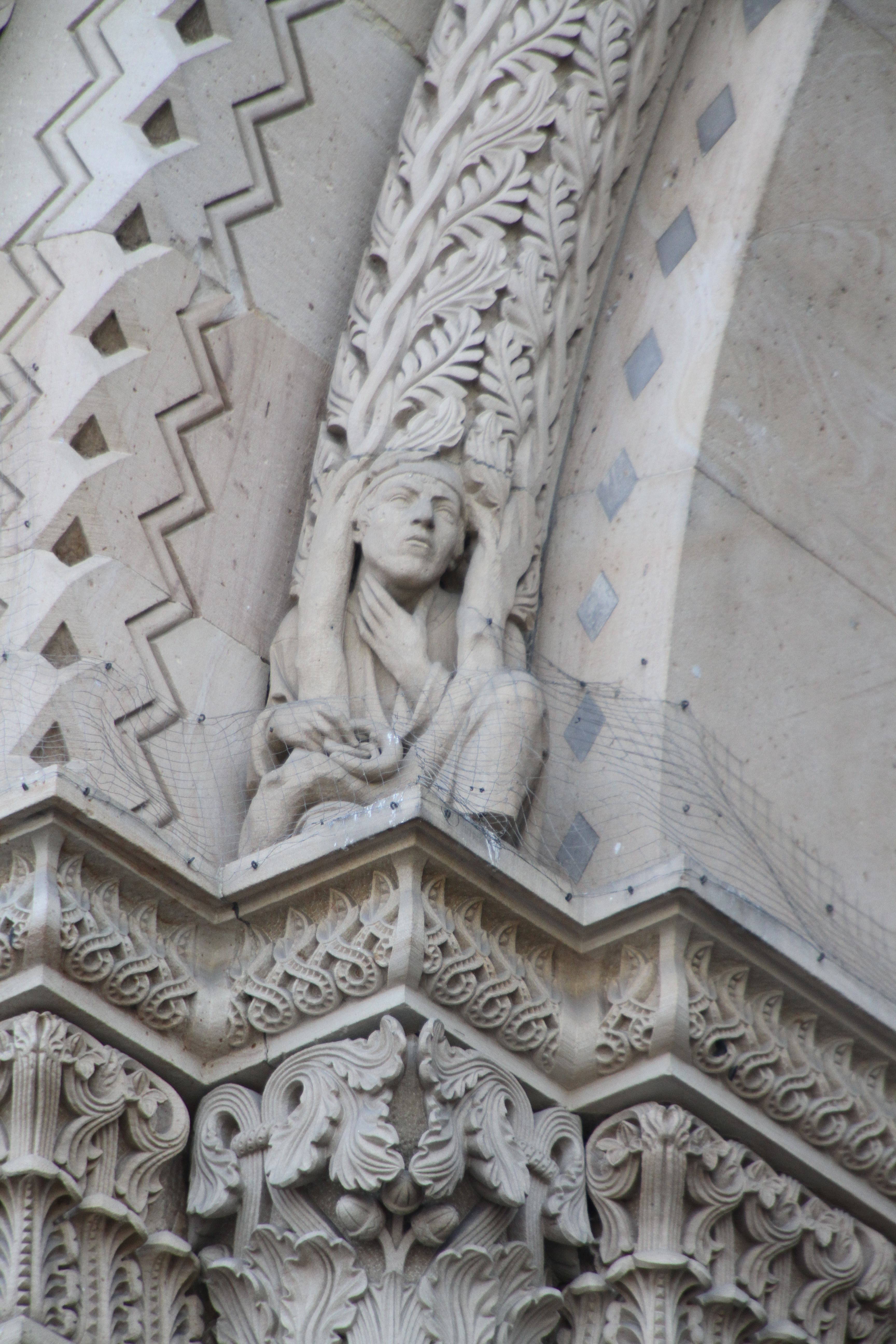
Der Brezelbu als Trägerfigur am Domportal

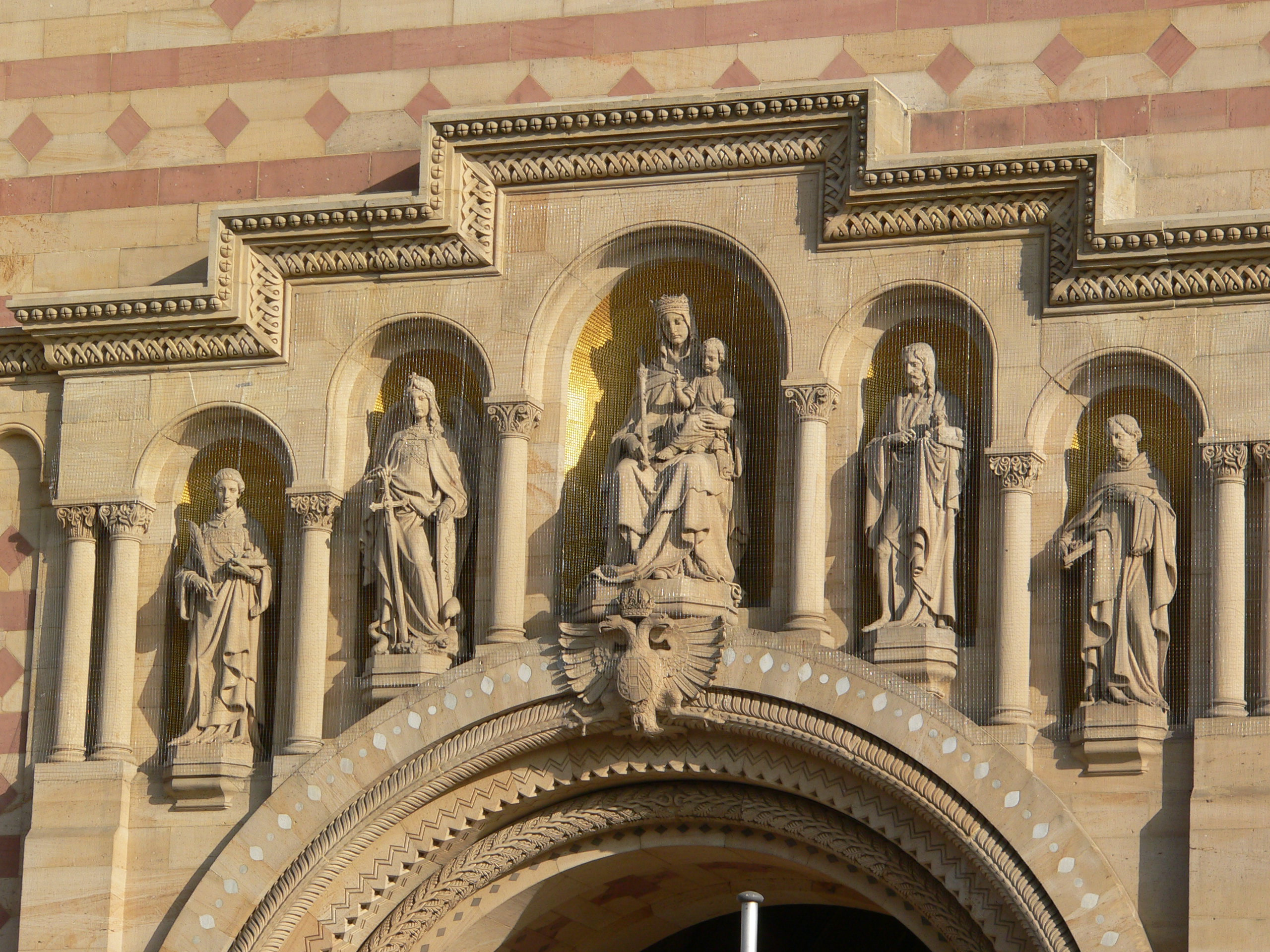
Schutzpatrone des Domes zu Speyer

Über dem Westportal, das sich unterhalb der Rosette befindet, sind Skulpturen der fünf Schutzpatrone des Domes zu sehen. Dies sind (von links nach rechts) der Erzmärtyrer Stephanus, Erzengel Michael, Maria, Johannes der Täufer und Bernhard von Clairvaux.
An die Messe, die Papst Johannes Paul II. am 4. Mai 1987 vor dem Speyerer Dom feierte, erinnert eine Gedächtnistafel, deren Text lautet:
„Das Leid der gespaltenen Christenheit ist das Leid dieses Gotteshauses. Es ist ein Denkmal der Einheit die einmal gewesen ist und ein Mahnmal zur Einheit wie sie wieder kommen muss.“ Papst Johannes Paul II. am 7. Mai 1987

### 20. und 21. Jahrhundert

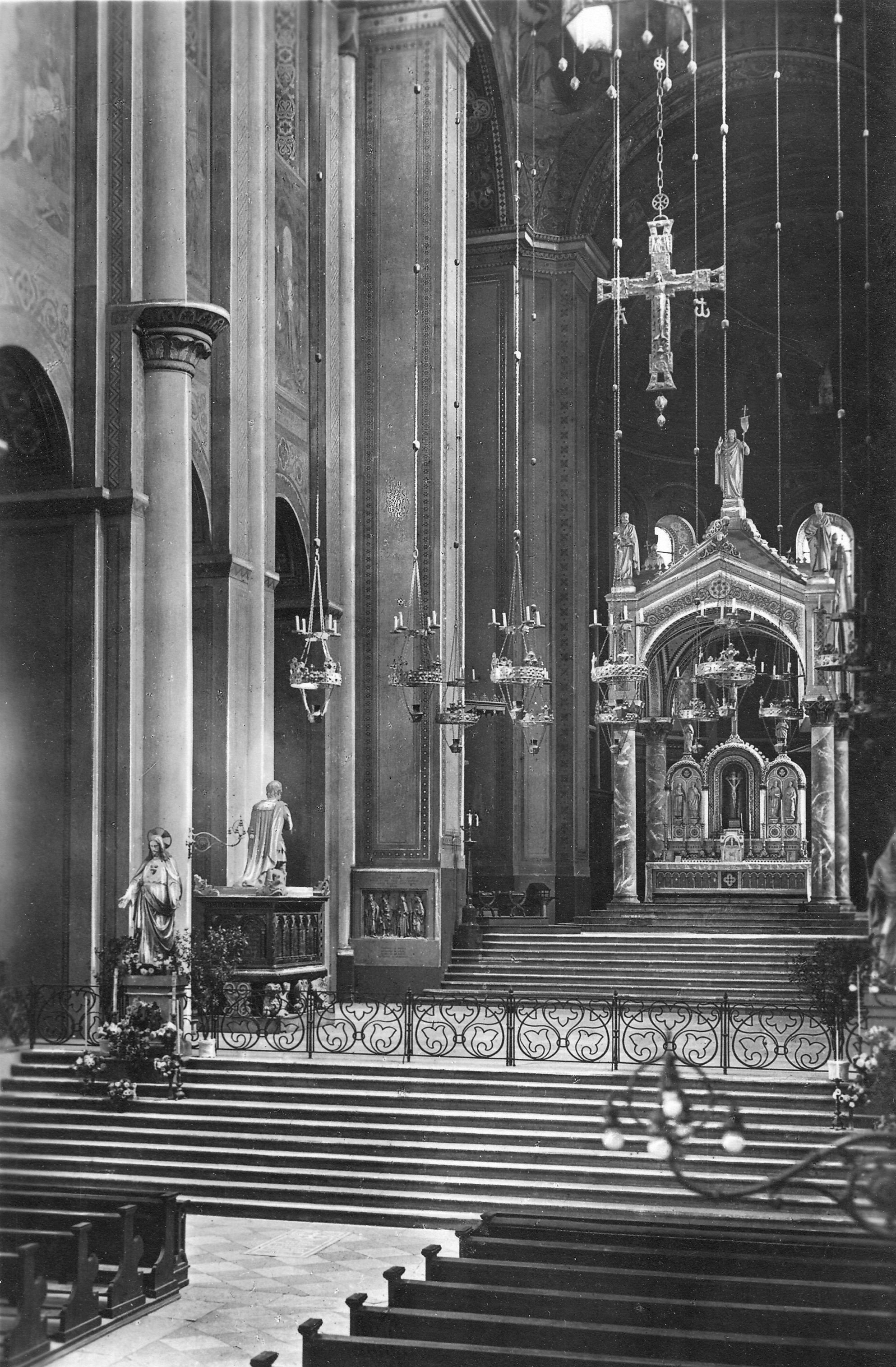
Altar um 1922

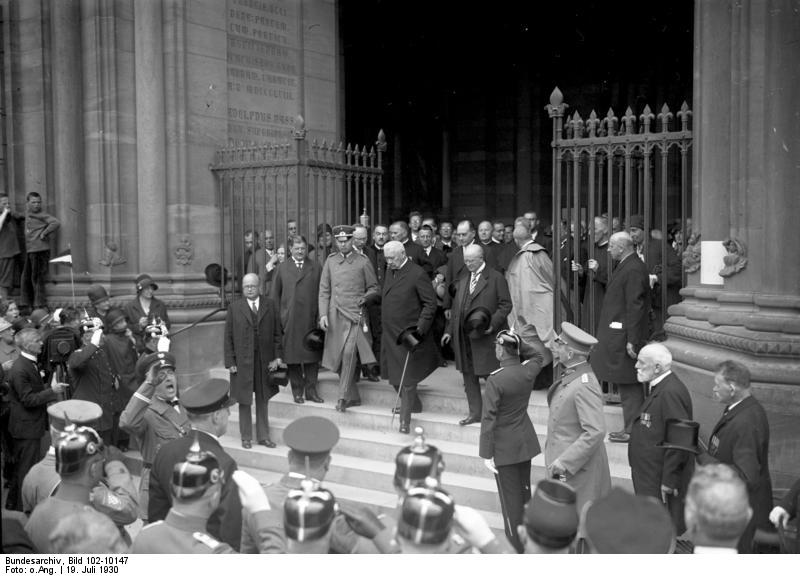
Hindenburg verlässt den Dom

In den Jahren 1900 bis 1906 wurde im Dom eine Grabungskampagne durchgeführt. Die Königs- und Kaisergräber wurden geöffnet und der Inhalt in einer neuen und zugänglichen „Kaisergruft“ unterhalb des östlichen Langhausjochs untergebracht.
1925 wurde der Dom zur Päpstlichen Basilika (Basilica minor) erhoben, ein Ehrentitel für Kirchenbauten von herausragender Bedeutung. Der Titel „soll die Bedeutung dieser Kirche für das Umland hervorheben“.
Mitte des 20. Jahrhunderts wurde der Bau reromanisiert. Die Ausmalung des 19. Jahrhunderts in gutem Zustand wurde bei der Renovierung 1957 bis 1961 mitsamt dem Putz abgenommen. Sie ist in Teilen museal erhalten. An der Wand verblieben die 19 Quadratmeter großen Fresken aus dem Marienzyklus unter den Nord- und Südfenstern des Mittelschiffs. Einige Fresken wurden mit einer neuartigen Technik, bei der die Fresken auf ein speziell präpariertes Tuch aufgezogen wurden, abgenommen. Versuchsfläche für die von Otto Schulz entwickelte Abnahmetechnik waren die Ornamente, die sowieso abgeschlagen werden sollten. Ein missglückter Versuch in den Proben wäre also nicht so schlimm gewesen. Durch diese Technik gelang es, alle Fresken bis auf das über dem Altar befindliche Fresko aus dem Bernhardszyklus, für dessen Abnahme die Zeit fehlte, zu retten.
Unter Leitung von Vitus Wurmdobler wurden einige der abgenommenen Schraudolph-Fresken restauriert. Sie sind seit dem 28. Oktober 2012 im Kaisersaal des Doms zu sehen, der für diesen Zweck hergerichtet wurde.
Bei dieser Renovierung wurden auch die brüchig gewordenen Sandsteinpfeiler durch Zement-Injektionen verstärkt.
Die in der Barockzeit entfernten Querhausgiebel wurden nach Stichen und erhaltenen Beispielen verwandter Bauten wiederhergestellt. Im Bereich der Vierung machte man ebenfalls einige Veränderungen rückgängig, musste jedoch aus statischen Gründen auf eine Entfernung der barocken Verstärkungen verzichten.
In Teilen der heutigen Fachliteratur wird der Speyerer Dom als Musterbeispiel einer nach denkmalpflegerischen Kriterien abzulehnenden „Rückrestaurierung“ dargestellt, wobei jedoch die Rekonstruktionsmaßnahmen in ihrer Form durch Befunde nahezu gesichert und daher nicht als Beispiel einer freien „Romanisierung“ zu verstehen sind.
1996 begann eine große Restaurierungskampagne am Dom. Bis Juni 2007 wurden 15,1 Millionen Euro zur Erhaltung des Doms aufgewendet. Bereits ein Jahr vorher, 1995, gründete das Speyerer Domkapitel mit Blick auf die anstehende große Domrestaurierung zur finanziellen Unterstützung der Dombauverein Speyer. Das Restaurierungskonzept wurde inzwischen verändert und in eine fortlaufende, abschnittsweise Instandhaltung überführt. Rund eine Million Euro werden jährlich für den Erhalt des Doms aufgewandt. Grundsätzlich finanziert das Domkapitel alle am Dom stattfindenden Maßnahmen. Unterstützt wird es dabei vom Land Rheinland-Pfalz, das sich mit der Übernahme von 40 % der Kosten an den substanzerhaltenden Maßnahmen beteiligt. Kontinuierliche Unterstützung bietet darüber hinaus der Dombauverein, dessen Erträge aus Mitgliedsbeiträgen, Spenden und weiteren Einnahmen in den Domerhalt fließen. Maßnahmenbezogene Mittel kommen von der Europäischen Stiftung Kaiserdom zu Speyer, der Deutschen Stiftung Denkmalschutz und der Dr.-Albrecht-und-Hedwig-Würz-Stiftung sowie der Stiftergemeinschaft der Sparkasse Südliche Weinstraße. Bei besonders umfangreichen Maßnahmen unterstützt auch der Bund die Instandhaltung des Doms. Dombaumeisterin ist seit 2019 Hedwig Drabik, als Nachfolgerin von Mario Colletto.

## Architektur

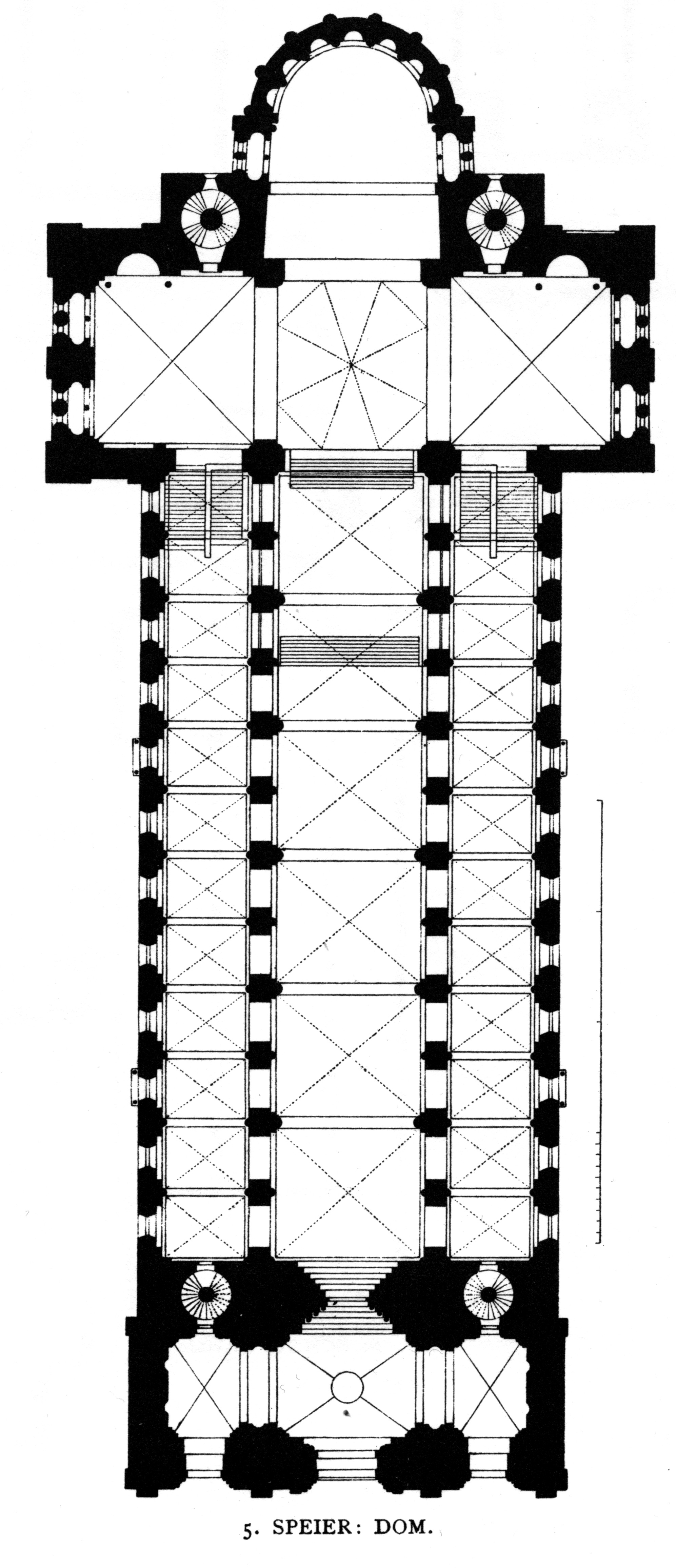
Grundriss des Doms zu Speyer

### Technische Daten
- Gesamtlänge: 134 m (444 Fuß)
- Höhe des Mittelschiffs: 33,00 m (111 Fuß)
- Höhe der Seitenschiffe: 14,40 m
- Breite des Mittelschiffs: 13,90 m
- Breite des nördlichen Seitenschiffes: 7,77 m
- Breite des südlichen Seitenschiffes: 7,96 m
- Breite des Langhauses: 37,62 m
- Höhe der Osttürme: 71,20 m
- Höhe der Westtürme: 65,60 m
- Stärke der Mauer zwischen Vorhalle und Langhaus: 6,37 m

Der Dom zu Speyer nimmt in der romanischen Architektur eine besondere Stellung ein, da er zahlreiche Impulse für die architektonische Entwicklung in ganz Mitteleuropa gab.
Das Äußere des Doms wird durch die Zwerggalerie aufgelockert, die anders als bei den jüngeren Kaiserdomen in Mainz und in Worms um das gesamte Bauwerk führt.

### Kirchenschiffe
Das 70 Meter lange Mittelschiff der dreischiffigen Basilika ist von zwei Seitenschiffen flankiert. Es war vermutlich ursprünglich mit einer hölzernen Flachdecke abgeschlossen, während die Seitenschiffe, der Altarraum und die Krypta eingewölbt waren.

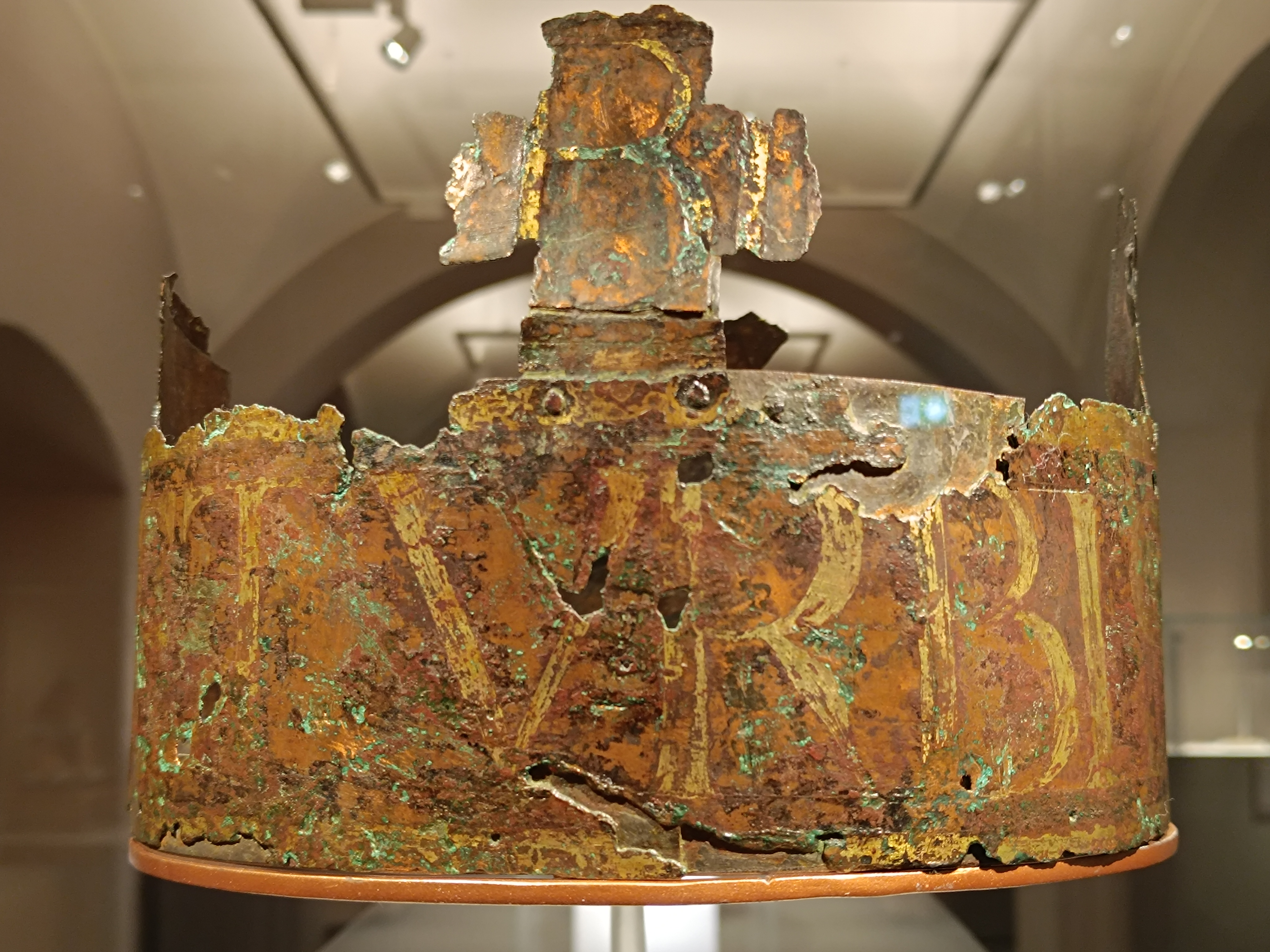
Grabkrone von Konrad II. in der Domschatzkammer.

Die überdimensionale Nachbildung der Grabkrone Kaiser Konrads II. weist auf die Lage der Kaisergräber hin. Die Grabkrone war aus Kupfer und teilweise vergoldet und wurde am 23. August 1900 bei der Öffnung der Kaisergräber im Grab Konrads II. gefunden. Der Reif wird von einem Kreuz und drei Lilien aus Kupferblech überragt. Grabkronen wurden speziell für die Bestattung eines Herrschers angefertigt.

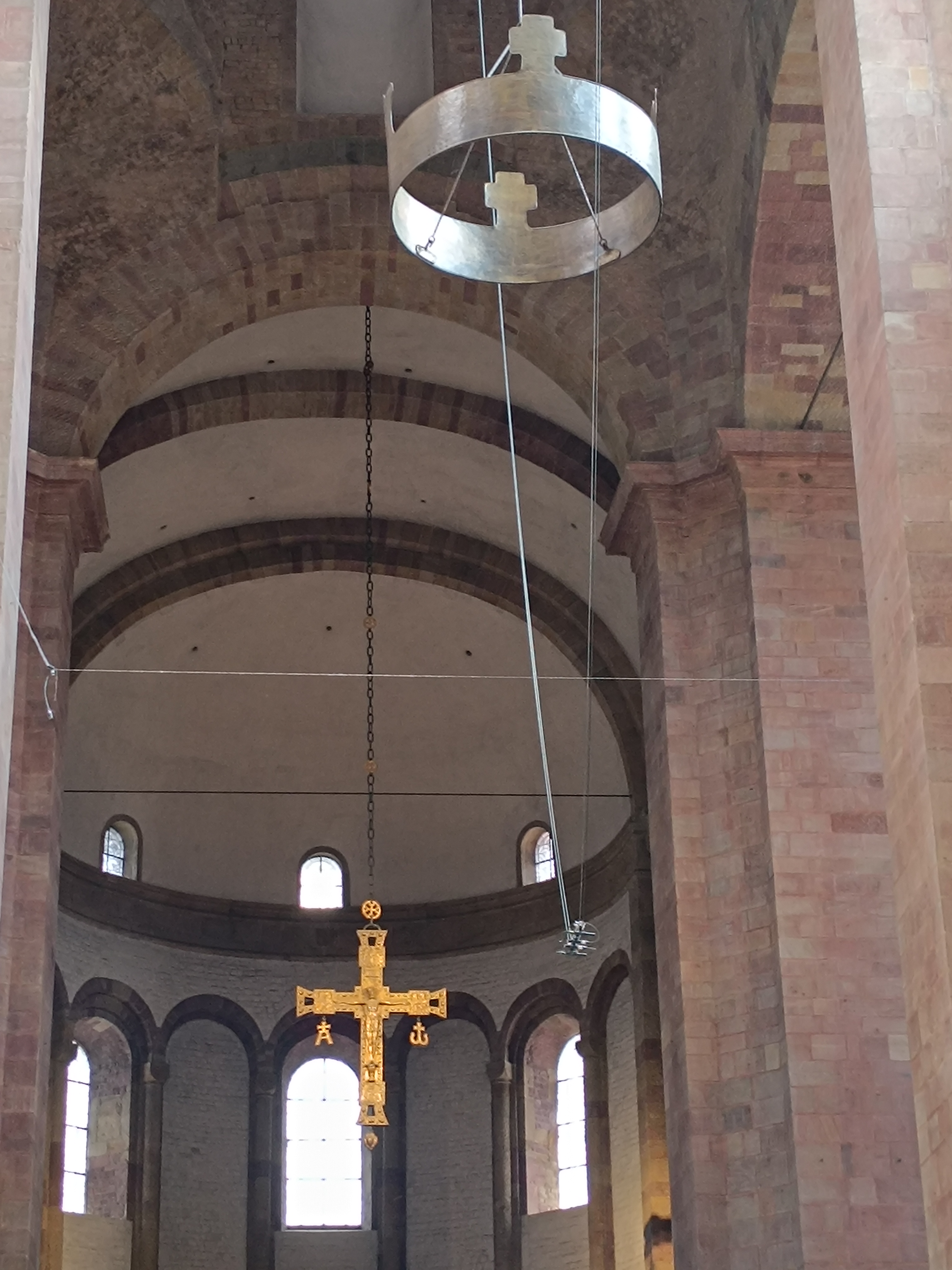
Krone und Triumphkreuz
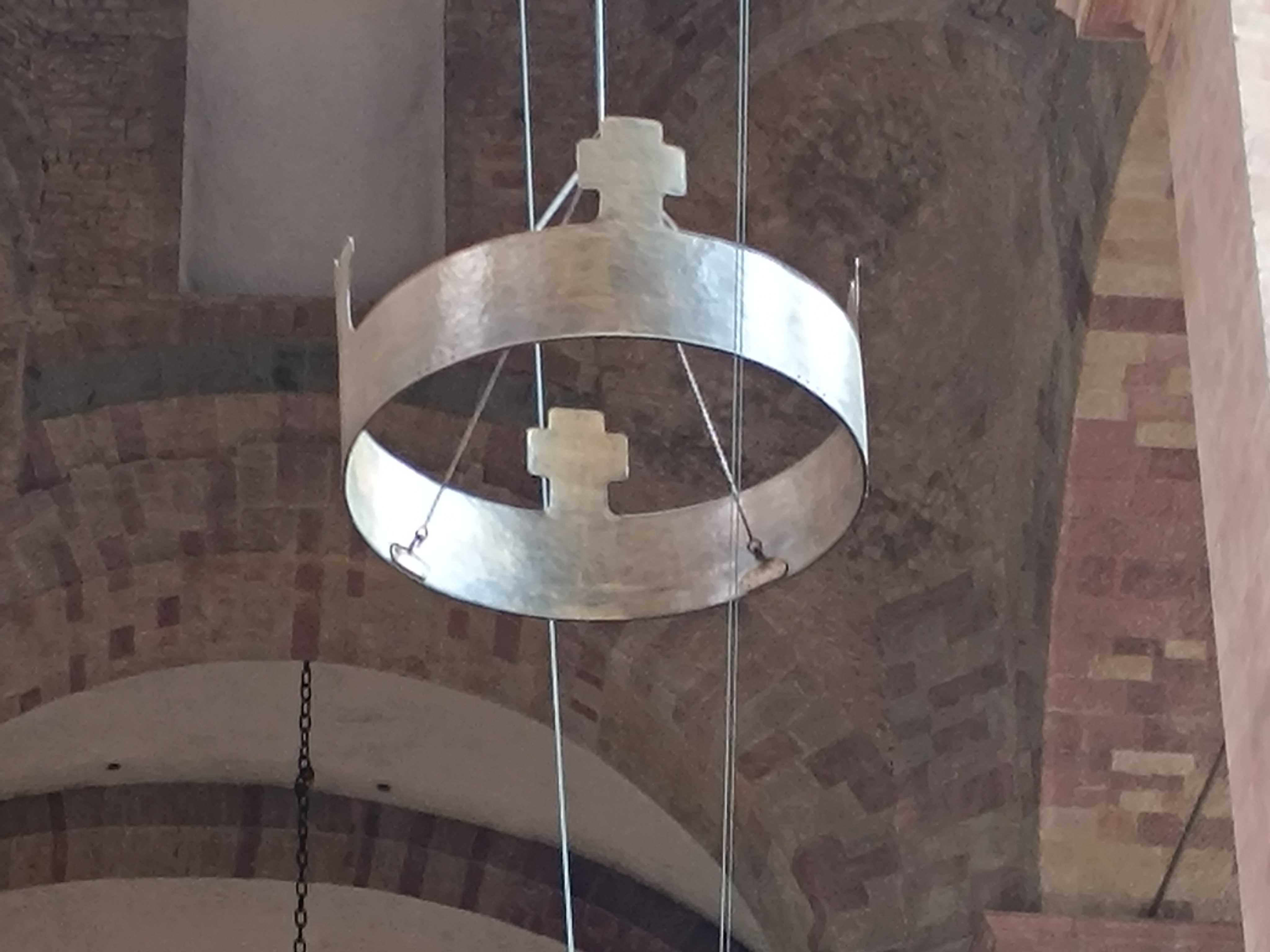
Nachbildung der Grabkrone

Sie trägt folgende Inschrift:
PACIS ARATOR ET VRBIS BENEFACTOR
(„Des Friedens Sämann und der Stadt (Rom) Wohltäter“)

### Gewölbe
Im Dom zu Speyer sollten, wie im 11. Jahrhundert üblich, zunächst nur die Krypta, die Seitenschiffe und die Turmräume eingewölbt werden. Mit dem von Kaiser Heinrich IV. initiierten aufwändigen Umbau wurden auch Mittelschiff und Querschiffarme eingewölbt. Aufgrund dieser Baugeschichte haben nicht nur Narthex und Krypta, sondern auch der eigentliche Kirchenraum über die Vierungskuppel hinaus mehrere verschiedene Gewölbe:
Die Seitenschiffe haben Kreuzgratgewölbe nach antikem Vorbild. Jedes Joch wird von zwei einander kreuzenden Tonnengewölben gebildet. Die Scheitel der Gewölbekappen sind hier in der Mitte jedes Jochs nicht höher als bei den Gurtbögen, Schildbögen und Arkaden; die Diagonalen haben keine Halbkreis- sondern gedrückte Bogenprofile.
Mittelschiff und Querschiffarme haben hingegen überhöhte Kreuzgratgewölbe mit gebusten Gewölbeschalen und sogenanntem Stich. Auf diese Weise sind nicht nur Schild- und Gurtbögen, sondern auch die Diagonalen halbkreisförmig, natürlich mit größerem Radius als die Kanten der Joche. Um den Gewölbeschub aufzufangen, wurden Vorlagen auf die Wände angebracht. Dies bewirkte erstmals eine Reliefierung der Mittelschiffswand. Die beiden Querhausjoche, je eines pro Querhausarm, haben Bandrippen und gehören damit zu den ältesten Rippengewölben Europas.
Der Chor hat zwischen der Vierung und der Halbkuppel über der Apsis ein Tonnengewölbe, das durch einen Gurtbogen unterteilt ist.

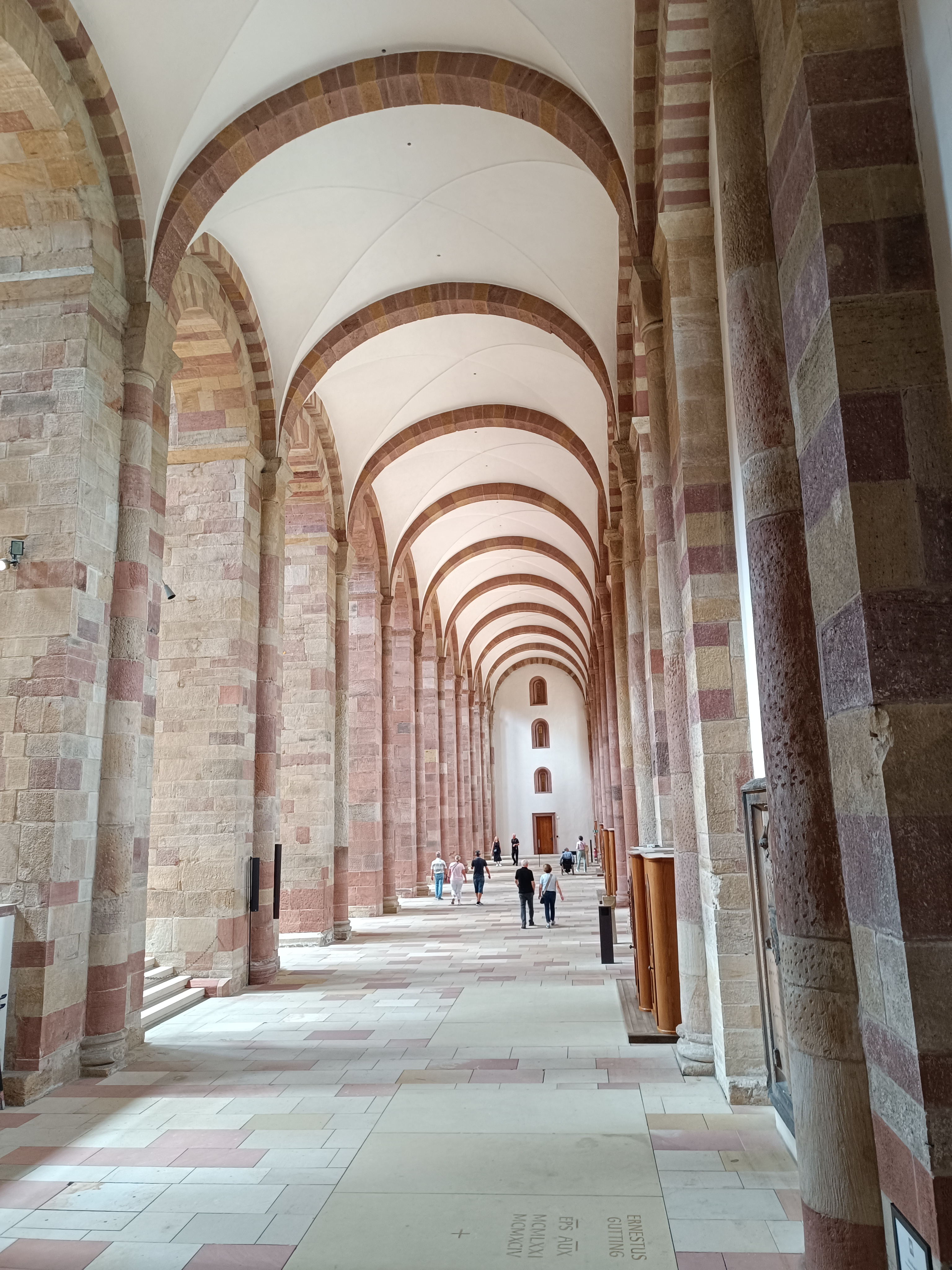
Seitenschiff mit klassischem Kreuzgratgewölbe
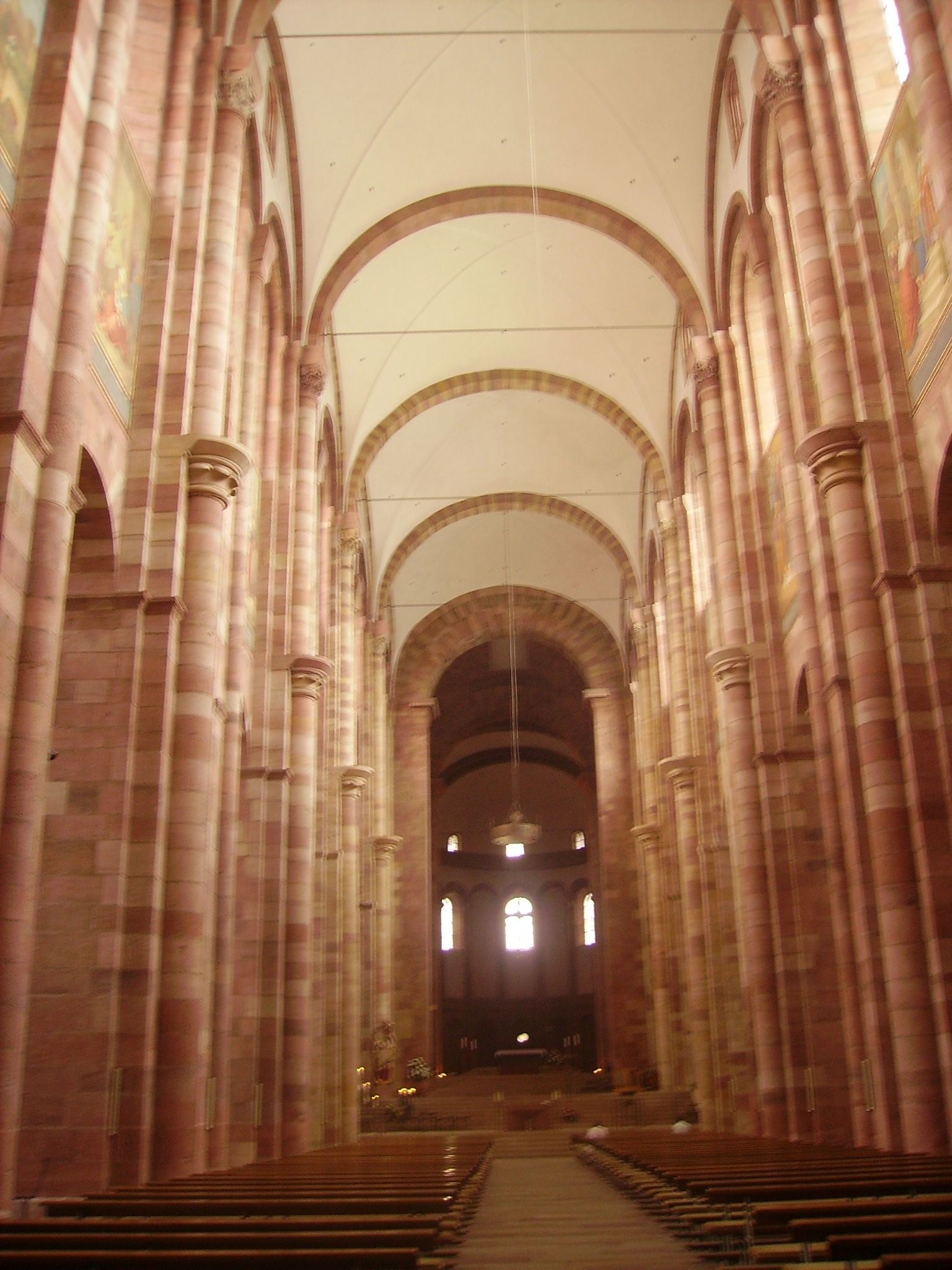
Mittelschiff mit überhöhtem Kreuzgratgewölbe
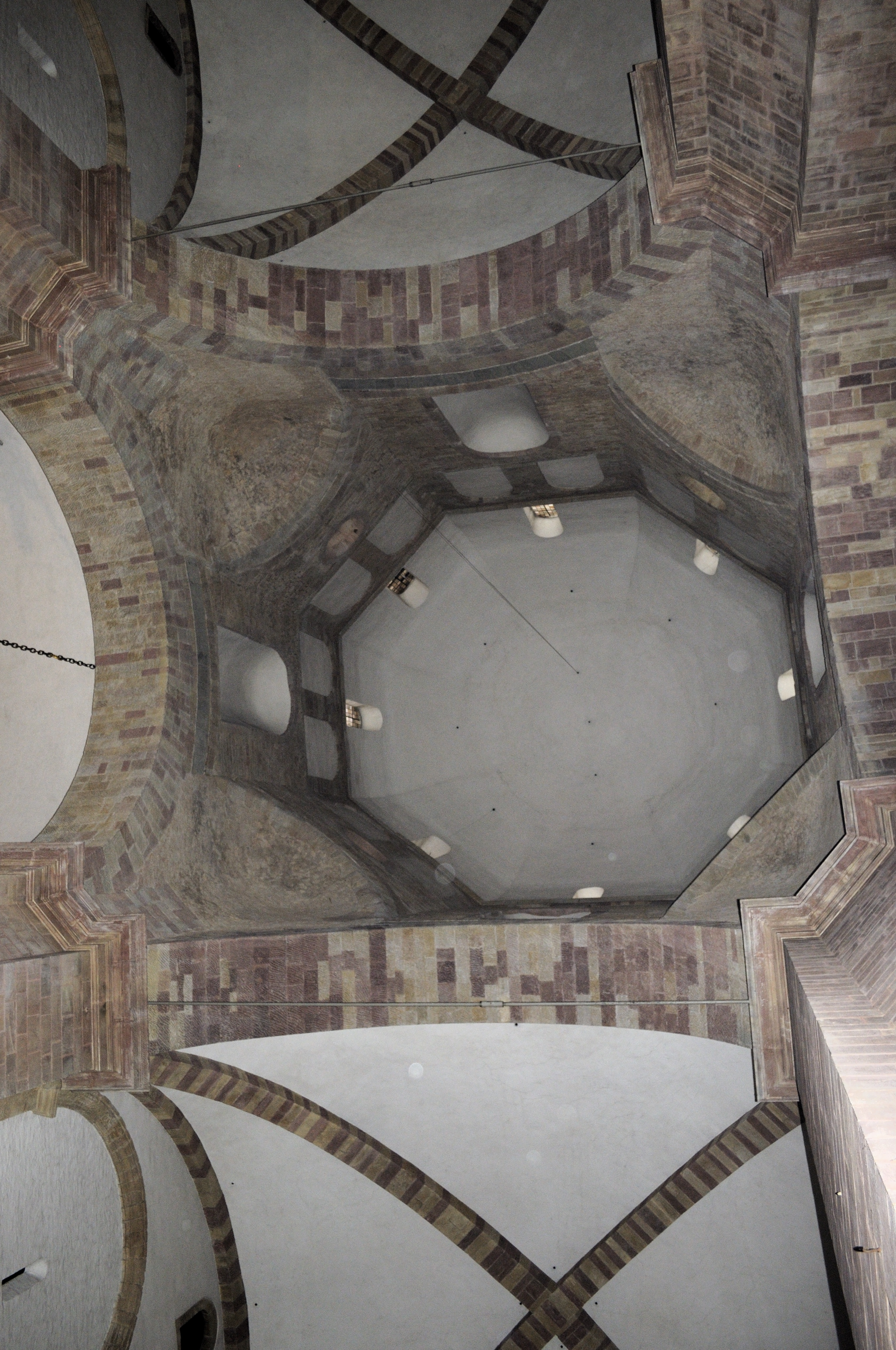
Vierungskuppel zwischen Querhausjochen mit Bandrippen

### Vierungsturm
Die Vierungskuppel gehört zur romanischen Bausubstanz des Doms und markiert den Kreuzungspunkt zwischen Lang- und Querhaus. Der Grundriss des Domes hat die Form eines lateinischen Kreuzes, in dessen Mitte der Vierungsturm steht. Dort, wo sich Langhaus und Querhaus kreuzen, ist die Vierung mit dem achteckigen Vierungsturm als Zeichen der Vollendung. Dort befindet sich genau unter der Kuppel der Altar und damit das Herzstück des Doms.

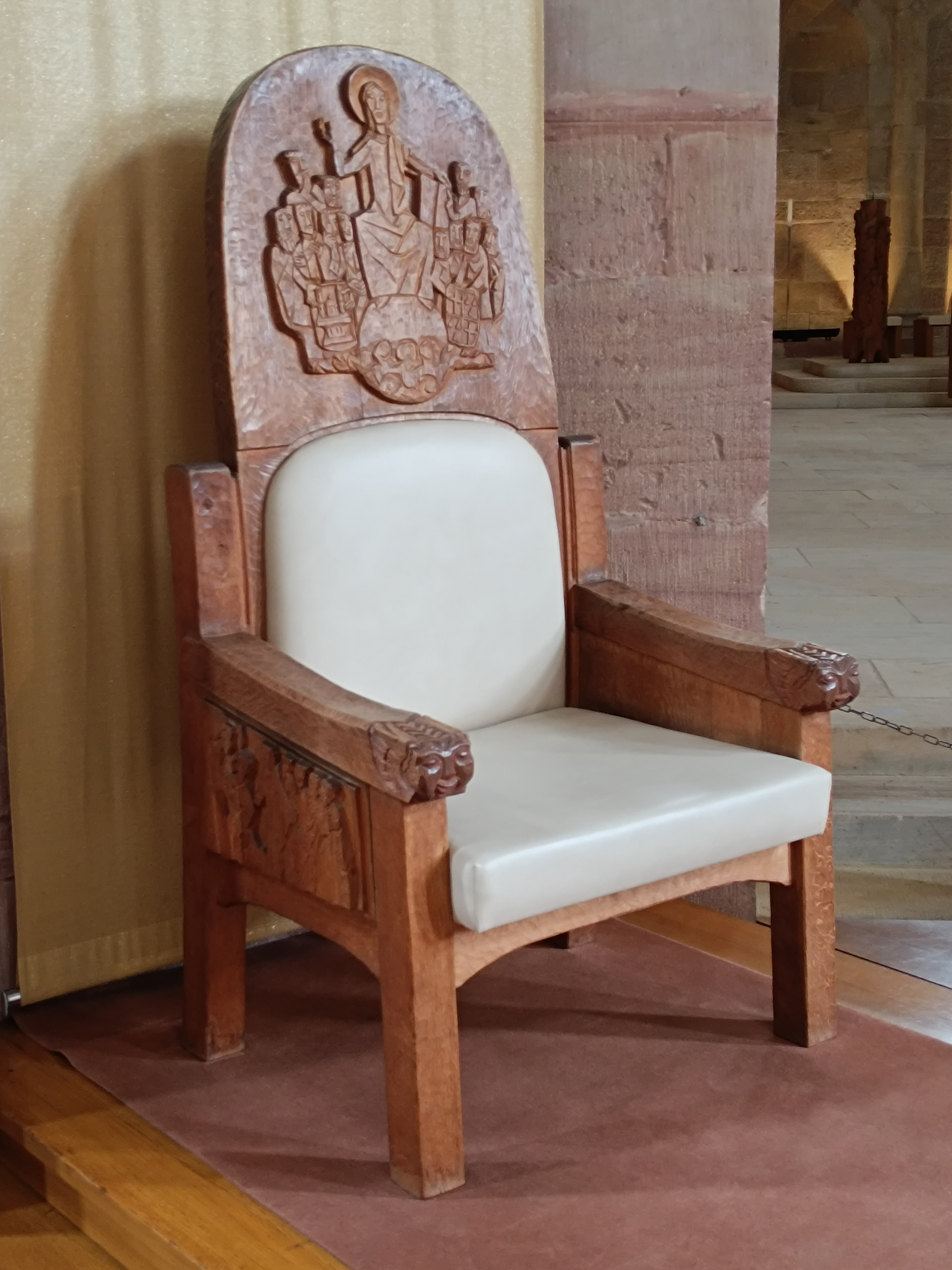
Bischofssitz
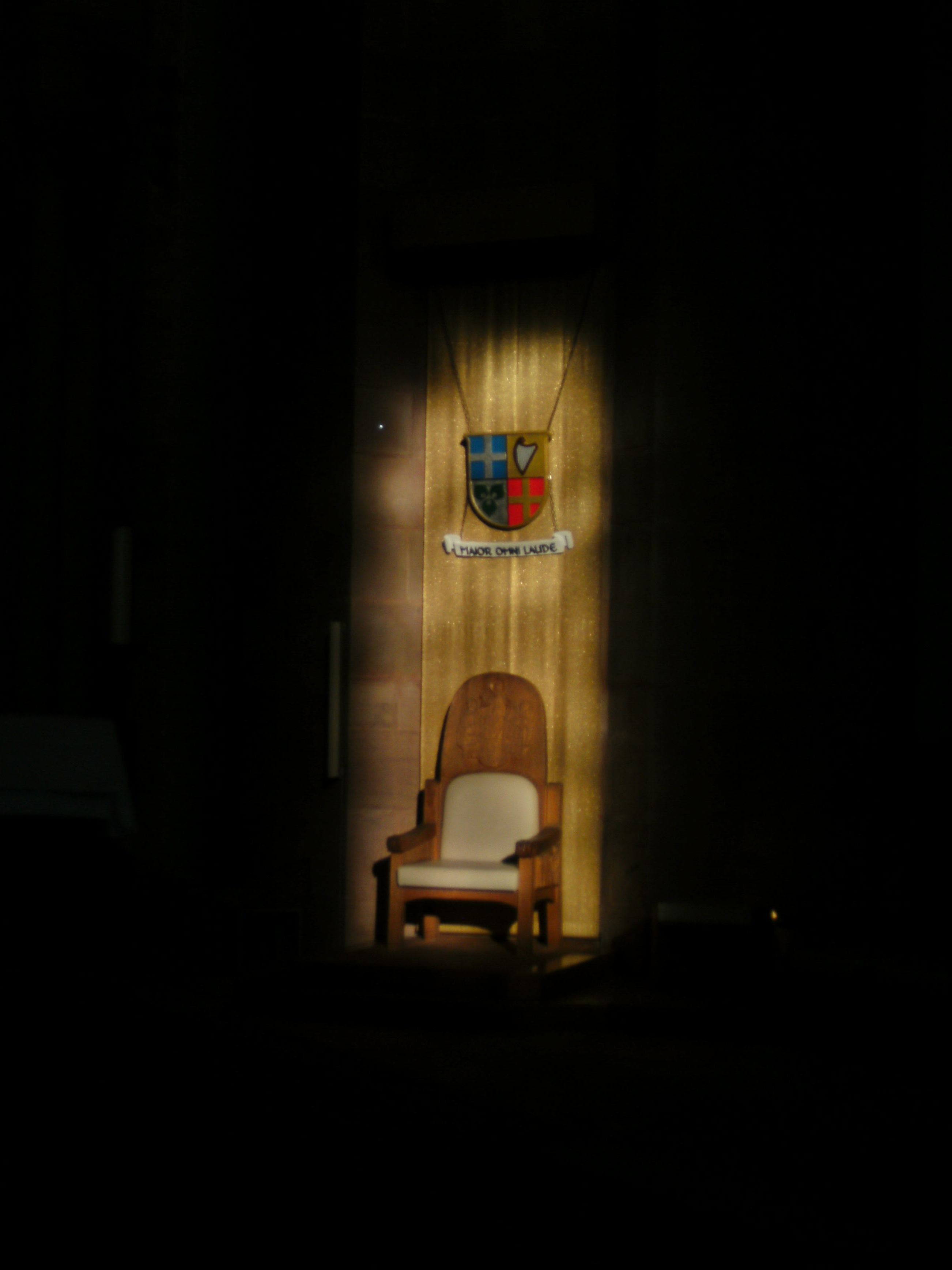
Kathedra
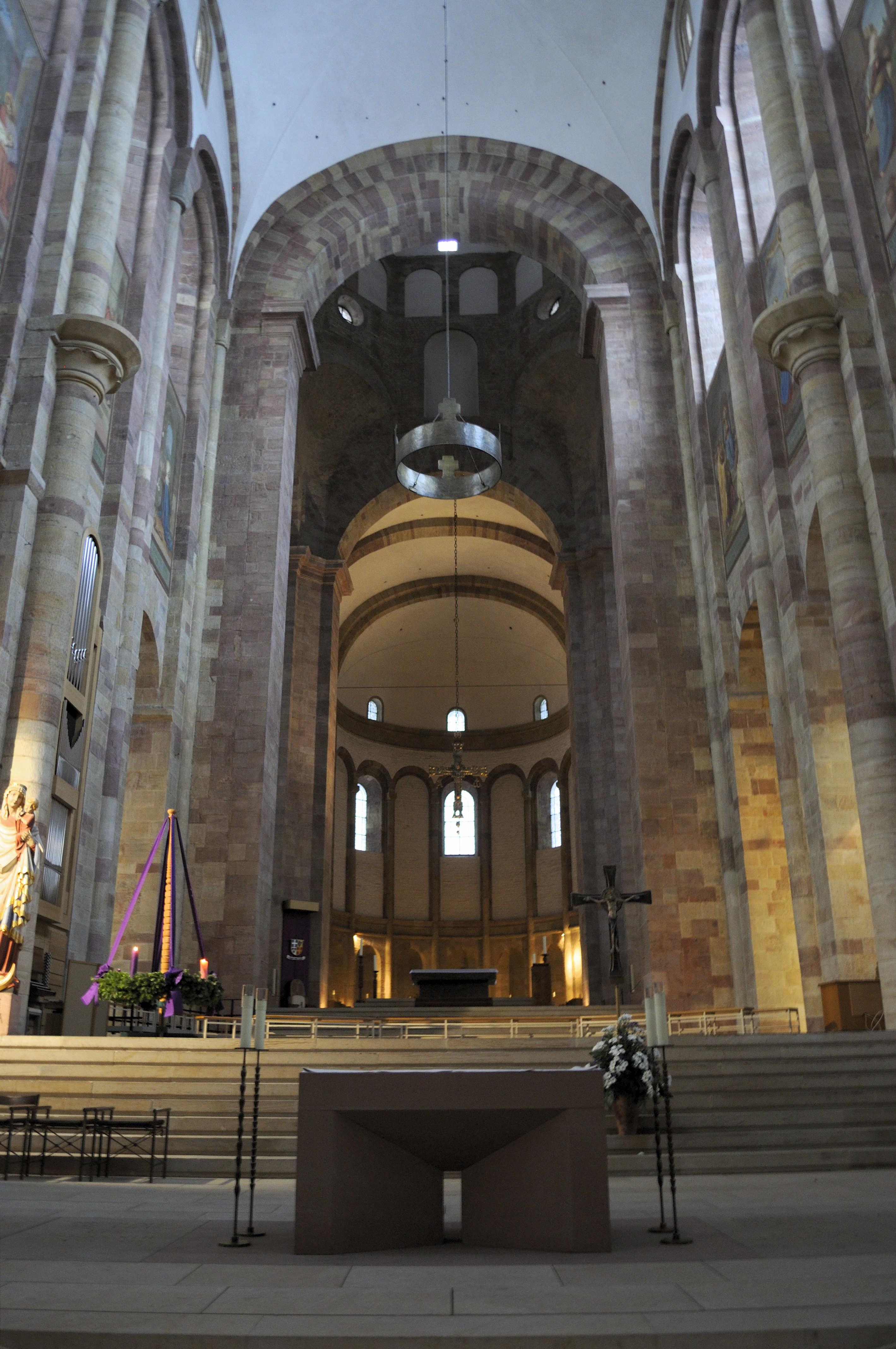
Altar

Die Osttürme wurden in den Winkel von Querhaus und Altarraum gestellt und bilden mit dem Vierungsturm eine Dreiturmanlage. Bei der Domrestaurierung in der Mitte des 20. Jahrhunderts wurden die Fenster der Barockzeit wieder vermauert und durch Rundfenster ersetzt.
Der Vierungsturm ist in zwei Geschosse unterteilt, wobei das untere Geschoss etwas höher ist. Die barock geschwungene Dachfläche blieb bei der Restaurierung unverändert, da sie zwei Jahrhunderte lang die Ansicht des Domes geprägt hat.

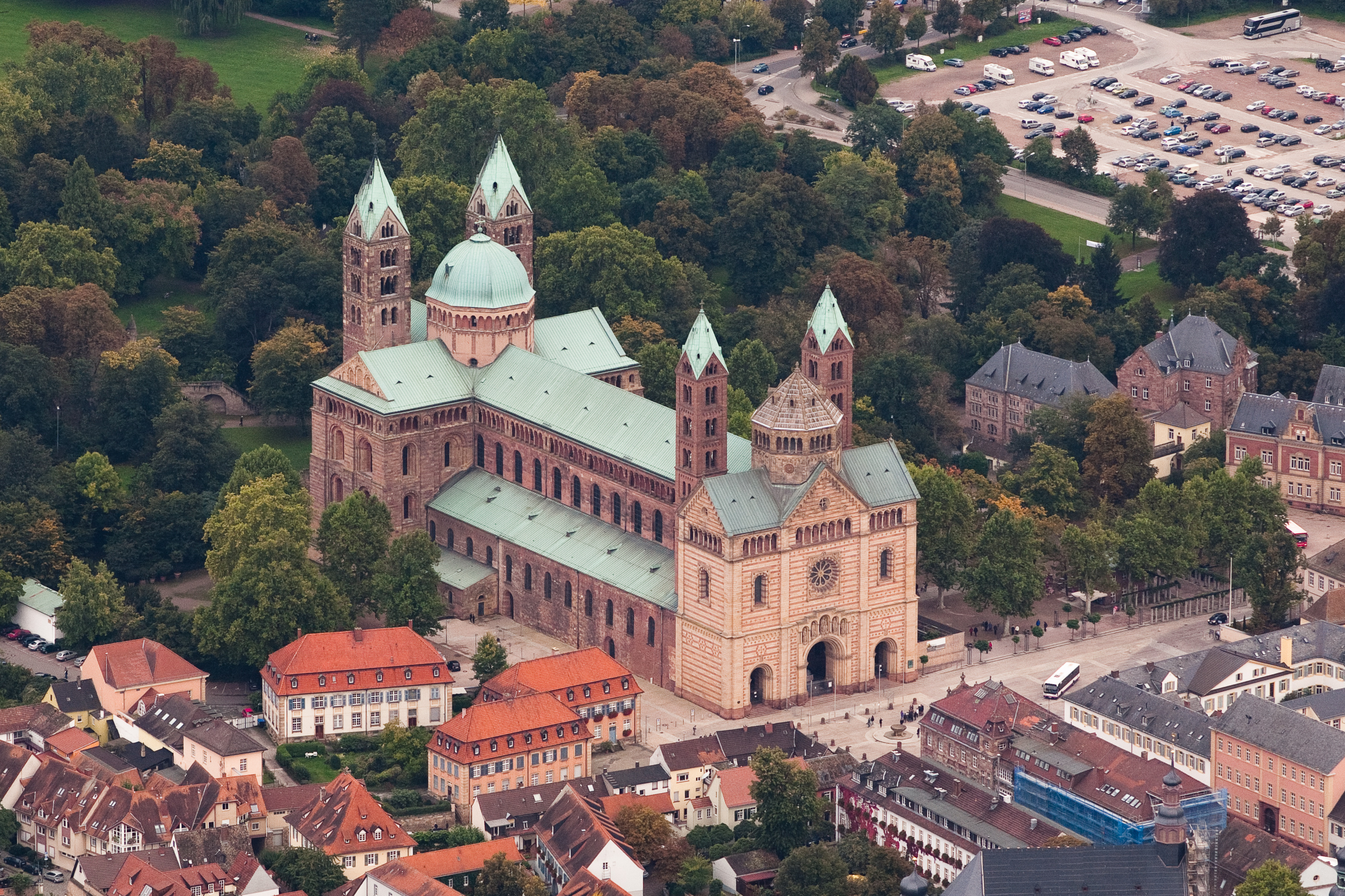
Auf dem Luftbild von Nordwesten ist die Kreuzform des Doms zu erkennen.
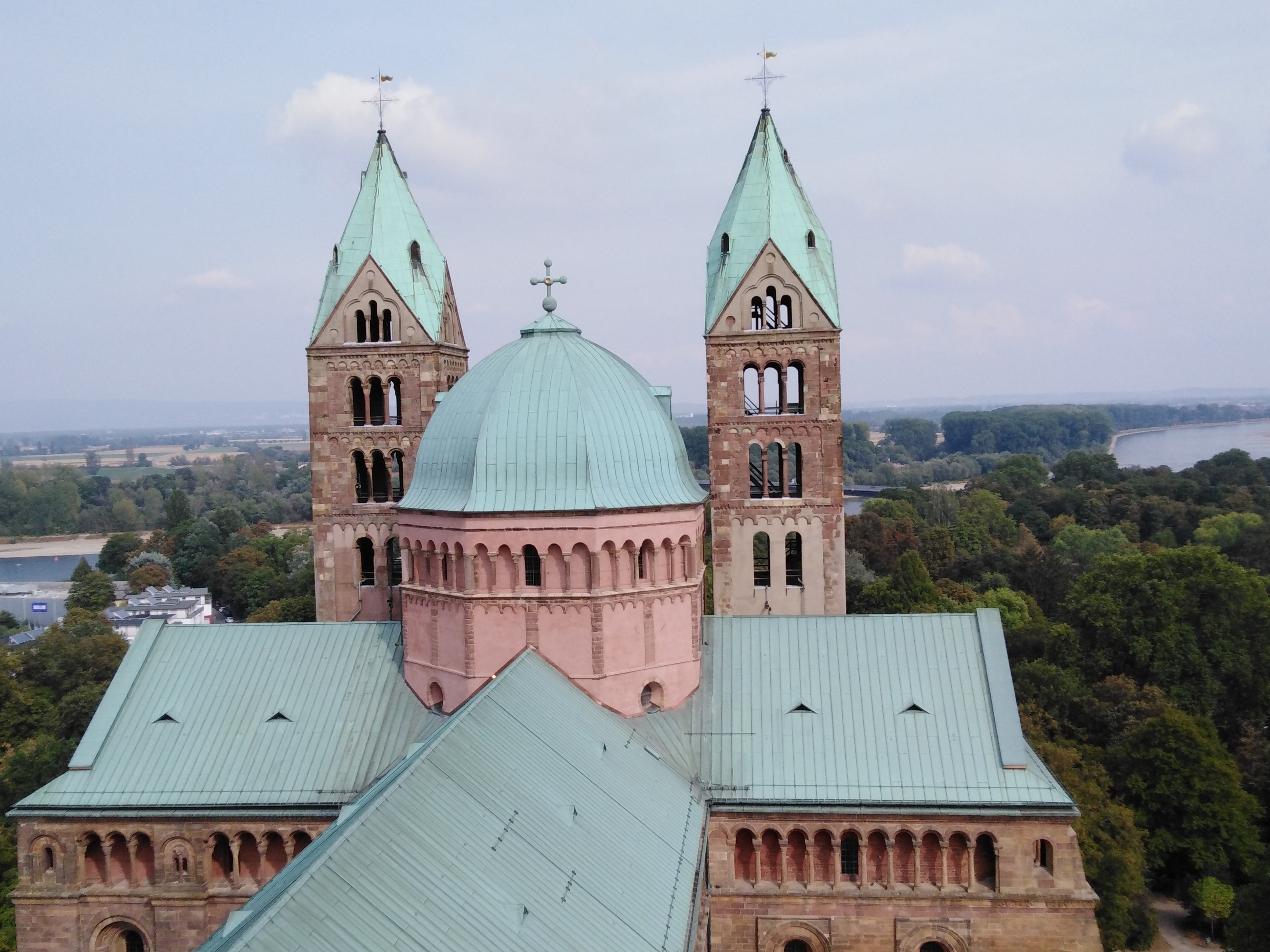
Blick von den Westtürmen auf die Vierungskuppel und die Osttürme
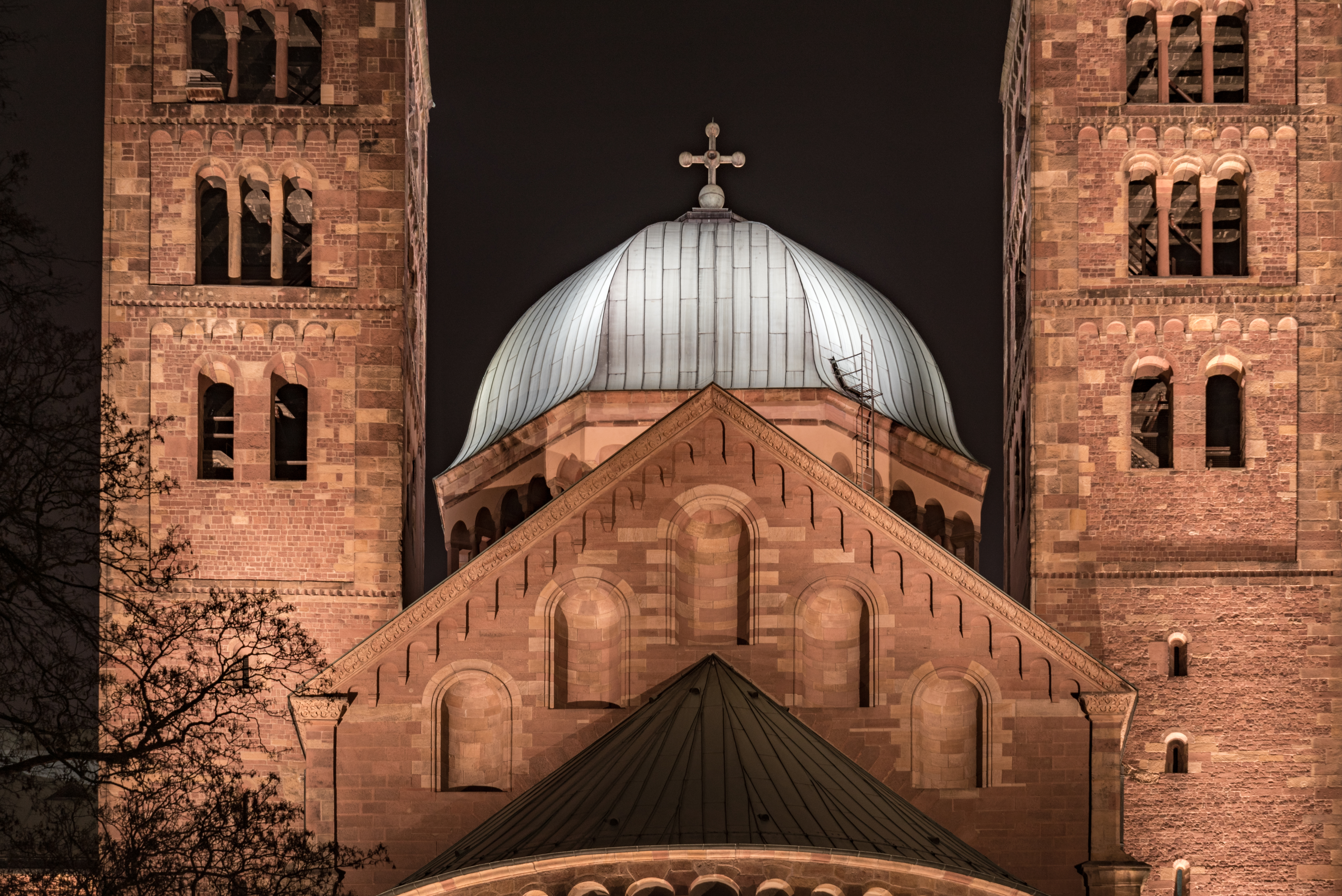
Nachtansicht von Osten
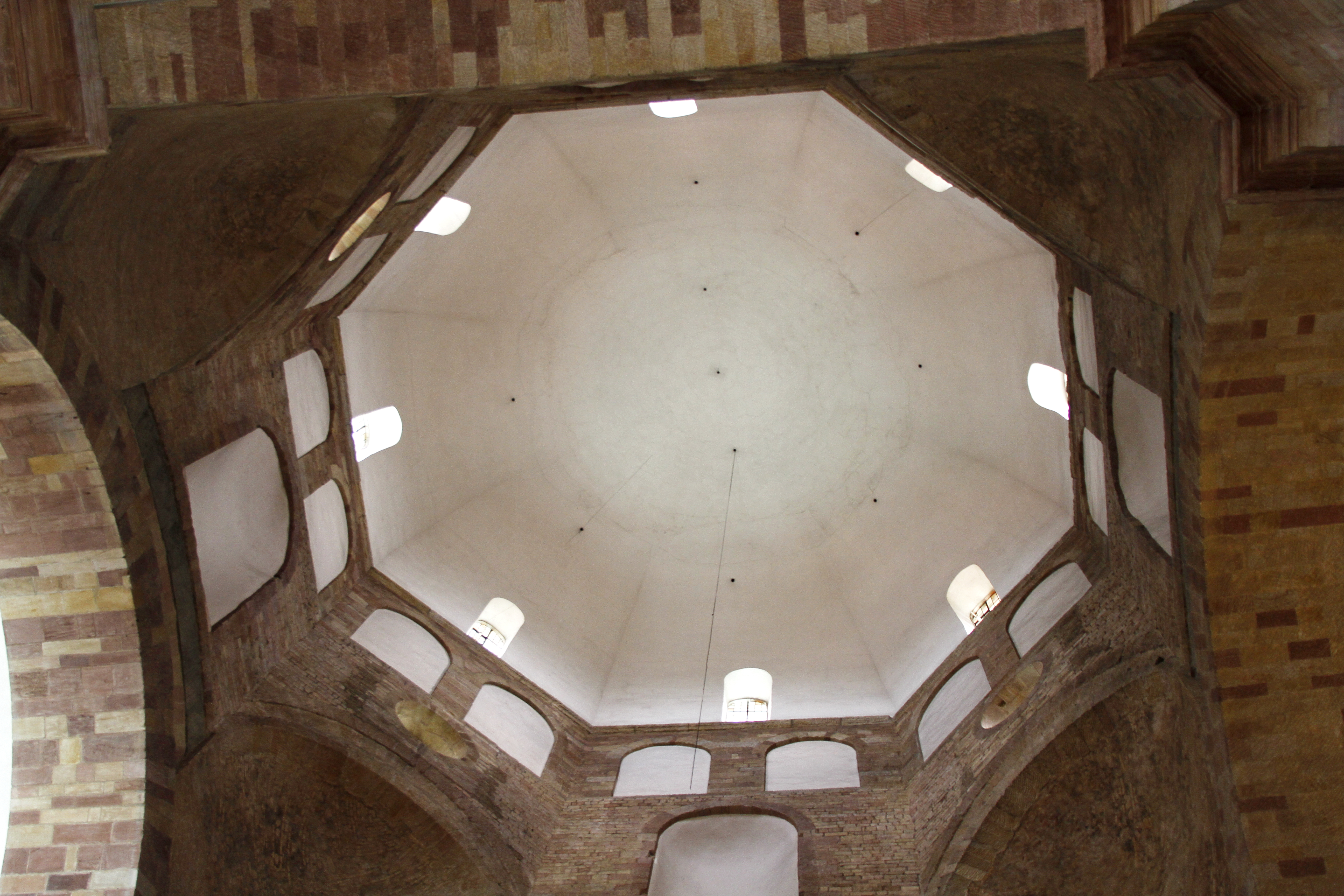
Blick in die Vierungskuppel von innen

### Apsis
Die halbkreisförmige Chorapsis schließt den Kirchenraum am östlichen Ende ab. Sie ist der Ort, an dem der Bischof mit dem Domkapitel das Stundengebet verrichtet.

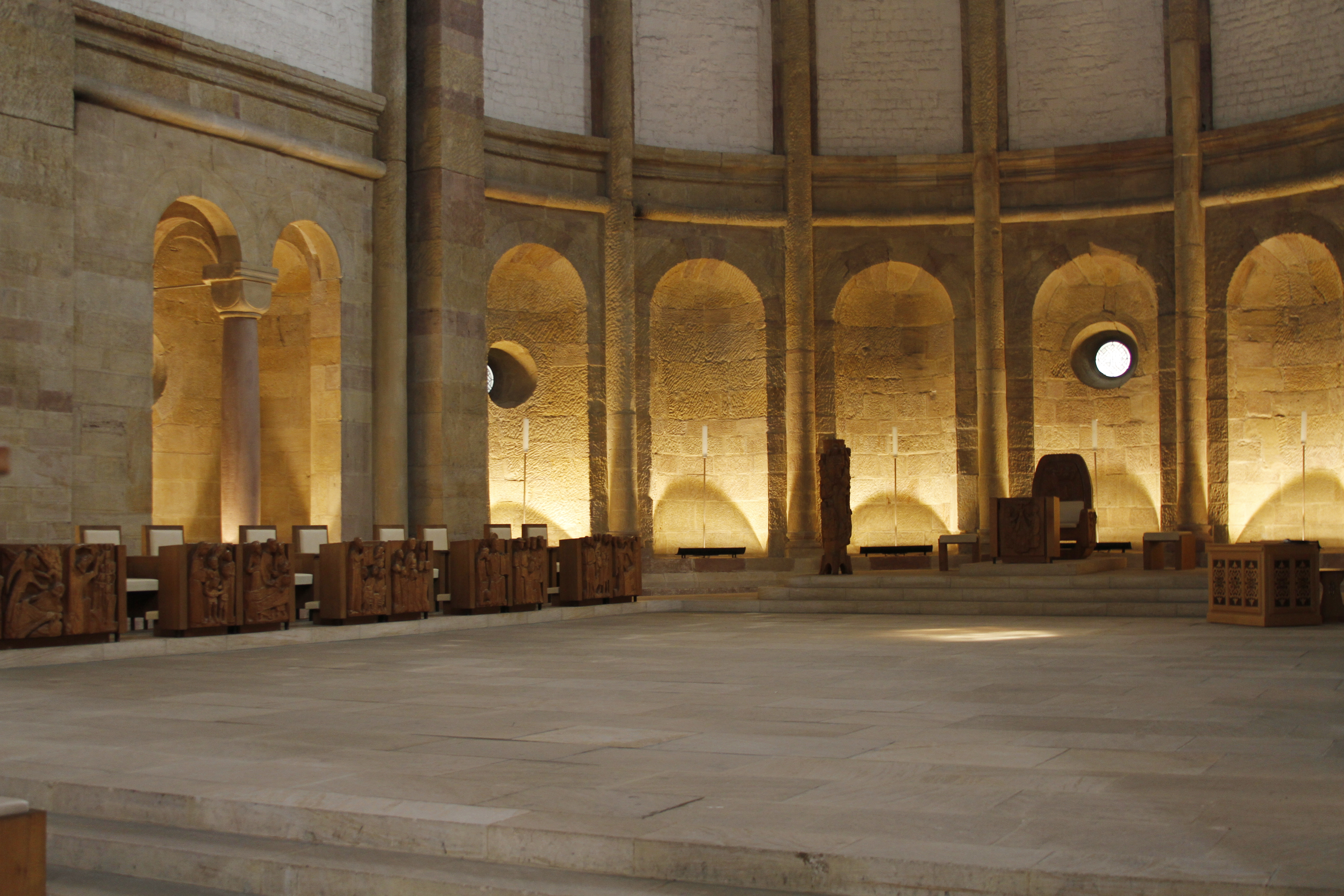
Chor
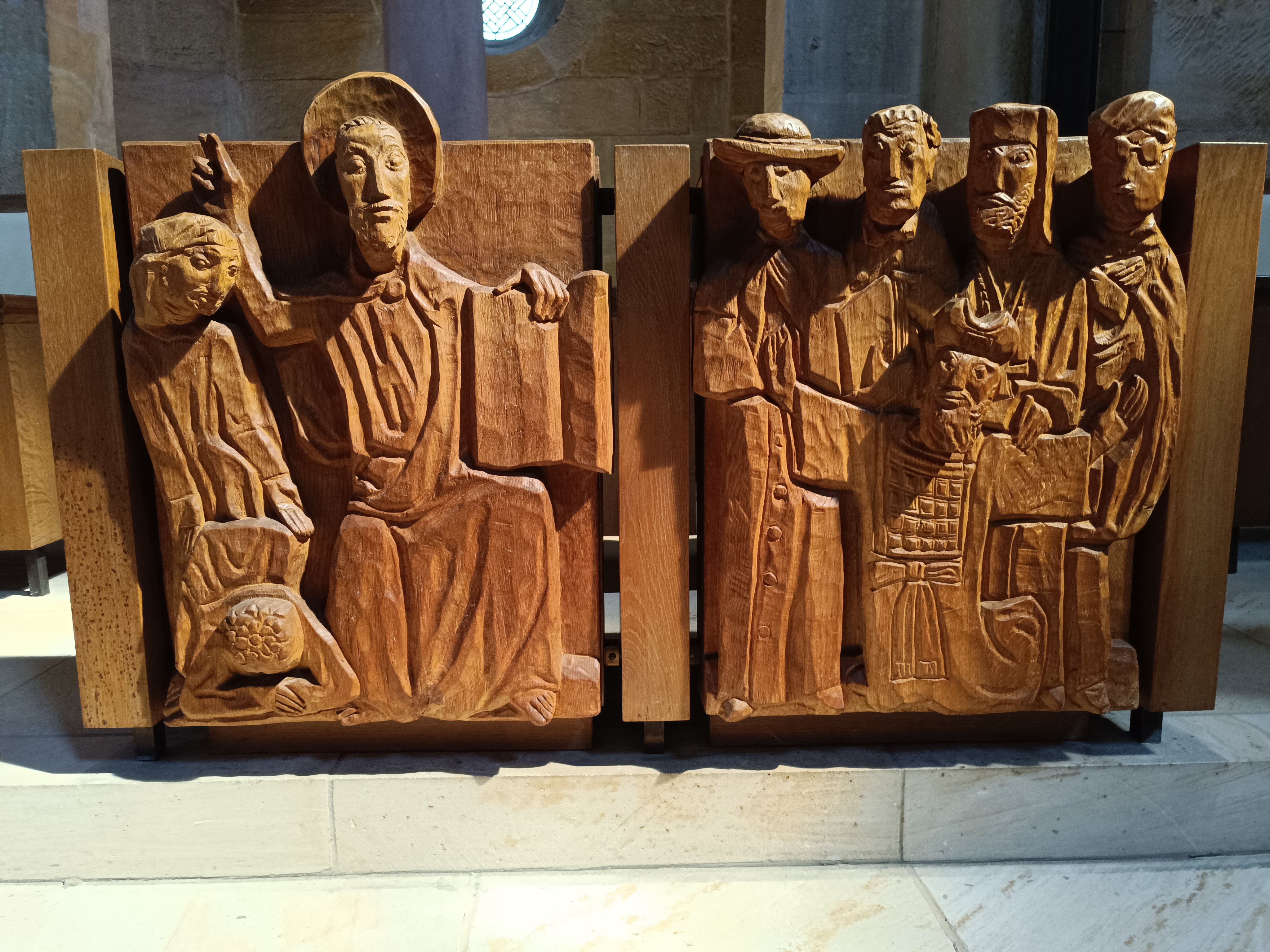
Chorgestühl
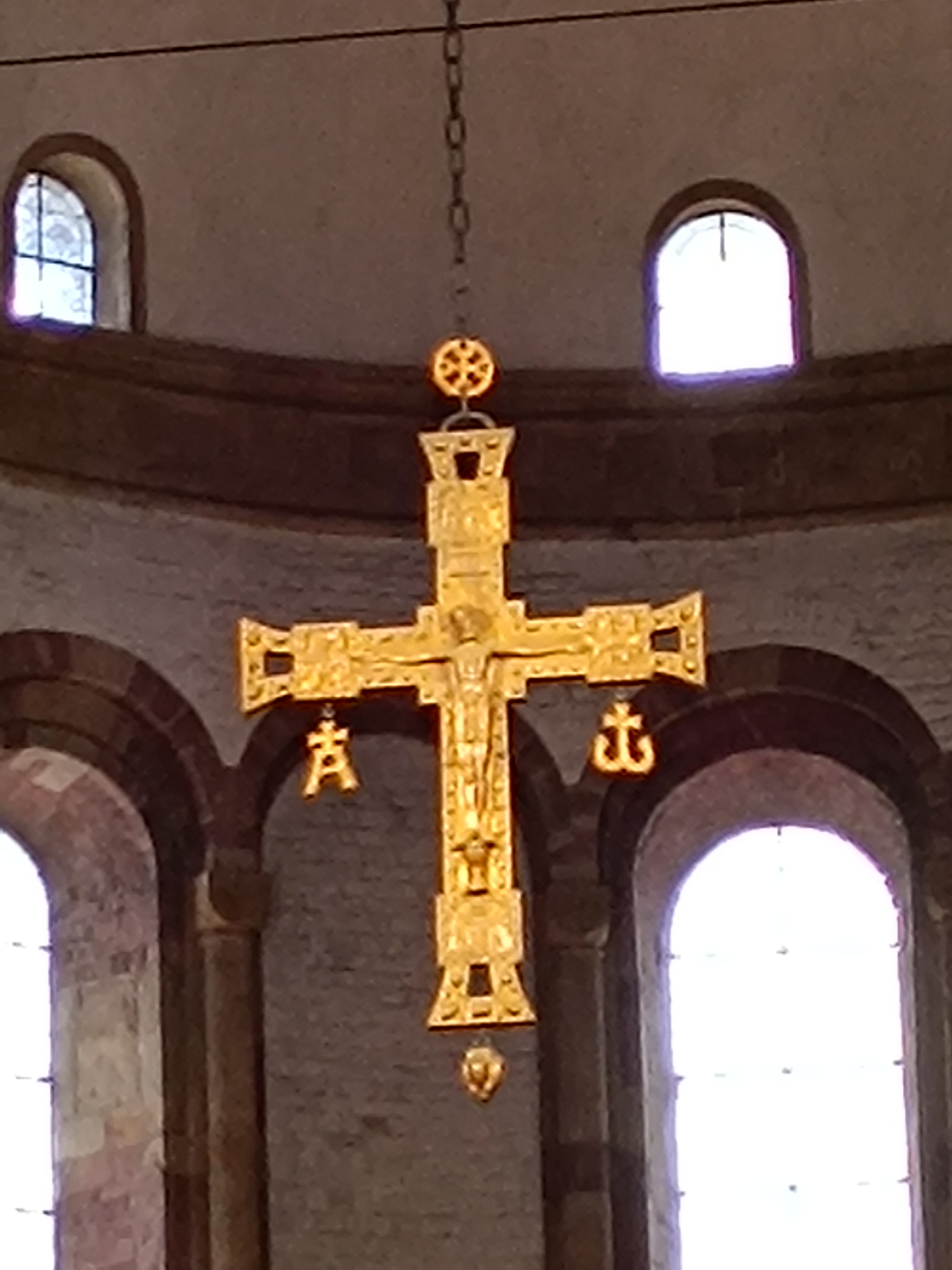
Triumphkreuz
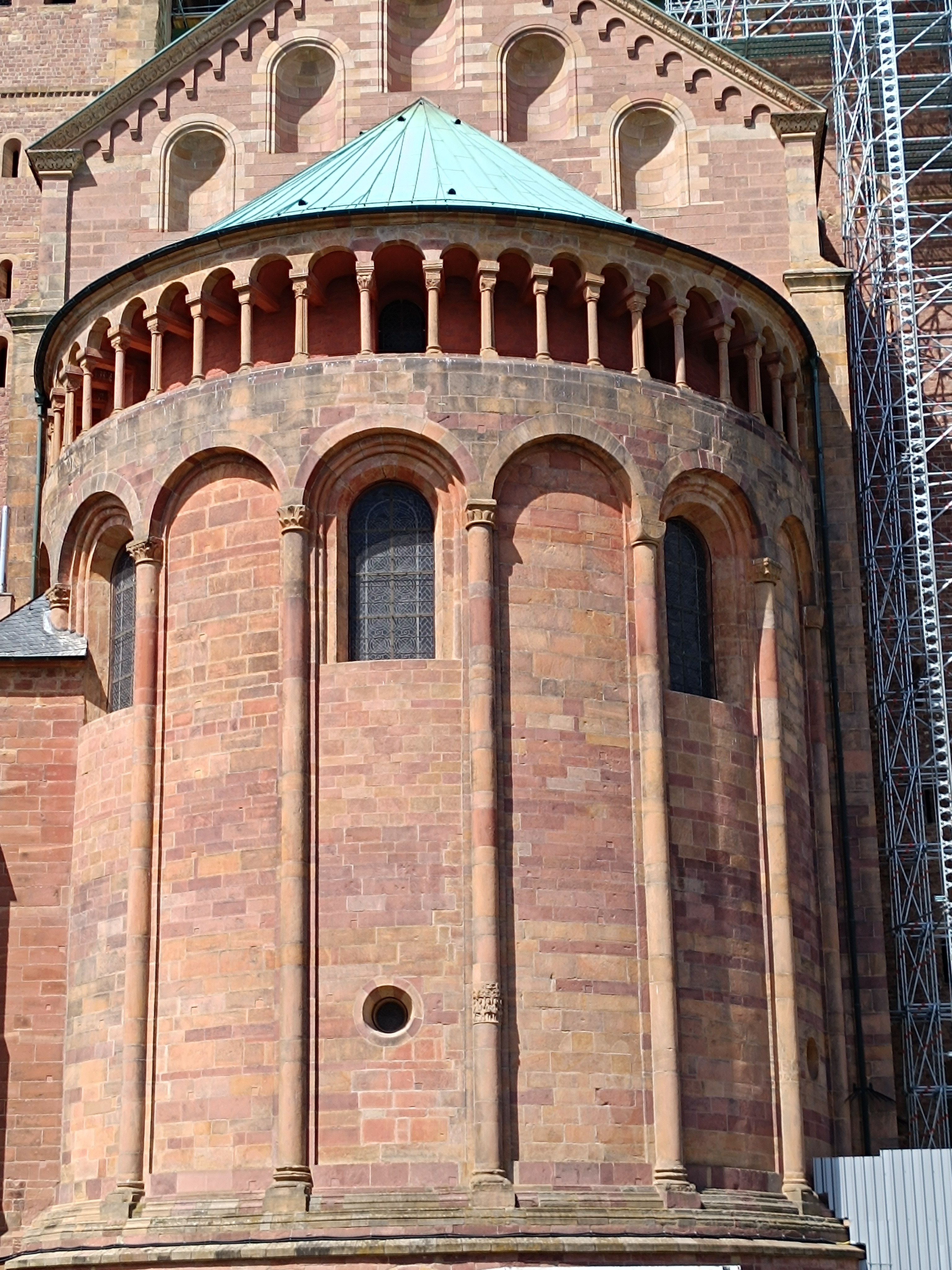
Apsis von außen

Das „Triumphkreuz“ von Otto Hupp im neuromanischen Stil zeigt den erhöhten Christus. Es steht für Christi Sieg über den Tod. „Das Kreuz ist ein Kruzifix, das heißt: An ihm hängt der gekreuzigte Jesus Christus, doch nicht als der gemarterte, qualvoll Gestorbene, sondern als der bereits Auferstandene und Verherrlichte.“
Die beiden griechischen Buchstaben, die vom Querbalken des „Triumphkreuzes“ herabhängen, sind das Alpha und das Omega, der erste und letzte Buchstabe des griechischen Alphabets; sie stehen für Anfang und Ende.

#### Sonnenloch
Die mittlere Rundfenster in der Ostapsis ist ein so genanntes Ochsenauge (französisch: œil-de-bœuf) oder Oculus (lateinisch für „Auge“), das auf die aufgehende Sonne ausgerichtet ist. 

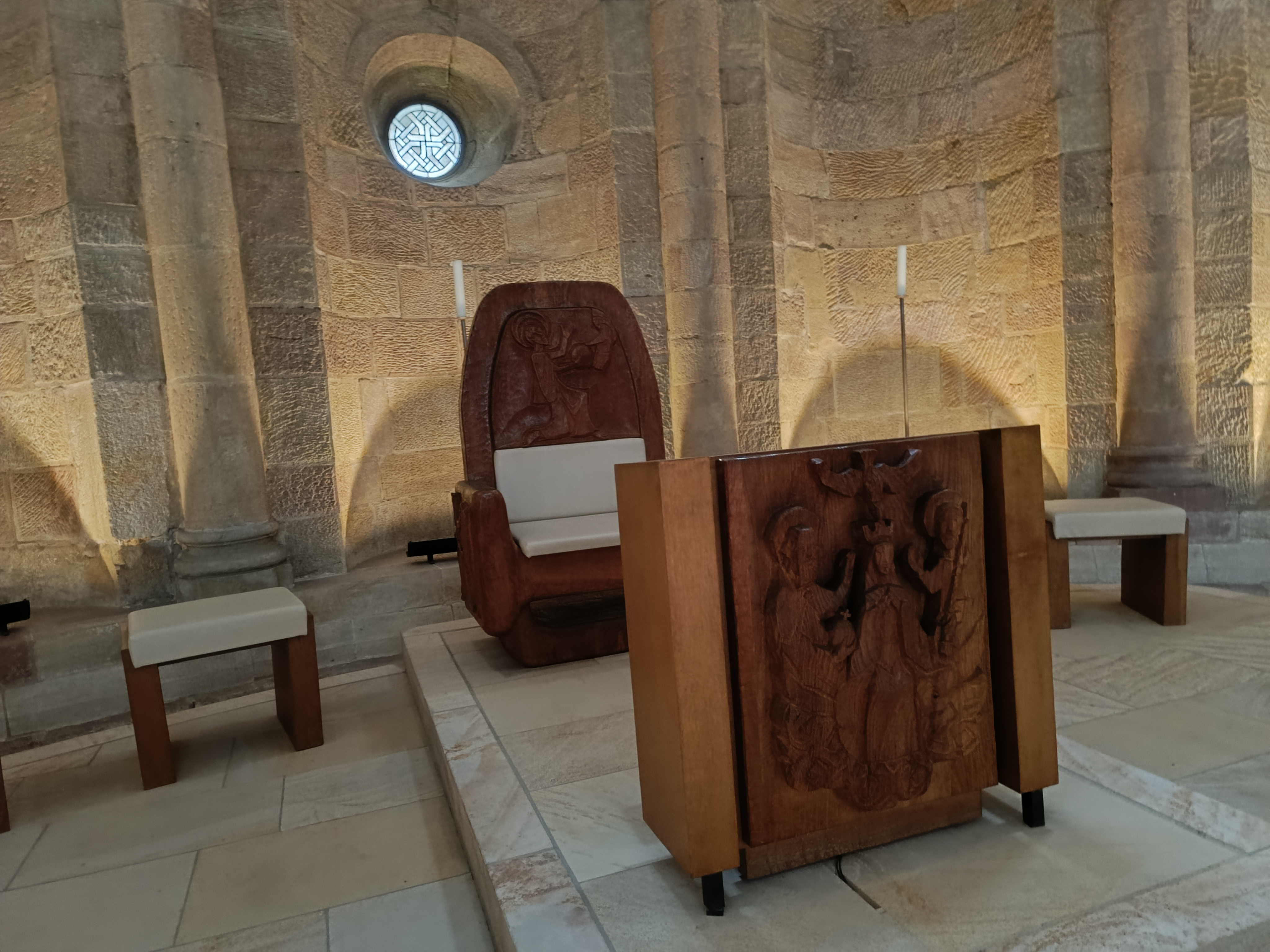
Sonnenloch in der Chorapsis
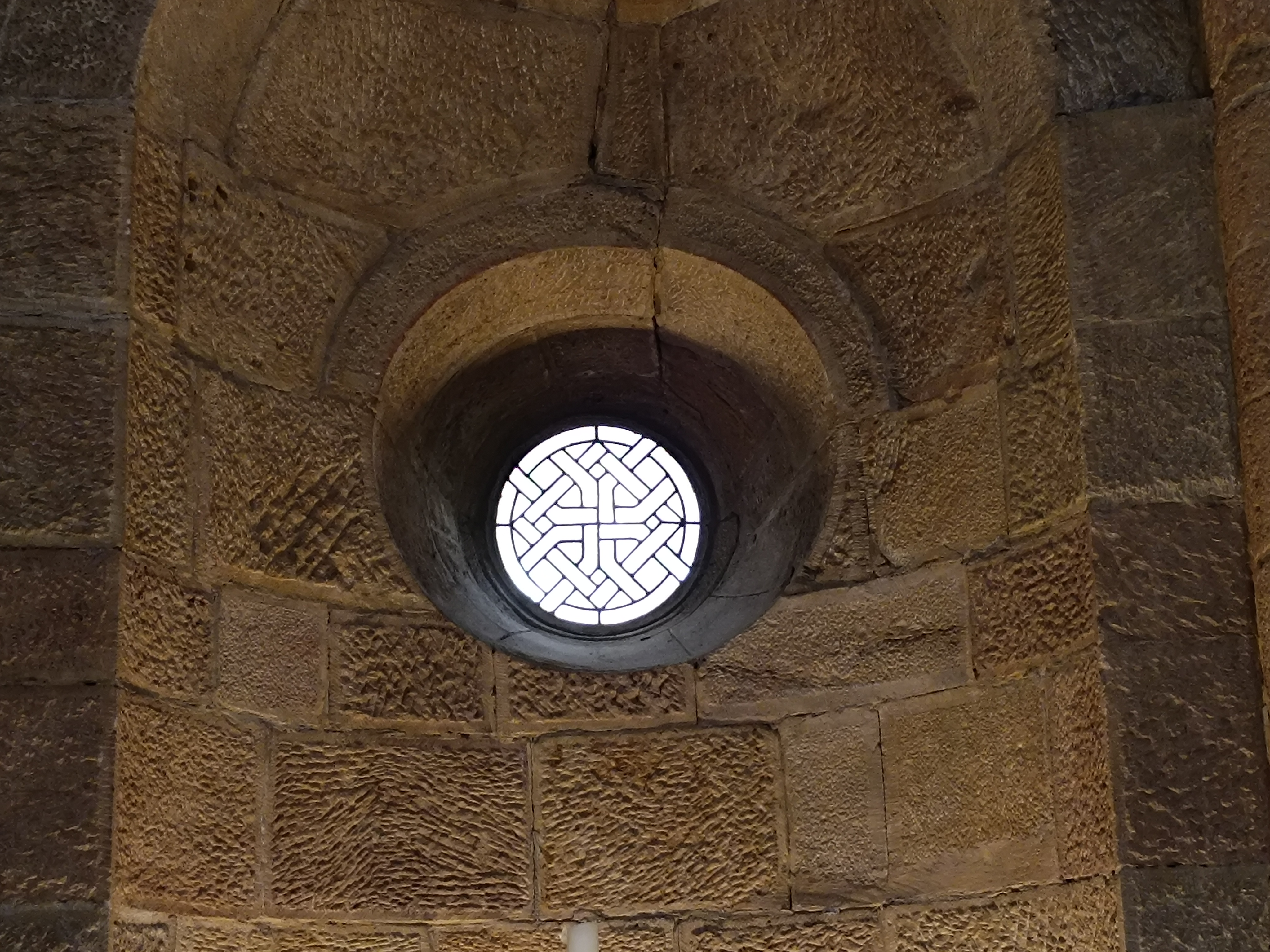
Sonnenloch von innen
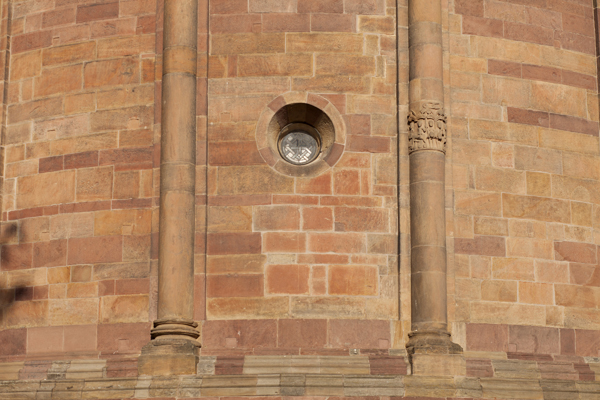
Sonnenloch von außen

An den Tagen der Sonnenwende, am 21. März und am 21. September fällt das Licht der aufgehenden Sonne durch das kleine Fenster in der Apsis bis hin zum Hauptportal im Westen:

„Am Mittwoch, 20. März [2024], am Tag der Tag-und-Nacht-Gleiche, lädt das Domkapitel Speyer zu einer Andacht in den Dom ein. Anlass ist ein besonderes Lichtphänomen, das an diesem Tag im Dom zu beobachten ist. Bei gutem Wetter scheint die Sonne durch das runde Fenster der Apsis bis zum in 110 Meter entfernten romanischen Hauptportal.“

Diese beiden Tage hatten eine große Bedeutung, um das Jahr kalendarisch zu strukturieren. Kirchenbauten des Mittelalters waren meist zur aufgehenden Sonne hin ausgerichtet, da Christus als „Licht der Welt“ und der Sonnenaufgang als Symbol der Auferstehung galt.

#### Apsisrelief

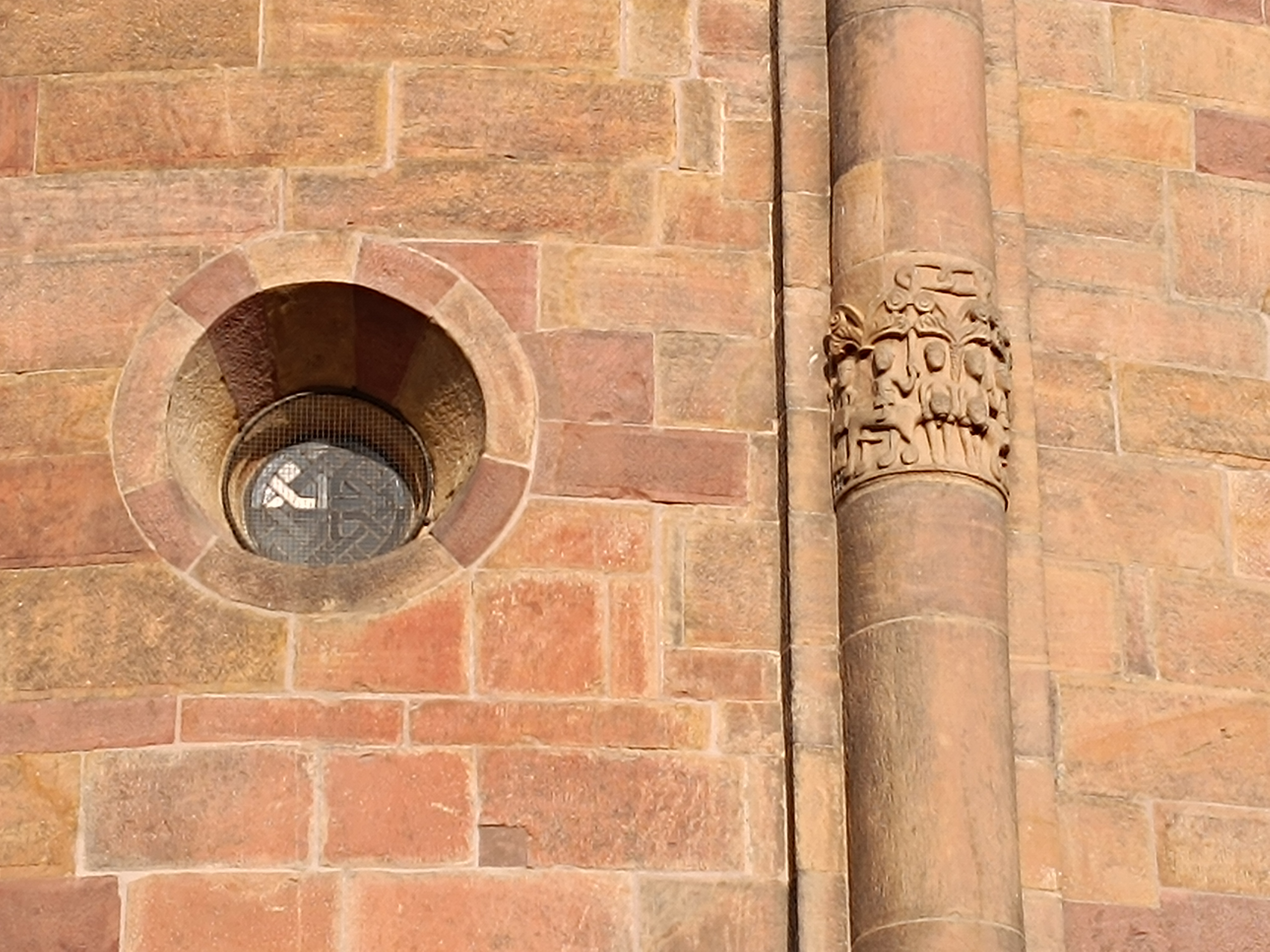
Sonnenloch und Säulenrelief

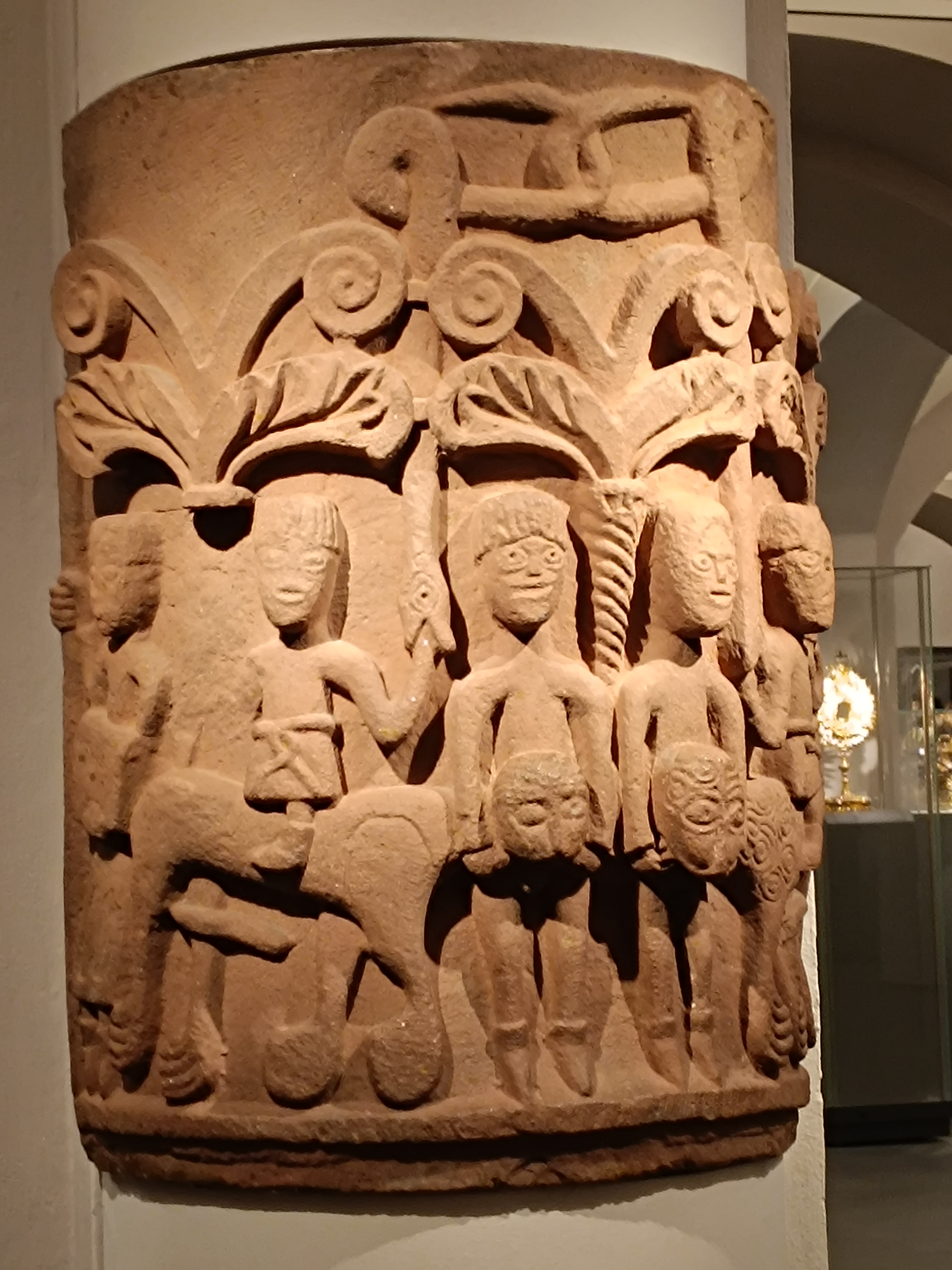
Abguss im Historischen Museum der Pfalz

An der Außenseite der Chor-Apsis findet sich eine der wenigen figürlichen Darstellungen mit Menschen an der Außenseite des Doms. Dieses Relief fällt aus dem Rahmen, da zum Zeitpunkt des Erweiterungsbaus derartige Reliefs unüblich waren. Gezeigt werden zwei Männer, die jeweils einen Löwenkopf in ihren Händen halten. Auf den Körpern der Löwen sitzt jeweils ein Mann. Beide Männer halten eine Hand in den Schlund einer Schlange. Die Schlangenkörper wiederum sind oben miteinander verschlungen.

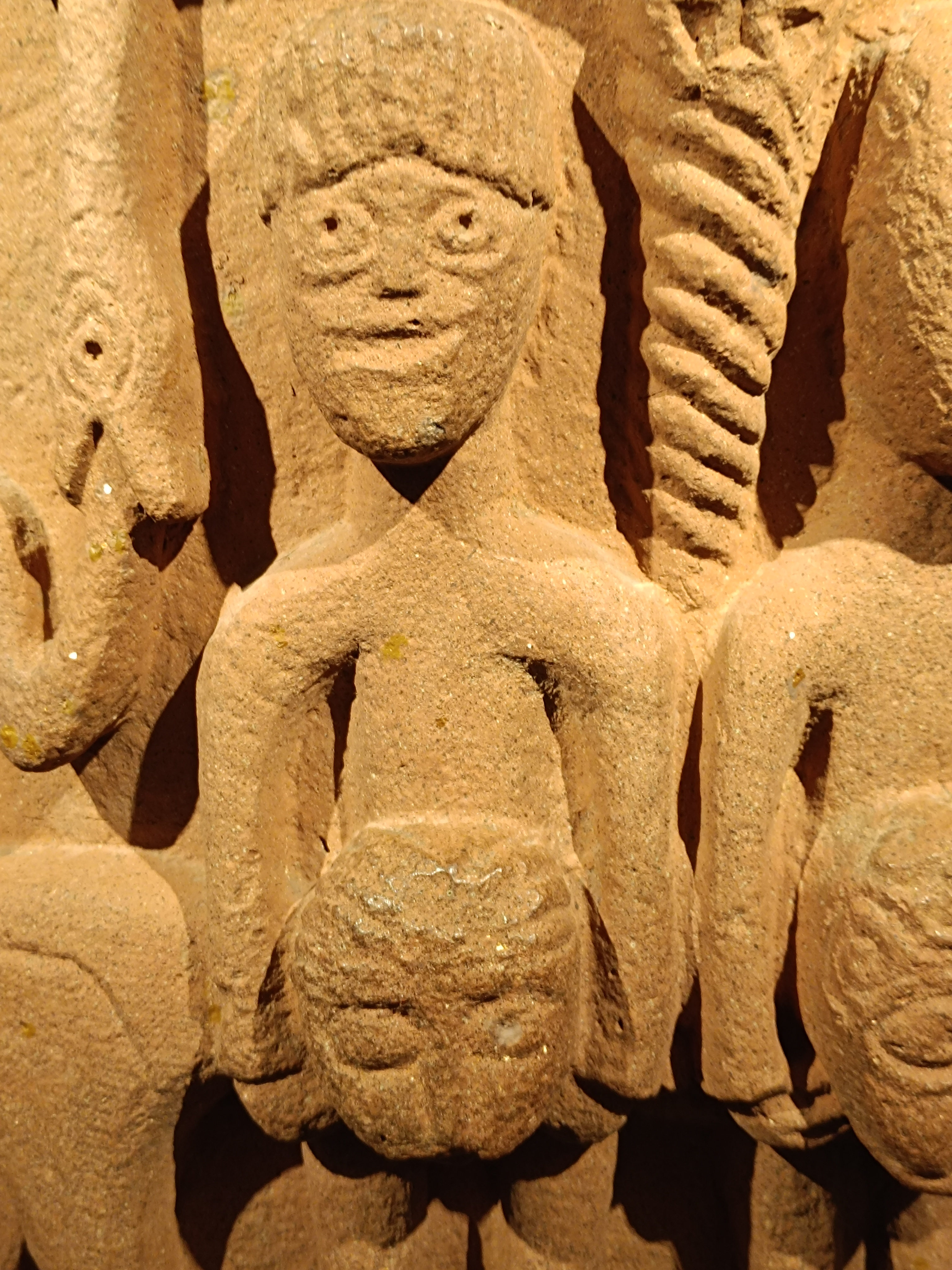
Mann mit Löwenkopf
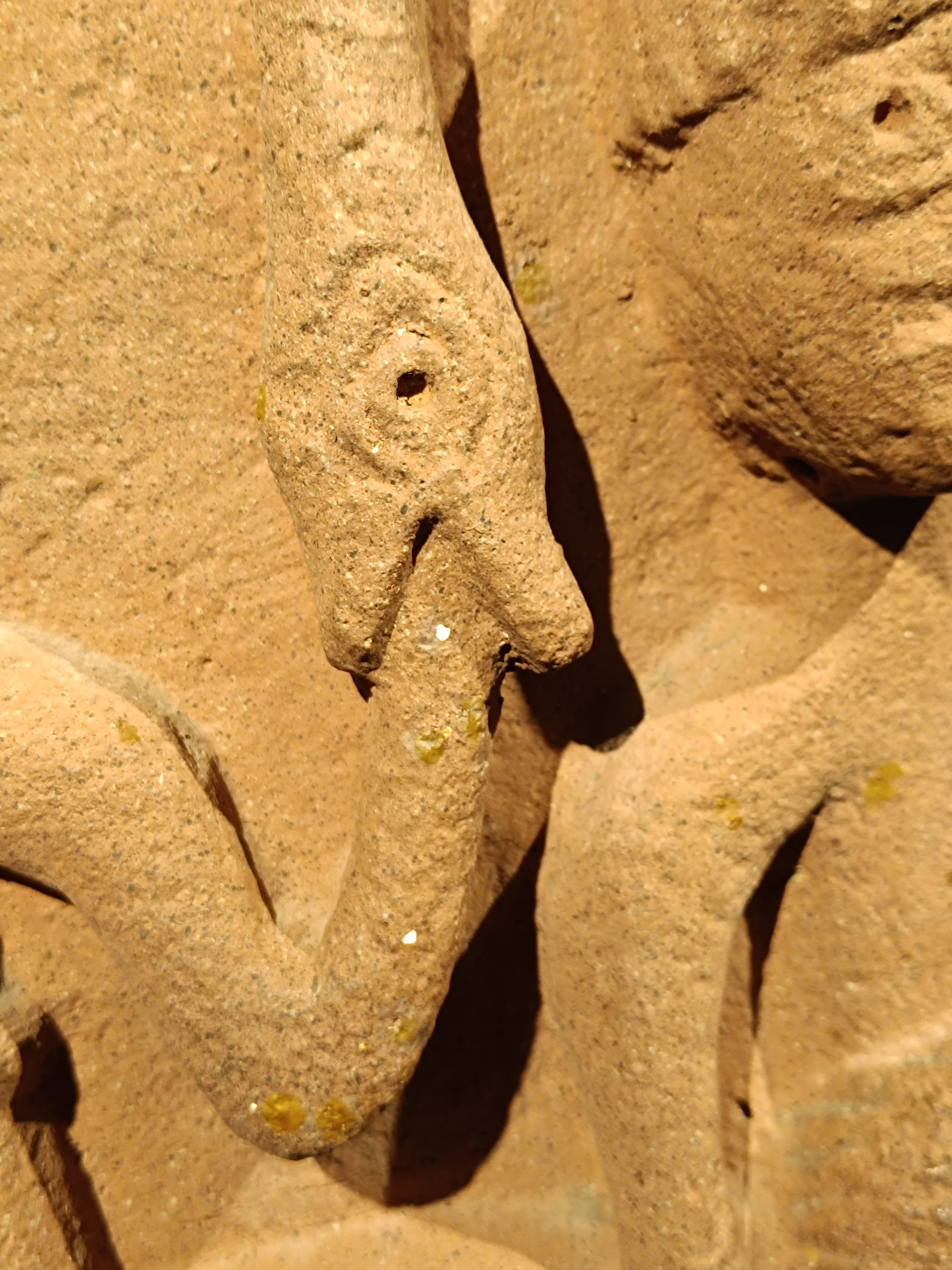
Hand im Schlangenmaul

Die Bedeutung des Reliefs ist unklar, da es keine Quellen darüber gibt. Eine Vermutung ist Heinrichs IV. Wunsch auf die Einheit der Christenheit, denn zwischen der Grundsteinlegung um 1030 und der ersten Domweihe im Jahr 1061 vollzog sich die Morgenländische Kirchenspaltung: 
Die andere Deutung vermutet eine Darstellung des messianischen Reich Gottes. 
Der alttestamentliche Prophet Jesaja beschreibt ein kommendes absolutes Friedensreich, in dem der sogenannte messianische Tierfrieden herrscht. So wie in dieser Vision die Tiere zusammenleben, werden auch die Menschen bzw. alle Geschöpfe in der Endzeit zusammenleben:
Jes 11, 6-8: Die Wölfe werden bei den Lämmern wohnen und der Pardel bei den Böcken liegen. Ein kleiner Knabe wird Kälber und junge Löwen und Mastvieh miteinander treiben. Kühe und Bären werden an der Weide gehen, daß ihre Jungen beieinander liegen; und Löwen werden Stroh essen wie die Ochsen. Und ein Säugling wird seine Lust haben am Loch der Otter und ein Entwöhnter wird seine Hand stecken in die Höhle des Basilisken.

### Afra-Kapelle

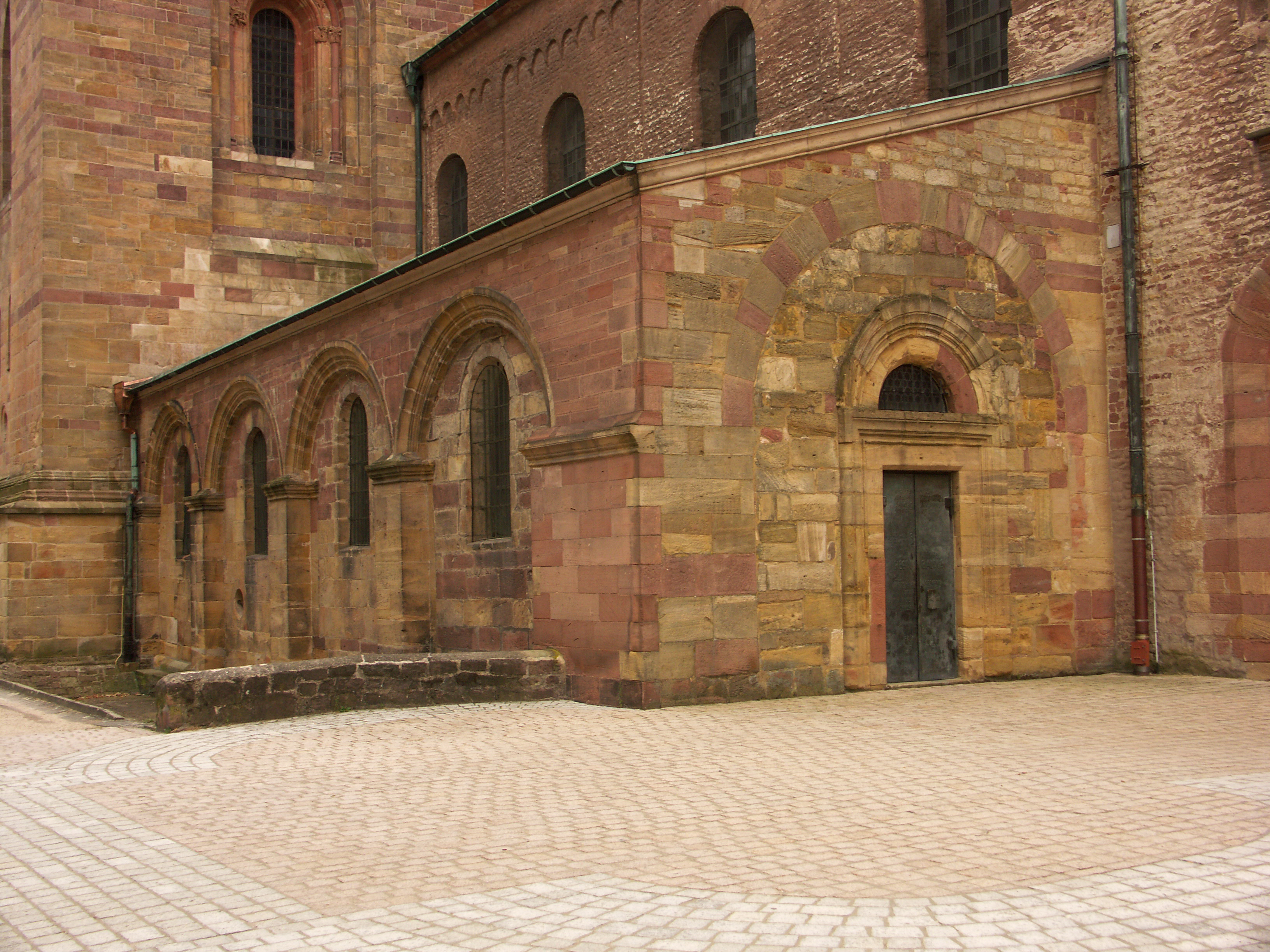
Afra-Kapelle von Nordwesten

Heinrich V. wurde am Tag der heiligen Afra von Augsburg, einer frühchristlichen Märtyrerin, geboren, weshalb man eine Kapelle des Domes dieser Heiligen widmete. Sie ist an die äußere Nordwand des Langhauses angebaut und sowohl vom Dom als auch von außen zugänglich.

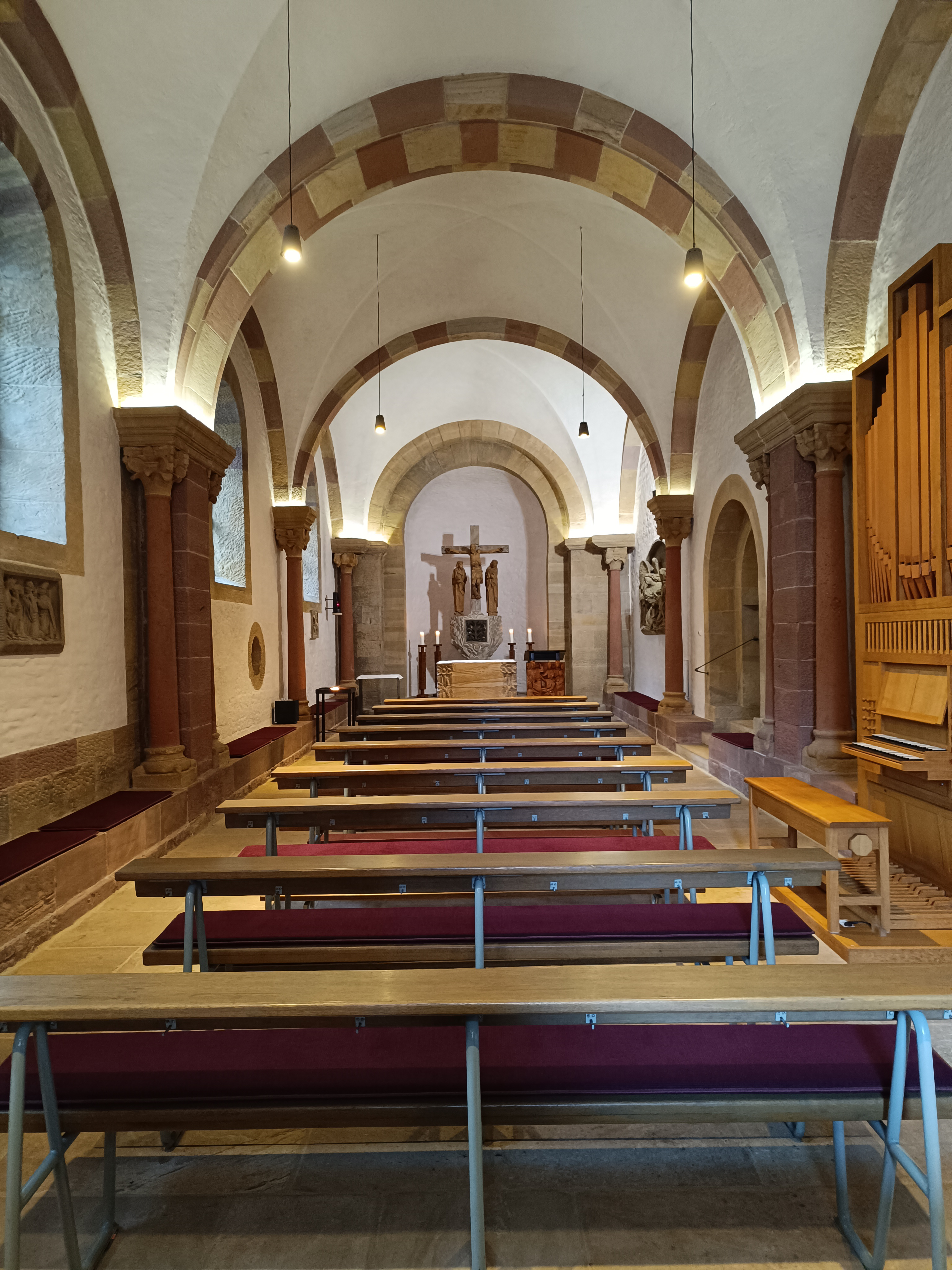
Blick zum Altar
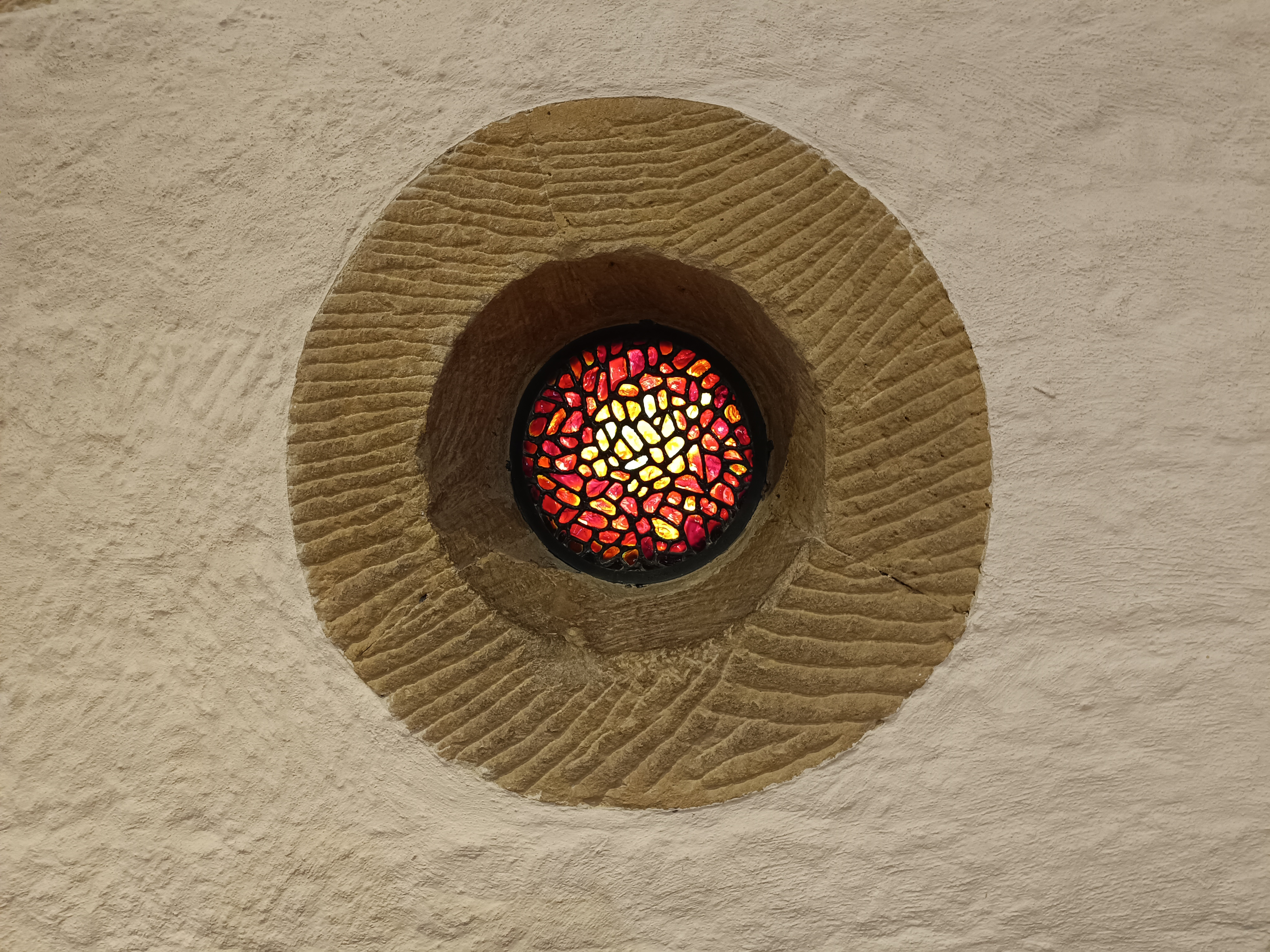
Rundfenster

Afras Gedenktag war auch der Sterbetag des Kaisers Heinrich IV., dessen Sarg wegen des über ihn verhängten Kirchenbannes fast fünf Jahre lang in dieser damals noch ungeweihten Kapelle abgestellt wurde. Erst nach der postumen Aufhebung des Banns durch Papst Paschalis II. setzte man Heinrich IV. am 7. August 1111, seinem fünften Todestag, neben seinem Vater Heinrich III. in der Familiengrablege der Salier im Dom bei.
In die innere Nordwand (Westecke) der Kapelle ist seit 1820 der aus dem zerstörten Domkreuzgang dorthin übertragene Epitaph des Ingolstadter Rechtsprofessors und Richters am Reichskammergericht Speyer, Caspar Schober eingelassen. Es handelt sich um eine sehr feine Renaissance-Arbeit, die dem Eichstätter Bildhauer Loy Hering zugeschrieben wird und eine Auferstehungsszene von Martin Schongauer zeigt.
Die Afra-Kapelle dient heute als Sakramentskapelle des Domes und in ihr werden die meisten Pfarrgottesdienste abgehalten. Die ursprüngliche Kapelle war um ein Gewölbejoch kürzer. Dieses Joch stammt aus dem sogenannten „kleinen Paradies“, das beim Dombrand zerstört und nicht wiederaufgebaut wurde. Es wurde an die Afra-Kapelle angehängt.

#### Codex Argenteus

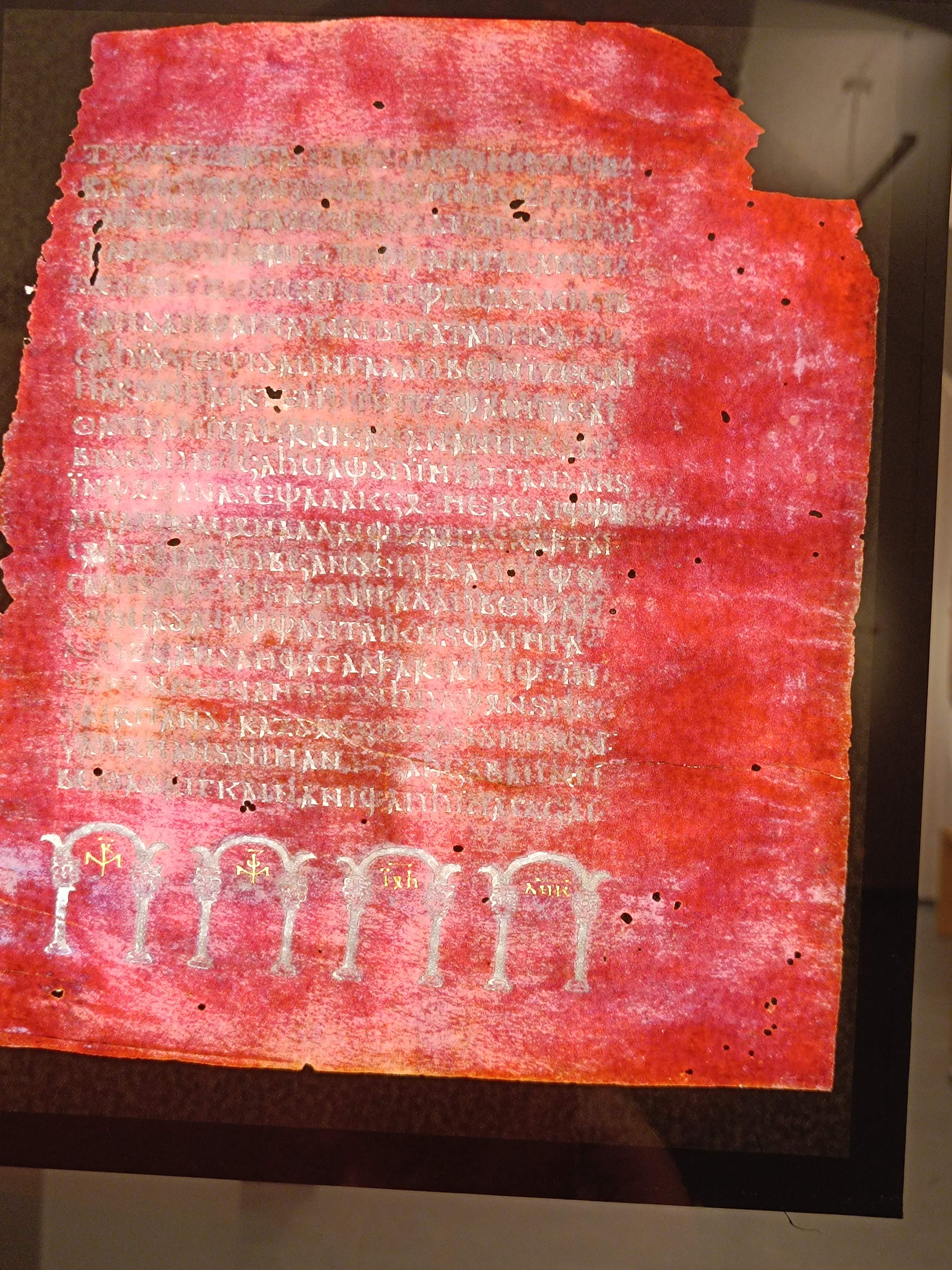
Blatt aus dem Codex Argenteus

Bei der Sanierung im Jahr 1970 entdeckte der Domvikar Franz Haffner unter Bodenplatten einen Zettel, der dem Bischof Erasmus zugewiesen werden konnte. Ein Pergament war um ein rundes Holzstück gewickelt, wiederum umhüllt von zwei Büttenpapierblättern mit einem Wasserzeichen, datiert auf das 16. Jahrhundert.
Das so genannte „Haffner-Blatt“ war eine verschwundene Seite aus dem Codex Argenteus. Der Kodex bestand ursprünglich aus 336 Seiten, von denen allerdings nur 187 Seiten erhalten sind. Was mit den restlichen 149 Blättern geschah, war lange ungewiss. Der in Uppsala aufbewahrte Kodex endet mit dem 16. Kapitel des Markusevangeliums, bricht aber unvermittelt mit den Worten „Afaruh pan pata“ ab. Exakt an dieser Stelle setzt das in der Afrakapelle gefundene Fragment ein. Außerdem stimmen sogar die Wurmlöcher bei beiden Dokumenten überein.
Den Codex Argenteus brachte der Heilige Liudger im 8. Jahrhundert von einer Italienreise in das von ihm gegründete Kloster Werden an der Ruhr. Dort wurden vermutlich 149 der insgesamt 336 Blätter aus dem Kodex entnommen. Der restliche Kodex wurde an Kaiser Rudolf II. abgetreten. Der brachte ihn auf seine Burg in Prag. Im Dreißigjährigen Krieg erbeuteten die Schweden die Schrift nach Uppsala.
Haffner ist überzeugt, dass das Blatt im 16. Jahrhundert in den Besitz von Albrecht von Brandenburg, dem Erzbischofs von Magdeburg kam. Dieser besaß die Erasmus-Reliquien und vermachte seine Reliquiensammlung als späterer Erzbischof von Mainz 1540 dem Mainzer Dom. Nachdem der Domschatz 1792 nach Aschaffenburg gebracht worden war, gelangte ein Teil zwischen 1822 und 1825 zum Bistum Speyer.

### Doppelkapelle

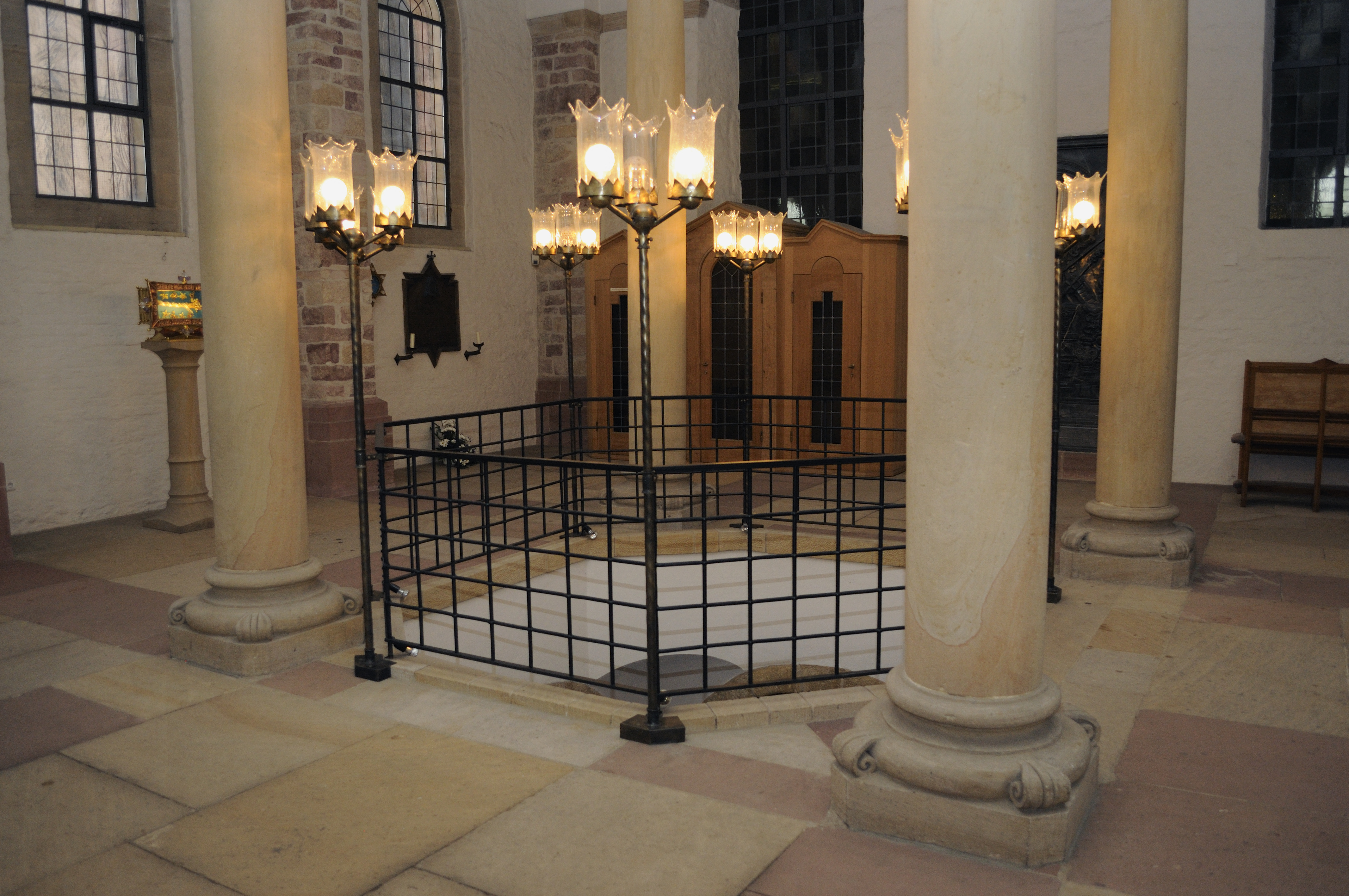
Kapelle St. Katharina mit Reliquien und Öffnung zur Kapelle St. Emmeram im Untergeschoss

An der Südseite des Doms befindet sich die 1050 begonnene Doppelkapelle. Sie wirkt von außen wie eine neoromanische Zutat. Ursprünglich war sie von Kreuzgang und Stiftsgebäuden umgeben und erhielt erst nach deren Abbruch eigene Außenwände.
Die beiden übereinander liegenden Kapellen sind durch eine achteckige Mittelöffnung miteinander verbunden. Ihr ursprünglicher Zustand wurde 1961 weitgehend wiederhergestellt.

#### Unterkapelle
Die Unterkapelle ist den Heiligen St. Emmeram und St. Martin gewidmet und wird als Taufkapelle genutzt.
In der Taufkapelle wurde 1990 eine Edith-Stein-Gedenkstätte eingerichtet. Für sie schuf der Bildhauer Klaus Ringwald eine Bronzebüste Edith Steins sowie eine Tafel mit den Stationen ihres Lebens. Edith Stein wurde als Jüdin geboren, bezeichnete sich später als Atheistin, konvertierte dann zum Katholizismus und trat schließlich in den Orden der Karmelitinnen ein. Sie starb schließlich in Auschwitz. Ihr Leben wird deshalb mit folgenden Worten zusammengefasst: Jüdin, Atheistin, Philosophin, Christin, Karmelitin, Märtyrerin.
Auf der Gedenktafel steht weiterhin ein Zitat von ihr: "Wer die Wahrheit sucht, der sucht Gott, ob es ihm klar ist oder nicht."

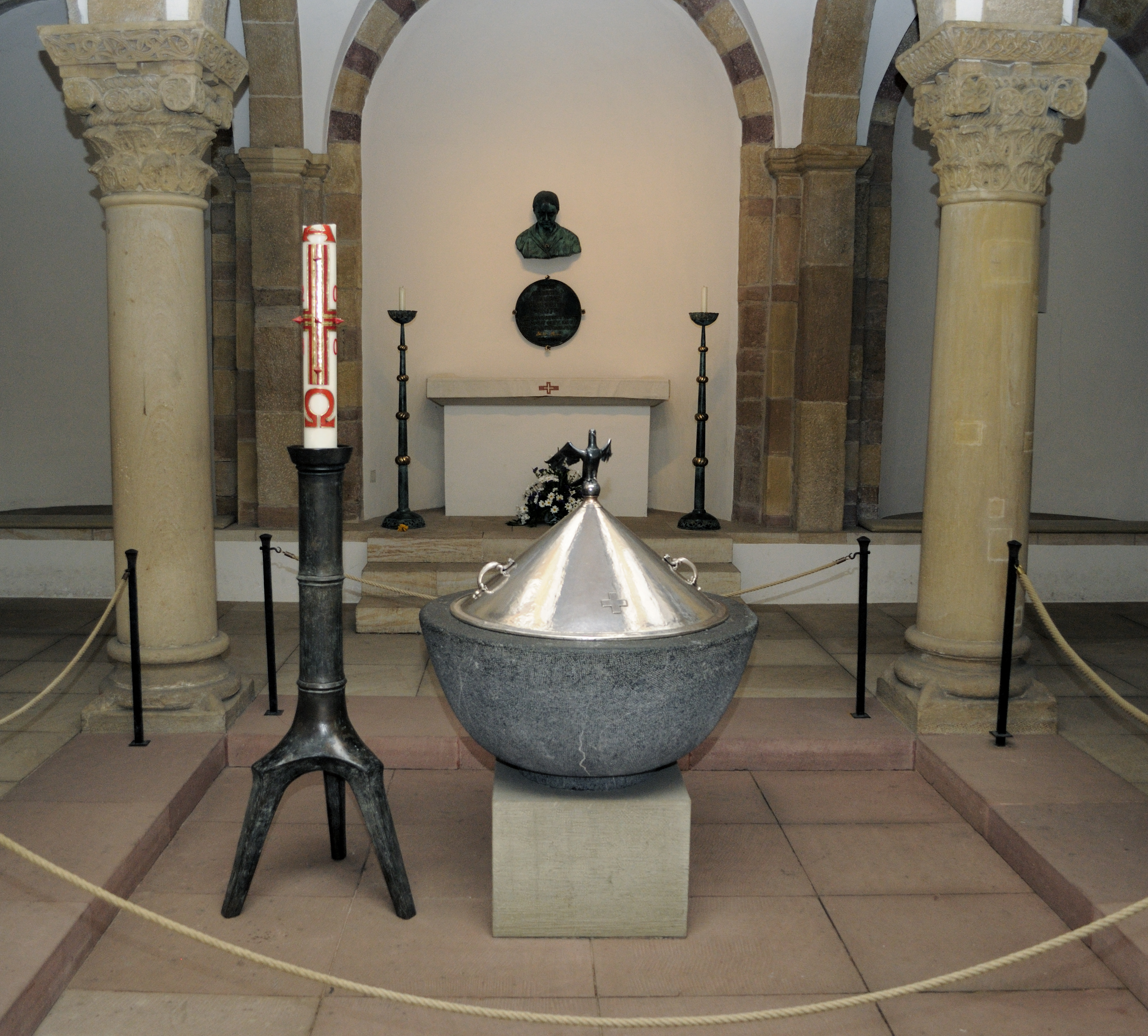
Taufbecken
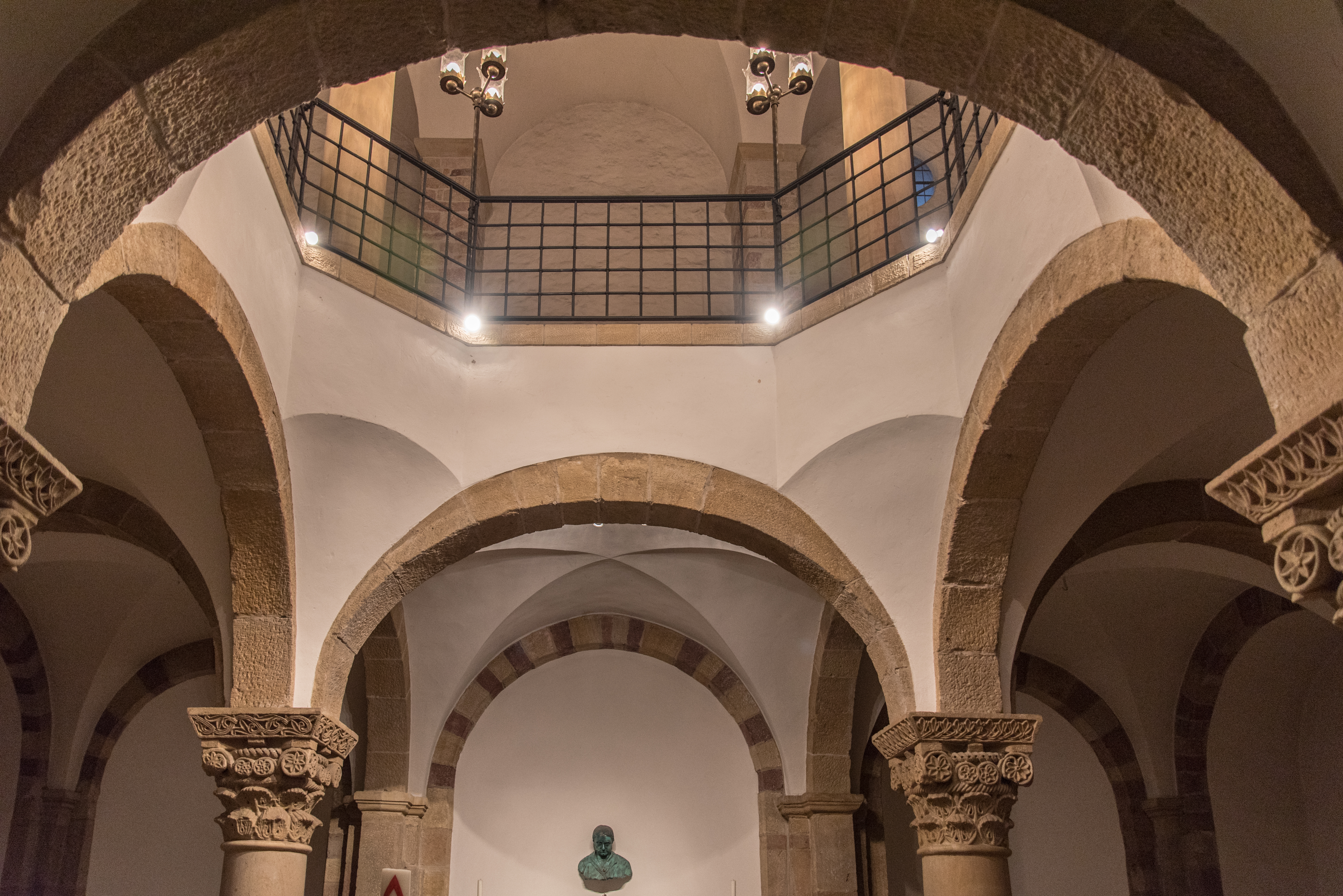
Mittelöffnung
Büste von Edith Stein
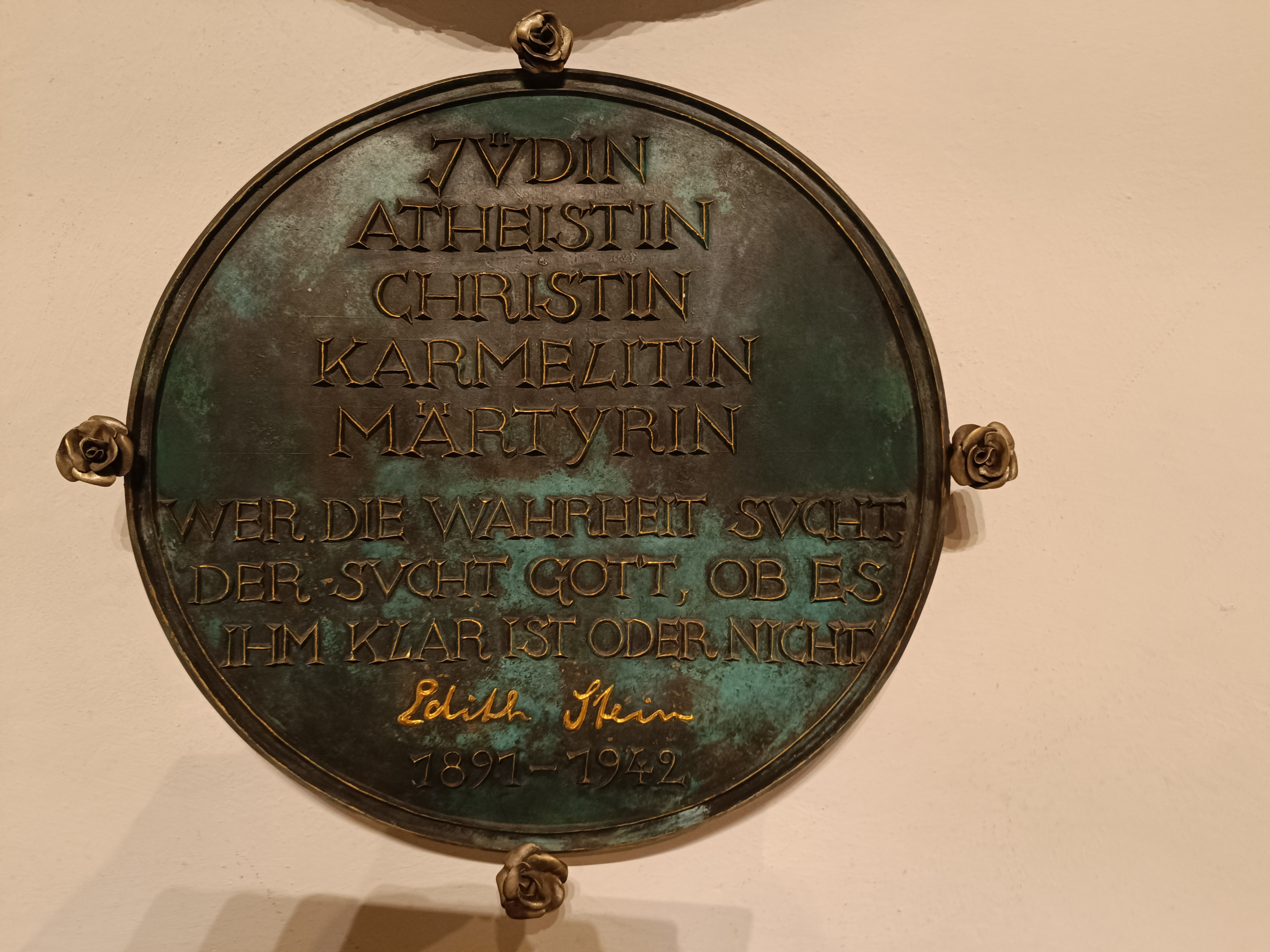
Jüdin, Atheistin, Christin, Karmelitin, Märtyrin

#### Oberkapelle
Die dem Patronat der heiligen Katharina von Alexandrien anvertraute Oberkapelle erinnert an den Geburtstag einer Tochter Heinrichs III. am 25. November, dem Gedenktag der heiligen Katharina, einer der Vierzehn Nothelfer. In der christlichen Legende ist die heilige Katharina eine junge intelligente Schönheit, die der Jungfräulichkeit geweiht ist. Wie die heilige Afra soll sie eine Königstochter aus Zypern gewesen sein, die um das Jahr 300 im ägyptischen Alexandria lebte. Sie soll von einem Einsiedler zum Christentum bekehrt worden sein.

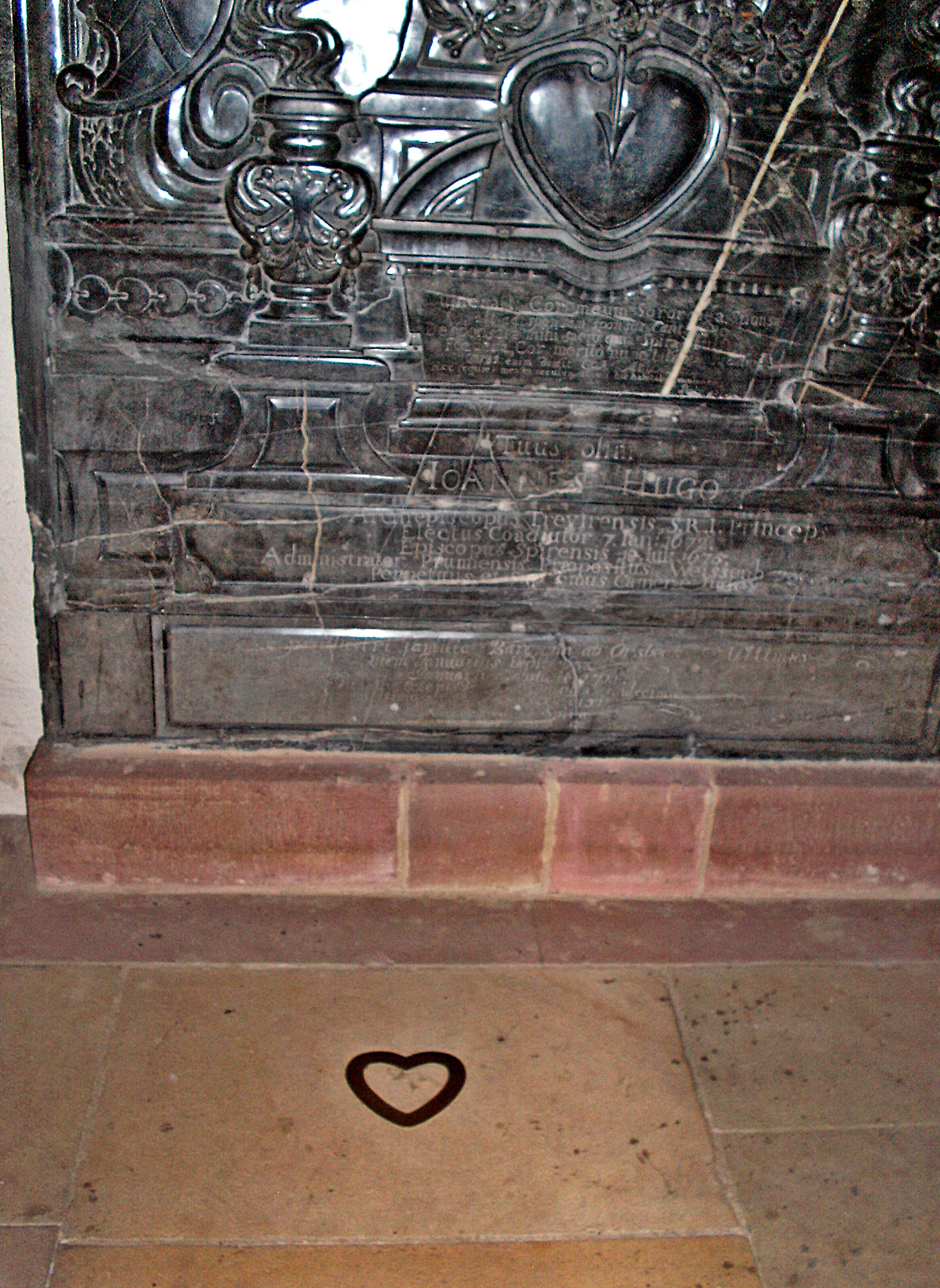
Herzepitaph des Bischofs Johann Hugo von Orsbeck

Die Oberkapelle dient der Ausstellung von Reliquien, unter anderem des heiligen Pirminius und des seligen Paul Josef Nardini. Überdies hat man dorthin das Herzgrab und den sehr qualitativen Herzepitaph des Bischofs Johann Hugo von Orsbeck (1634–1711) versetzt.
In der Oberkapelle befinden sich unter anderem die Häupter des Hl. Papstes Stephan I. und des Hl. Anastasius des Persers, die Kaiser Heinrich III. aus Rom mitbrachte.
Der Reliquienschrein für Paul Josef Nardini wurde vom Würzburger Gold- und Silberschmied Michael Amberg geschaffen und von Bischof Anton Schlembach gestiftet.
Das Behältnis aus vergoldetem Kupfer enthält einen Oberschenkelknochen Nardinis. Die Reliquie liegt auf himmelblauer Seide, eingerahmt von Drahtblumen und Blütensternen aus Korallen, Perlen, Aquamarinen, Opalen, Lapis und Goldkugeln, die den Paradiesgarten symbolisieren. Auf einem Pergamentstreifen ist zu lesen: "Seliger Paul Josef, bitt für uns an Gottes Thron!"
An einer Innenwand der Kapelle befindet sich eine Gedenktafel für Edith Stein sowie ein Reliquie von ihrem Gewand. Der Stern verweist auf ihre jüdische Herkunft, das aus Kristallen, Perlen und Kantillen gestickte Kreuz im Innern auf ihre Hinwendung zum Christentum.
Die Mitte bildet das Gewandstück, das Edith Stein am 15. April 1934 bei ihrem Eintritt in das Karmelitinnenkloster Köln trug.

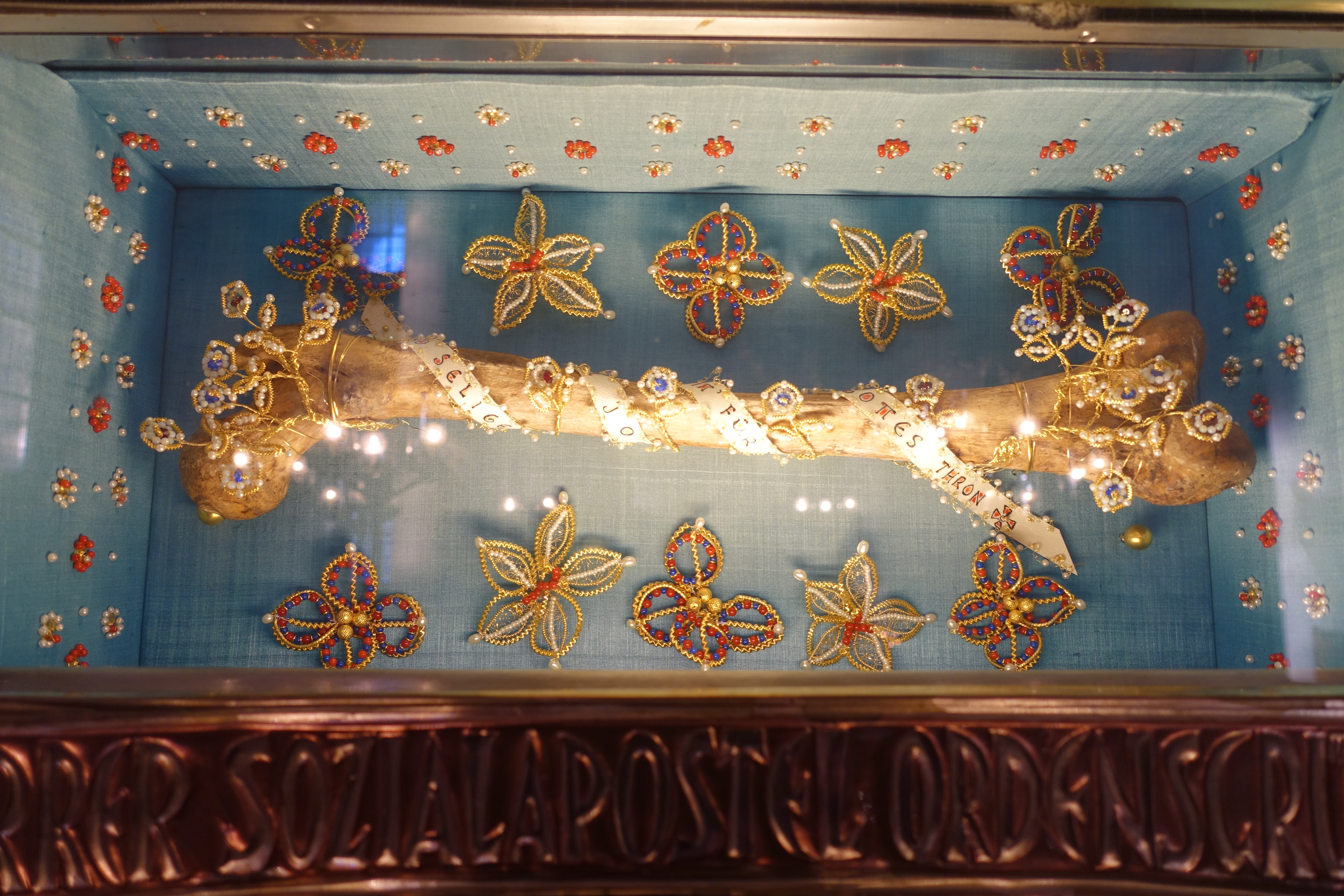
Reliquie von Paul Josef Nardini
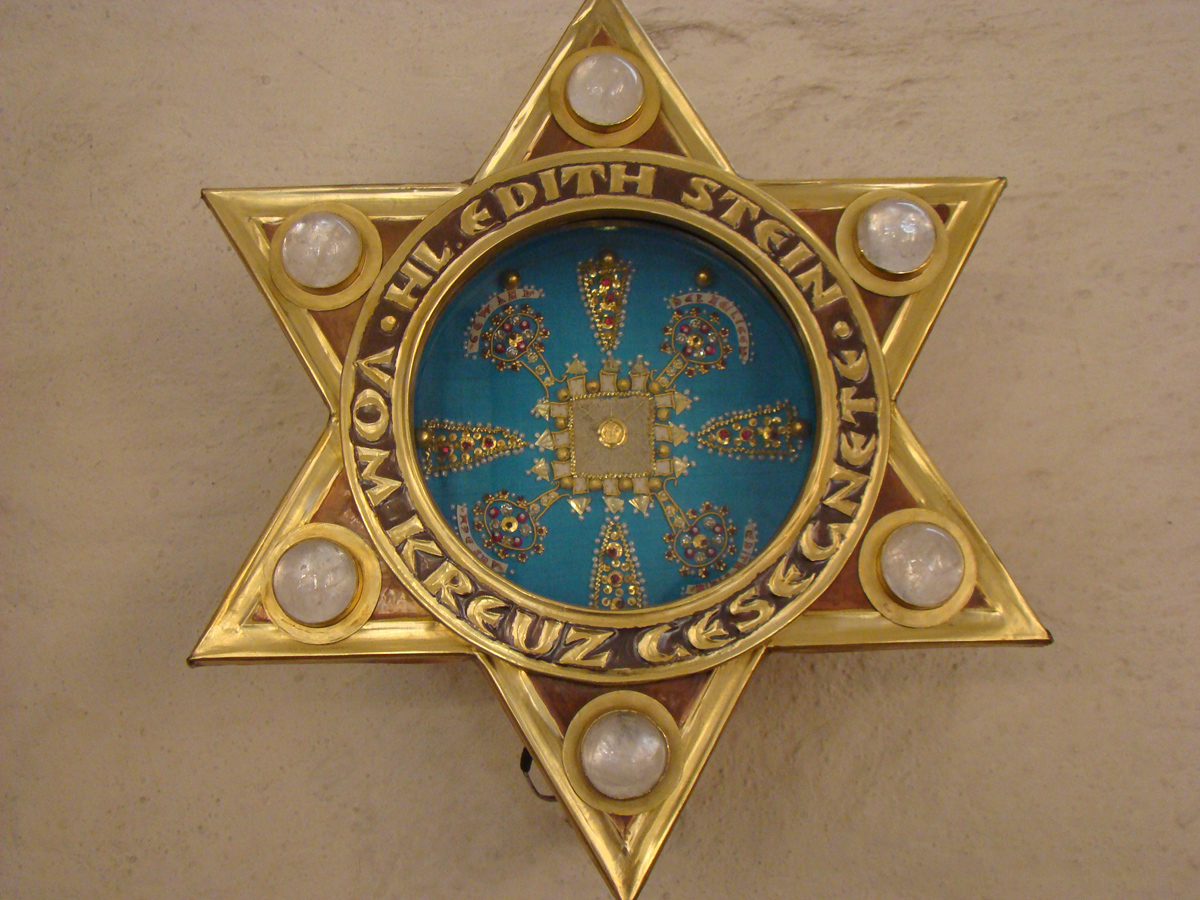
Reliquie von Edith Stein
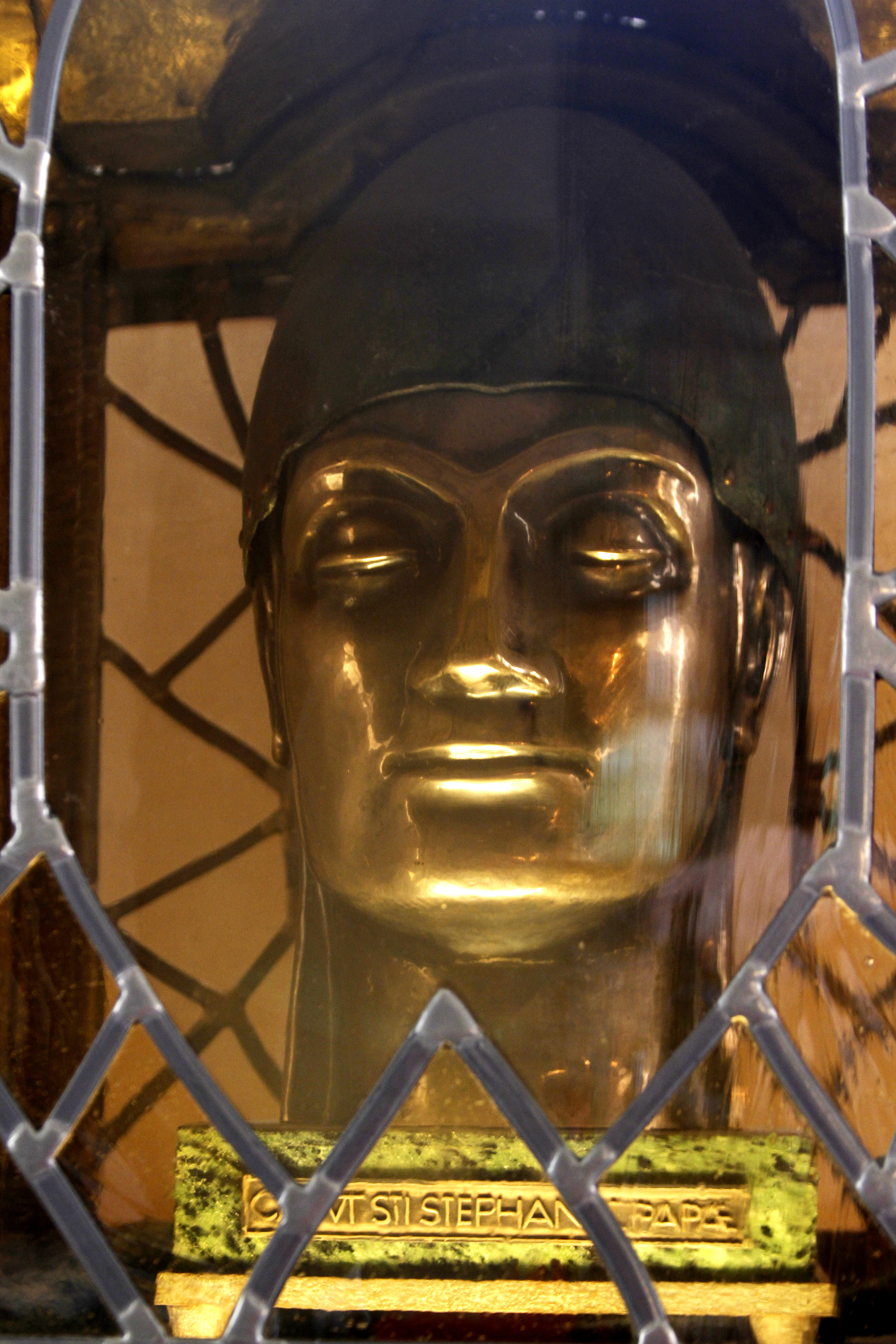
Reliquie von Papst Stefan I.
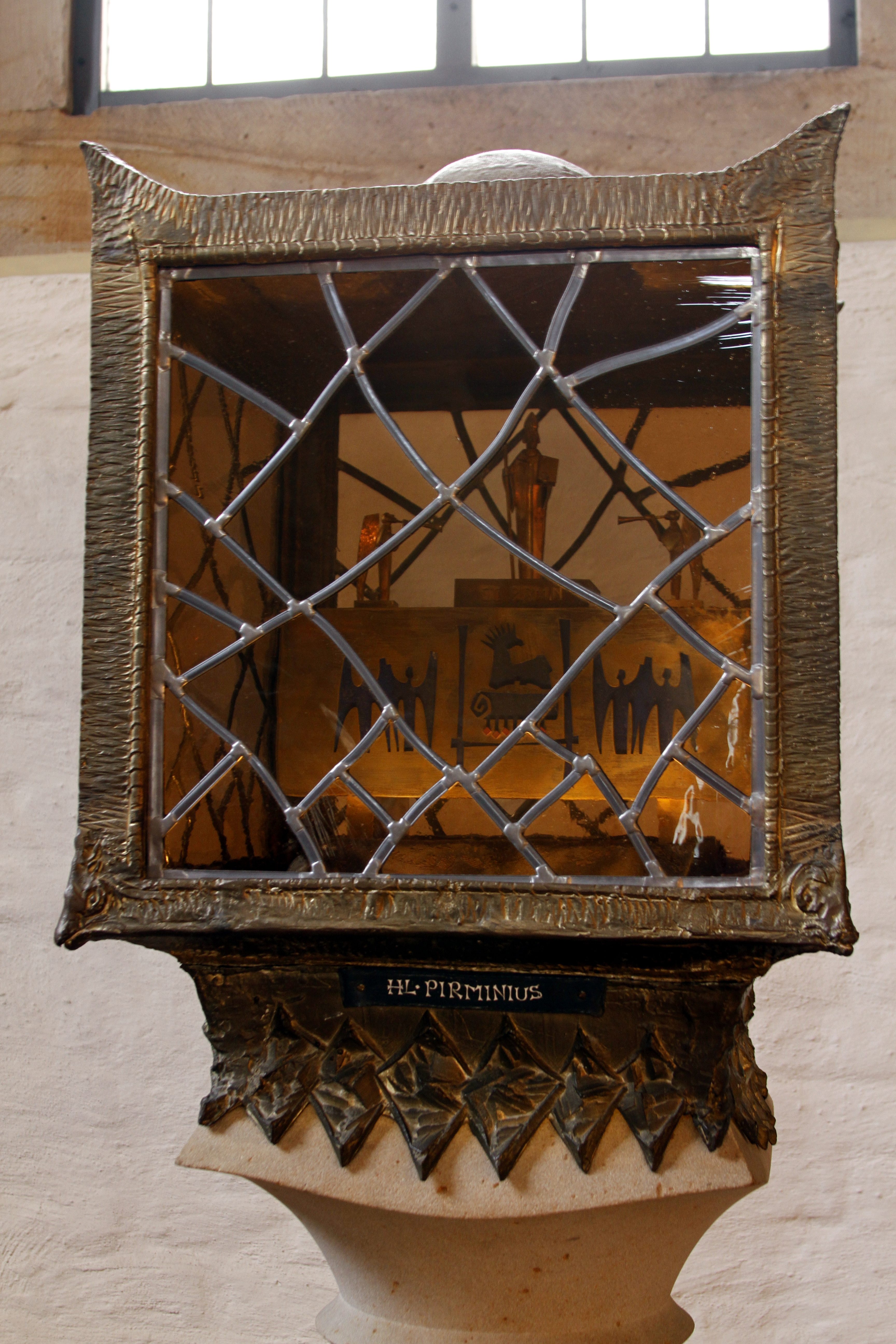
Reliquie von St. Pirmin

### Krypta

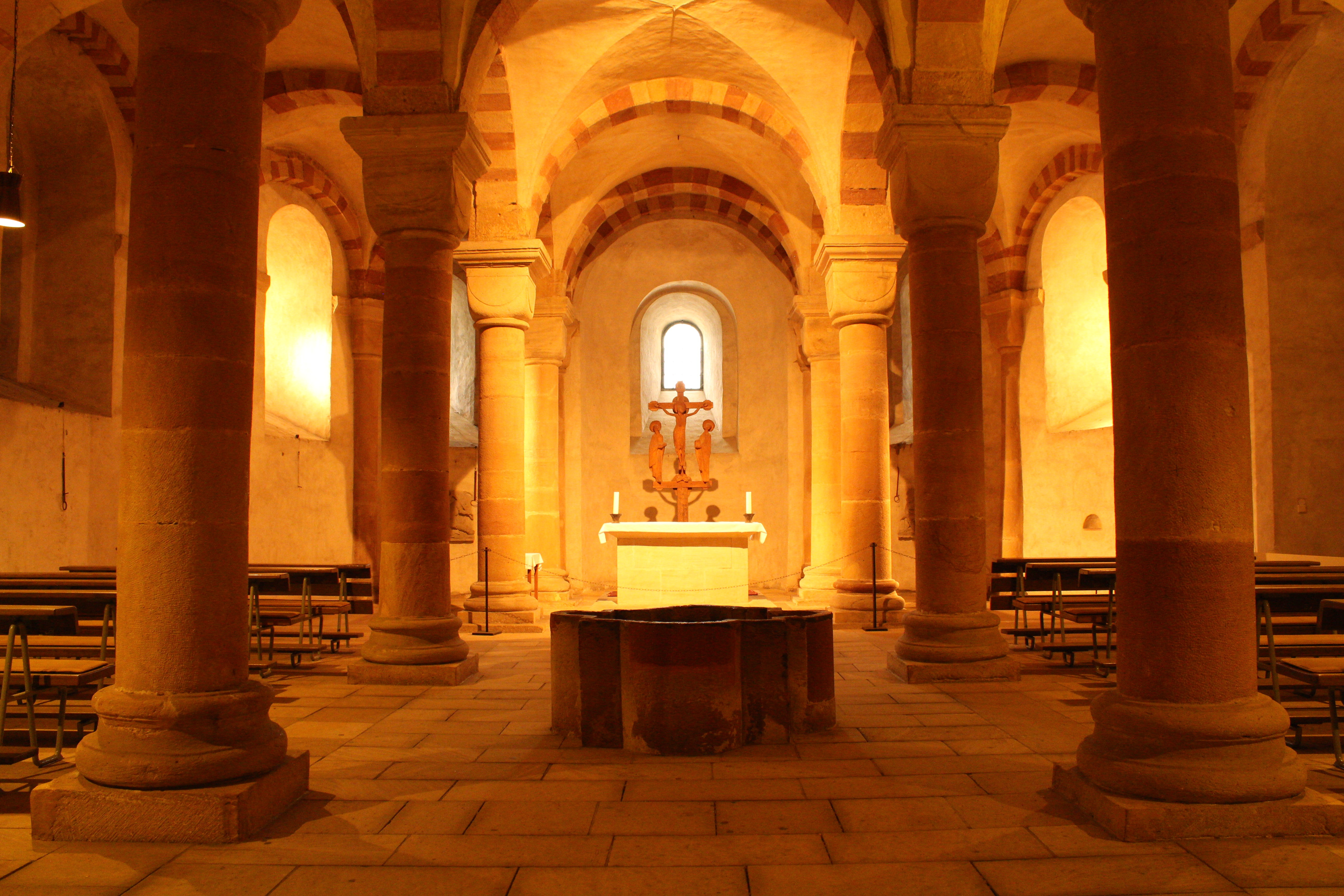
Krypta mit Taufbecken

Die Krypta ist der älteste Teil des Doms. Sie wurde vermutlich im Jahr 1041 geweiht und blieb seither nahezu unverändert.
Sie befindet sich unter dem Querhaus und dem Chor des Domes und ist mit einer überbauten Fläche von 850 m² sowie einer Höhe von 7 m die größte romanische Säulenhalle Europas.
Jeweils ein Raum der Krypta liegt unter Chor, Vierung, Nord- und Südquerhaus, voneinander durch Scheidbögen und Pfeiler getrennt.

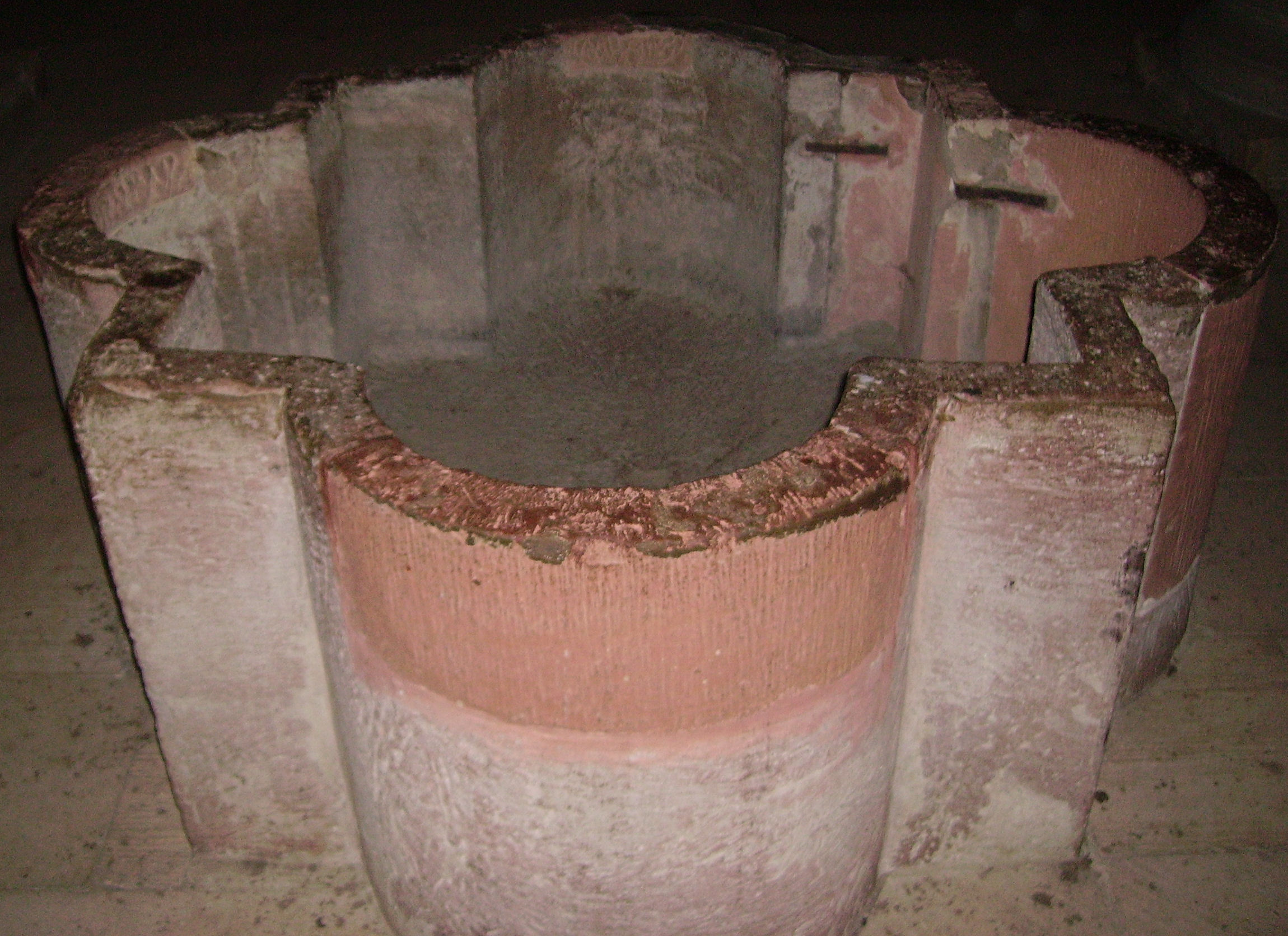
Taufbecken

Die einzelnen Joche werden durch Gurtbögen voneinander getrennt. Dies schuf, vom Raumquadrat der Vierung ausgehend, die Voraussetzung für die Entwicklung der „gebundenen Form“ bei den romanischen Grundrissen. Diese Art der Wölbung wurde um 1040 bei der Einwölbung der Seitenschiffe übernommen.

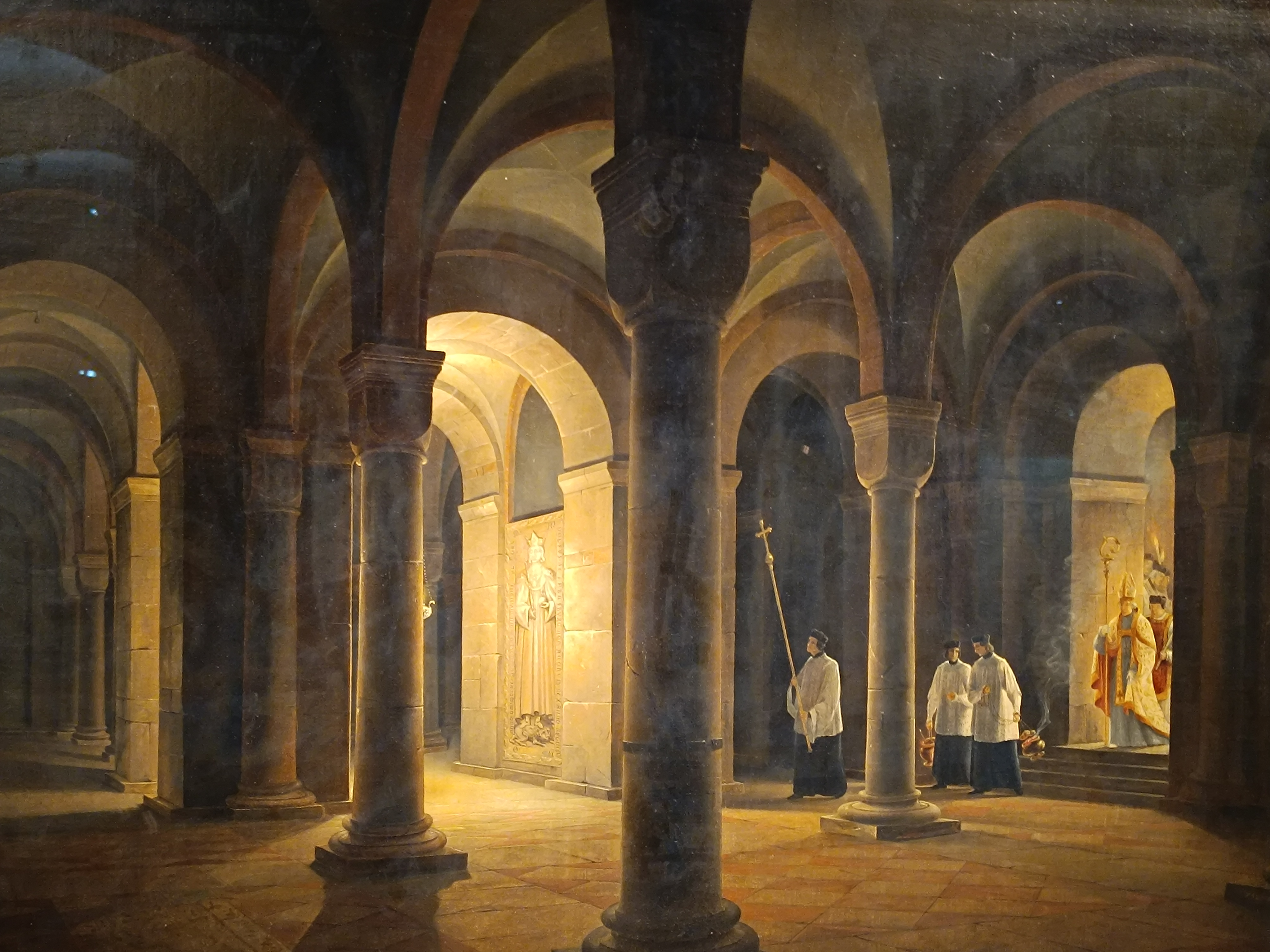
Johann Martin Bernatz: Krypta des Speyerer Doms, 1834

Die 42 Kreuzgratgewölbe ruhen auf Säulen mit einfachen Würfelkapitellen. Die abwechselnd gemauerten gelben und roten Sandsteinquader der Haardt und des Odenwaldes sind typisch für die Zeit der Salier und der Staufer.
Vor dem Hauptaltar der Krypta steht ein Taufbecken, das um 1100 gefertigt wurde.
Dieses Taufbecken hatte den Namen „rauschender Kelch“ getragen. Das hat vielleicht damit zu tun, dass das Taufbecken in der Mitte ein Loch hat. Dadurch bestand womöglich eine Verbindung zum Rhein.
Der Maler Johann Martin Bernatz zeigt die schwach erleuchtete Domkrypta mit der hell erleuchteten Grabplatte Rudolfs von Habsburg. Von rechts oben kommen drei Ministranten mit Kreuz und Weihrauchgefäßen vom Kirchenschiff in die Krypta. Ihnen folgt der Bischof mit Gefolge.
Der Zugang zur Krypta erfolgte ursprünglich über im Mittelschiff befindliche Treppen, die sich rechts und links der Grablege befanden und in eine Vorkrypta mündeten. Als sich die Grablege als zu klein erwies, wurden die Zugänge der Krypta in die Seitenschiffe verlegt und die Vorkrypta verfüllt.

Grundriss der Krypta
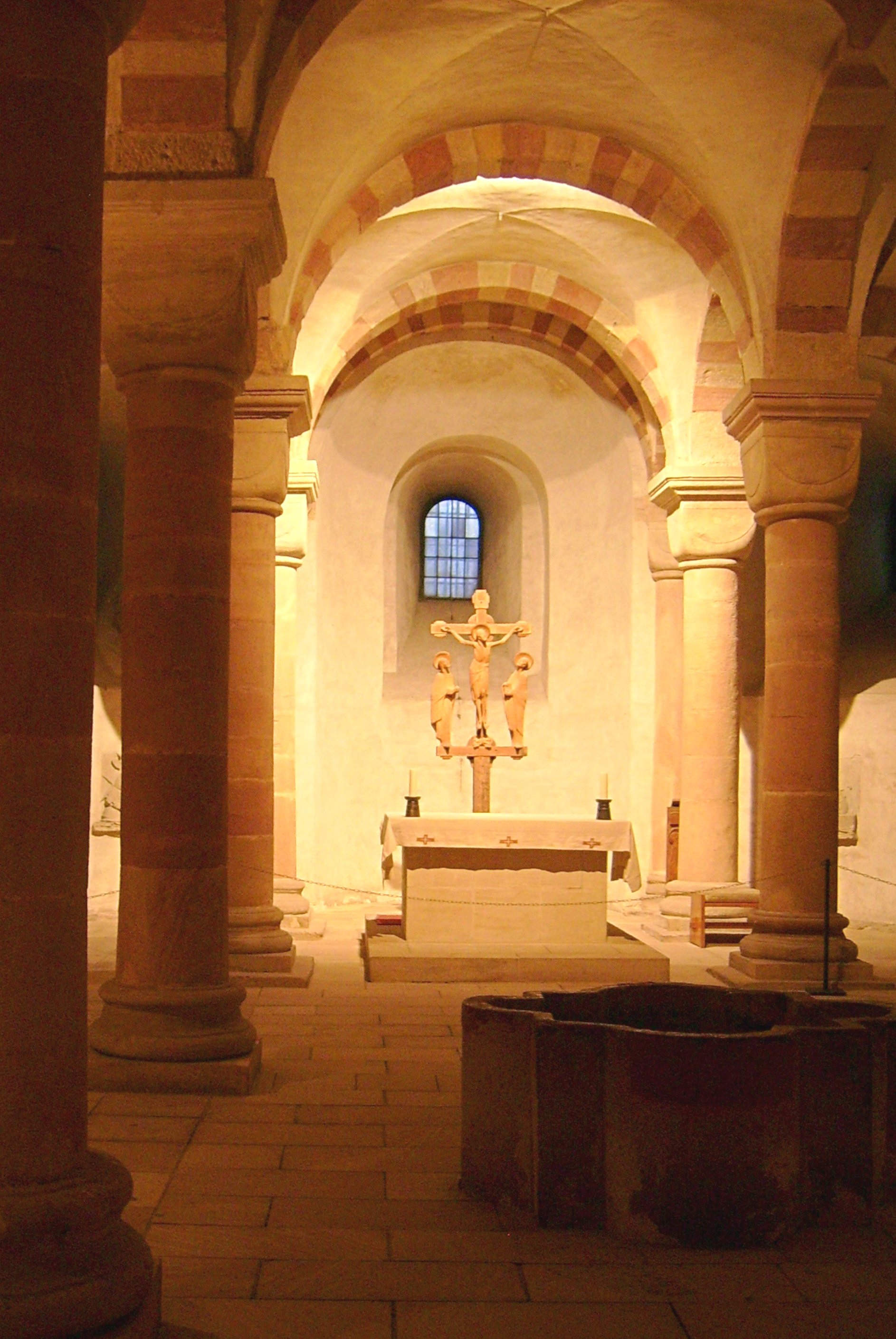
Blick in die Krypta

### Grablege

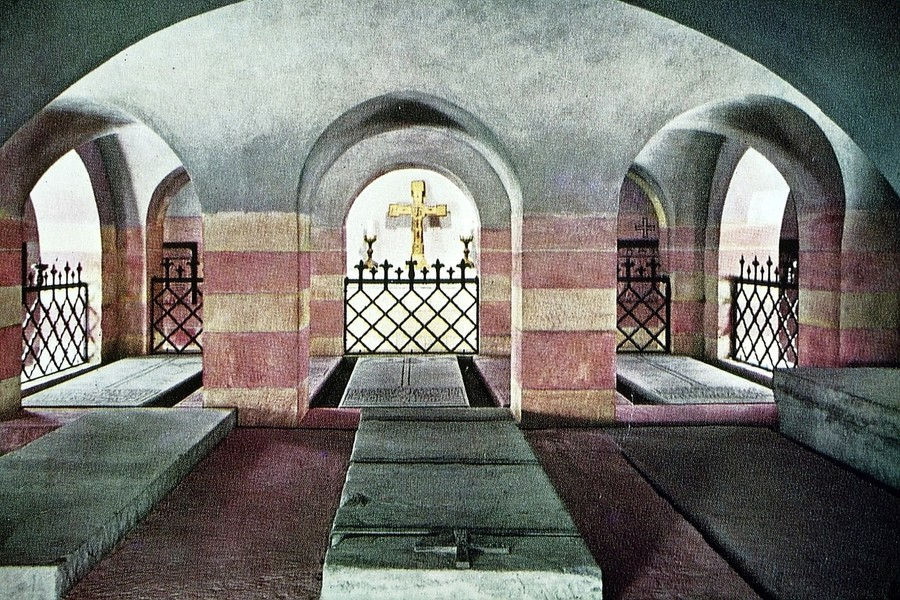
Grab Konrads II. mit Eisenbändern

Die Grablege befindet sich am östlichen Ende des Mittelschiffs vor dem Lettner mit dem Kreuzaltar. Erstmals genutzt wurde sie im Jahre 1039, um den Gründer des Domes Kaiser Konrad II. beizusetzen. Da der Dom damals noch eine Großbaustelle war, wurde Kaiser Konrad II. in einem mit Eisenbändern versehenen Steinsarkophag zwischen den Treppen zur noch unfertigen Vorkrypta beigesetzt. Die Eisenbänder sollten verhindern, dass der Sarkophag geplündert wurde.
Bereits wenige Jahre später erwies sich die Grablege jedoch als zu klein, sodass man die rechts und links von ihr befindlichen Eingänge für die Krypta in die Seitenschiffe verlegte und die unmittelbar östlich angrenzende Vorkrypta verfüllte. Nach dem Tod des letzten salischen Kaisers Heinrich V. wurde die Gruft ein letztes Mal erweitert. Um sie zu erweitern, wurde ihr Boden um einige Meter erhöht, so dass Heinrich V. über seinen Vorfahren bestattet wurde. Nach Heinrich V. wurden in der Grablege noch Friedrich Barbarossas zweite Frau Beatrix von Burgund mit ihrer Tochter Agnes, Philipp von Schwaben, Rudolf von Habsburg, Adolf von Nassau und Albrecht von Österreich bestattet.

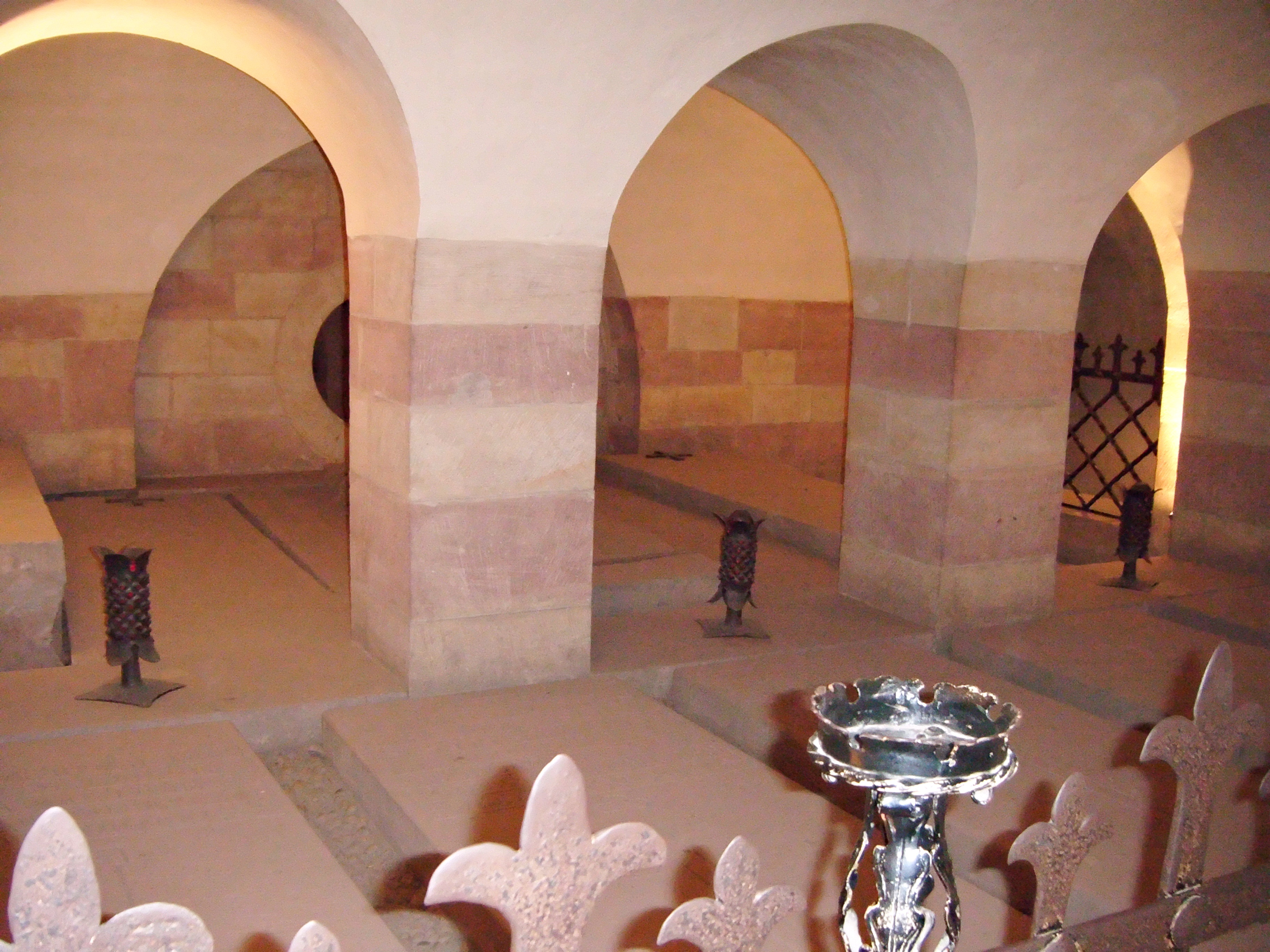
Blick in die Kaisergruft

Infolge des Pfälzischen Erbfolgekriegs wurden die dicht unter dem Boden liegenden Gräber von französischen Truppen geplündert und verwüstet und die Grabmäler zerstört. Infolge dieser Verwüstung geriet die genaue Lage der Gräber in Vergessenheit.
Im 19. Jahrhundert gab es verschiedene Überlegungen zu den Kaisergräbern, als der Dom nach der Ausmalung unter Johann von Schraudolph und der Errichtung des Westbaus als „Nationaldenkmal“ betrachtet wurde. Ein namentlich nicht bekannter Autor schrieb um das Jahr 1900:

„Der Ruhm des Speyerer Domes, eines der mächtigsten frühmittelalterlichen Baudenkmale in Deutschland, war von jeher, dass er die Gräber Deutscher Kaiser barg. Wer den Dom betrat und diese von der Geschichte geheiligten Ruhestätten wohl der hervorragendsten Herrscher, welche den deutschen Kaiserthron geziert hatten, besuchen wollte, musste sich im gewissen Sinne enttäuscht fühlen. Denn im so genannten Königschor vor dem Hochaltar konnte nur der Boden, unter dem die Kaiser ruhen sollten, gezeigt werden, von den originalen Gräbern, Sarcophagen oder Grabstellen war nichts mehr zu sehen.“

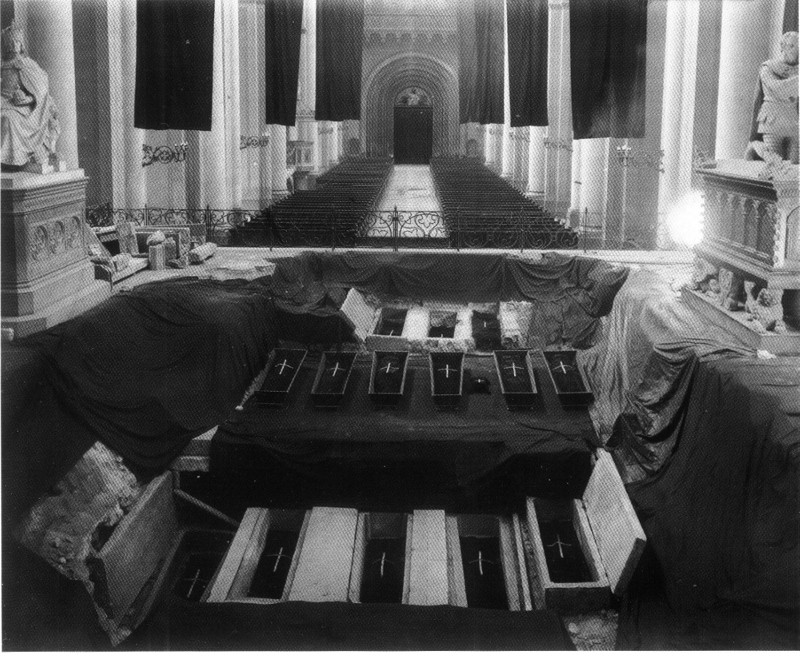
Einsegnung der Kaisergräber im Jahr 1900

Ebenso klagte Gymnasialprofessor Johann Praun im Jahr 1899:

„Niemand konnte bestimmte Angaben über die Lage der im Dom zur ewigen Ruhe gebetteten Herrscher des Mittelalters machen. […] Viele Fremde, die alljährlich den Kaiserdom zu Speyer besuchen, würden unbefriedigt von dannen ziehen.“

Diese Überlegungen bildeten den Auslöser für Grabung, Öffnung und Untersuchung der Gräber, die schließlich im Jahr 1900 erfolgte. Bei diesen Grabungen, die auch fotografisch dokumentiert wurden, stellte man fest, dass die Saliergräber bis auf das Grab Heinrichs V. durch ihre Lage unter den anderen Gräbern vor Plünderungen geschützt und so vollständig erhalten waren. Die Grabungen ergaben auch, dass die plündernden französischen Truppen den Dom wohl überstürzt verließen, da man in der Umgebung der Gräber verschiedene Grabwerkzeuge fand. Nach der Bergung der Grabbeigaben und der Sicherung der Textilfunde erfolgte nach dem Ende der Grabungen eine provisorische Bestattung der sterblichen Überreste, während die Funde zunächst nach München und später in die „Domschatzkammer“ des Historischen Museums der Pfalz gebracht wurden. 1902 fand die endgültige Bestattung in der neu erbauten Gruft statt, deren Zugang sich in der Krypta befindet.

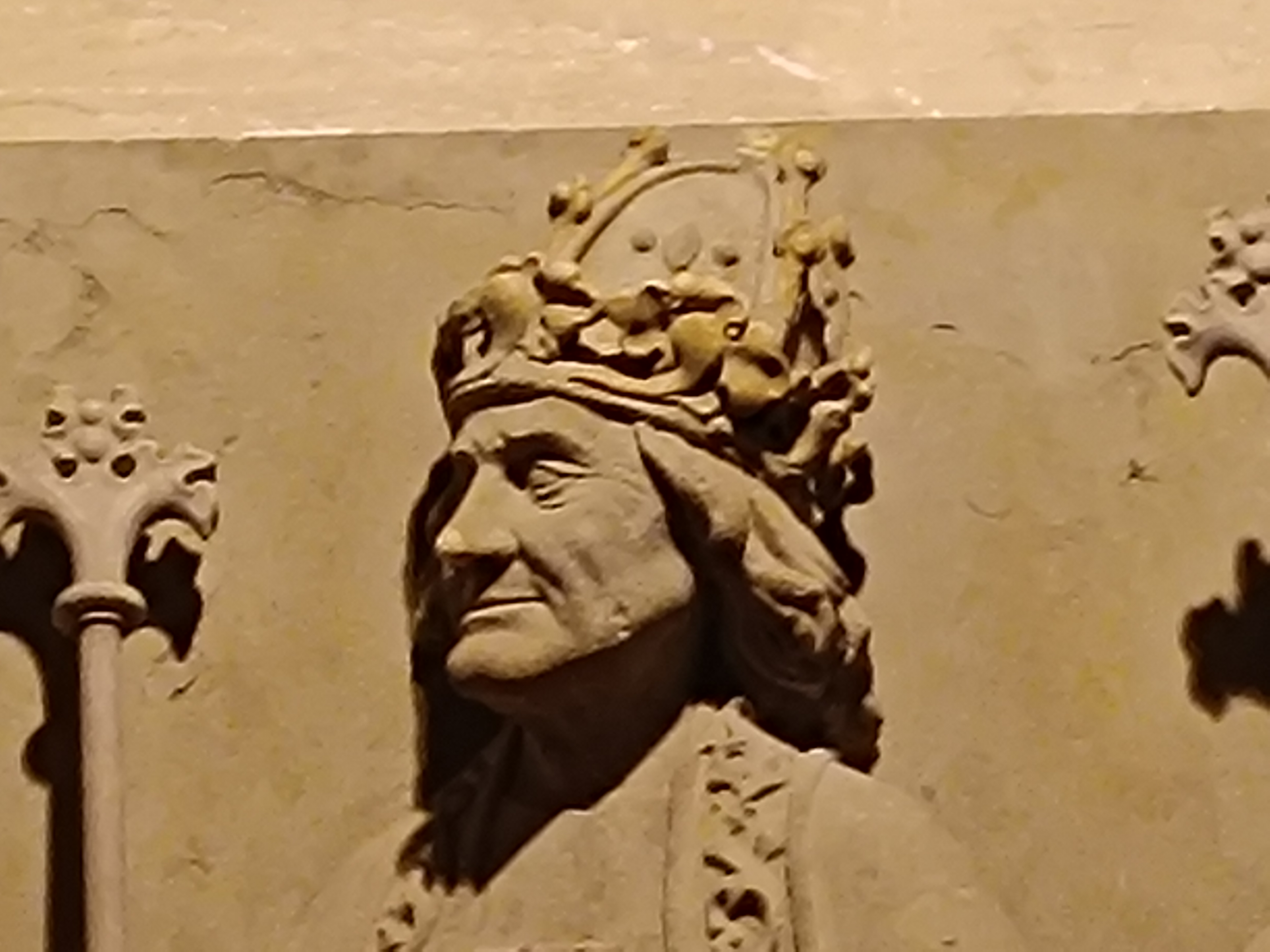
Kaiser (geschlossene Krone)
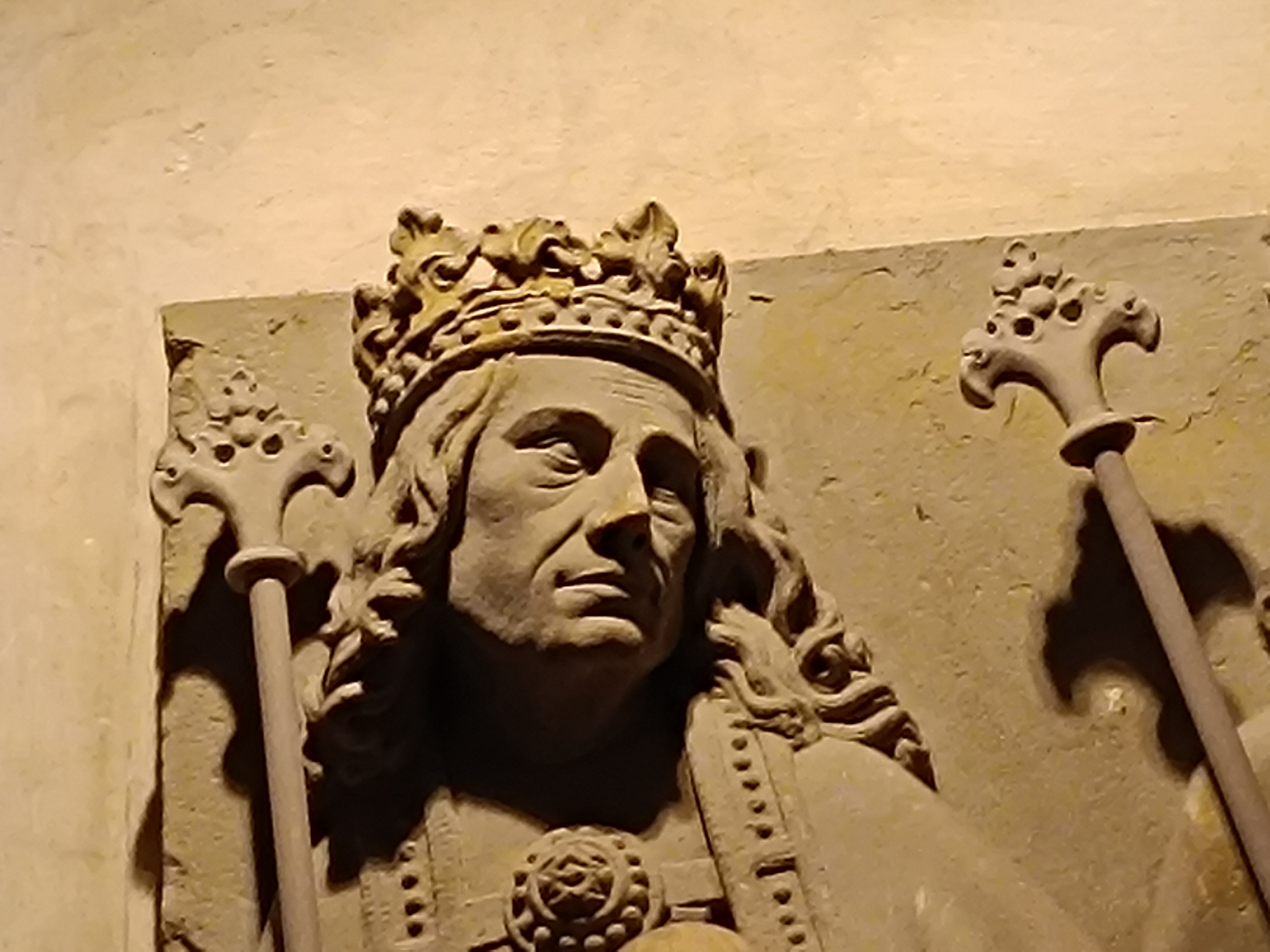
König (offene Krone)
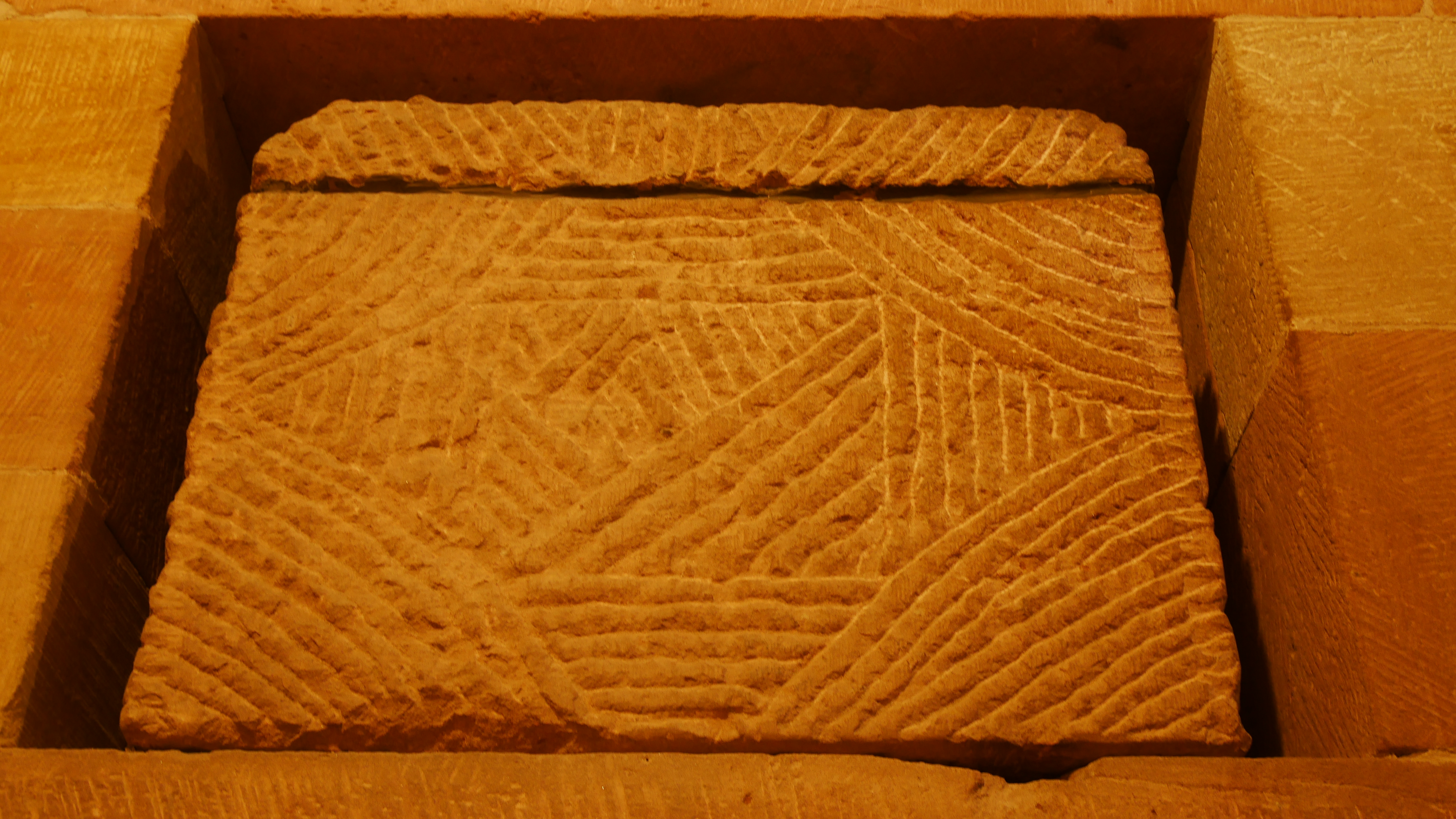
Vermutliches Bischofsgrab

Es befinden sich dort heute neben den Gräbern von fünf Bischöfen und einem Sarkophag mit weiteren im Jahr 1900 gefundenen Gebeinen, die nicht mehr zugeordnet werden konnten, die Gräber von:
- Konrad II. († 1039)
- Gisela von Schwaben († 1043), Kaiserin, Gemahlin von Konrad II.
- Heinrich III. († 1056), Sohn Konrads II.
- Heinrich IV. († 1106), Sohn Heinrichs III.,
- Bertha von Savoyen († 1087), Kaiserin, Gemahlin Kaiser Heinrich IV.
- Heinrich V. († 1125), Sohn Heinrichs IV.
- Beatrix von Burgund († 1184), zweite Gemahlin Friedrichs Barbarossa, und ihre Tochter Agnes († 1184)
- Philipp von Schwaben († 1208), Sohn Friedrich Barbarossas
- Rudolf von Habsburg († 1291)
- Adolf von Nassau († 1298)
- Albrecht von Österreich († 1308), Sohn Rudolfs von Habsburg

Am Dom existierte seit dem Mittelalter das Institut der Speyerer Stuhlbruderschaft, eine Gemeinschaft von Laien, die täglich für die hier bestatteten Herrscher betete.

#### Rudolf von Habsburg
Die Gruft schließt als eine Art Vorraum auch die ehemalige Vorkrypta mit ein. Dort ist auch die Grabplatte Rudolfs von Habsburg aufgestellt, die als das erste bekannte und überlieferte lebensechte Porträt einer Person des Mittelalters gilt. Rudolf steht in langem Gewand auf einem Löwen, dem Wappentier der Habsburger. Er trägt eine Plattenkrone und hält Zepter und Reichsapfel in den Händen. Sein eingefallenes Gesicht wirkt sehr ernst.

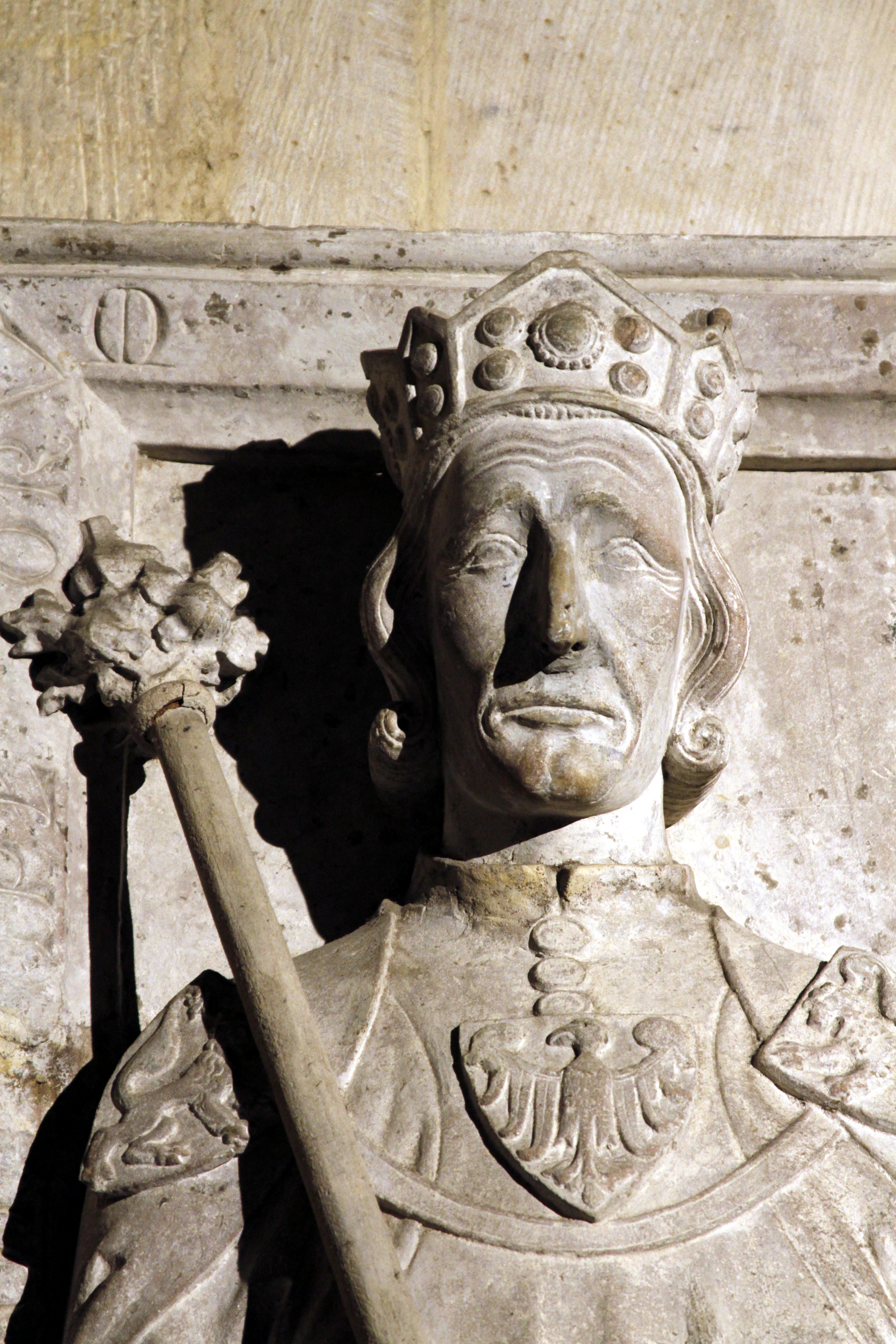
Grabplatte Rudolfs von Habsburg

„Merkmale sind die von tiefen Falten durchzogene Stirn, die steil von der Nasenwurzel aufsteigenden Augenbrauen, die Adlernase, die hohe Oberlippe und die tiefliegenden Augen mit schmalen Lidern bei stark hervortretenden Wangenknochen. […]
Rudolf ist als pessimistischer König gesehen, der von den Erfahrungen des Alterns und von Enttäuschungen geprägt ist. Hoheit und Noblesse strahlt die Grabplatte aus.“

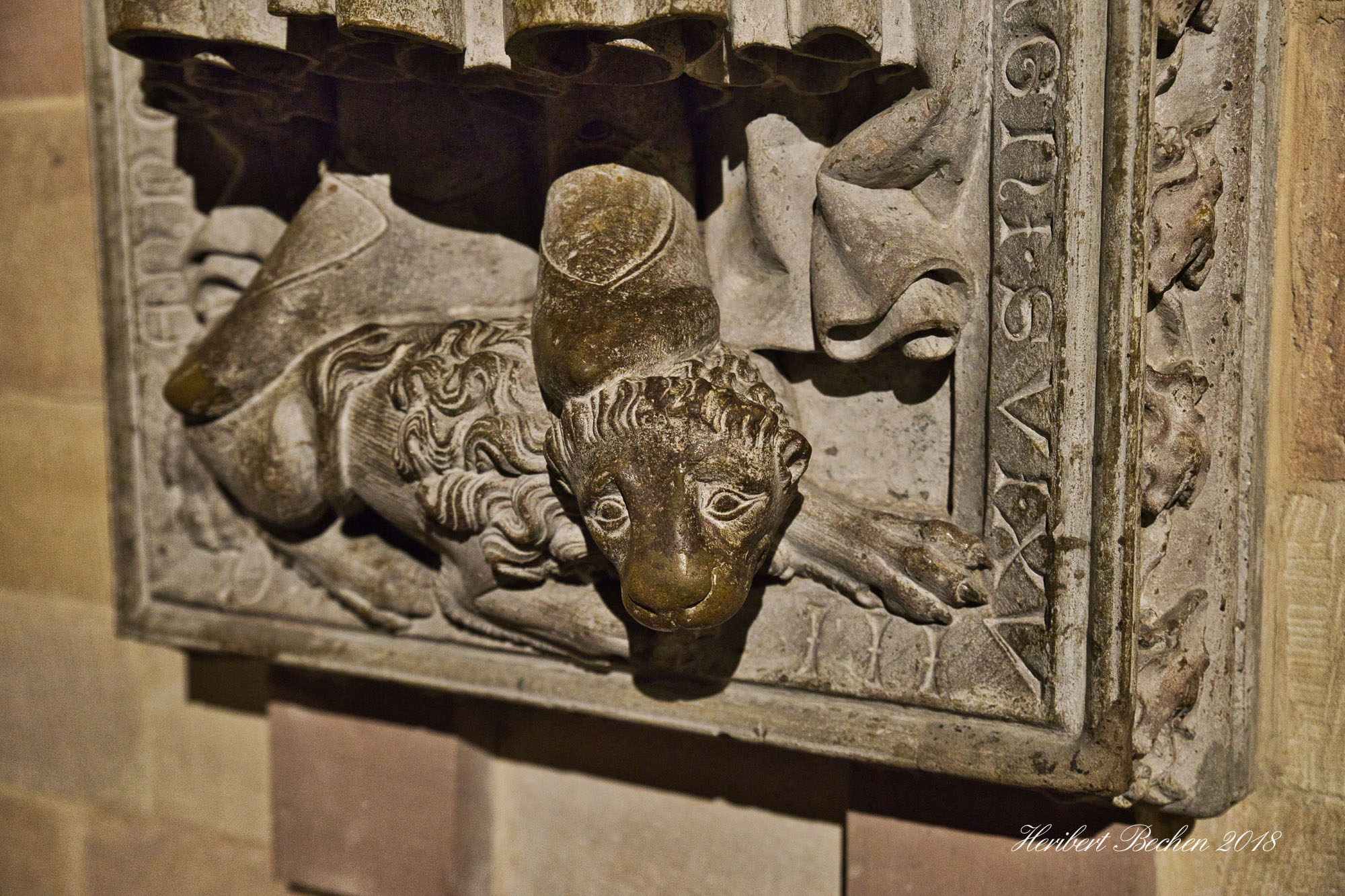
Löwe unter den Füßen Rudolfs
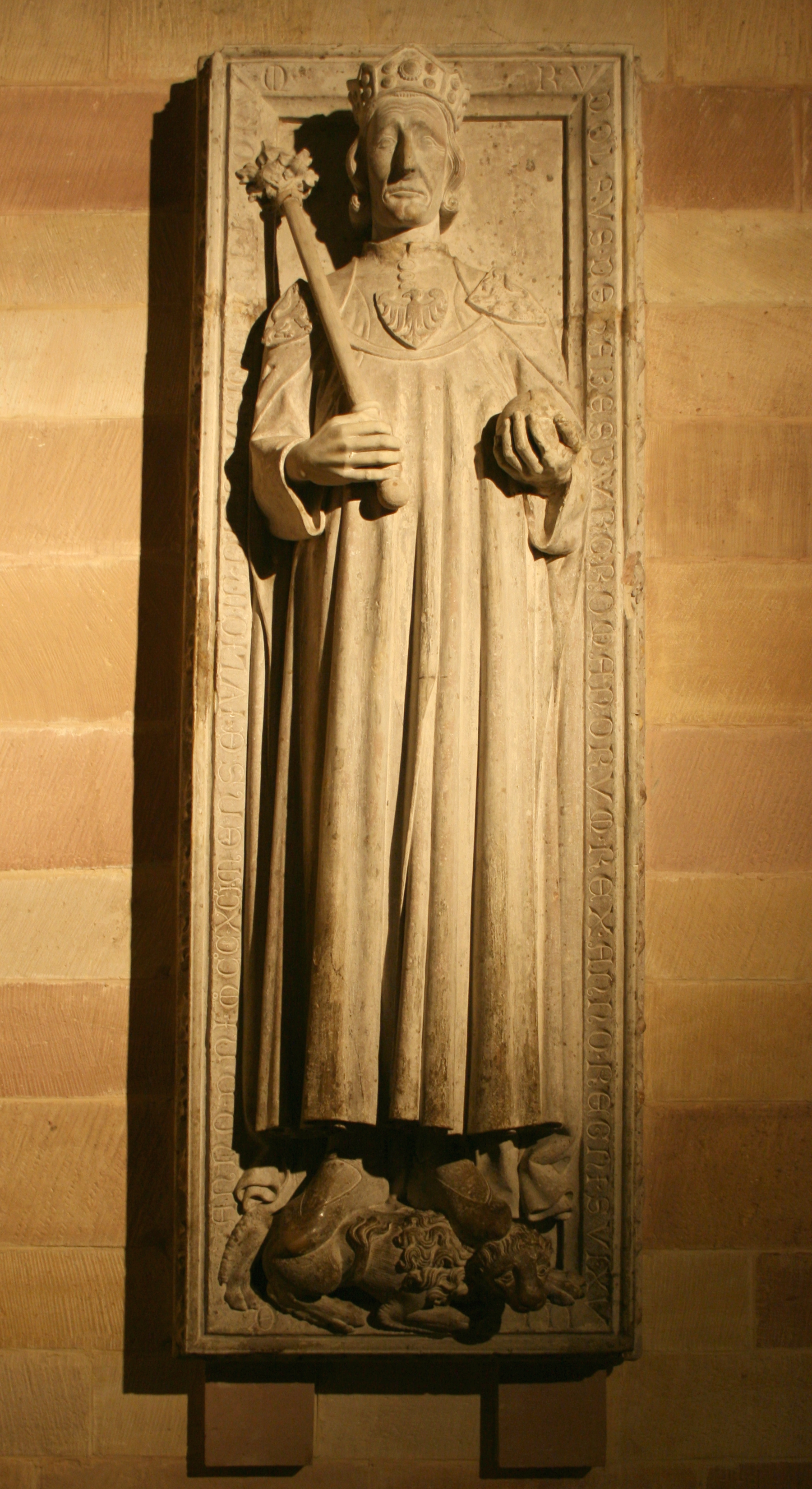
Epitaph für Rudolf von Habsburg

Die Sandsteinplatte wurde 1811 in den Ruinen des Johanniterhofs gefunden und 1856 in den Dom gebracht.
Die lateinische Umschrift lautet:
RUDOLFUS DE HABSBURG ROMANORUM REX ANNO REGNI SVI XVIII ANNO DOMINI MENSE IVLIO IN DIE DIVISIO(NIS) AP(OSTO)LORUM
(Rudolf von Habsburg, König der Römer [gestorben] im 18. Jahre seiner Regierung, im Jahre des Herrn 1291, im Monat Juli, am Tag der Aussendung der Apostel).

#### Speyerer Mönchskopf

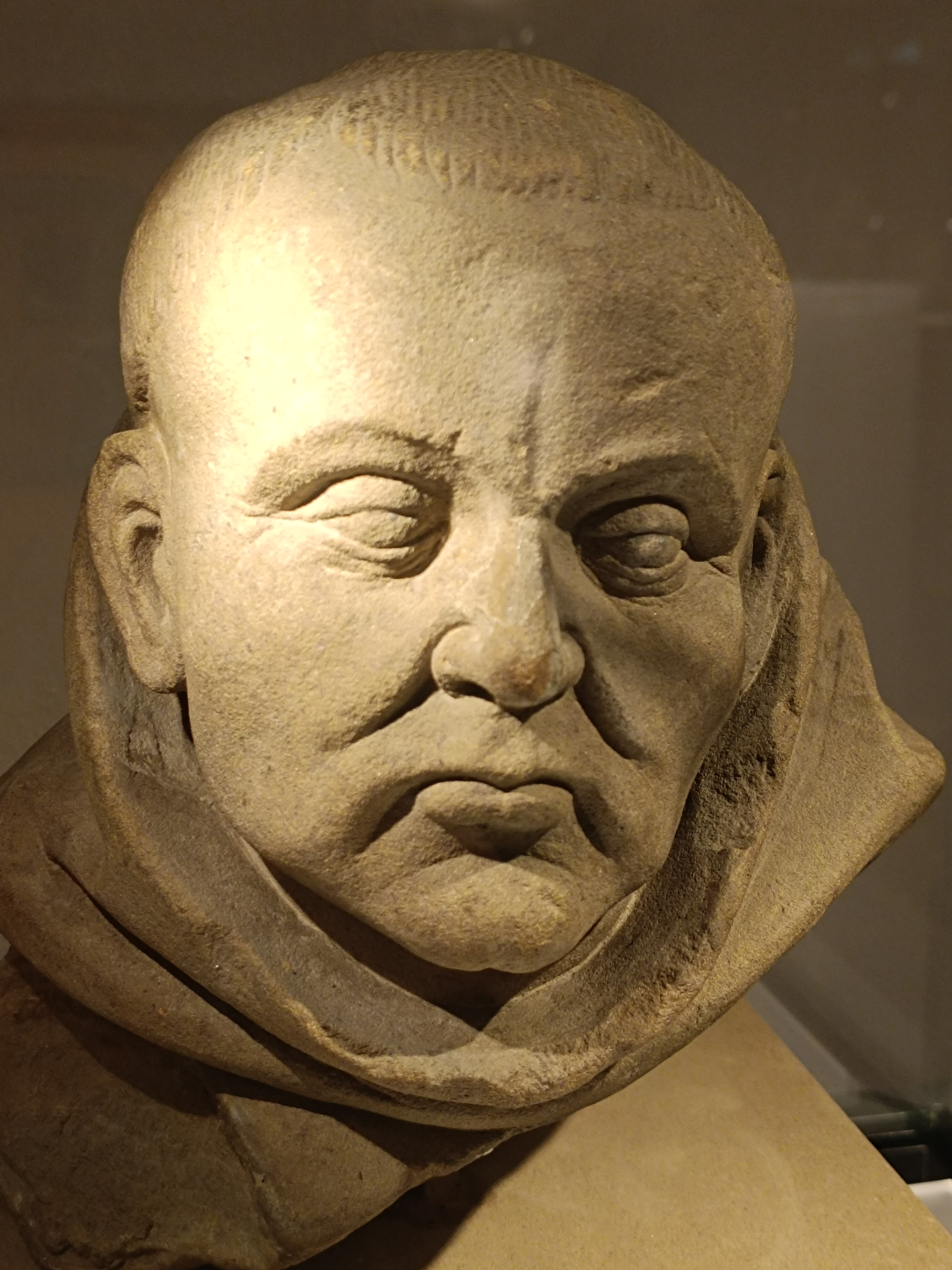
So genannter „Speyerer Mönchskopf“

In den Jahren 1900 bis 1902 wurde bei der Freilegung der Kaiser- und Königsgräber das Skulpturenfragment eines bartlosen Mannes mittleren Alters gefunden. 

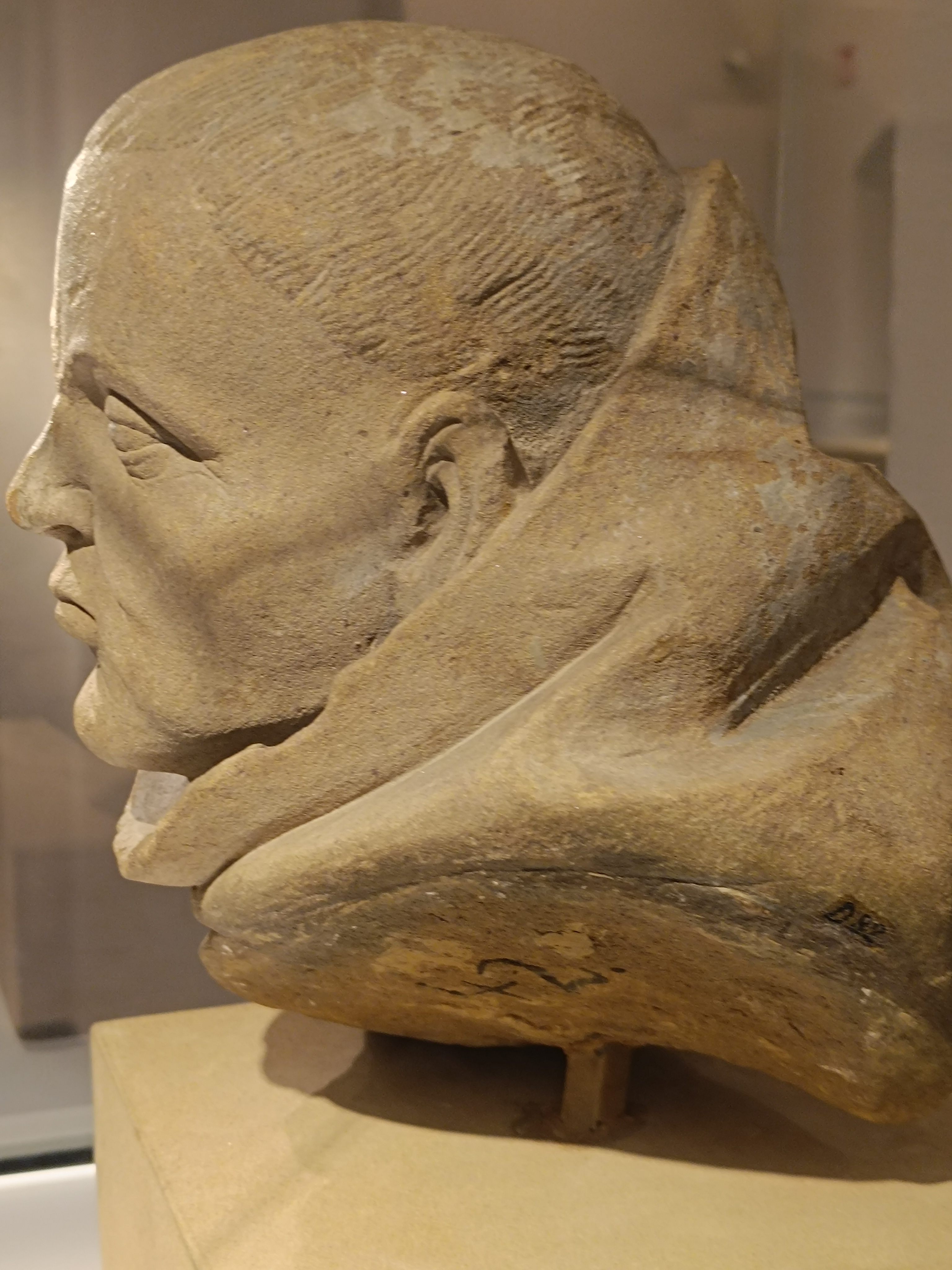
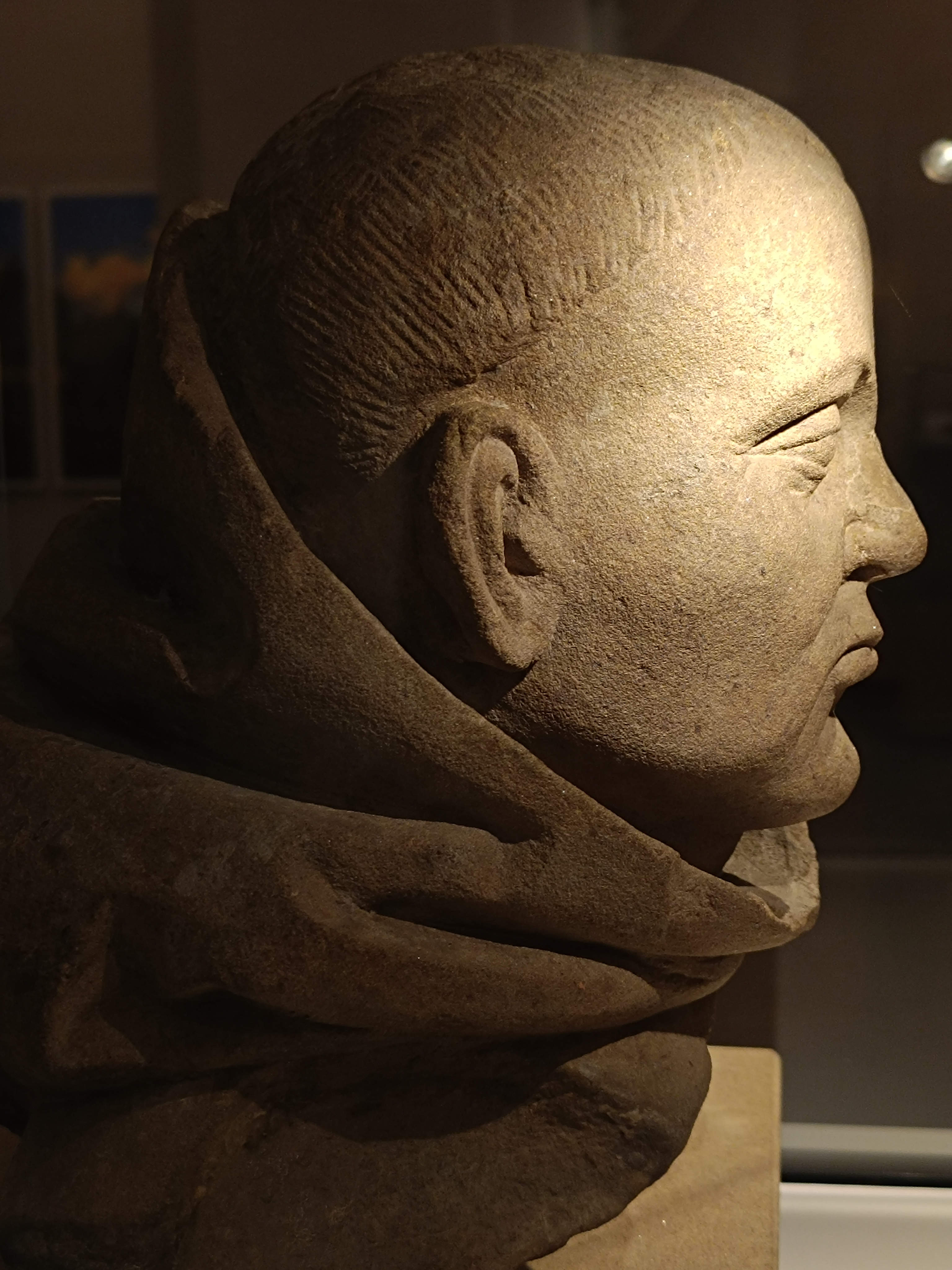

Die Büste trägt ein kapuzenartiges Kleidungsstück, eine so genannte Gugel. Auffallend ist die realistische Wiedergabe der Gesichtszüge.
Wegen des kurzen Haarschnitts, der einer Tonsur ähnelt und der an eine Mönchskutte erinnernden Kapuze wurde das Fragment als „Mönchskopf“ bezeichnet. Möglicherweise ist der Heilige Nikodemus dargestellt, der häufig barhäuptig und glattrasiert wiedergegeben wird. 
Stilistisch wird der Kopf in das Umfeld des Bildhauers Niclas Gerhaert van Leyden gestellt.
Die Skulptur befindet sich heute im Historischen Museum der Pfalz.

### Vorhalle

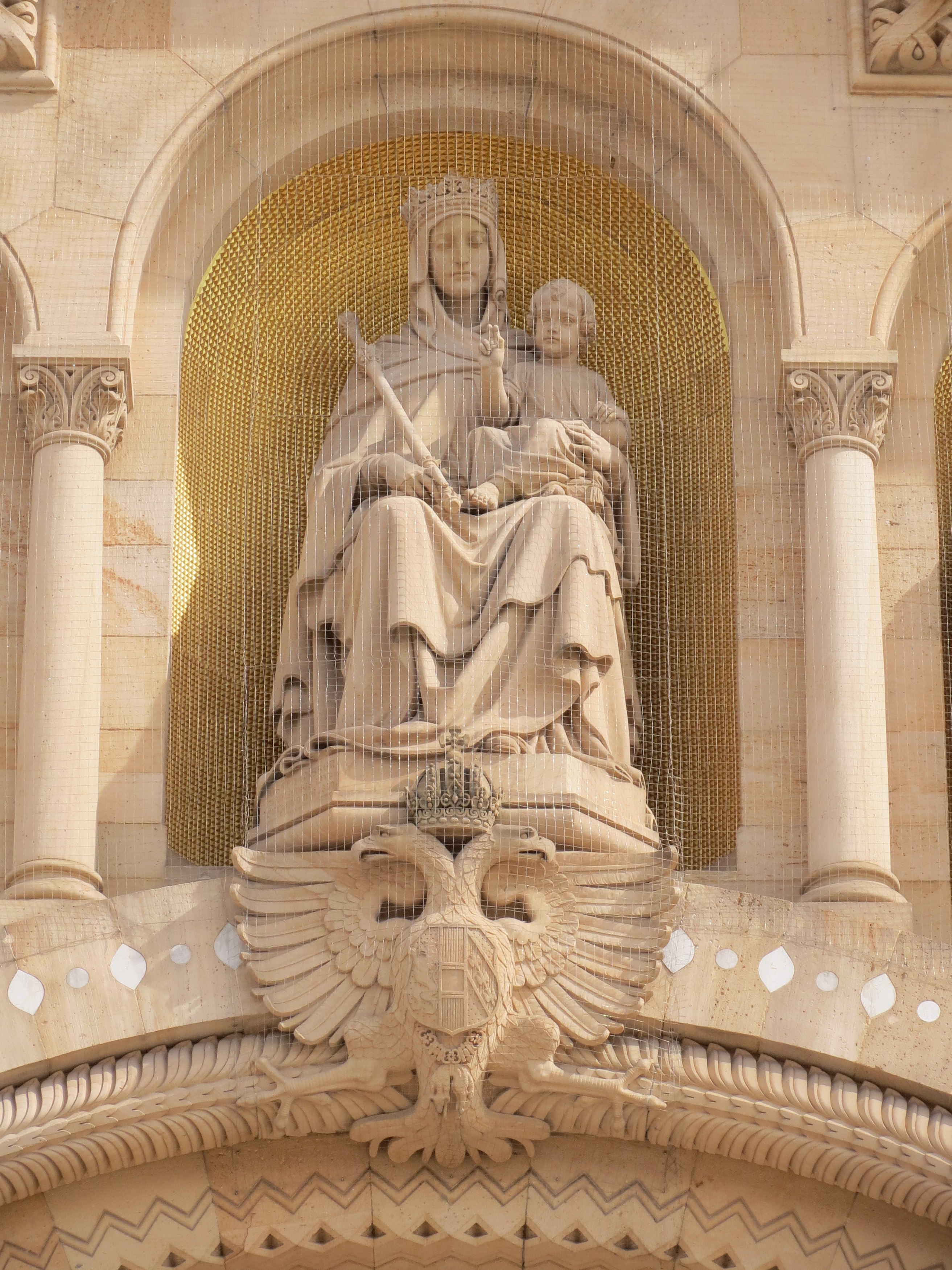
Madonnenstatue mit Doppeladler

Als die Pfalz nach dem Wiener Kongress an das Königreich Bayern kam, veranlasste König Maximilian I. 1817 die Wiederherstellung des Domes als Bischofskirche. Mitte des 19. Jahrhunderts ließ König Ludwig I. von Bayern den Dom im Stil der Nazarener ausmalen. Wenig später wurde durch den Baudirektor Heinrich Hübsch der westliche Querbau in neuromanischen Formen errichtet. Der Kommentar der Speyerer zu dem Anbau war: „nicht schön, aber hübsch“.
Über der Vorhalle fällt der Doppeladler zu den Füßen der Madonna auf. Das Wappen der Habsburger verweist auf die Grabstätte Rudolf von Habsburgs im Dom und zeugt gleichzeitig vom finanziellen Engagement des Hauses Habsburg bei der Errichtung des Westbaus in den 1850er Jahren.

Doppeladler des Kaiserreiches Österreich („Kleines Wappen“ von 1815)
Wappen Österreichs 1934–1938

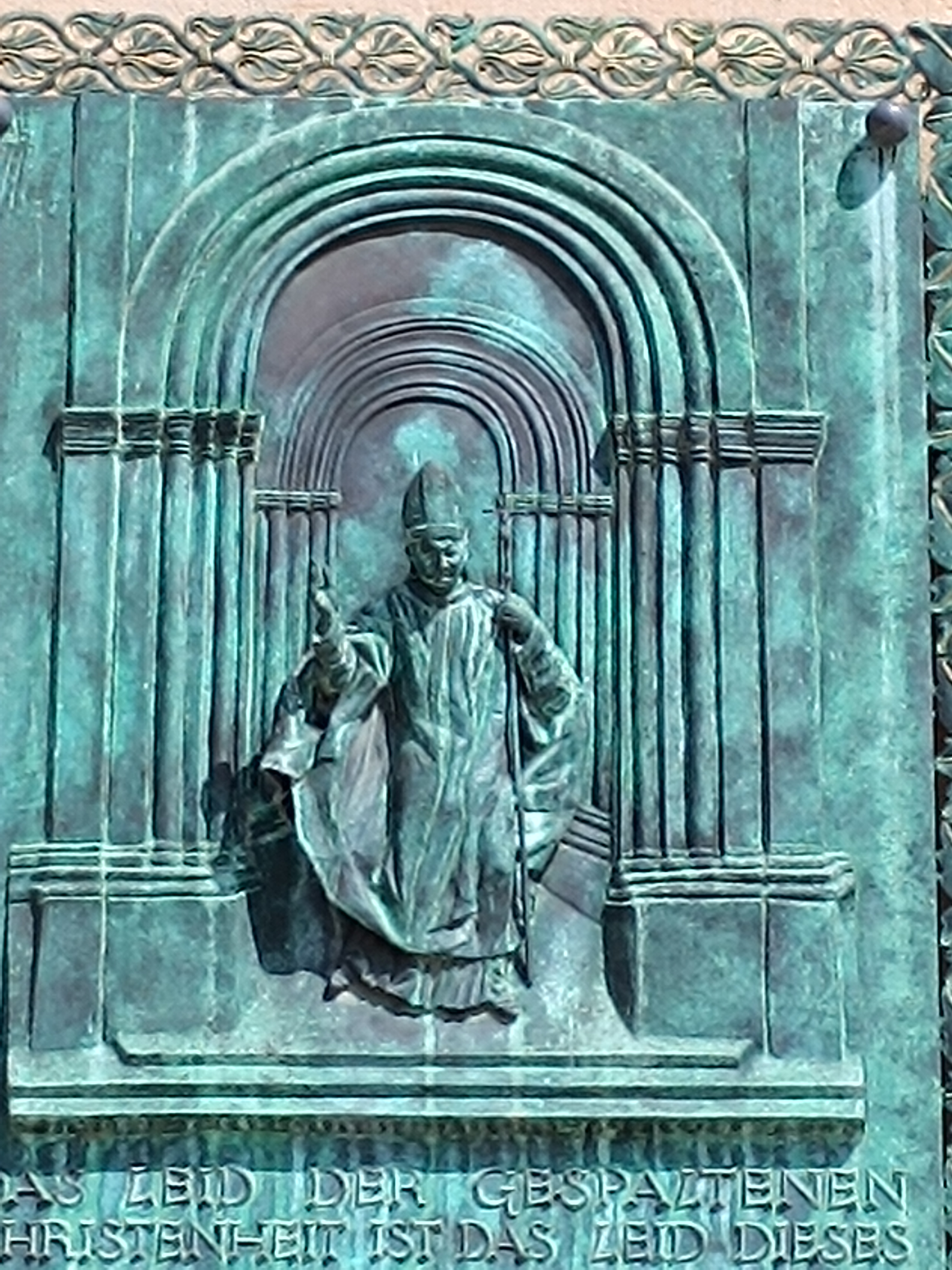
Gedenktafel zum Papstbesuch

An der Westfassade ist eine Gedenktafel zum Besuch von Papst Johannes Paul II. am 4. Mai 1987 angebracht, die die Einheit der Christen anmahnt. Der Text lautet folgendermaßen:
„Das Leid der gespaltenen Christenheit ist das Leid dieses Gotteshauses. Es ist ein Denkmal der Einheit die einmal gewesen ist und ein Mahnmal zur Einheit wie sie wieder kommen muss.“  Papst Johannes Paul II. am 7. Mai 1987

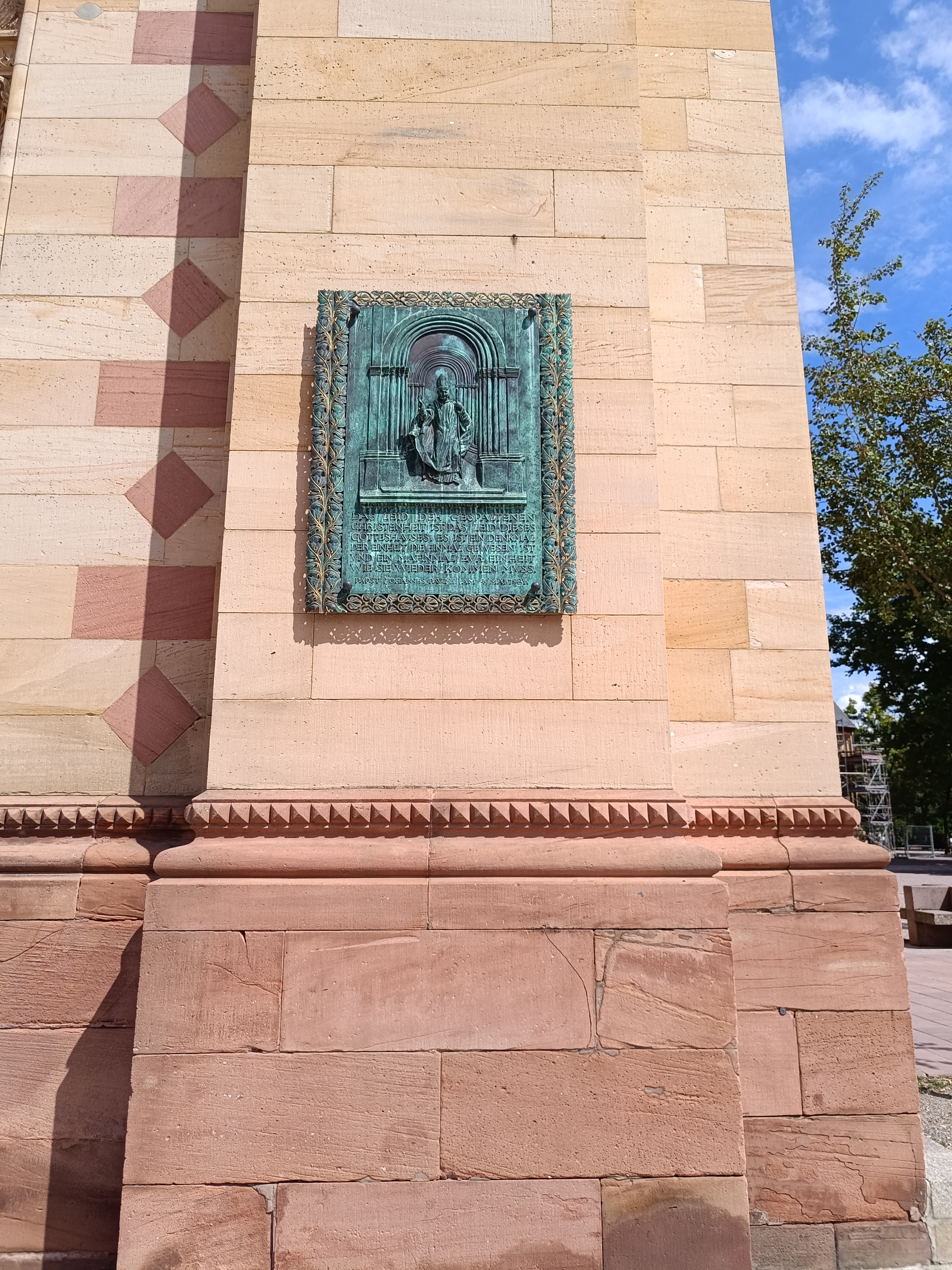
Gedenktafel

Bischof Anton Schlembach, der den Papst nur sechs Wochen zuvor schriftlich eingeladen hatte, war von der prompten Zusage überrascht. Ausschlaggebend war wohl der Hinweis, dass Speyer eine entscheidende Rolle im Leben Edith Steins gespielt hatte.
Auf den Besuch des Doms folgte eine Eucharistiefeier mit fast 60.000 Gläubigen, darunter sechs Kardinäle und 32 Bischöfe. Als Kardinal dabei war Joseph Ratzinger, der spätere Papst Benedikt XVI.
Die neoromanische Vorhalle gehörte vormals zu den eher „ungeliebten“ Teilen des Doms, da sie viel jüngeren Datums und neueren Stils ist. 
Der Domdekan Christoph Kohl äußerte sich dazu folgendermaßen: „Der neoromanische Westbau gehörte bisher zu den eher ungeliebten Teilen des Doms, auch ich selbst habe mich dort bei meinen Führungen bislang nie lange aufgehalten […]“

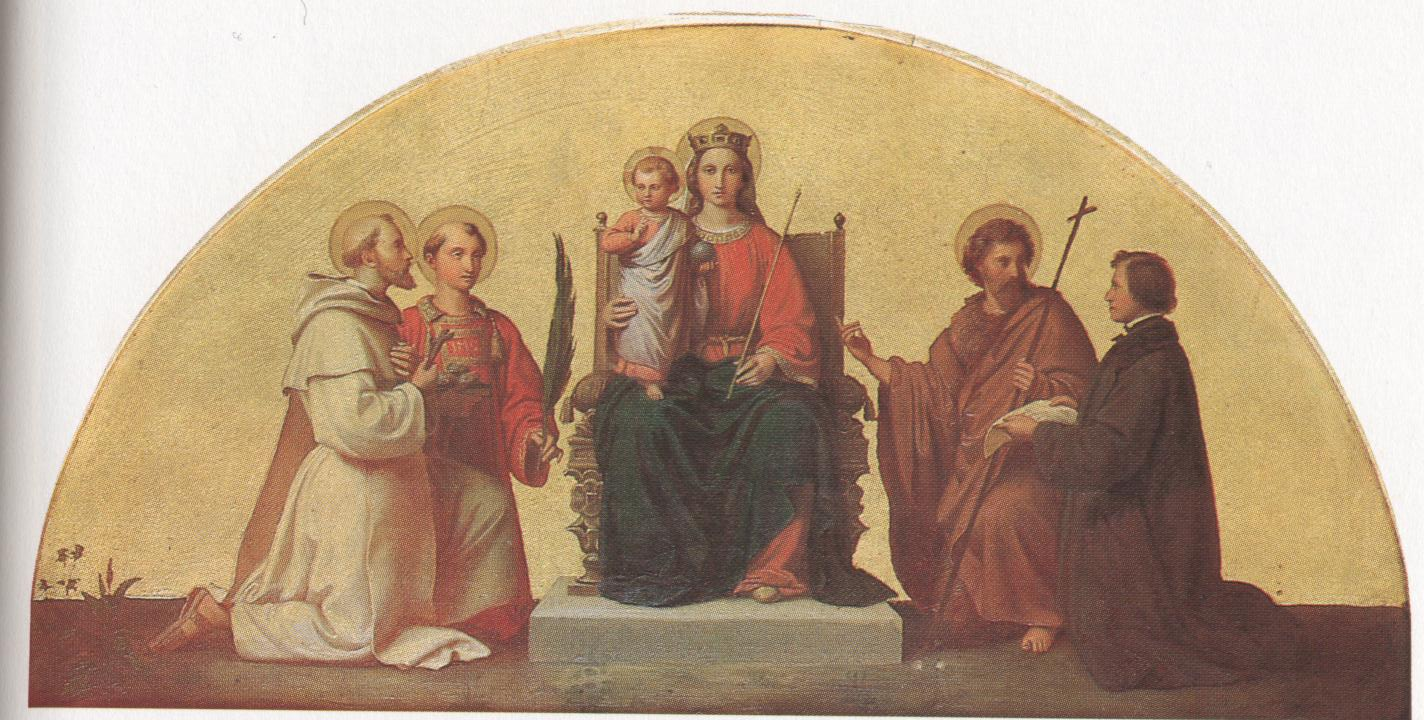
Studie für das Votivbild Johann von Schraudolphs in der Vorhalle. Schraudolph im Malerkittel, rechts außen kniend.

Über dem Eingangsportal entstand nach der Fertigstellung der Ausmalung im Dominnern durch den Künstler Johann Baptist Schraudolph ein Votivbild. Schraudolph bedankt sich damit bei der Muttergottes, dass die Ausmalung unfallfrei gelang. Zugleich hat er sich selbst auf dem Gemälde dargestellt. Neben ihm kniet sein Namenspatron Johannes der Täufer. Links sind Bernhard von Clairvaux und Stephanus abgebildet. Beide sind Schutzpatrone des Doms.
Das Wandbild ist in einer Mischtechnik aus Fresko und Seccomalerei mit einem in Öltechnik vergoldeten Hintergrund ausgeführt. Es ist das einzige erhaltene Wandbild mit einem Goldhintergrund.

#### Könige und Kaiser

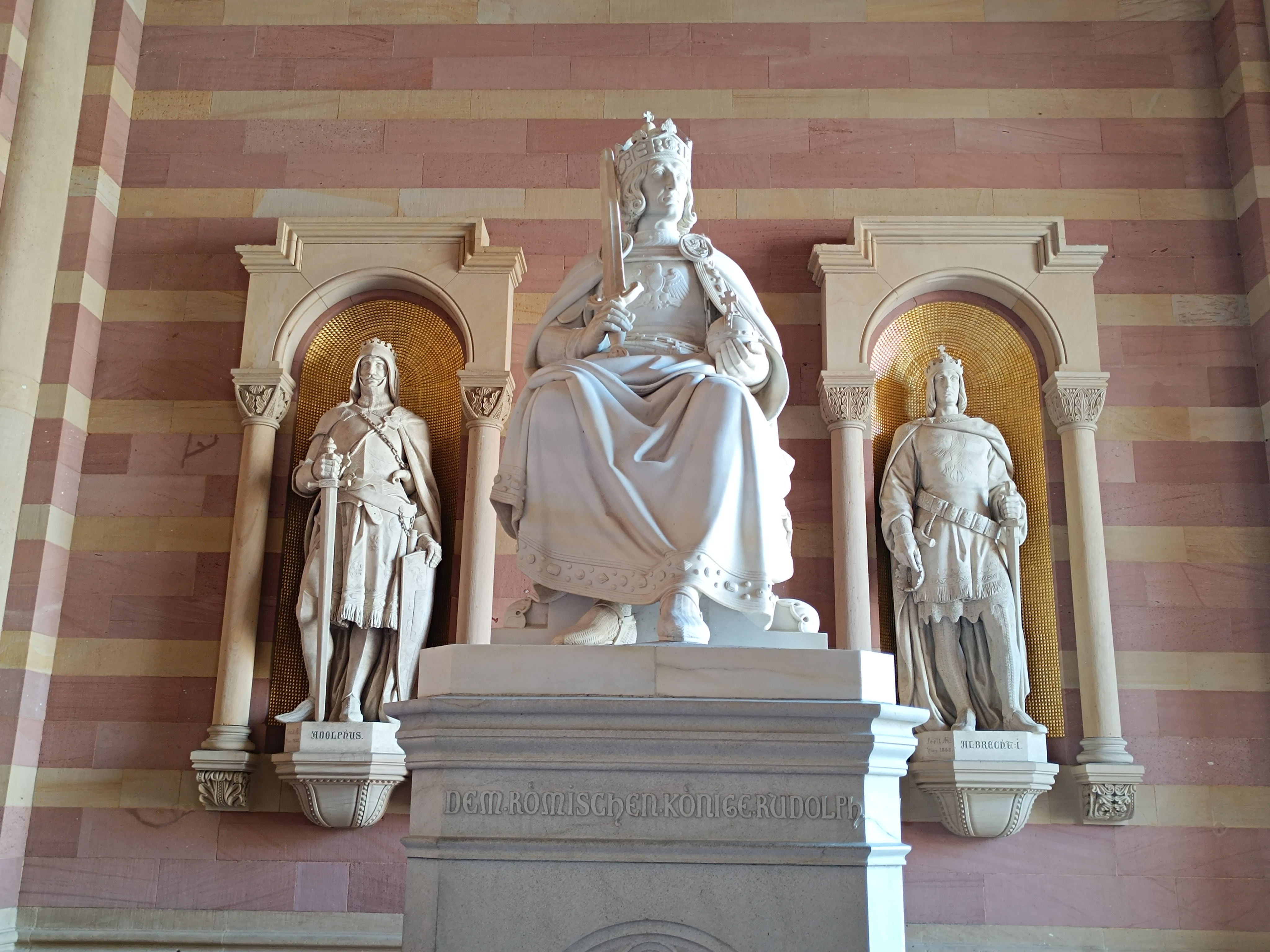
Kenotaph für Rudolf I. von Habsburg

In der Vorhalle steht auf einem hellen Granitsockel ein großes Kenotaph für Rudolf von Habsburg, das vom Bildhauer Ludwig Schwanthaler 1843 aus weißem Marmor geschaffen wurde. Der Dom ist eng mit der Geschichte der Habsburger verbunden, denn dort sind die ersten Könige aus dem Haus Habsburg, Rudolf I. und Albrecht I., beigesetzt. An vielen Figuren werden immer wieder Teile abgebrochen. Bei Souvenirjägern sind Teile aus dem Dom sehr beliebt. Brechen Stücke aus Altersgründen ab, werden sie bis zur Restaurierung aufbewahrt. Manche Teile müssen aber nachgebaut werden - wie etwa die Schwertspitze Rudolfs, die verloren ging und nur noch als Styropormodell existierte.
Direkt gegenüber von Rudolph steht ein Kenotaph für Adolf von Nassau, das im Jahr 1824 von seinem Nachkommen Herzog Wilhelm von Nassau gestiftet wurde. Es zeigt König Adolf in Rüstung, kniend im Gebet versunken.
Das Kenotaph für Adolf von Nassau, der ebenfalls in der Krypta bestattet ist, wurde 1824 von Leo von Klenze entworfen und vom Bildhauer Landolin Ohmacht in poliertem Kalkstein mit Marmorierung ausgeführt. Ursprünglich war das Kenotaph poliert und tiefschwarz. Durch die Luftverschmutzung im 20. Jahrhundert vergraute es aber, was nicht mehr rückgängig zu machen ist.

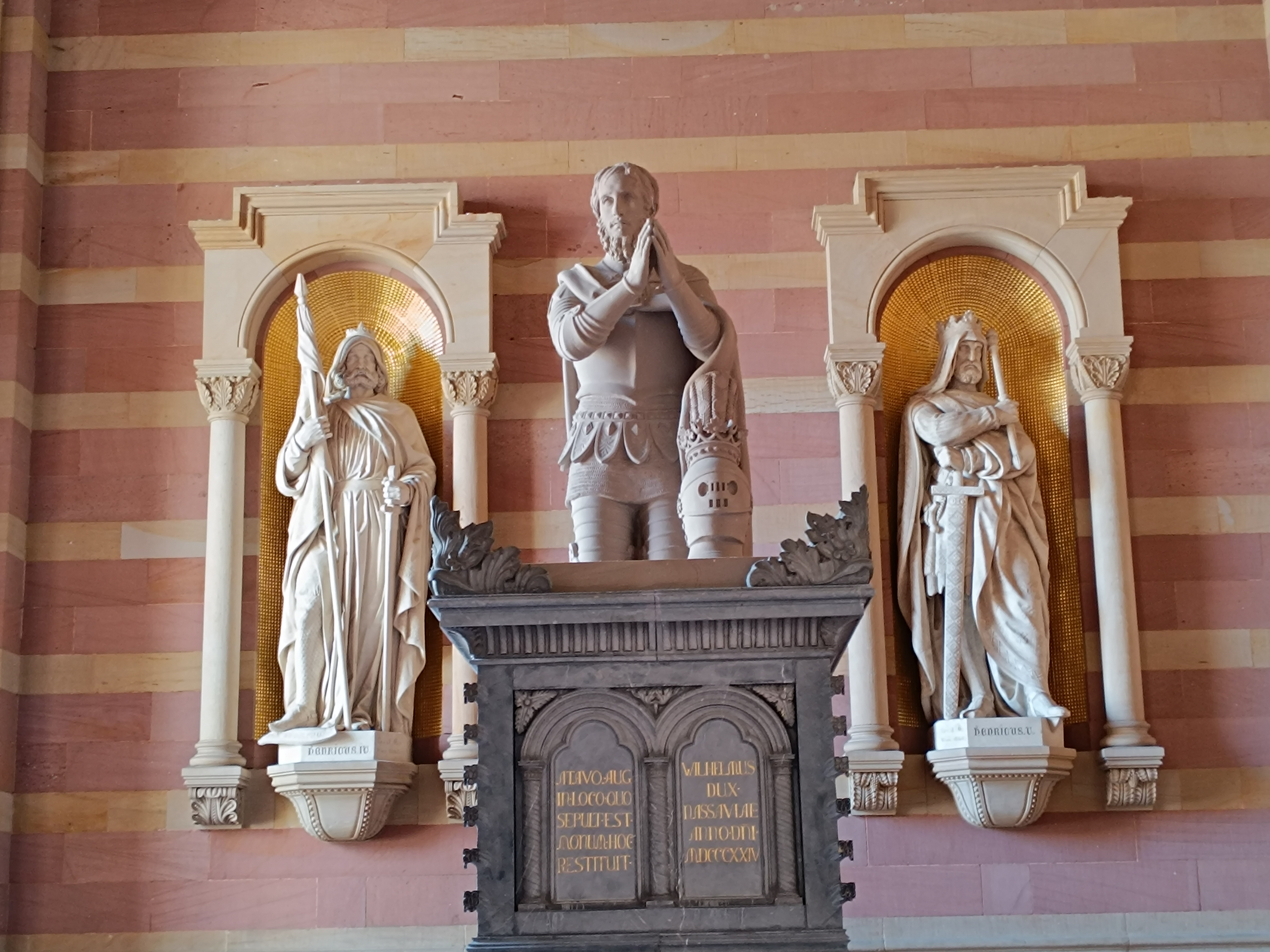
Kenotaph für Adolf von Nassau
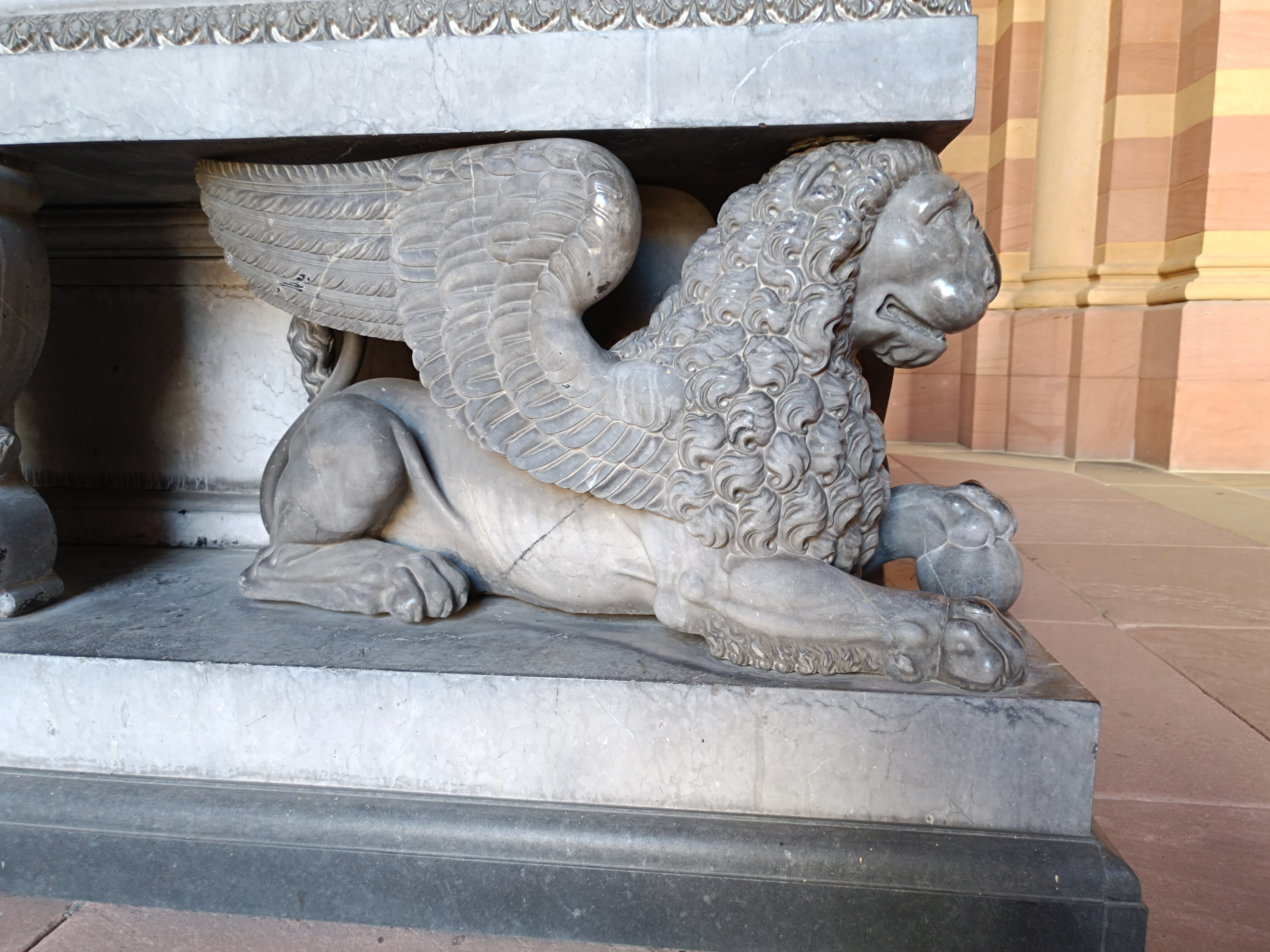
Detail

In acht Wandnischen, jeweils drei Meter hoch, befinden sich Standbilder der im Dom beigesetzten Könige und Kaiser.

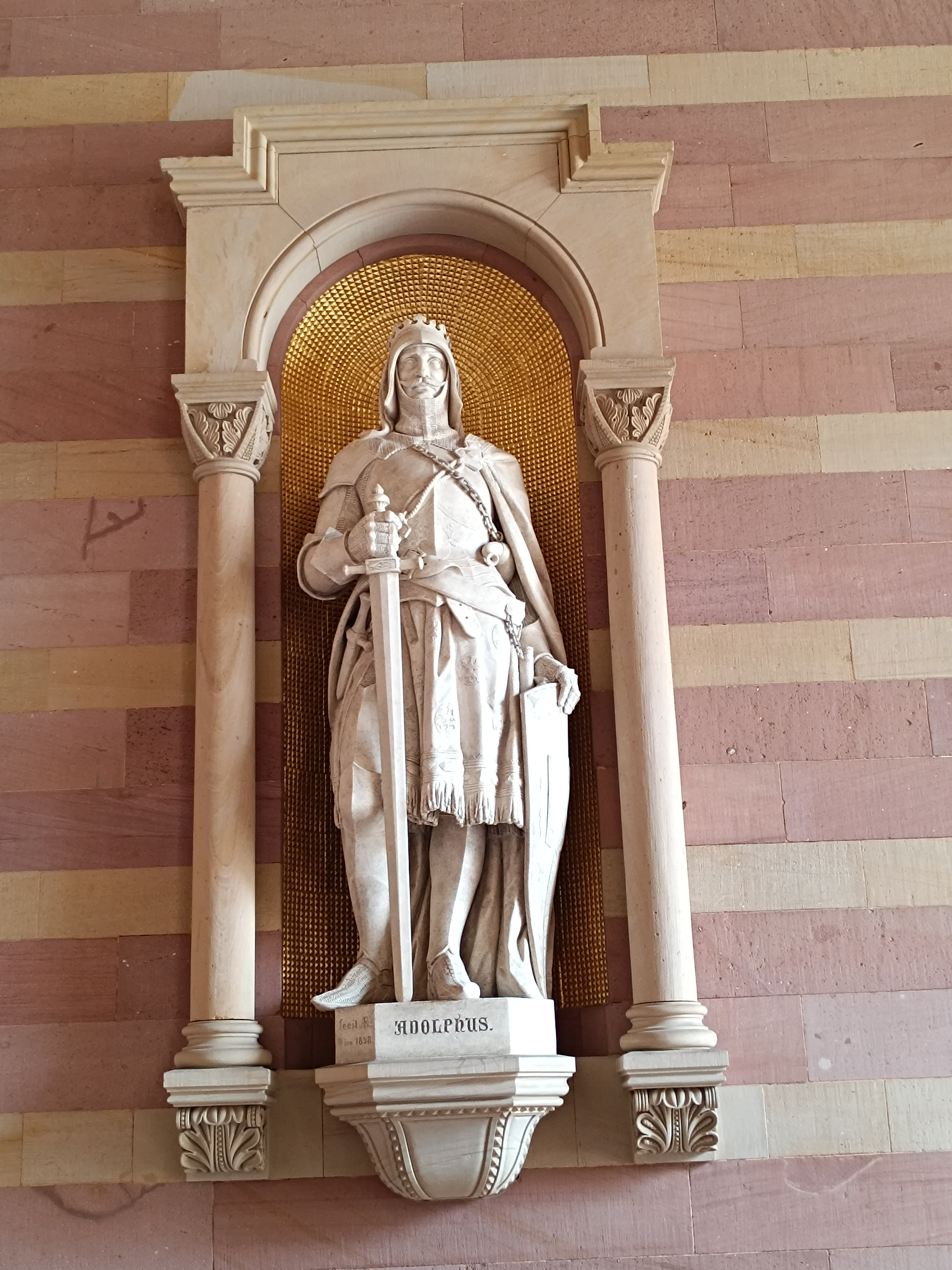
Adolf von Nassau
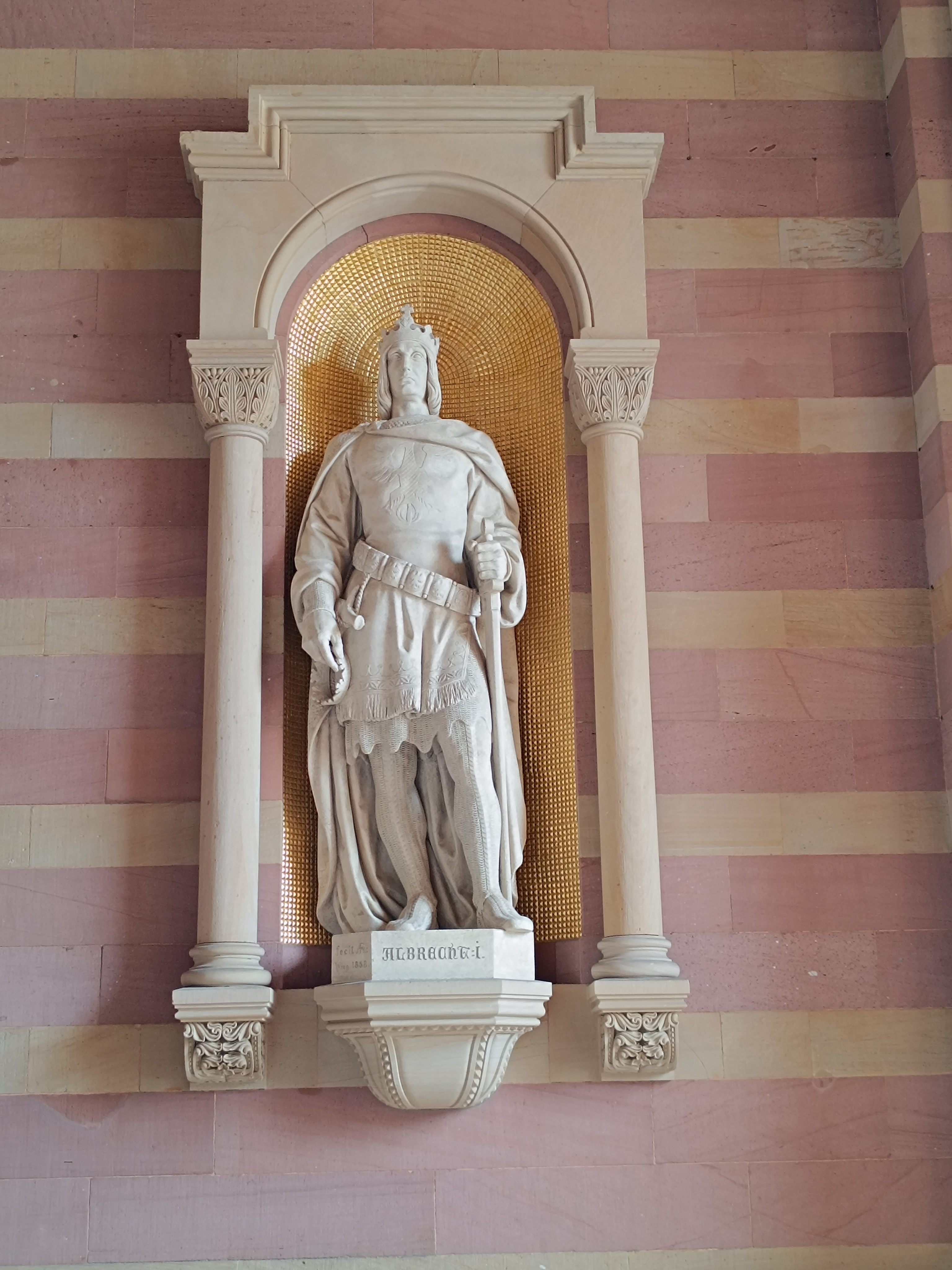
Albrecht I.
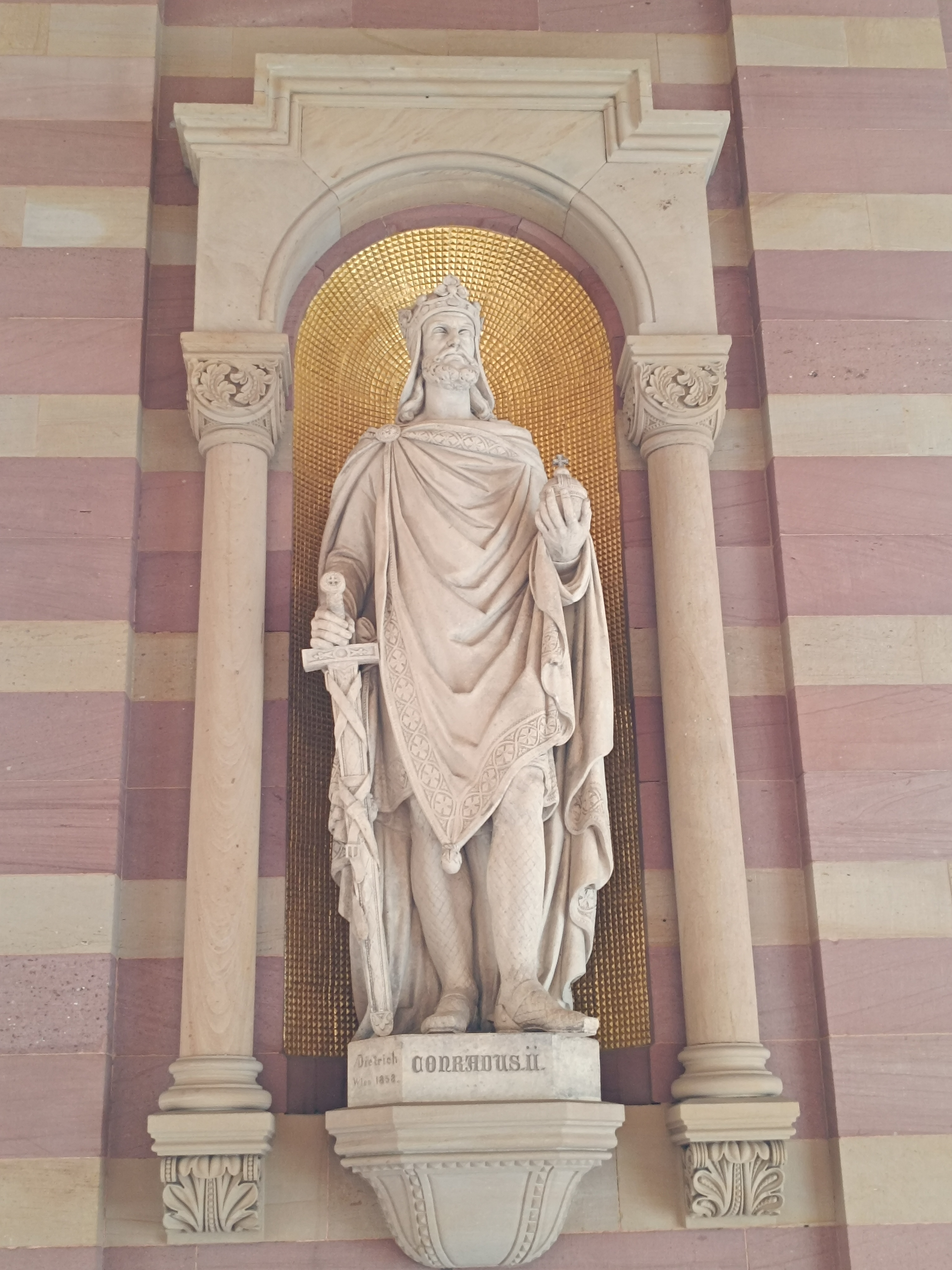
Konrad II.
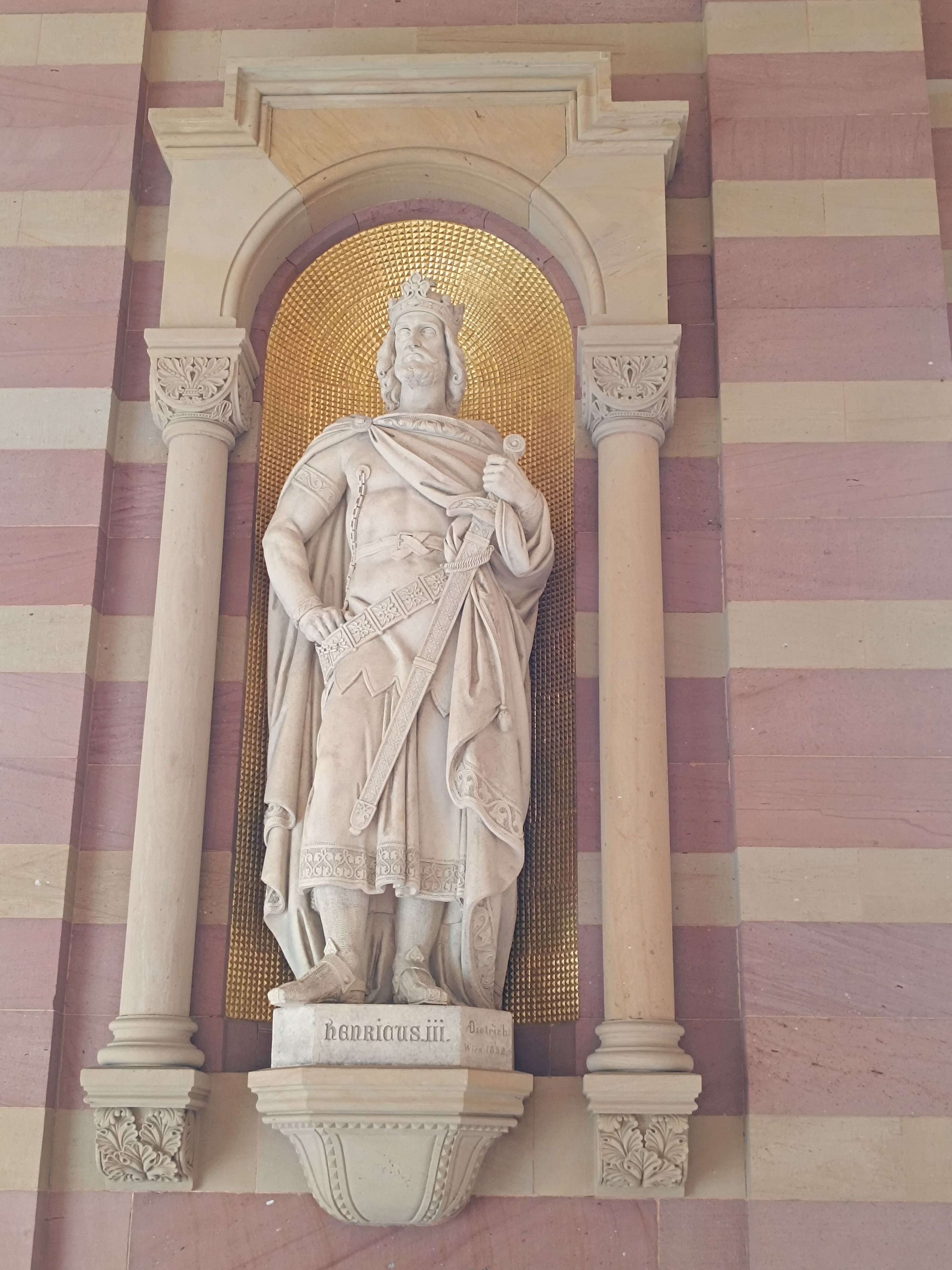
Heinrich III.

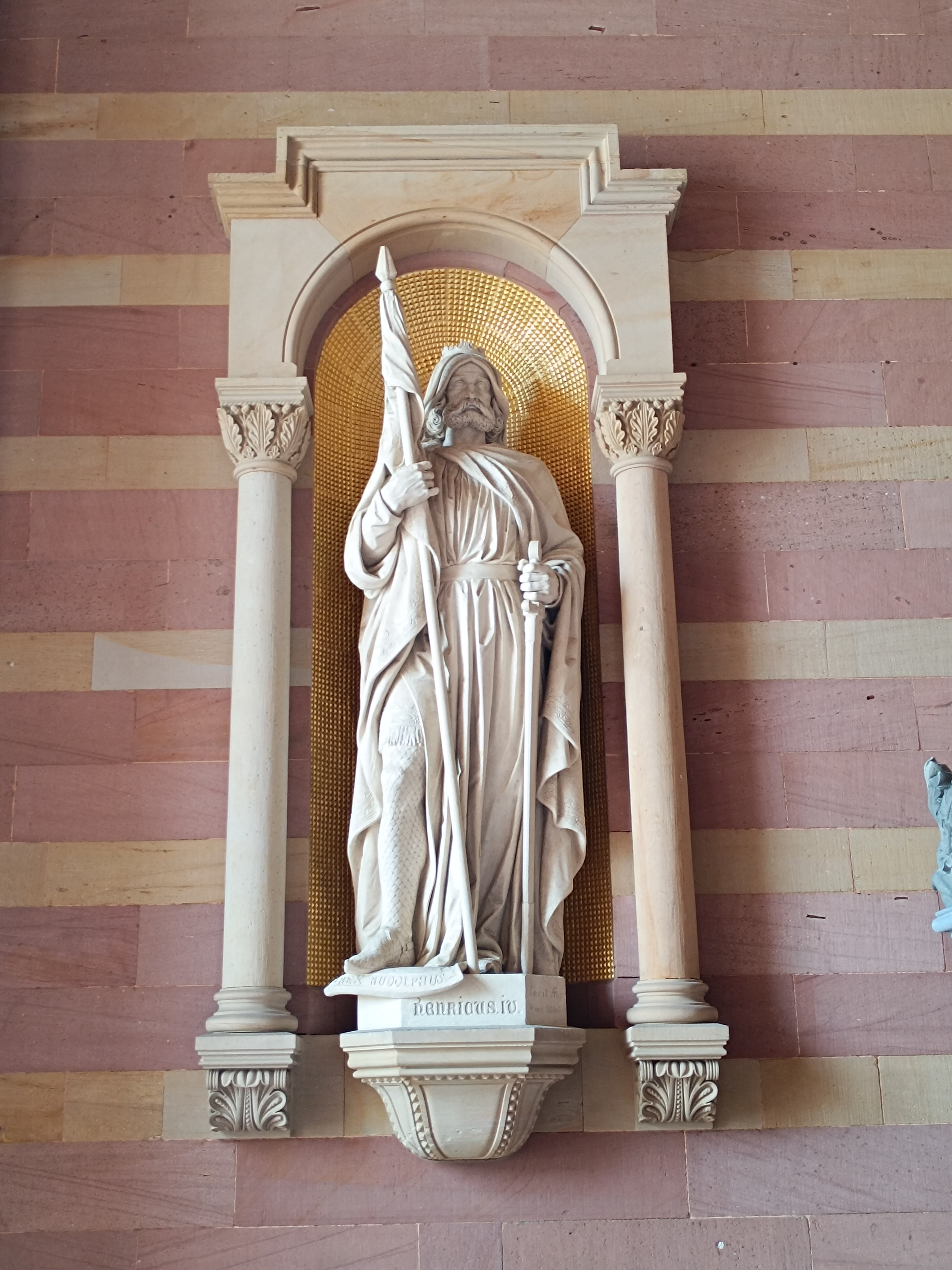
Heinrich IV.
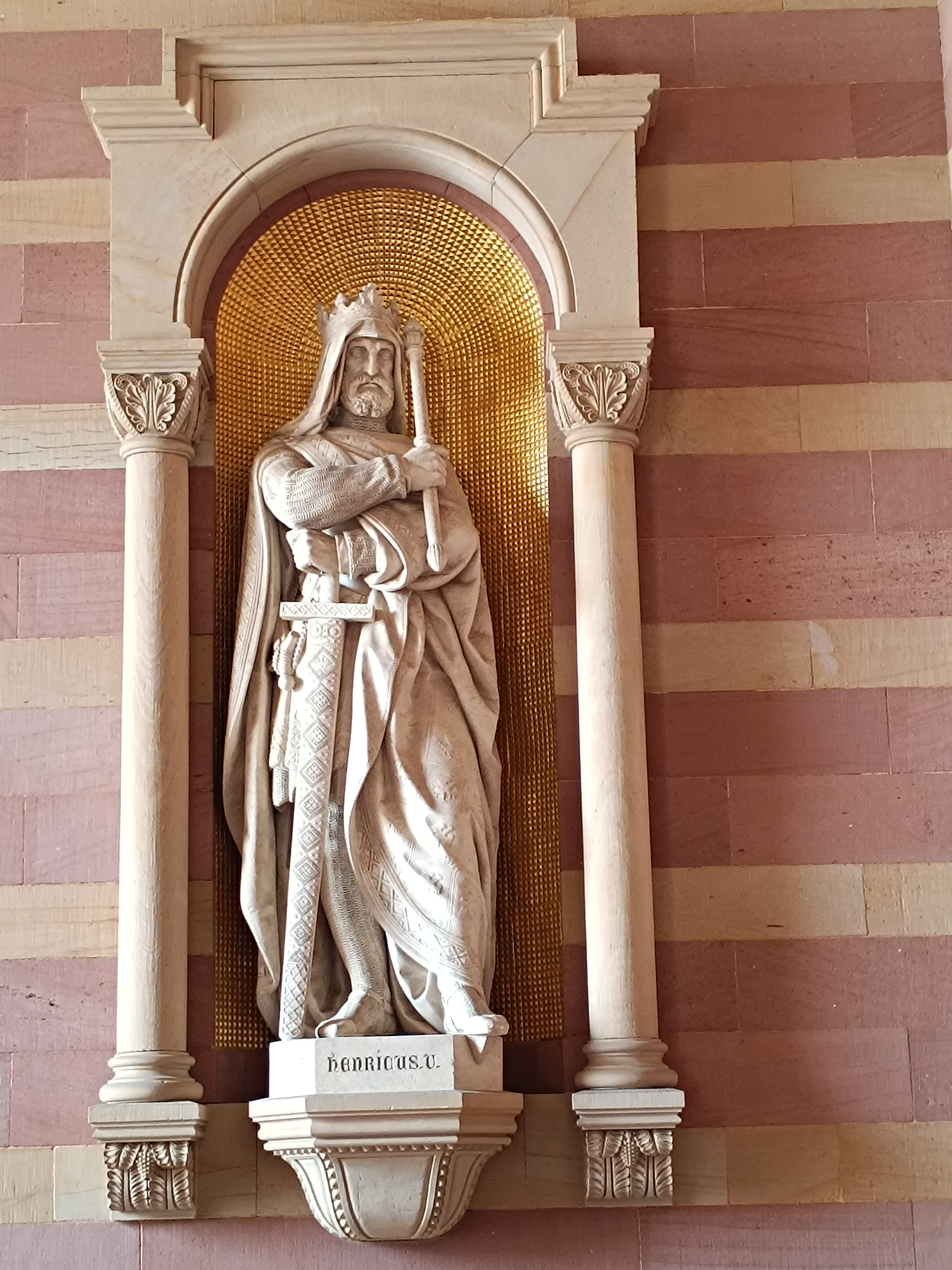
Heinrich V.
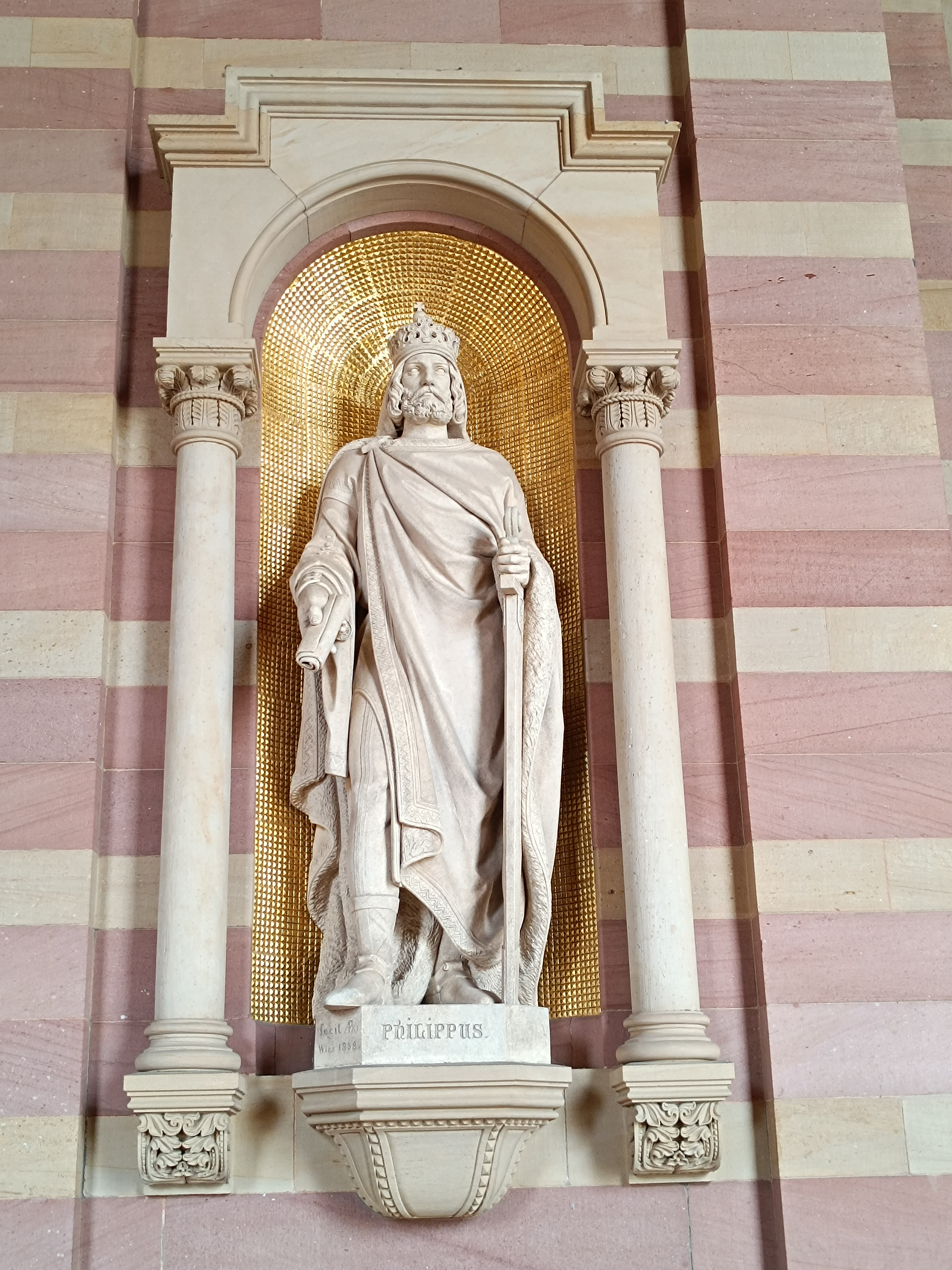
Philipp von Schwaben
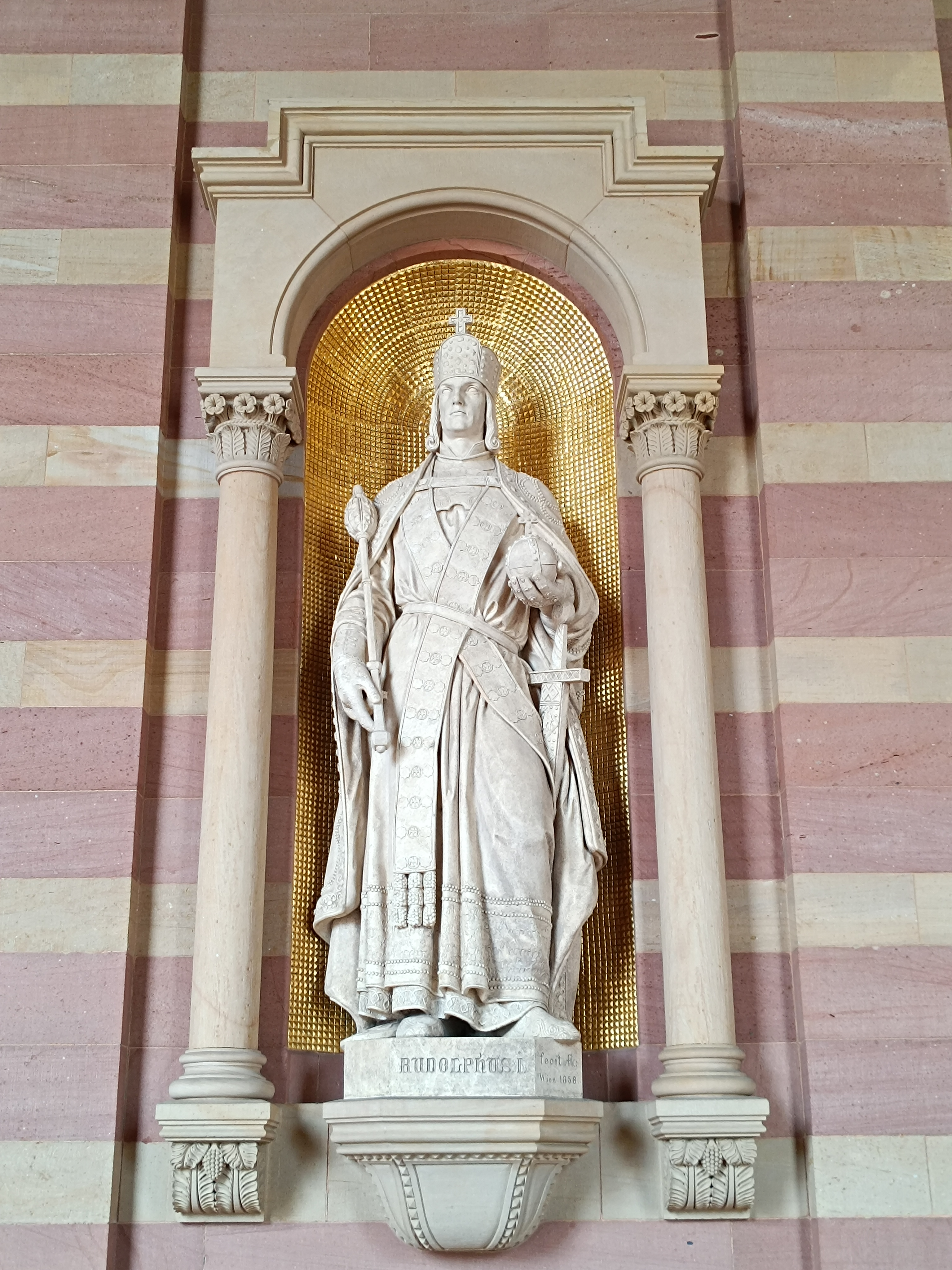
Rudolf I.

Ebenfalls in der Vorhalle sind drei halbkreisförmige Lunettenreliefs zu entdecken, die Szenen aus Rudolfs Leben zeigen und 1858 vom Bildhauer Vincenz Pilz gestaltet wurden.

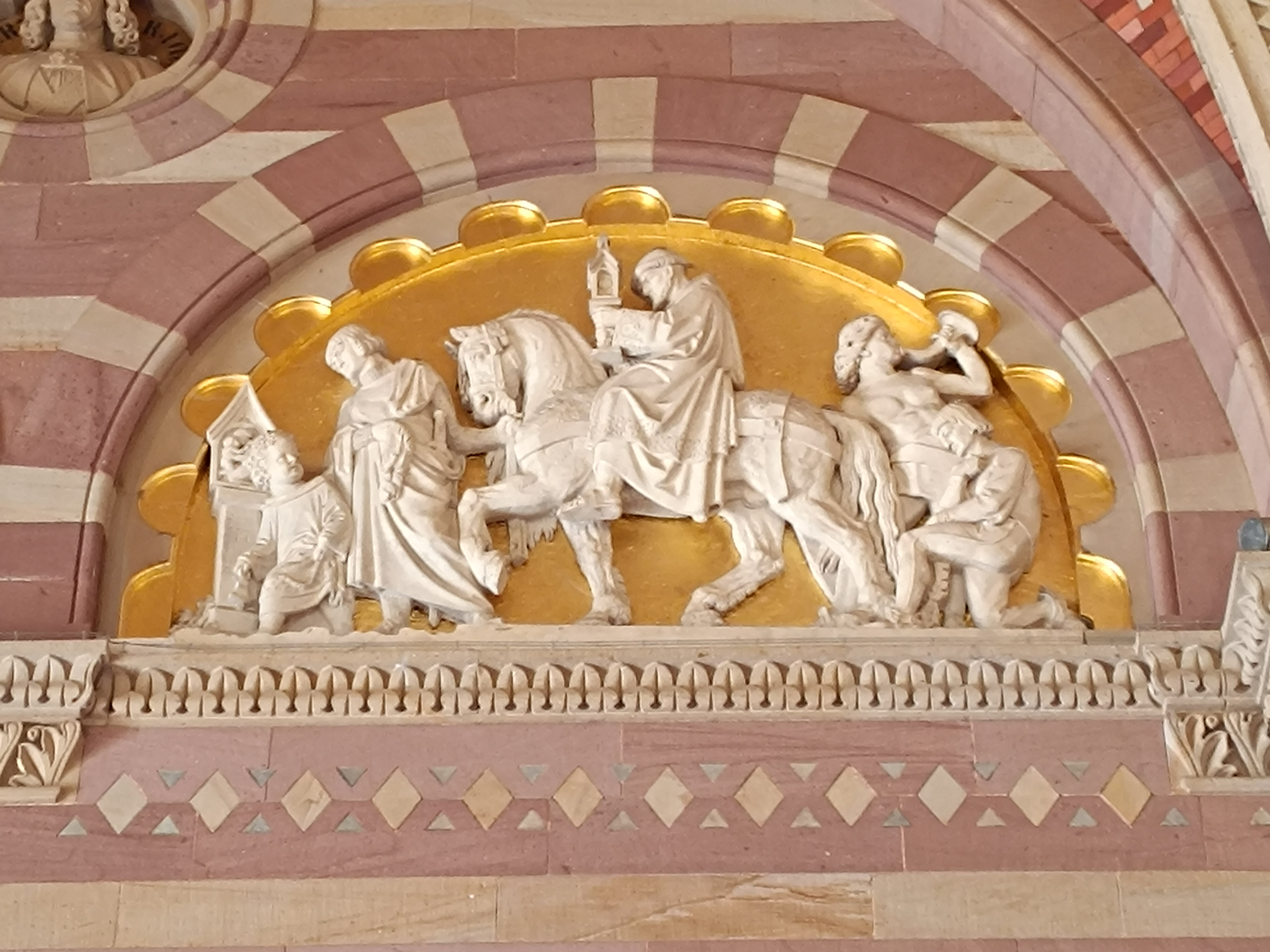
Lunettenrelief

Auf dem dritten Relief wird auf die Sage verwiesen, wie Rudolf von Habsburg einem Priester sein Pferd überlässt und durch den angeschwollenen Ibach führt, damit dieser einen Kranken besuchen kann.
Diese Geschichte erzählt Friedrich Schiller in seiner Ballade „Der Graf von Habsburg“. Hier die neunte Strophe:
Da setzt ihn der Graf auf sein ritterlich Pferd

Und reicht ihm die prächtigen Zäume,

Daß er labe den Kranken, der sein begehrt,

Und die heilige Pflicht nicht versäume.

Und er selber auf seines Knappen Tier

Vergnüget noch weiter des Jagens Begier,

Der andre die Reise vollführet,

Und am nächsten Morgen, mit dankendem Blick,

Da bringt er dem Grafen sein Roß zurück,

Bescheiden am Zügel geführet. 

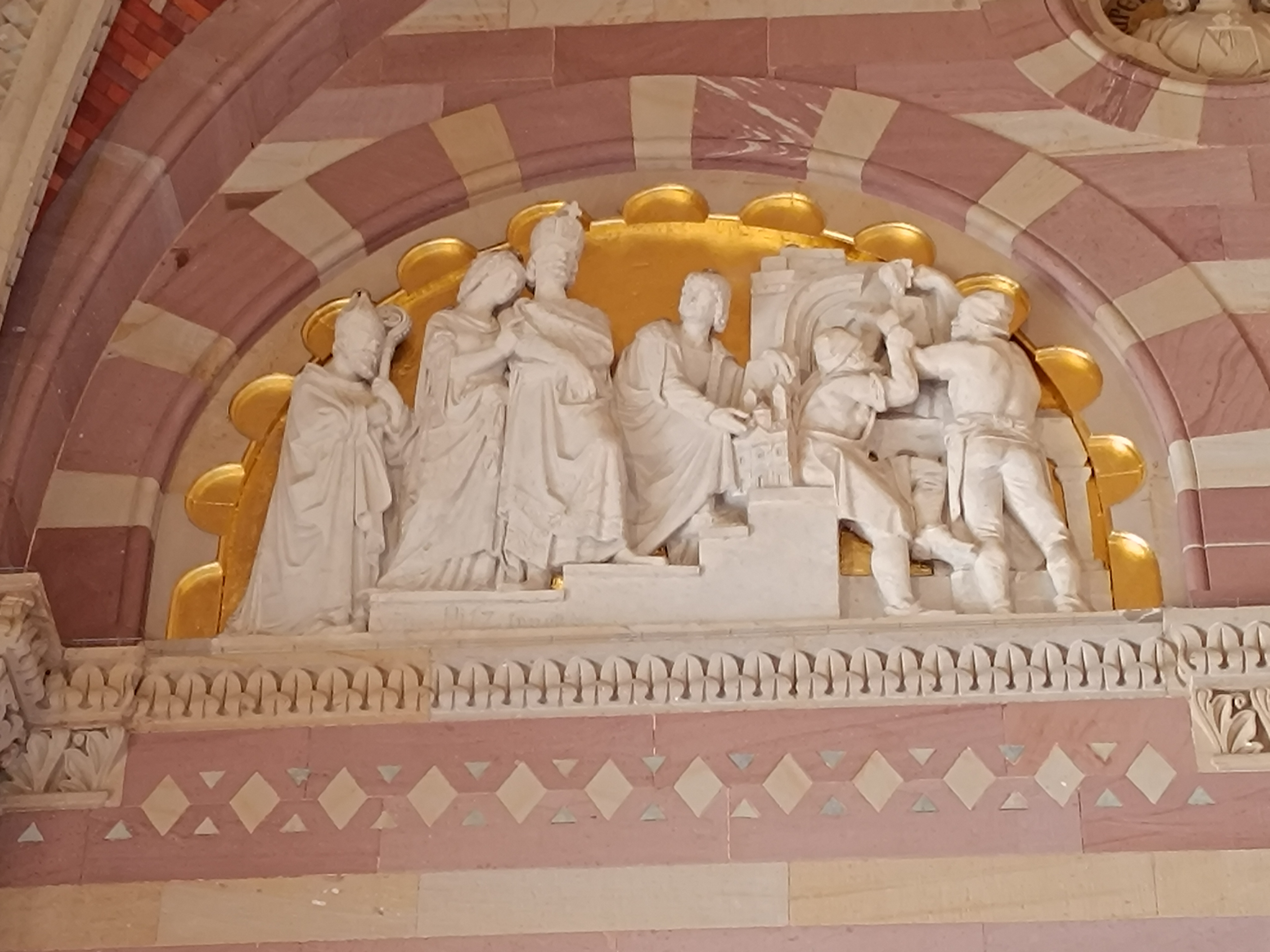
Gründung des Doms durch Konrad II.
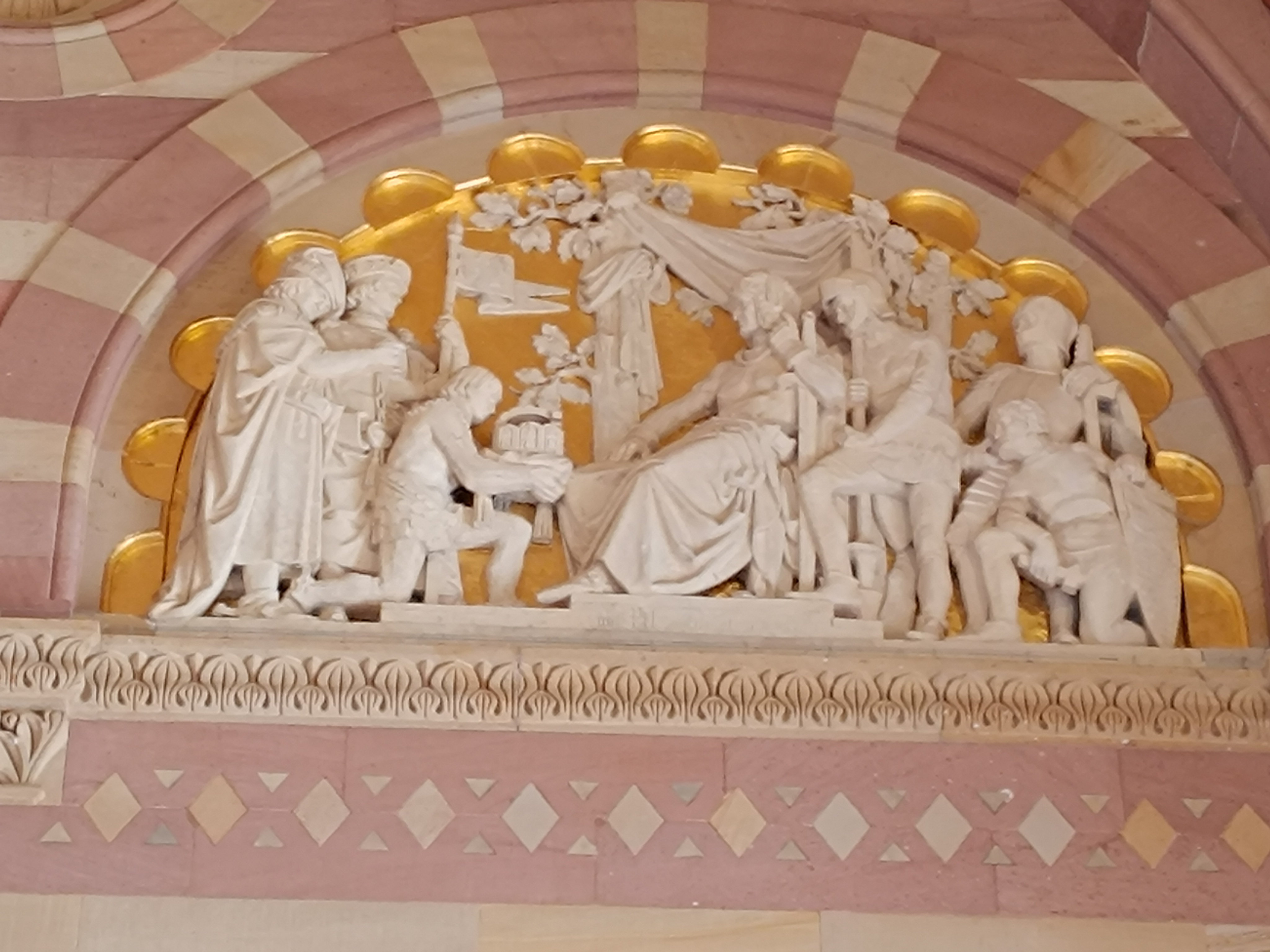
Feldlager vor Basel, bei dem Rudolf die Königskrone überreicht wird
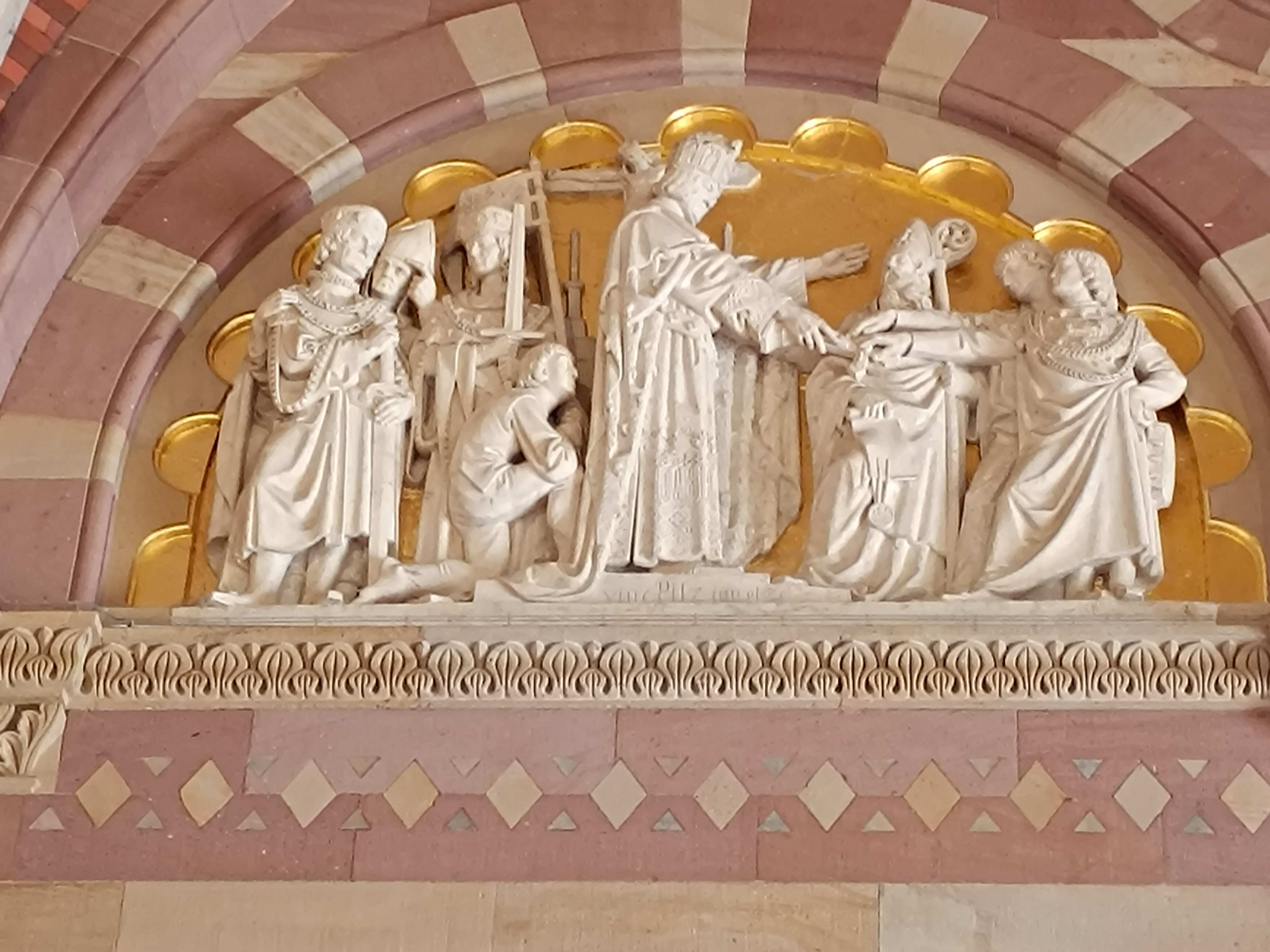
Huldigung der Fürsten bei der Krönung Rudolfs in Aachen

#### Todsünden
Die allegorische Darstellungen der Sieben Todsünden an den Außenportalen wurden im Laufe der Zeit ersetzt oder ergänzt. Sie bestehen aus einem menschlichen Gesicht und einer ergänzenden Darstellung als Tier.

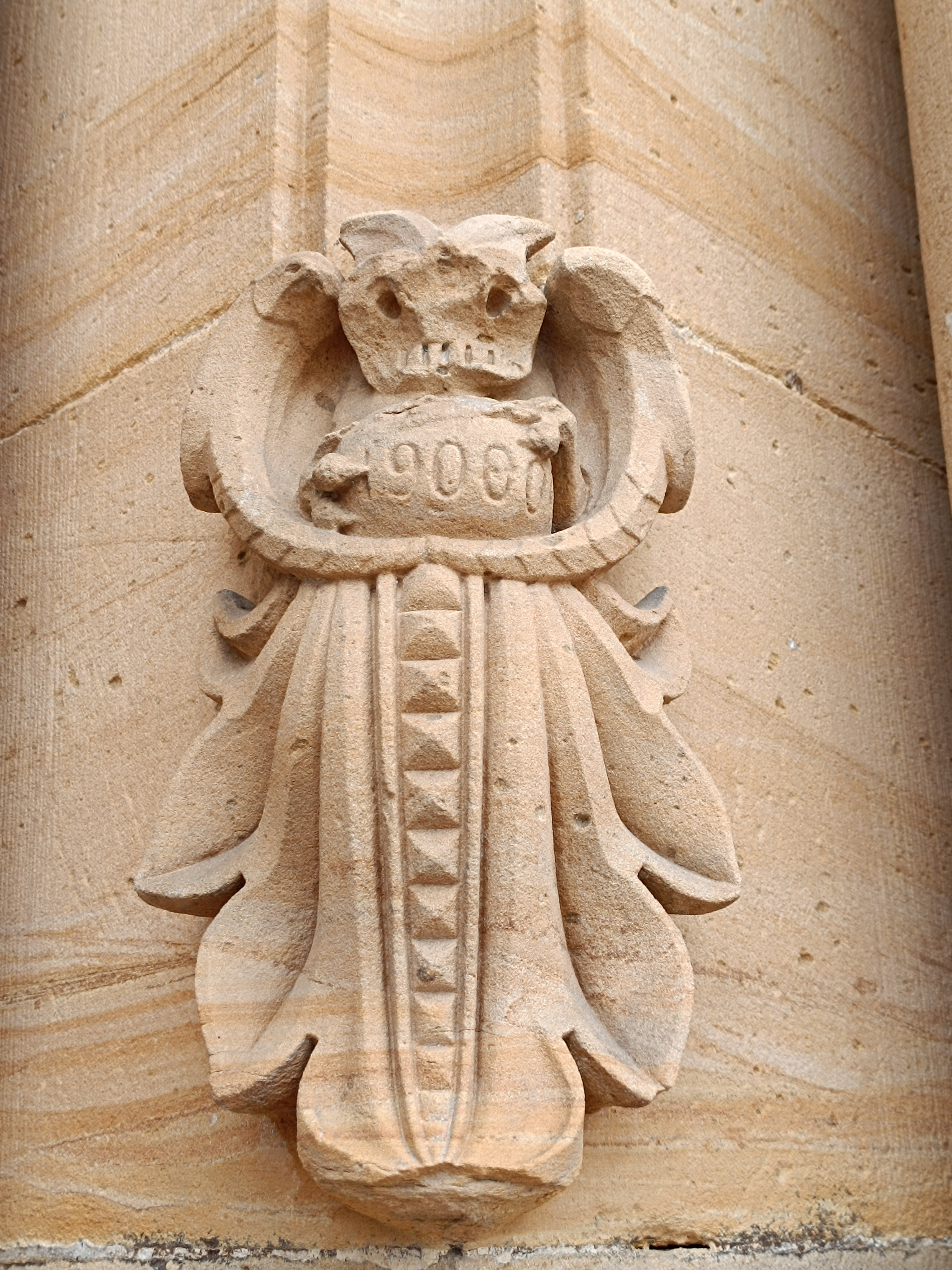
Der Zorn wird als Streithahn dagestellt, dem hier der Kopf abhanden gekommen ist.
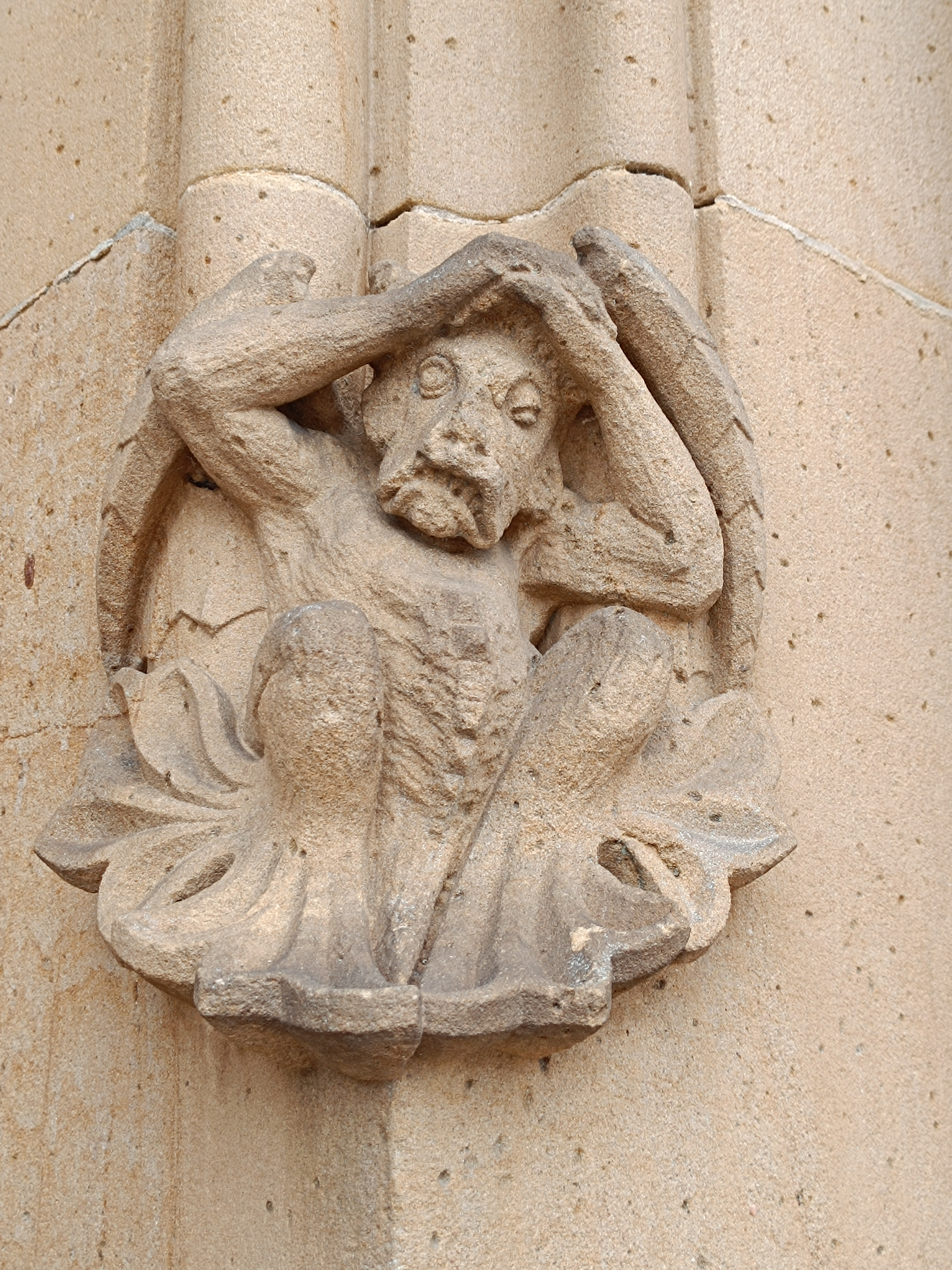
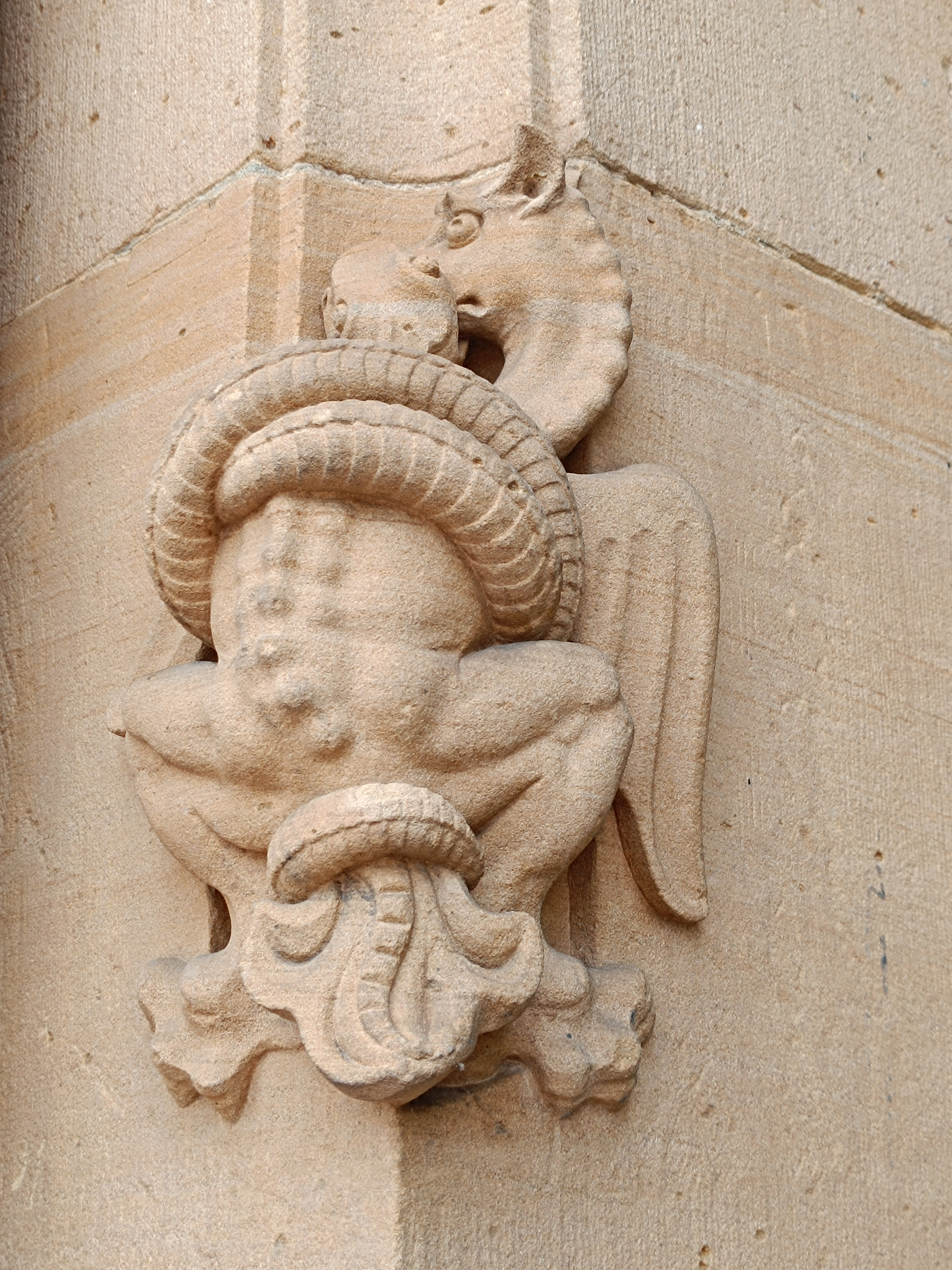
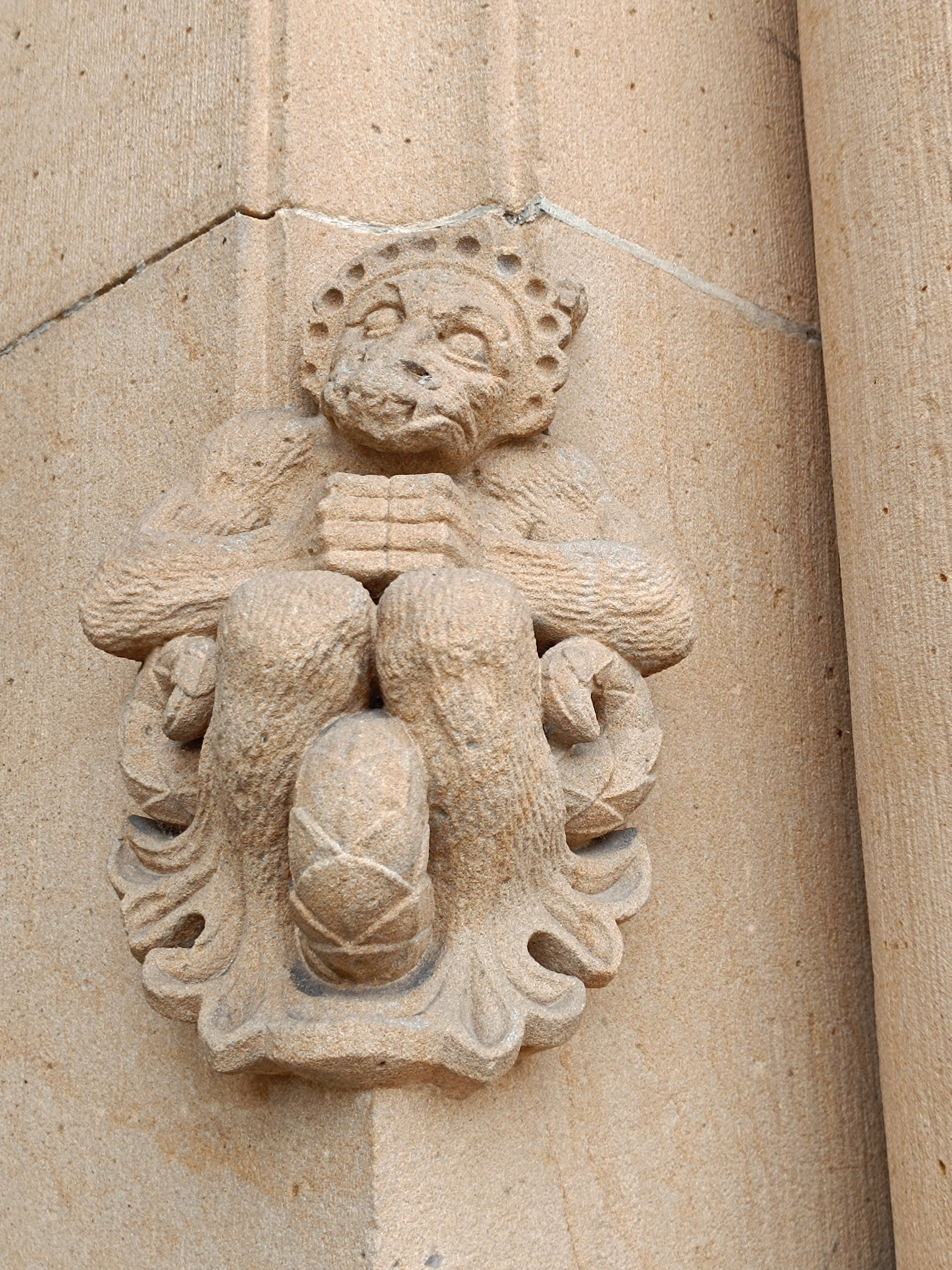

### Kaisersaal

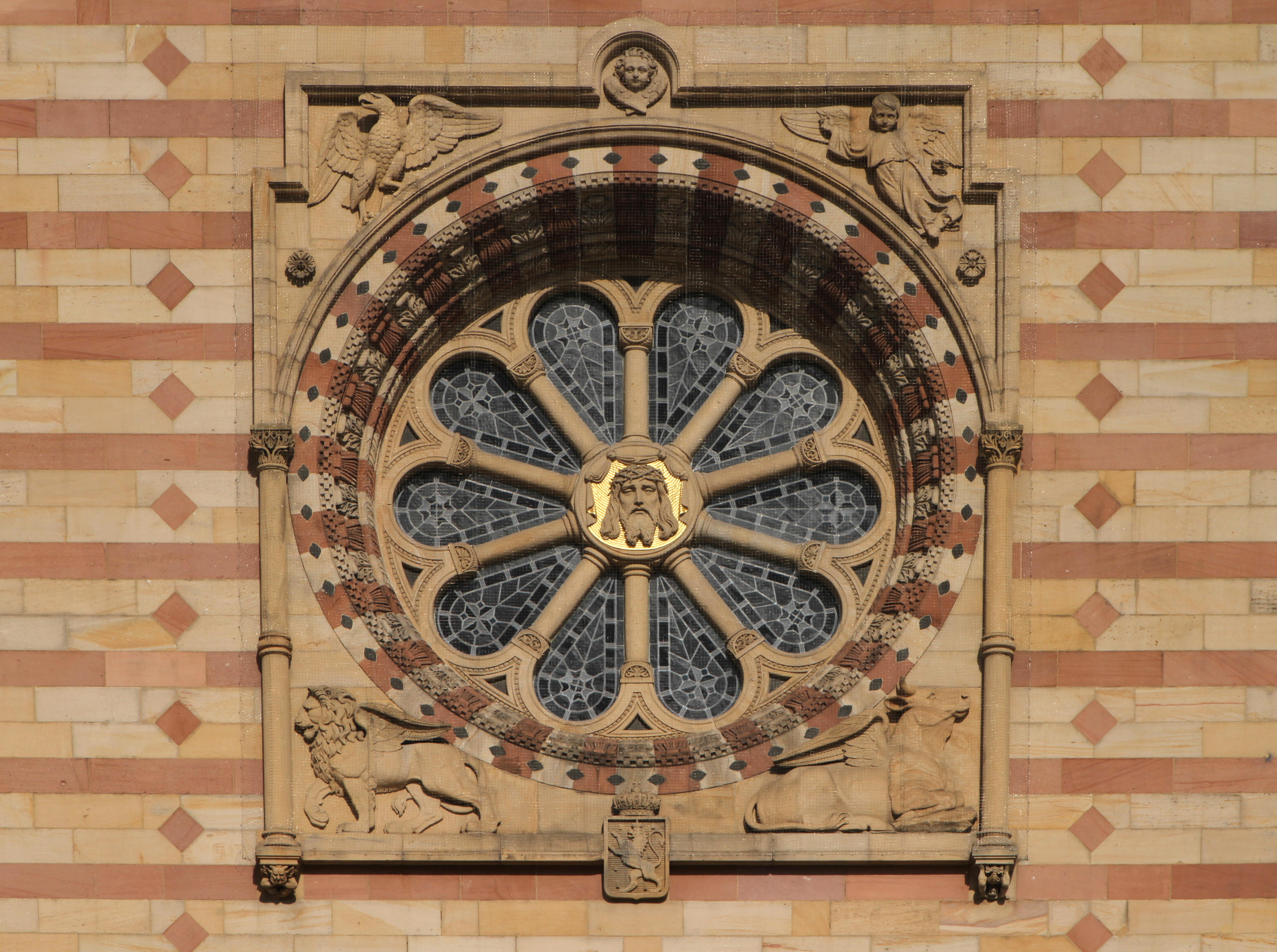
Rosette

Der Kaisersaal befindet sich im Westbau des Domes in etwa 15 Metern Höhe direkt über der nach den dort befindlichen Skulpturen Kaiserhalle genannten Vorhalle. Er entstand mit der Errichtung des neuromanischen Westwerks nach den Plänen von Heinrich Hübsch, welches das als unpassend empfundene barocke Neumann’sche Westwerk ersetzte.
Prägnantes Merkmal des Kaisersaals ist die große Fensterrose vom Bildhauer Gottfried Renn, die sich unmittelbar über dem Haupteingang zur Vorhalle befindet. Sie wird von einem Quadrat umrahmt, in dessen Ecken sich die Symbole der vier Evangelisten befinden. Jedes der vier Evangelien konzentriert sich auf einen bestimmten Aspekt der Christusfigur, die in der Mitte der Fensterrose dargestellt ist:
Matthäus (Engel, Mensch): Menschwerdung
Markus (Löwe): siegreiche Macht, Auferstehung
Lukas (Stier): Opferung, Passion
Johannes (Adler): Ausgießung des Heiligen Geistes
Unter der Fensterrose ist im Saalinneren die überdimensionale Marmorkopie des alten, verbrannten Gnadenbildes der Patrona Spirensis (lateinisch: Patronin Speyers) aufgestellt, welche der Bildhauer Joachim Günther 1777 für das damalige barocke Westwerk der Kathedrale schuf.
Eine gotische Madonna wurde als wundertätiges Gnadenbild verehrt und zog über Jahrhunderte hinweg Pilger nach Speyer. Die Statue überstand den Dombrand des Jahres 1689. Doch im Januar 1794, wurde sie mit dem ganzen Inventar des Domes von französischen Revolutionstruppen verbrannt und die Wallfahrt erlosch. Eine Nachbildung war die 1777 von Joachim Günther geschaffene Madonna, die seit 1856 im Kaisersaal steht.

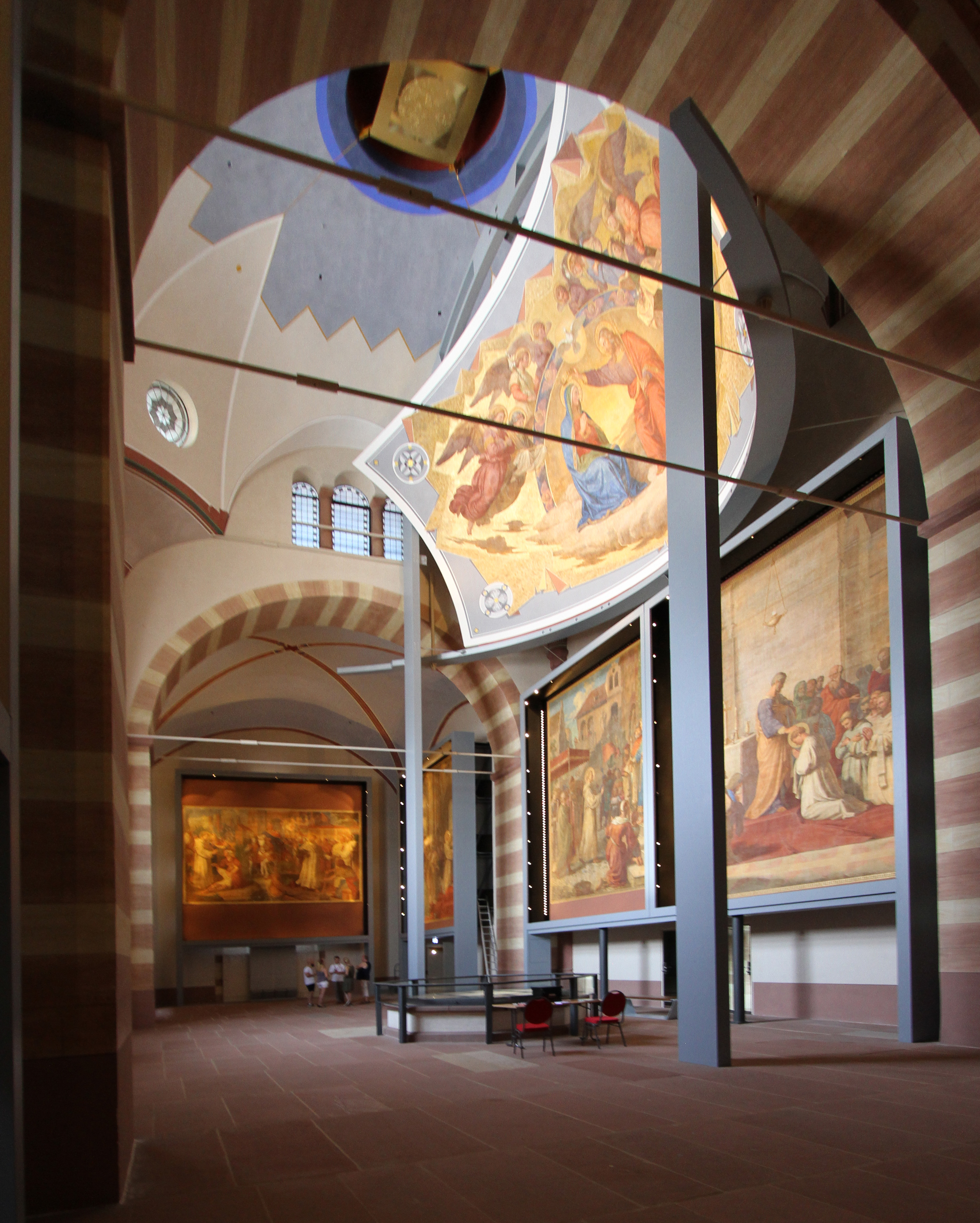
Kaisersaal von Süden
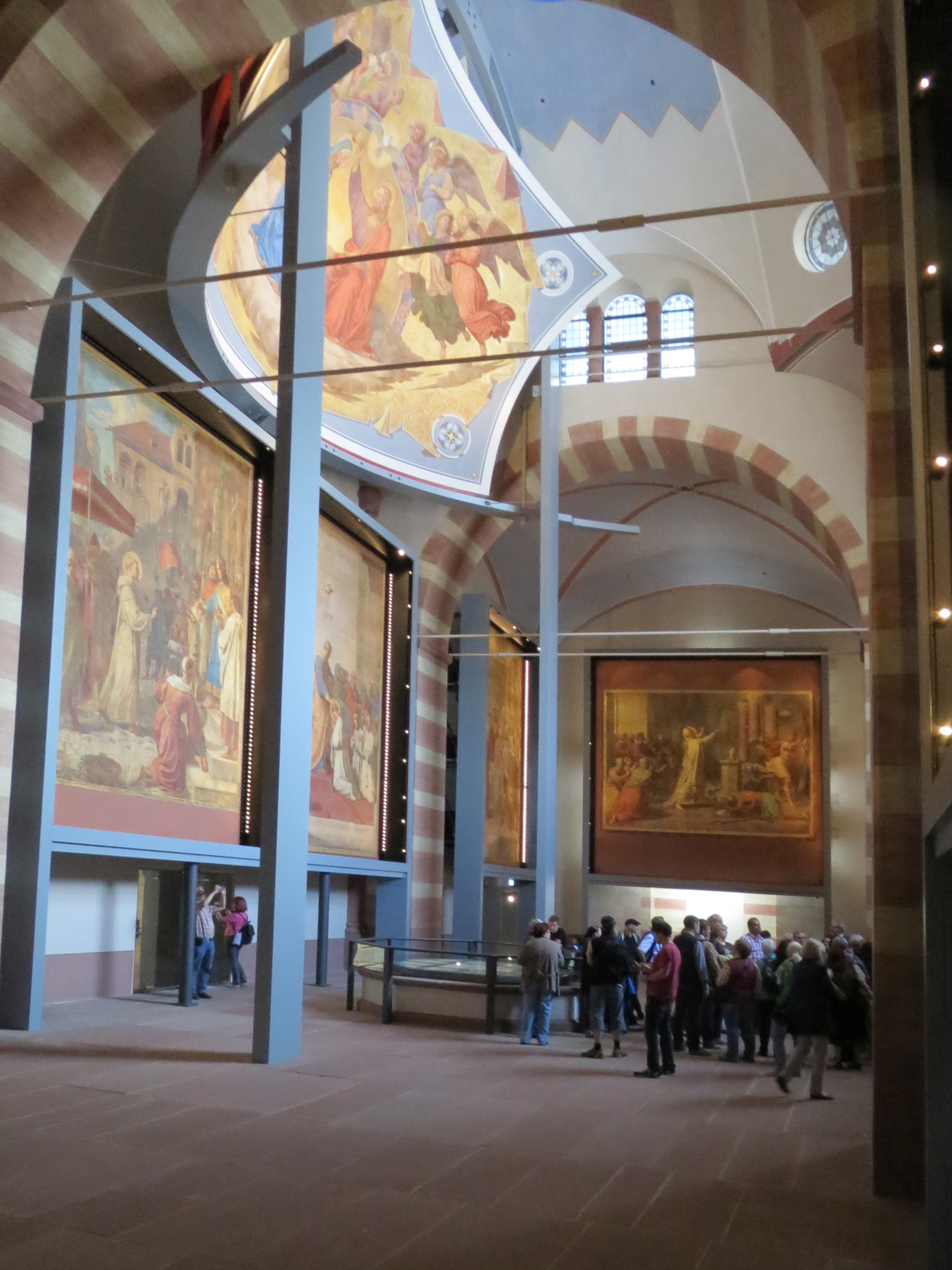
Kaisersaal von Norden
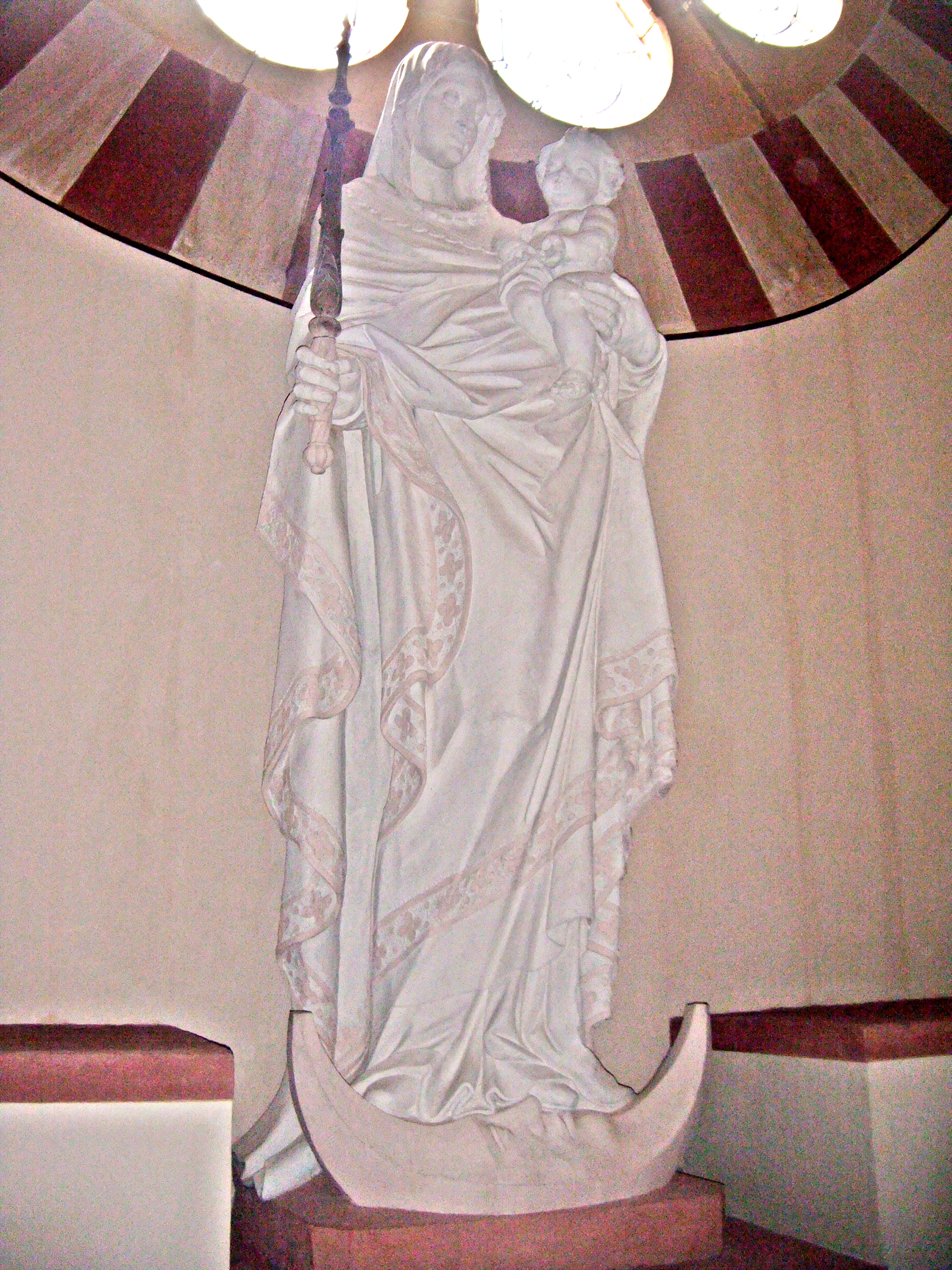
Patrona Spirensis

Lange Zeit war der Kaisersaal für die Öffentlichkeit unzugänglich. Seit 2012 sind dort die restaurierten Schraudolph-Fresken ausgestellt, die bei der großen Domrestaurierung der 1950er Jahre abgenommen, auf Hanfgewebe montiert und danach aufgerollt im Kaisersaal eingelagert worden waren.

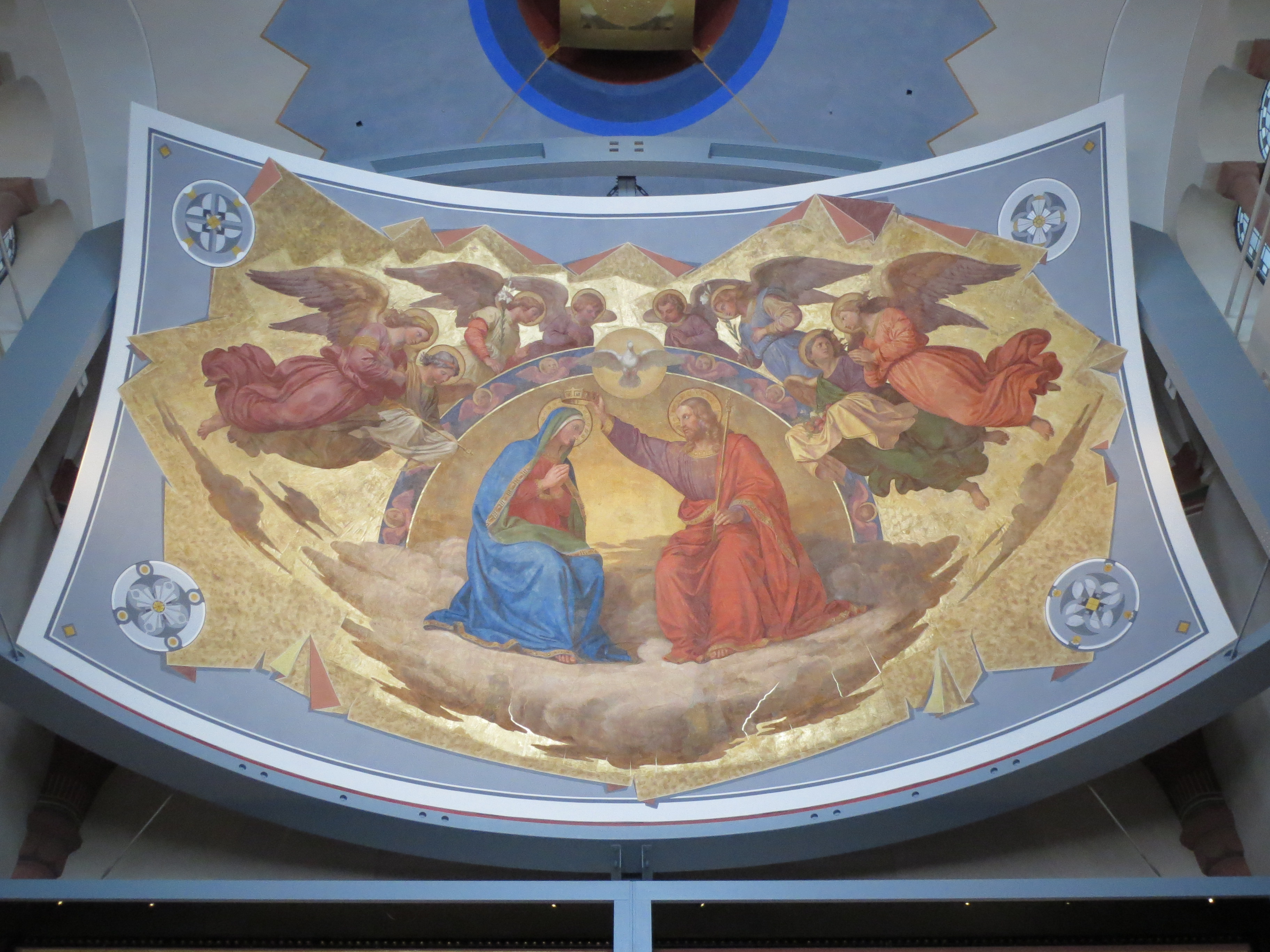
Darstellung der Marienkrönung

Herausragendes Bildwerk des Kaisersaals ist die Marienkrönung, ein Fresko, das sich ursprünglich in der Apsis-Kalotte des Doms befand, weshalb dafür ein besonderes Gestell gebaut werden musste.
Zusätzlich wurde eine Aussichtsplattform im Südwestturm eingerichtet, die sich auf etwa 55,5 Metern Höhe innerhalb der obersten Fensteröffnungen unter der Turmspitze befindet. Zu diesem Zweck wurde der Kaisersaal renoviert und die Treppenaufgänge durch die Türme erneuert. Schließlich wurden der Kaisersaal und die Aussichtsplattform am 28. Oktober 2012 im Beisein von Kurt Beck, dem Ministerpräsidenten von Rheinland-Pfalz, eröffnet.

### Zwerggalerie

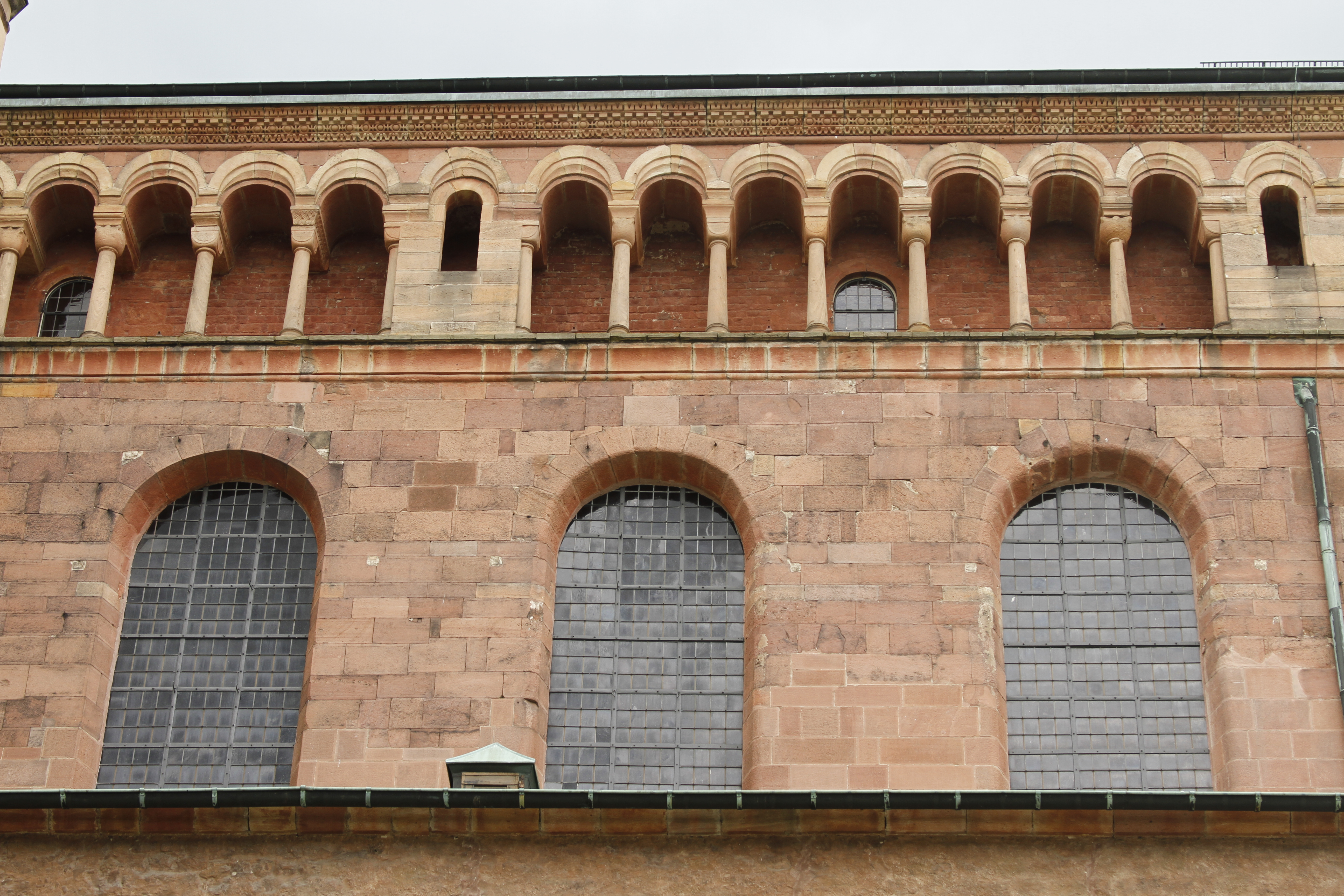
Zwerggalerie an der Nordseite des Mittelschiffs

Der Dom wird von einer Zwerggalerie umschlossen. Sie wird nach außen durch eine Säulengalerie markiert. Die Zwerggalerie hat eine Höhe von 2,90 Metern. Ihre Breite ist nicht überall gleich, da sie abhängig von der Breite der jeweiligen Außenmauern ist.

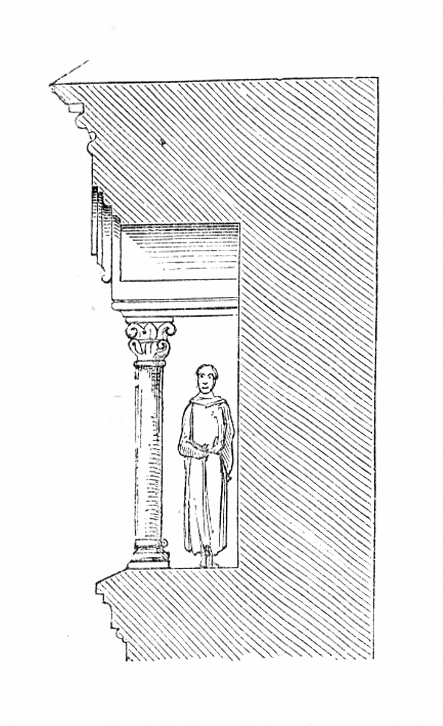
Querschnitt
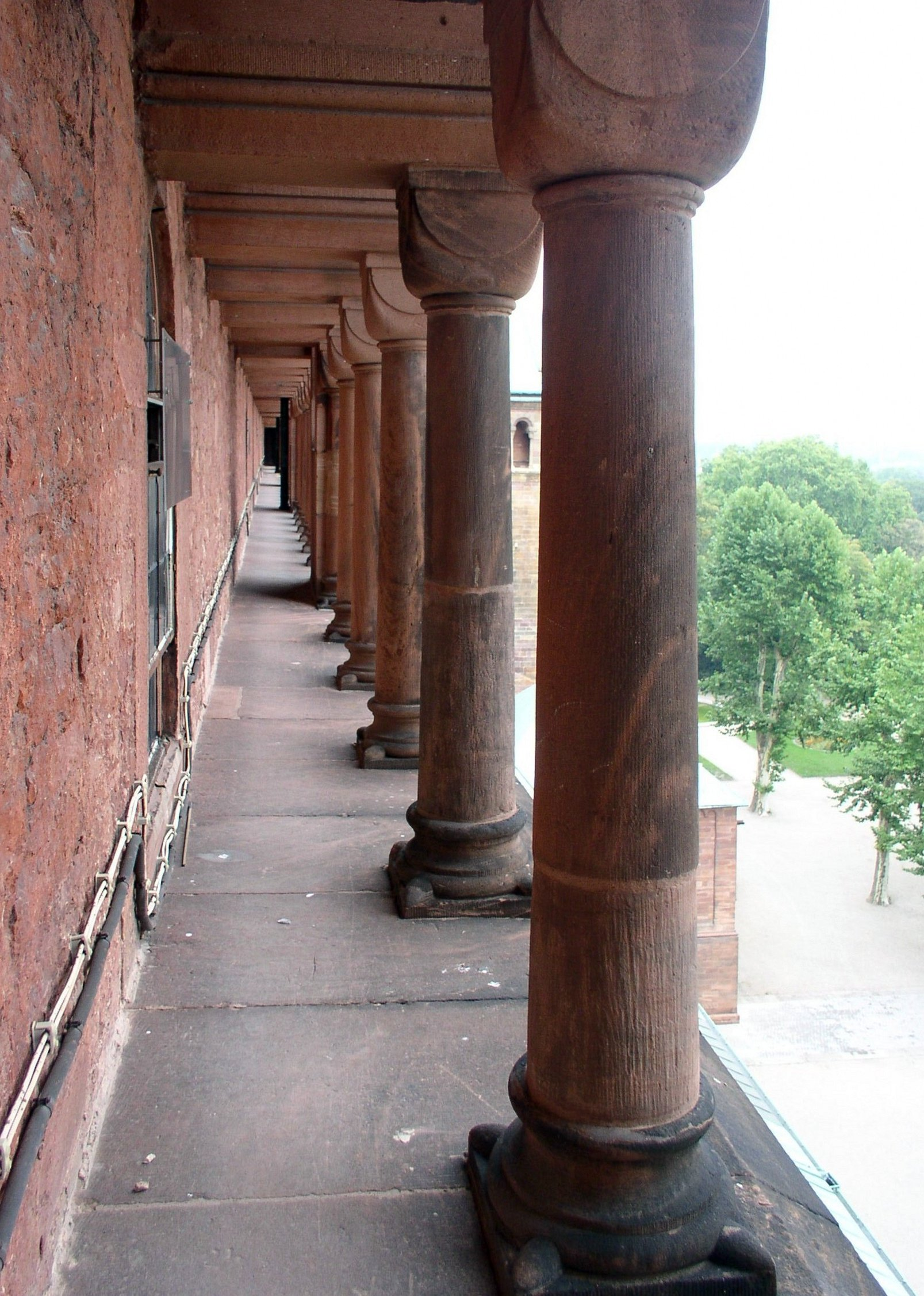
Zwerggalerie

Dieser begehbare Säulengang ist ein Zierelement der romanischen Baukunst, das die massiven Außenwände auflockern und den Bau weniger wuchtig erscheinen lassen soll. Als Kaiser Heinrich IV. den Dom teilweise einreißen und größer ausbauen ließ, war dies ein neuartiges architektonisches Element.
Der Säulengang ist die früheste Zwerggalerie mittelalterlicher Architektur, und gleichzeitig die einzige Galerie, die einen ganzen Baukörper umläuft.
2013 musste die Zwerggalerie renoviert werden, für die Arbeiter wurde eigens eine Verseilungsanlage installiert, an der sich seit 2015 Besucher in einer Führung entlanghangeln können.

### Dächer

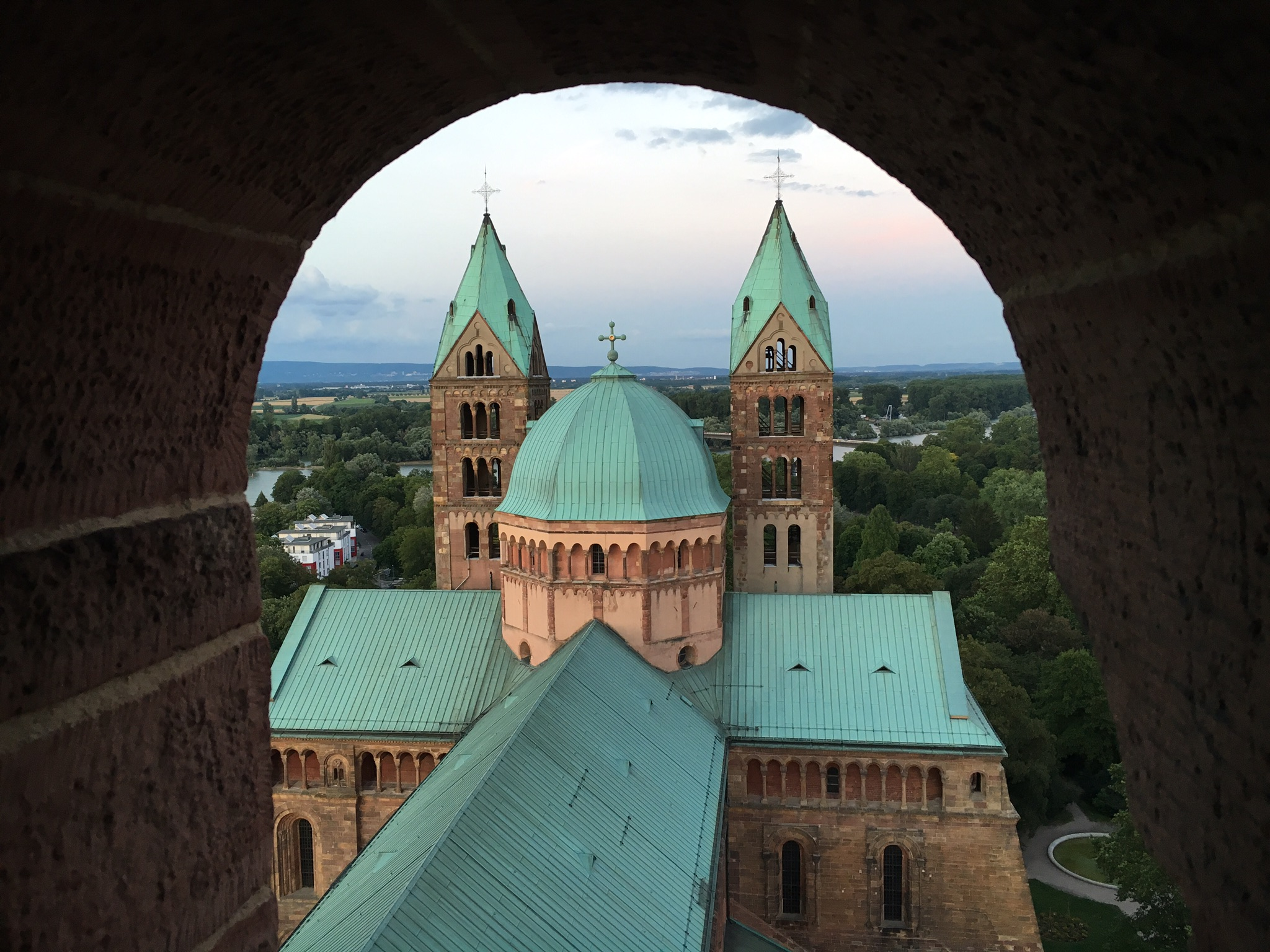
Kupferdächer des Doms

Bei der Zerstörung im Jahr 1689 brannten die Dächer ab. Die Dächer wurden danach wegen der Schieferdeckung anstelle des Bleis steiler. Die Sakristei ist das einzige gotische Bauwerk am romanischen Dom. Mit Ausnahme der Sakristei, die aus Stilgründen ihre Schieferbedachung behielt, wurden bei der Umgestaltung des Domes alle neuen Dächer statt in Schiefer in Kupfer ausgeführt. Die Haupttragteile der Dachkonstruktion sind aus Fichten- bzw. Tannenholz ausgeführt. Die gesamte Dachfläche entspricht in etwa der Größe eines Fußballfeldes.

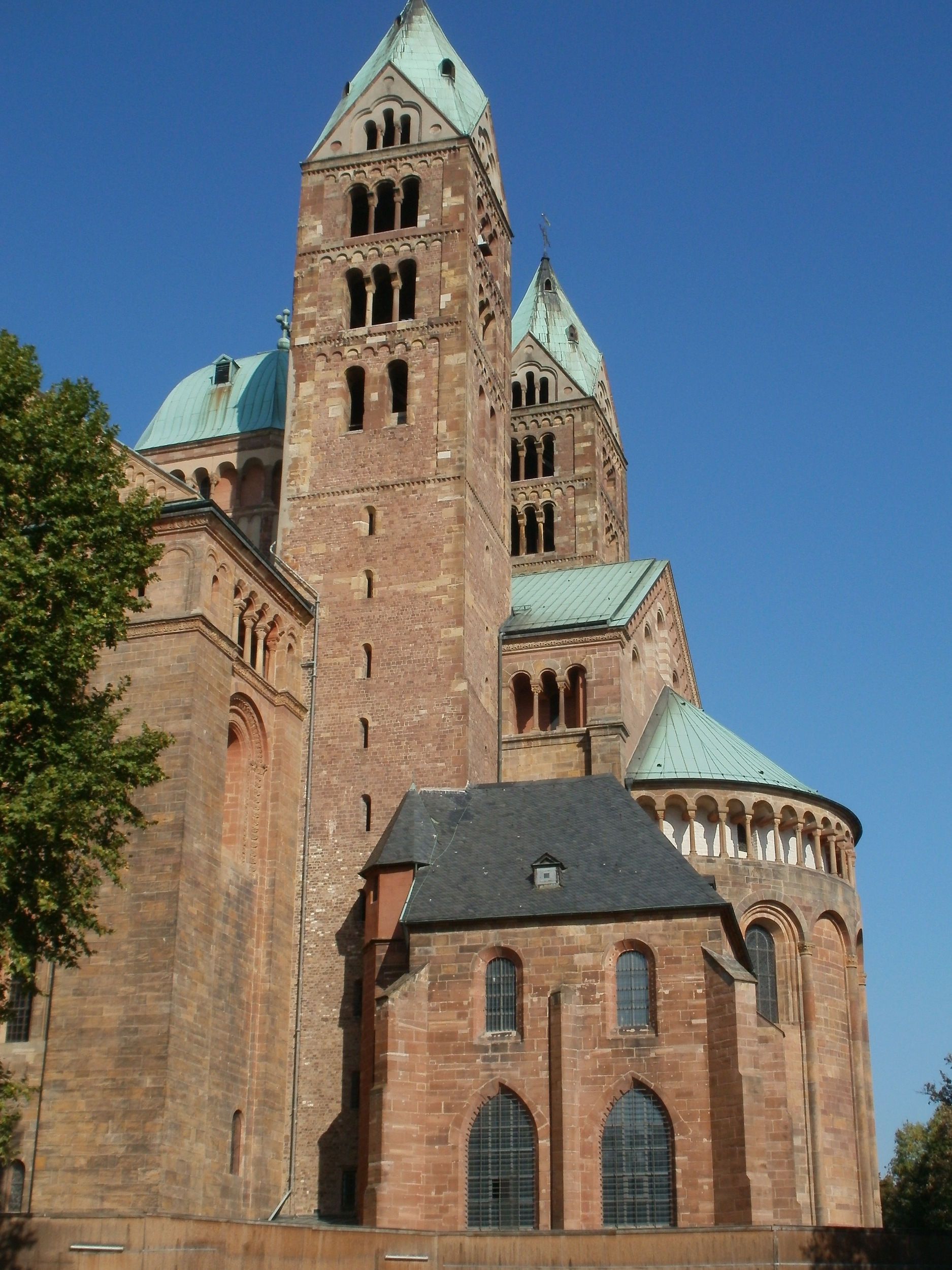
Sakristei (unten)
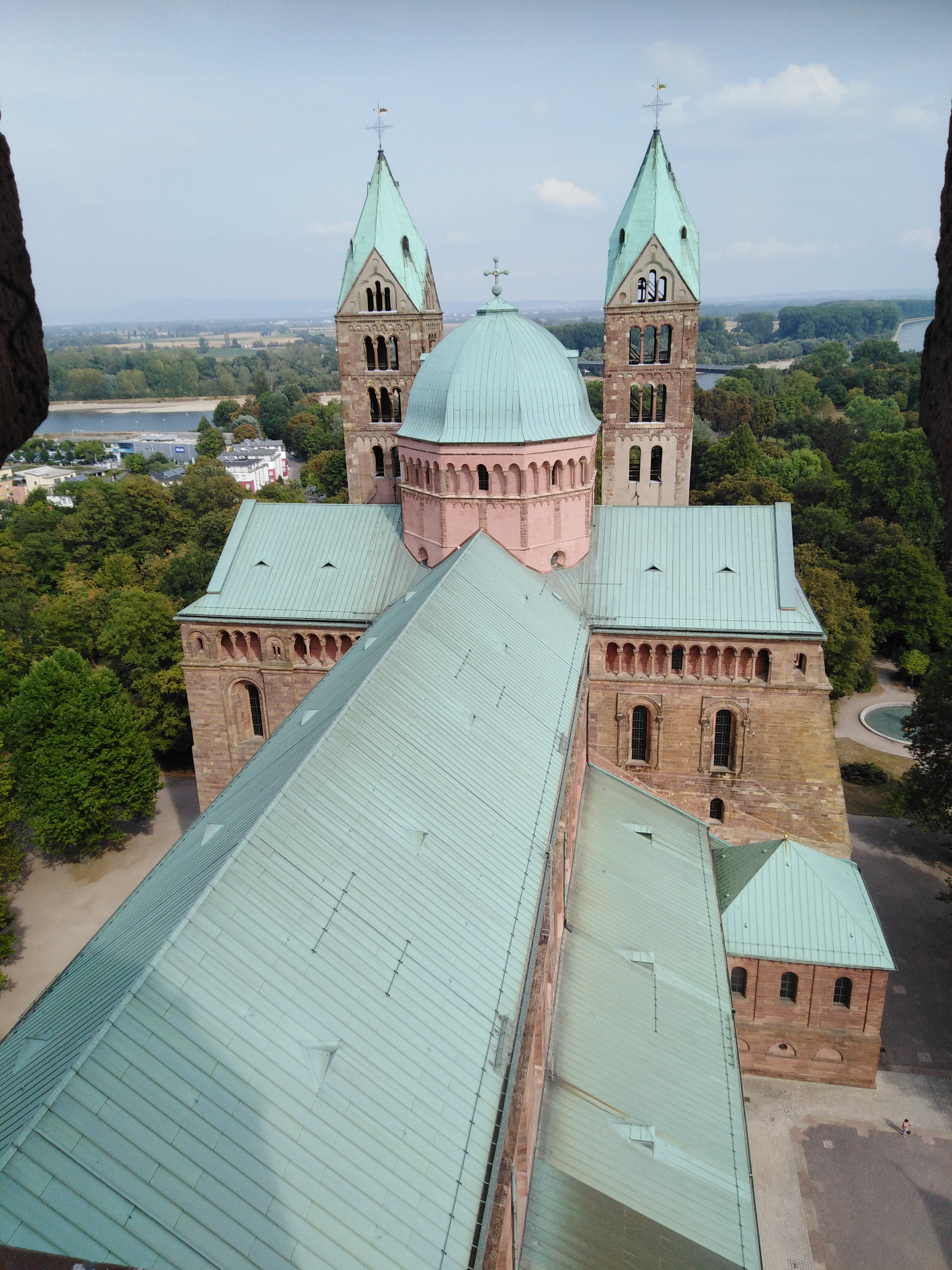
Blick über das Mittelschiff nach Osten

In den Jahren 1962 und 1963 erfolgte eine Absenkung der Dächer um etwa 3,30 Meter auf das Niveau, welches die Dächer wahrscheinlich im Mittelalter hatten. Dadurch kam die Ostkuppel, die bisher bis zum Laufgang vom Dach verdeckt war, wieder stärker zum Vorschein.

## Portale

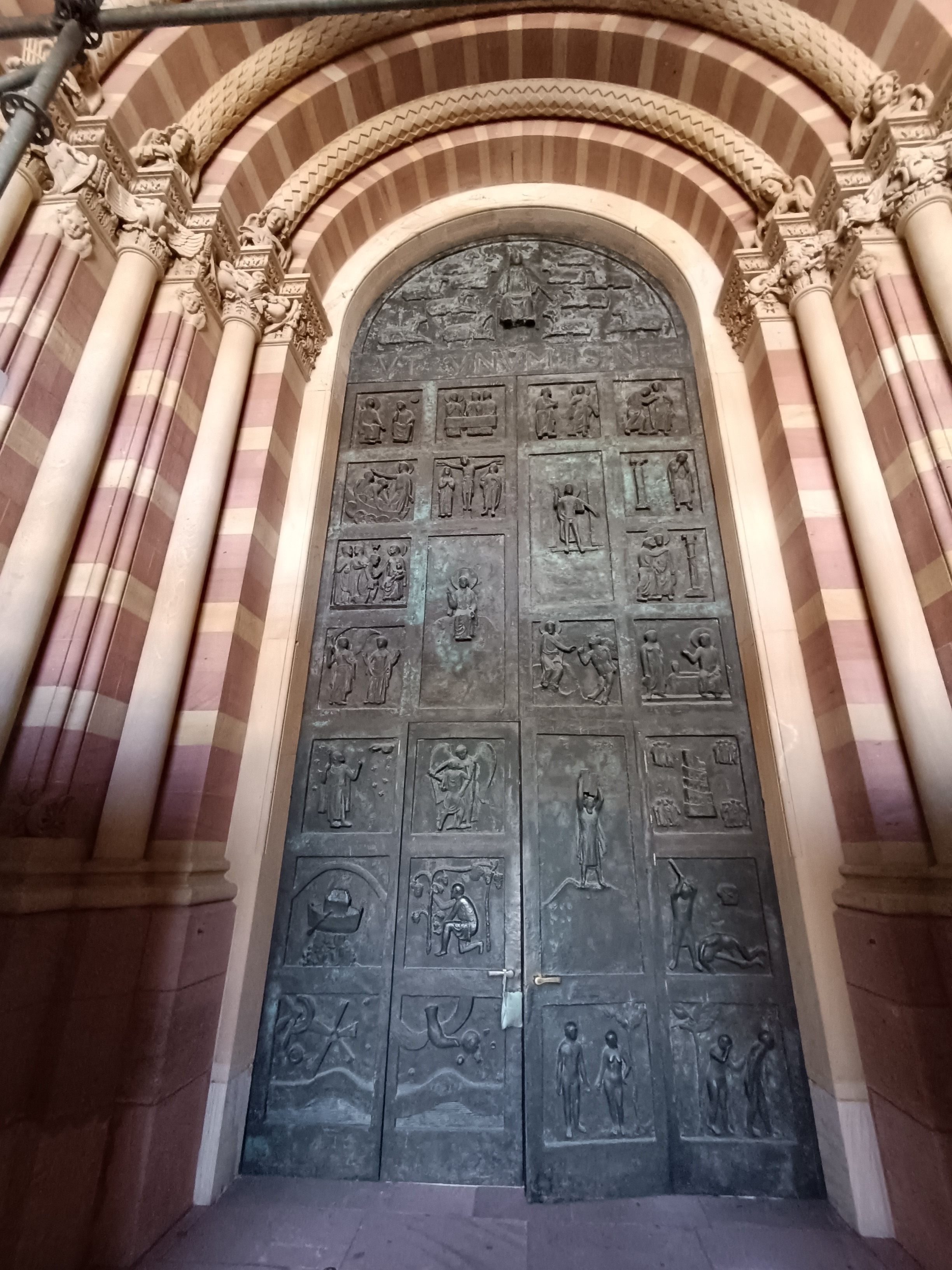
Außenansicht

Bei der Restaurierung zwischen 1957 und 1972 wurde das Bodenniveau des Doms wieder auf die ursprüngliche Höhe abgesenkt. Dadurch waren alle Türen zu kurz. So mussten die hölzernen teilweise morschen Portale erneuert werden. Gleichzeitig wurden die fünf Seitenportale ebenfalls restauriert.

### Hauptportal
Das aktuelle Hauptportal ist 8,14 Meter hoch und 3,50 Meter breit. Es ist das Hauptwerk des Bildhauers Toni Schneider-Manzell und wurde 1965 in Auftrag gegeben. Die feierliche Einweihung erfolgte im Jahr 1971. Schneider-Manzell orientierte sich dabei am romanischen Stil.
Das Portal besteht aus zwei Türen. Innen- und Außentür sind gegeneinander montiert.

#### Außenseite
Auf der Außenseite wird in 25 Hochreliefs die biblische Heilsgeschichte dargestellt: Von der Schöpfung bis zur Auferstehung Christi. Die Felder sind einzeln gegossen und dann zusammengeschweißt.

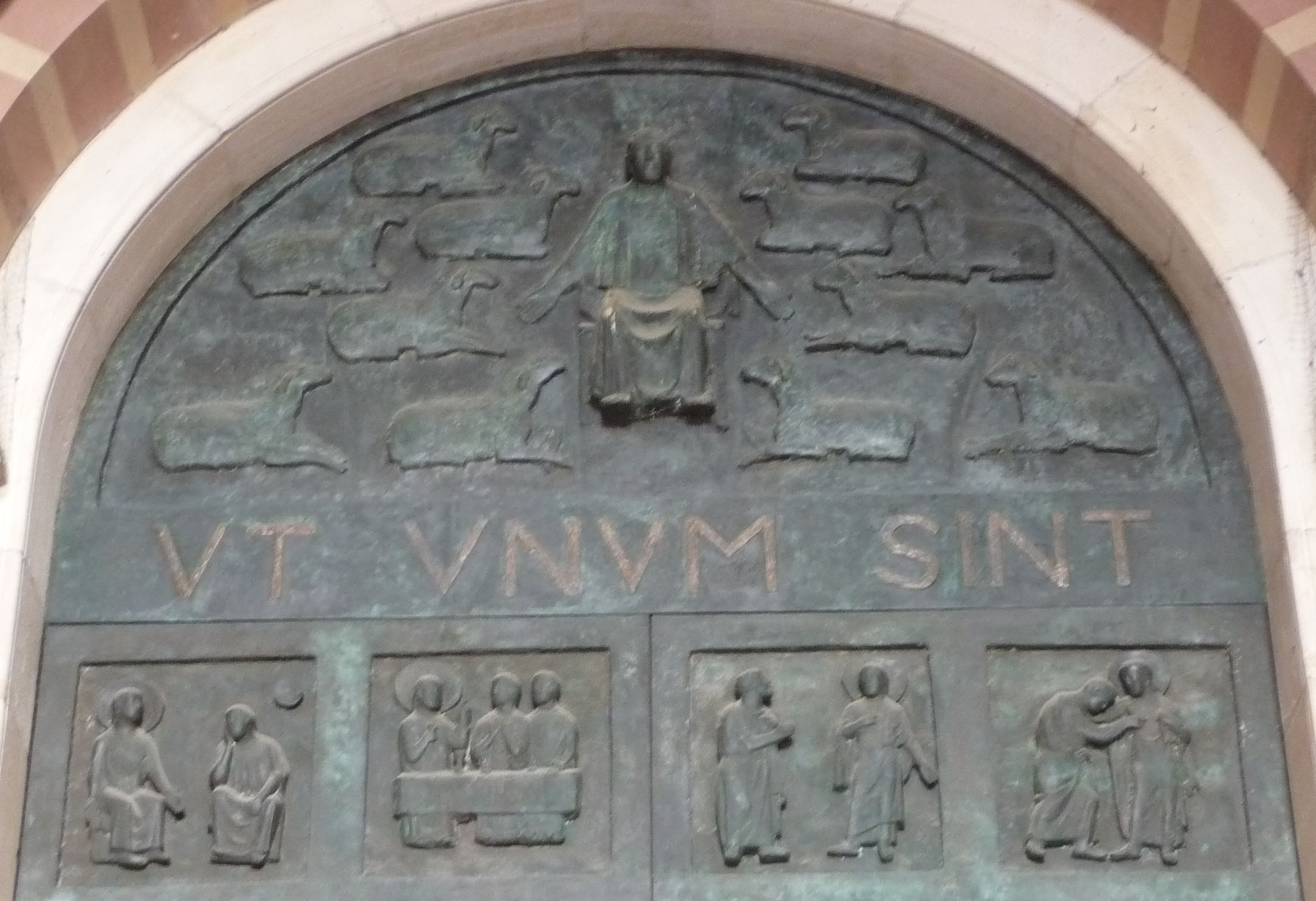
Tympanon: "Ut unum sint."

Im Tympanon ist Jesus als der Gute Hirte dagestellt. Darunter steht der lateinische Spruch "Ut unum sint." (Dass sie eins seien.) Johannes 10,9ff, Offenbarung 19,9. Damit wird Bezug genommen auf die Einheitsbestrebungen der Kirche im Gefolge des Zweiten Vatikanischen Konzils, dass bei der Schaffung des Portals gerade aktuell war.

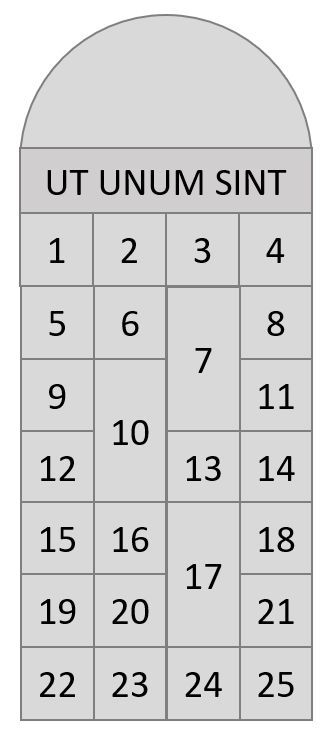
Felder

1. Christi Nachtgespräch mit Nikodemus (Der Pharisäer Nikodemus kam heimlich zu Jesus und lässt sich den Glauben erklären.)
2. Emmaus (Zwei Jünger aus dem Ort Emmaus trafen auf dem Weg von Jerusalem den auferstandenen Jesus und erkennen ihn zunächst nicht.)
3. Simon Petrus, liebst du mich? (Dreimal fragt Jesus Petrus: „Liebst du mich?“ Dreimal bestätigt Petrus seine Liebe.)
4. Ungläubiger Thomas (Apostel Thomas zweifelte an der Auferstehung Jesu, bis er nah seine Wundmale berühren konnte.)
5. Christus gebietet den Elementen (Beim Sturm auf dem See Genezareth ging Jesus über das Wasser und stillte einen Sturm.)
6. Kreuzestod (Der Tod Jesu wird von Christen als Sühneopfer für die Sünden der Menschheit gesehen.)
7. Auferstehung (Die Auferstehung Christi ist ein zentraler Glaubensinhalt des Christentums.)
8. Petri Reue (Petrus bezeichnet verleugnete Jesus nach seiner Verurteilung drei Mal.)
9. Huldigung der Weisen (Dem Jesuskind wurde von den Heiligen Drei Königen mit Geschenken gehuldigt.)
10. Bergpredigt (Die Bergpredigt enthält grundlegende Anweisungen für ein Leben nach Gottes Willen.)
11. Verrat des Judas (Judas ist der Verräter, der Jesus für ein paar Silberlinge auslieferte.)
12. Verkündigung des Herrn (Ein Engel erscheint der jungen Maria und verkündet, dass sie den Sohn Gottes zur Welt bringen wird.)
13. Versuchung Christi (Jesus fastet in der Wüste und widersteht dabei den Versuchungen des Teufels.)
14. Christus und die Samariterin (Jesus spricht mit einer Samariterin, obwohl Juden die Samariter verachteten.)
15. Abraham hört die Verheißung (Abraham macht sich auf den Weg, um sein verheißenes Land zu suchen.)
16. Jakob ringt mit Gott (Jakob kämpft um Gottes Segen.)
17. Mose mit den Gesetzestafeln (Als Mose vom Berg Sinai herunterstieg, hatte er die beiden Tafeln der Zehn Gebote in der Hand.)
18. Turmbau zu Babel (Die Menschen wollten einen Turm bauen, der bis zum Himmel reichen sollte. Gott sah dies als Anmaßung und verwirrte ihre Sprache.)
19. Arche Noahs (Die Arche ist das Schiff, das Noah baute, um seine Familie und viele Tierarten vor der Sintflut zu retten.)
20. Noah pflanzt den Weinstock (Nach der Sintflut war ein Neubeginn nötig. Symbol dafür ist hier der Rebstock.)
21. Brudermord (Die Geschichte von Kain und Abel thematisiert Eifersucht, Neid und Zorn.)
22. Im Anfang war das Wort. (Der erste Satz des Johannesevangeliums - dargestellt ist hier das Ur-Chaos.)
23. Der Geist über den Wassern (Zustand der Erde vor der Erschaffung des Lichts, als die Erde noch "wüst und leer" war)
24. Gott schuf den Menschen (Gott erschuf den Menschen als sein Ebenbild.)
25. Sündenfall (Adam und Eva werden von der Schlange verführt, die verbotene Frucht vom Baum der Erkenntnis zu essen.)

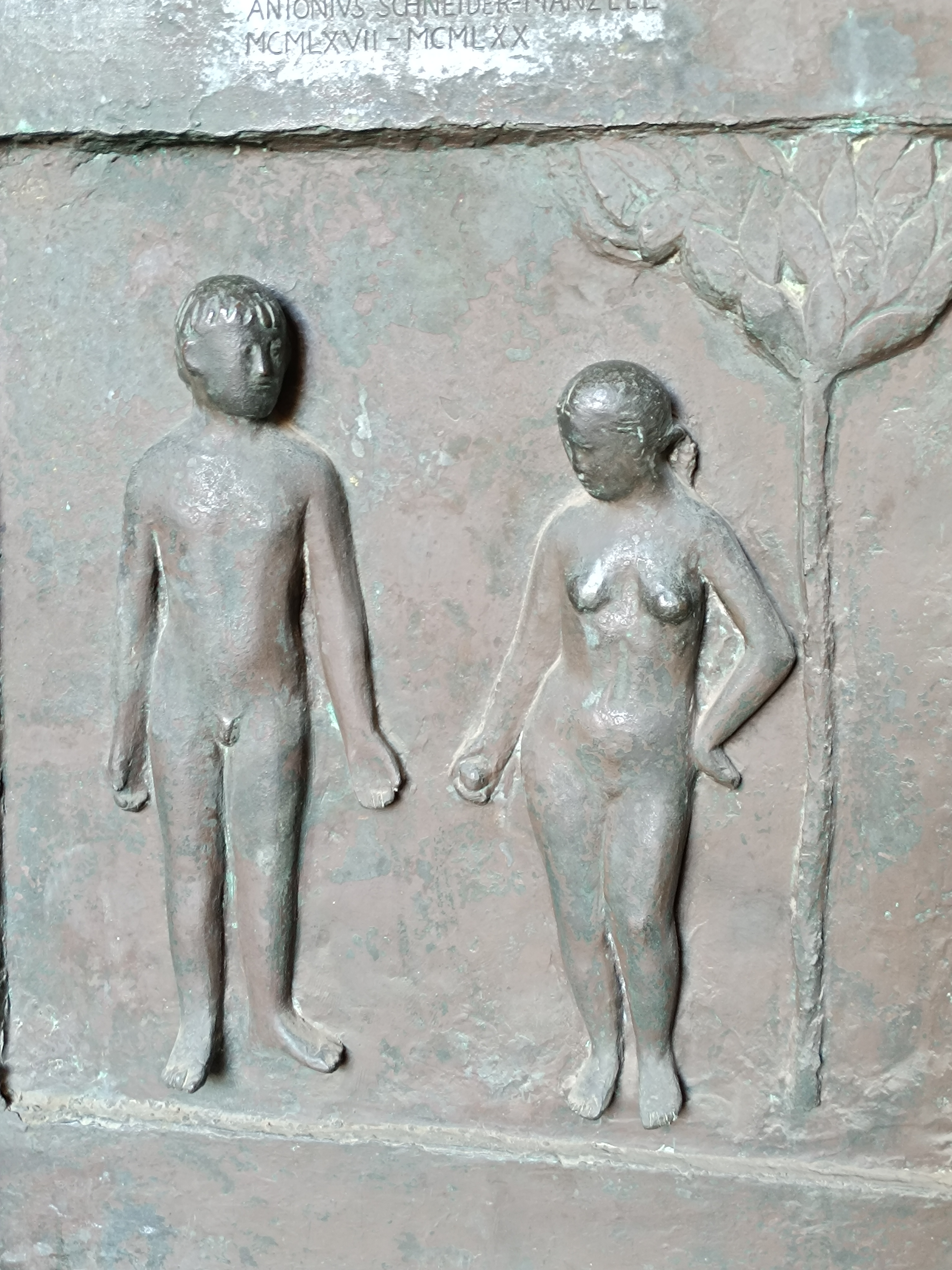
Adam und Eva
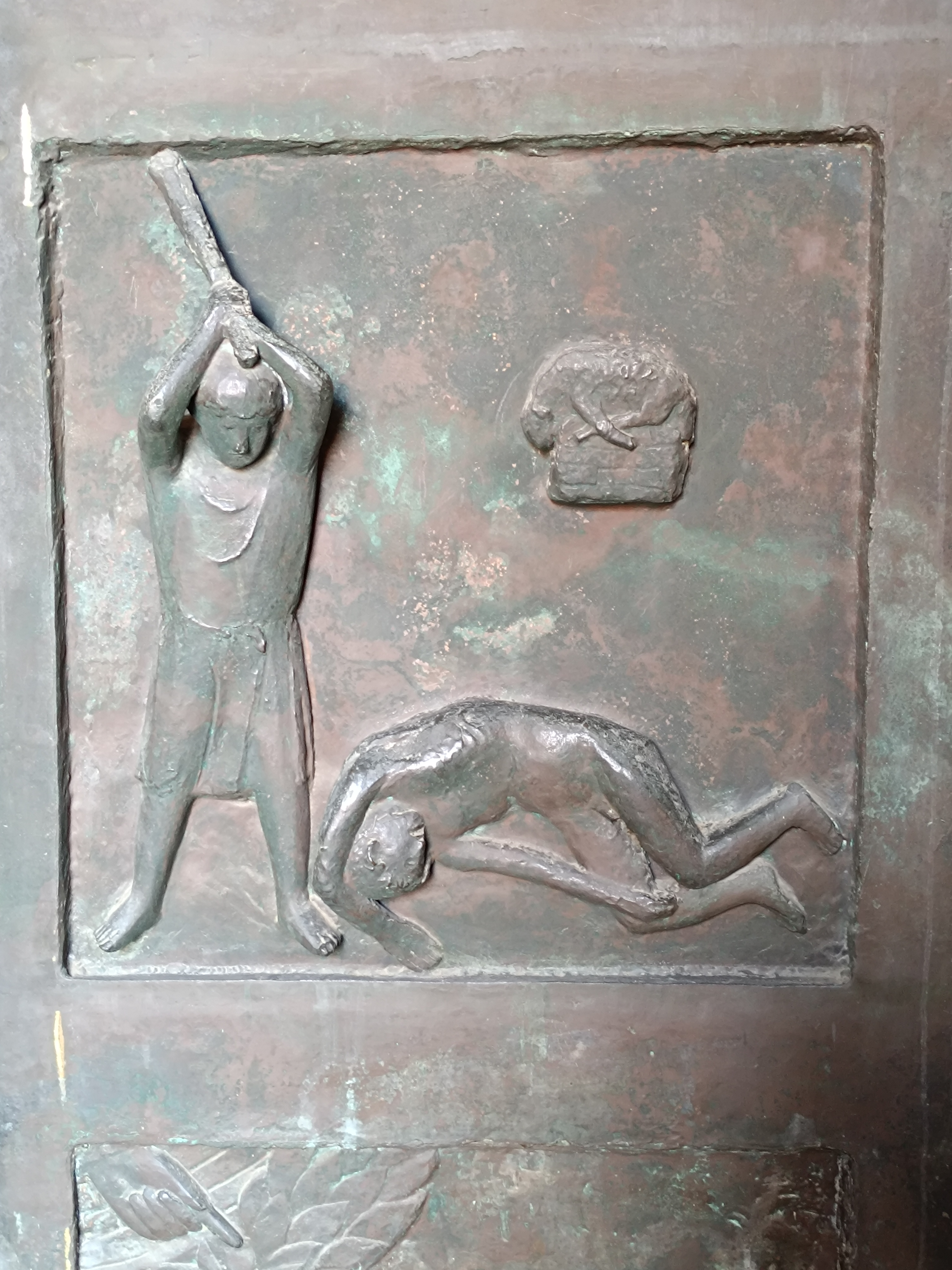
Kain und Abel
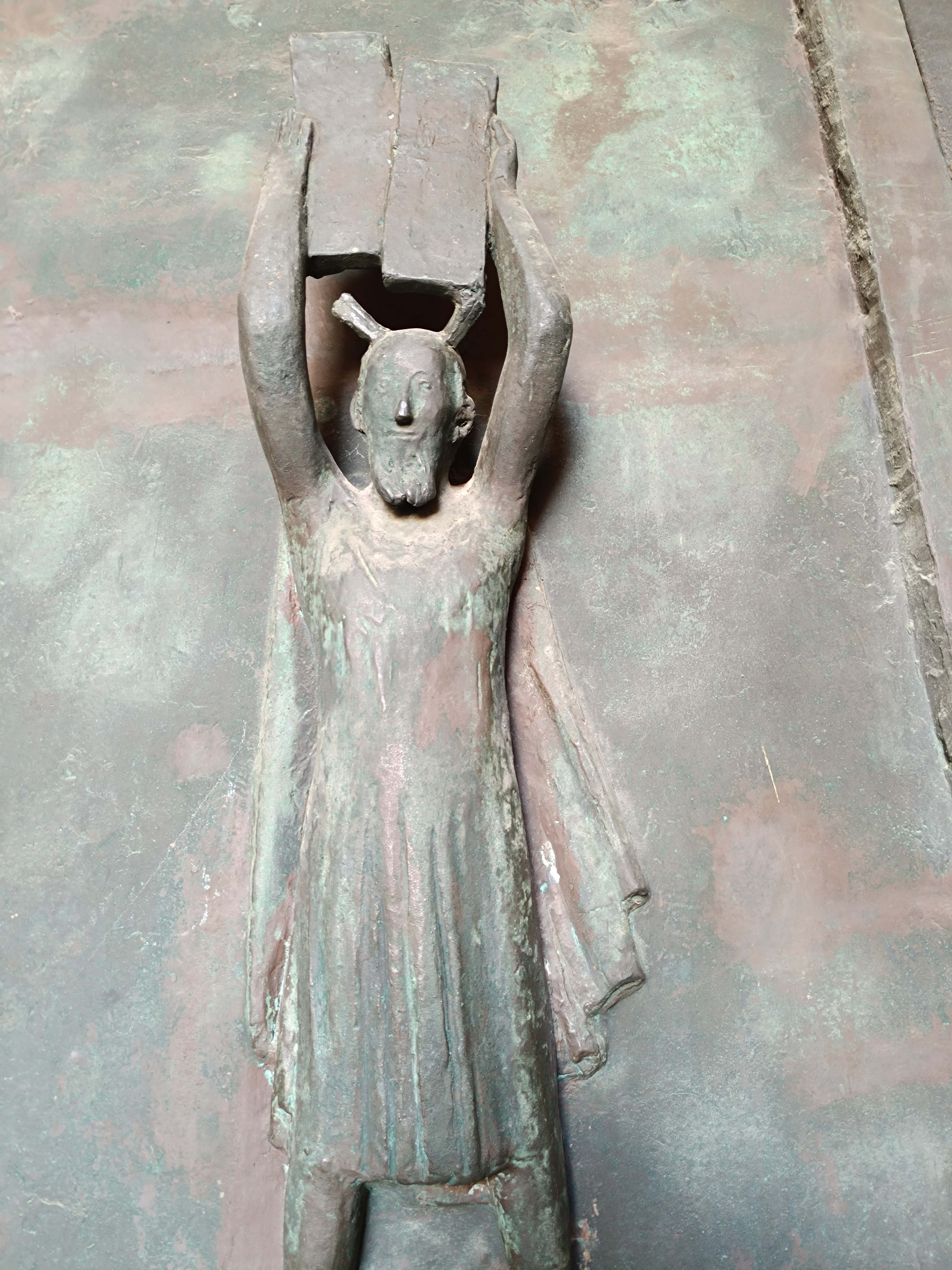
Moses mit den Zehn Geboten

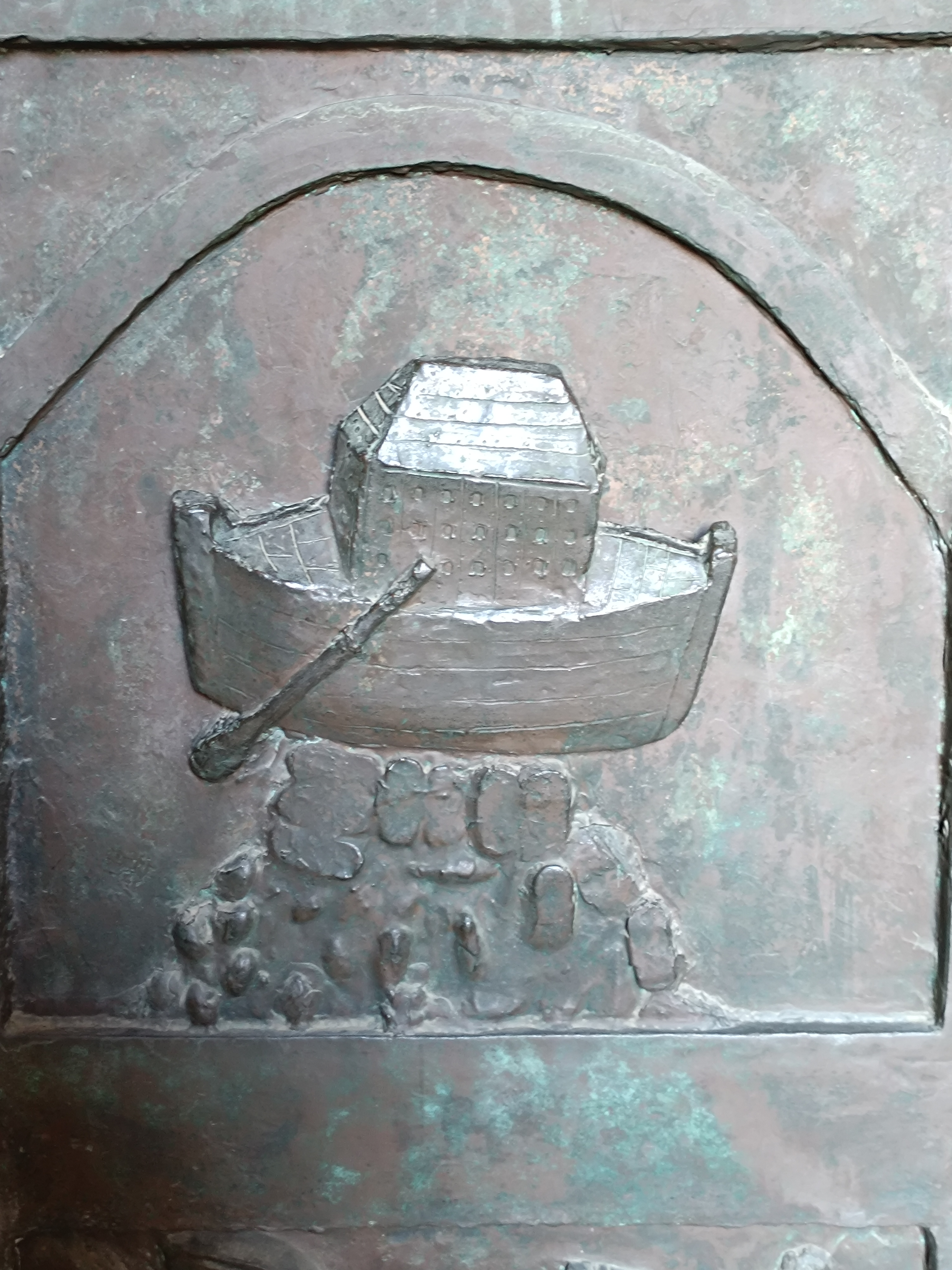
Arche Noah
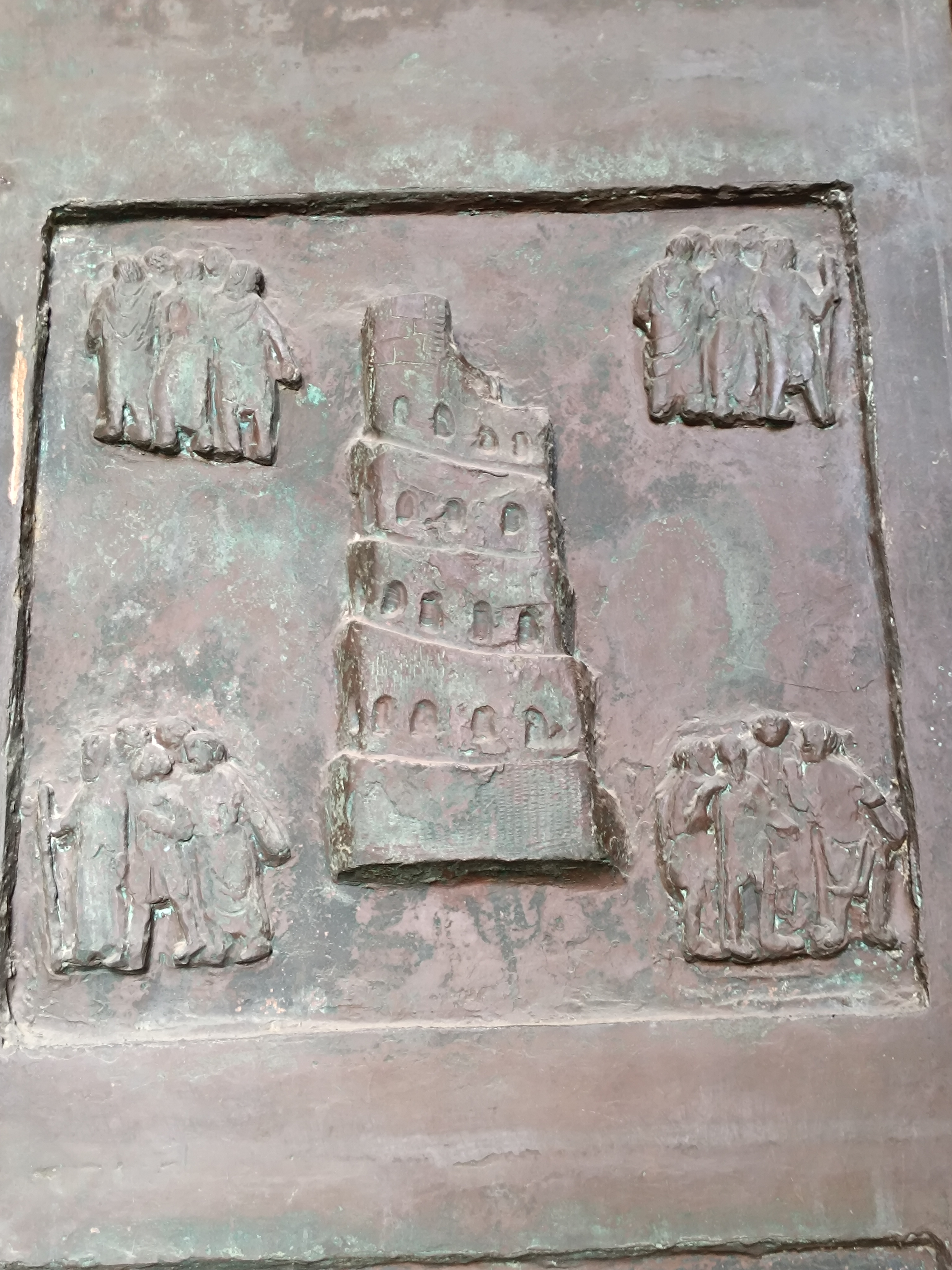
Turmbau zu Babel
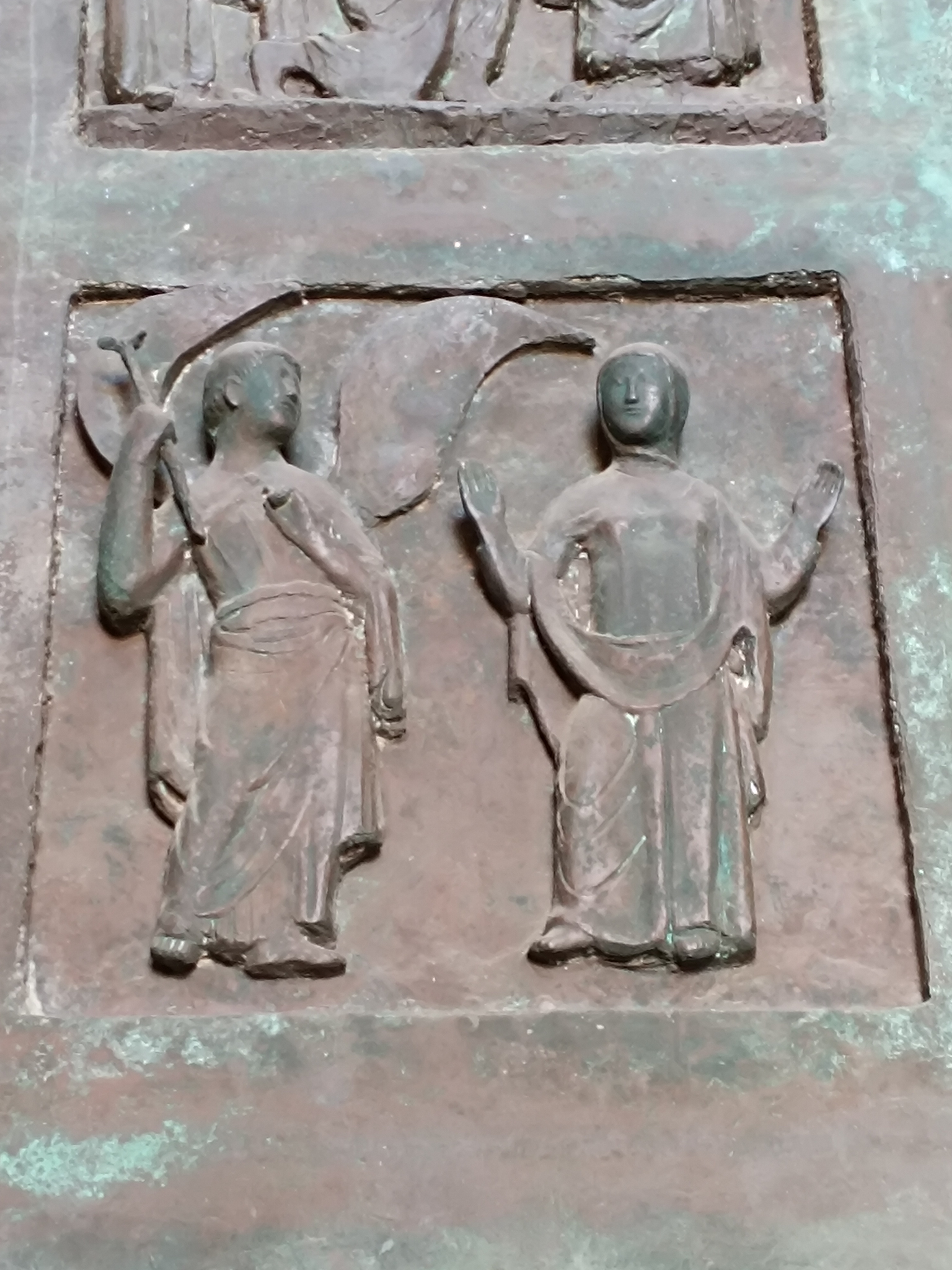
Verkündigung des Herrn

#### Innenseite

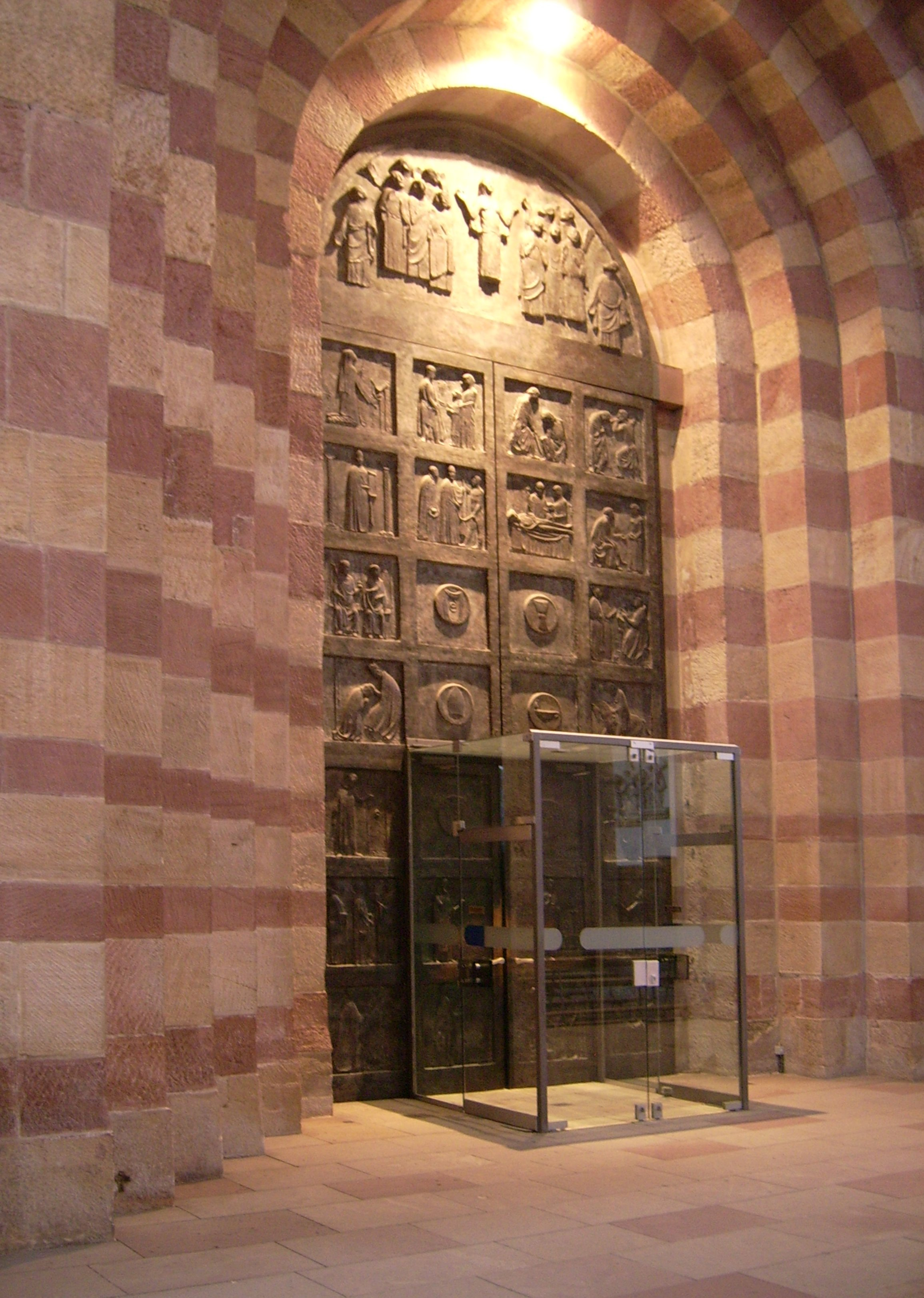
Innenseite des Hauptportals mit Verglasung im Winter

Auf der Innenseite werden in Flachreliefs die sieben Sakramente dargestellt. Um die Symbole der Sakramente gruppieren sich auf die einzelnen Sakramente besonders bezogene Menschen, die beim Dombau und in der Zeit des Dombaus eine herausragende Rolle spielten.
Das Tympanon zeigt Maria an Pfingsten mit den Aposteln und verweist damit auf das Sakrament der Firmung.

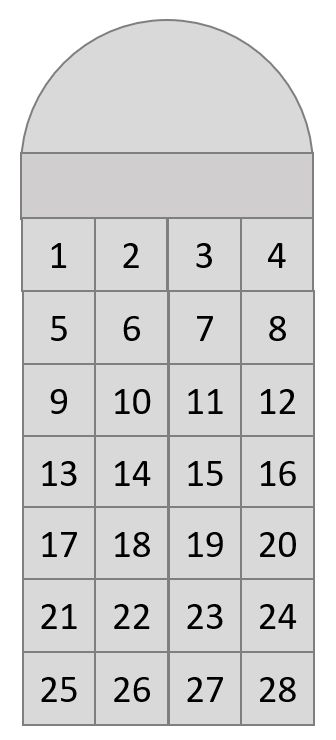
Die 25 Felder der Innenseite

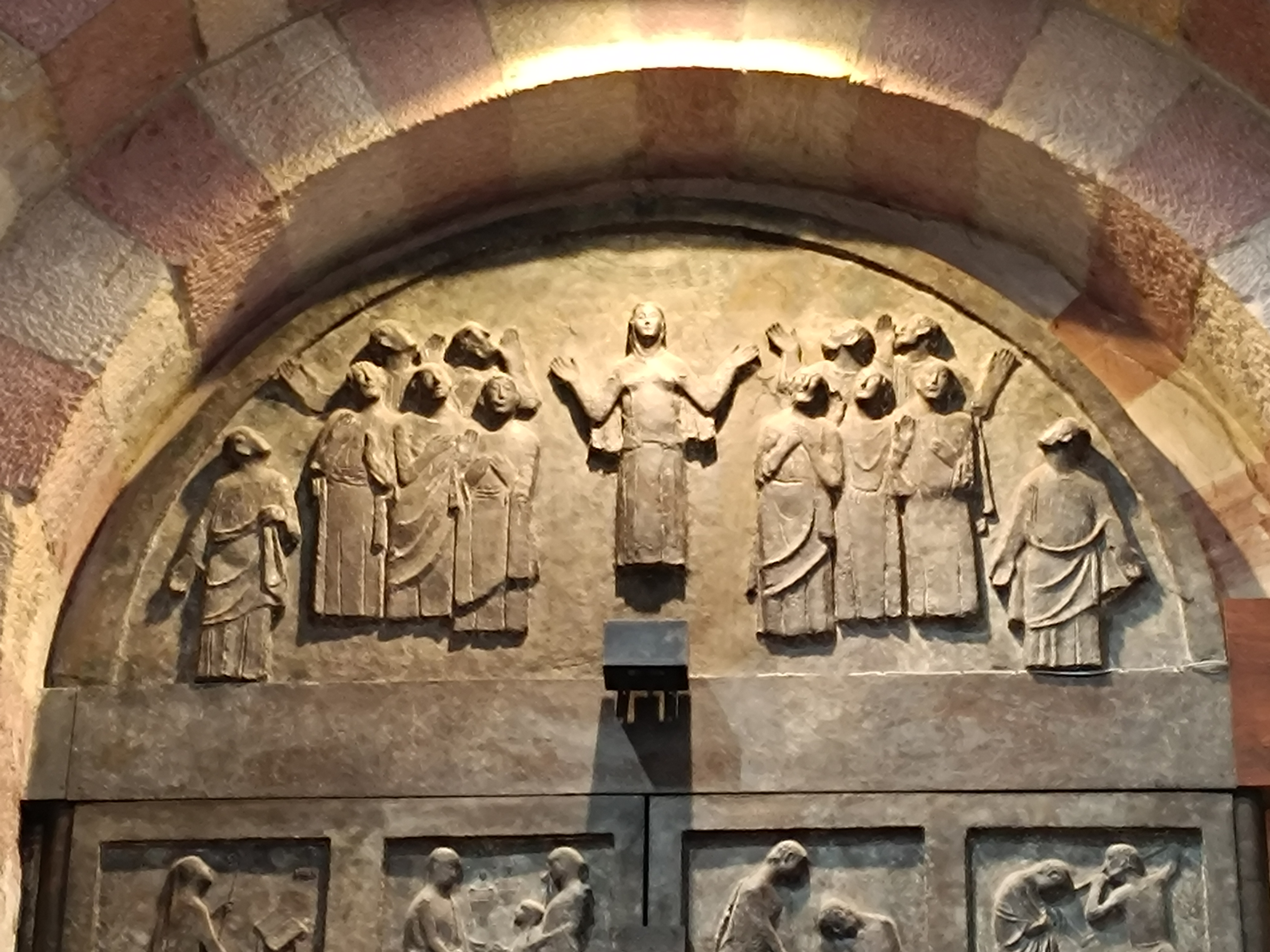
Tympanon
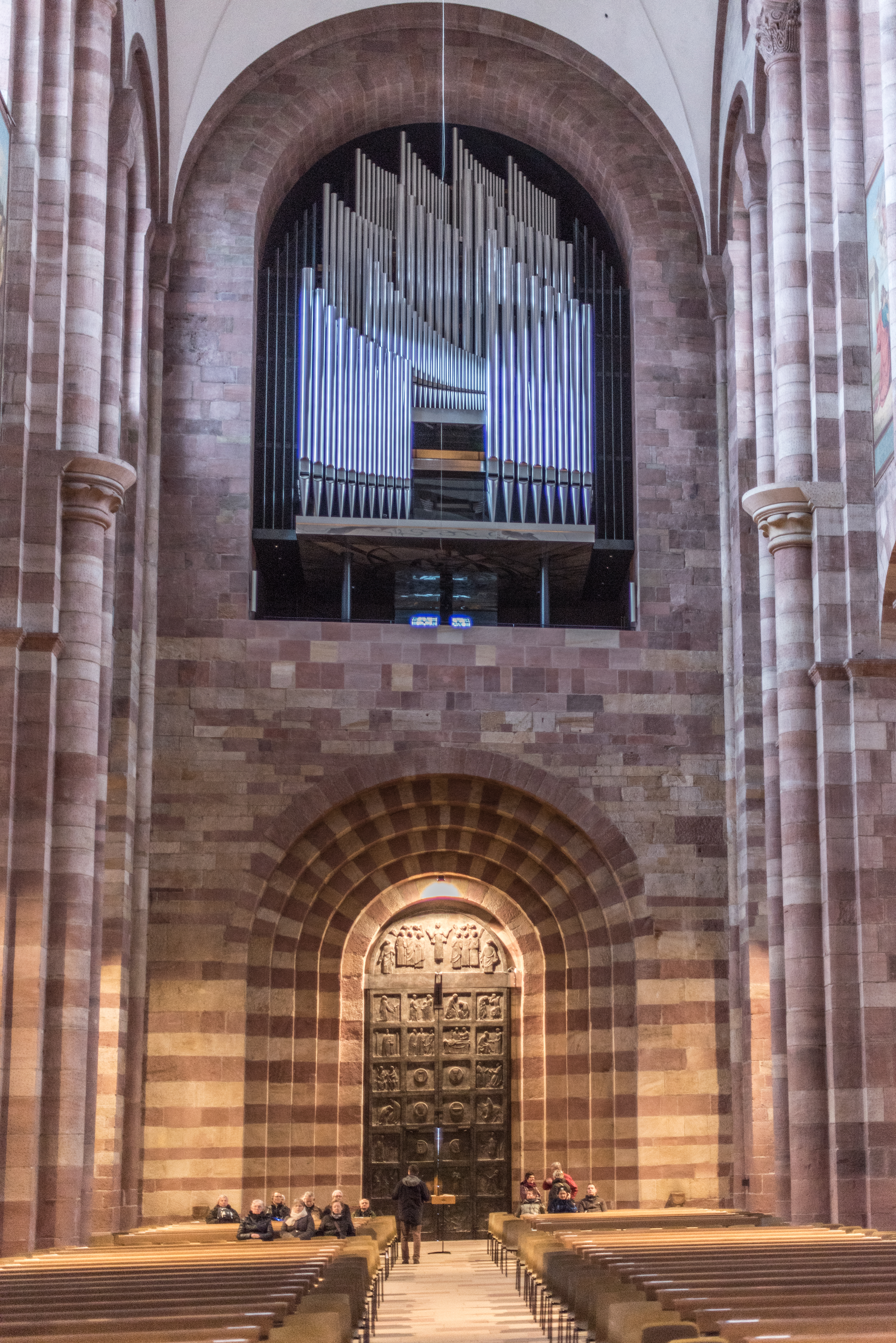
Portal und Orgel

1. Mystikerin Hildegard von Bingen
2. Kaiser Friedrich Barbarossa und Beatrix von Burgund
3. Erzherzog Albrecht von Österreich
4. König Philipp von Schwaben
5. Papst Nikolaus II. verkündet das Papstwahldekret
6. Papst Leo IX. in normannischer Gefangenschaft
7. Papst Viktor II. am Sterbebett Heinrichs III.
8. Papst Urban II. auf der Tiberinsel
9. Kaiser Heinrich III. und Agnes von Poitou
10. Sakrament der Ehe
11. Sakrament der Eucharistie
12. Scholastiker Anselm von Canterbury
13. Papst Gregor VII.
14. Sakrament der Priesterweihe
15. Sakrament der Krankensalbung
16. Kaiser Rudolf I. von Habsburg
17. Kaiser Heinrich IV. in Canossa
18. Sakrament der Buße
19. Sakrament der Taufe
20. Erzengel Michael
21. Abt Hugo von Cluny
22. Abt Bruno von Köln
23. Erzbischof Norbert von Xanten
24. Abt Bernhard von Clairvaux
25. Bischof Otto von Bamberg
26. Kaiser Konrad II. beginnt den Dombau
27. Bischof Benno II. von Osnabrück
28. Mönch Hermann der Lahme

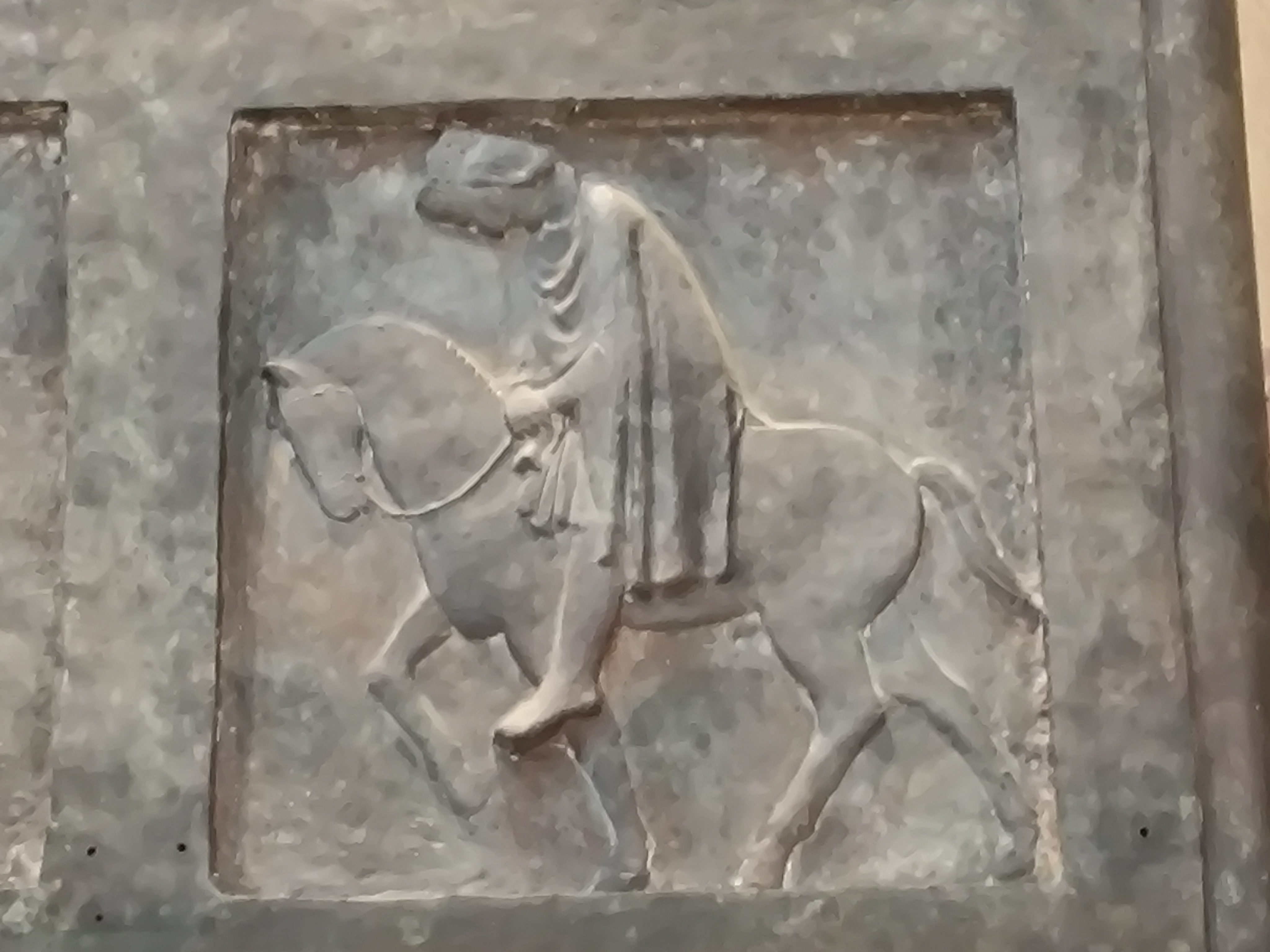
Kaiser Rudolfs Ritt zum Grabe

Rudolf von Habsburg litt an Gicht. Der Legende nach saß er in Germersheim beim Brettspiel als ihm die Ärzte seinen nahen Tod verkündeten. Rudolf antwortete: „Nun wohl, dann nach Speyer wo mehrere meiner Vorgänger liegen. Damit niemand mich hinzuführen braucht, will ich selbst zu ihnen reiten.“
Dieser letzte Ritt, wie er gebeugt auf seinem Pferd sitzt, ist rechts zu sehen und wurde von Justinus Kerner in einem Gedicht mit dem Titel „Kaiser Rudolfs Ritt zum Grabe.“ wiedergegeben:
1. Auf der Burg zu Germersheim,

Stark am Geist, am Leibe schwach,

Sitzt der greise Kaiser Rudolf,

Spielend das gewohnte Schach.

[...]

11. Von dem Hohen Dom zu Speyer

Hört man rings die Glocken schallen.

Ritter, Bürger, zarte Frauen

Weinend ihm entgegenwallen.

### Seitenportale
Die ursprünglichen Portale des Speyerer Doms sind nicht mehr erhalten. Die heutigen Bronze-Portale wurden zwischen 1962 und 1971 montiert.

#### Stephanus-Portal
Das Südwest-Portal, gestaltet von Toni Schneider-Manzell, ist dem Papst Stephanus I. geweiht, dem zweiten Patron des Doms. Im oberen Bogenfeld ist das Haupt des Papstes abgebildet, das im Dom aufbewahrt wird. In der Höhe des Türdrückers befinden sich ein Delfin und eine Eidechse.
Der Delfin ist ein Hinweis auf Christus, da er als Retter in der Not gilt. Ebenso verweist er als Begleiter eines Schiffes auf das Lebensschiff des Christen.
Die Eidechse ist wegen ihrer Neigung zum Sonnenlicht mit der Sonne und der Auferstehungssymbolik verbunden.

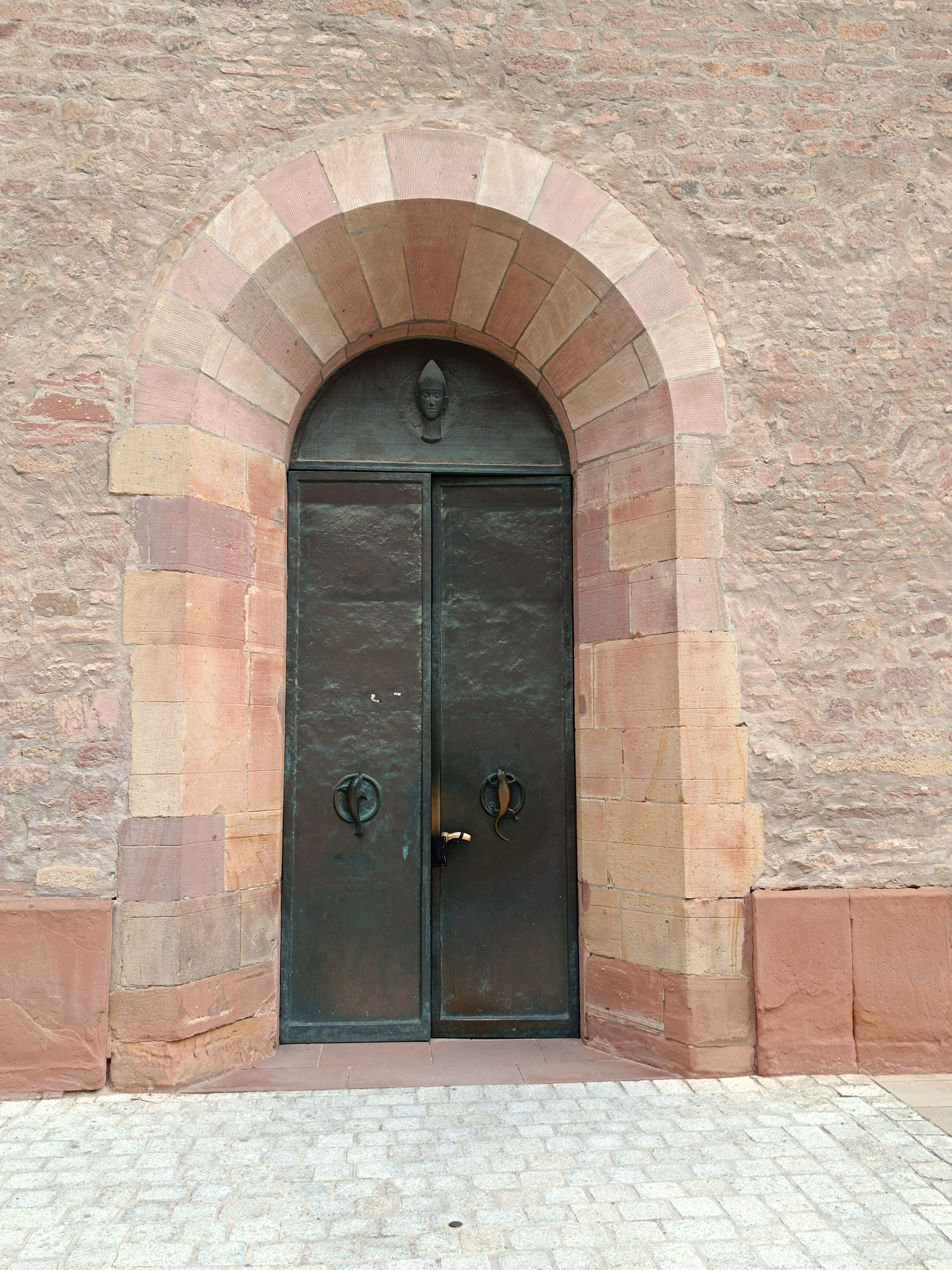
Stephanus-Portal
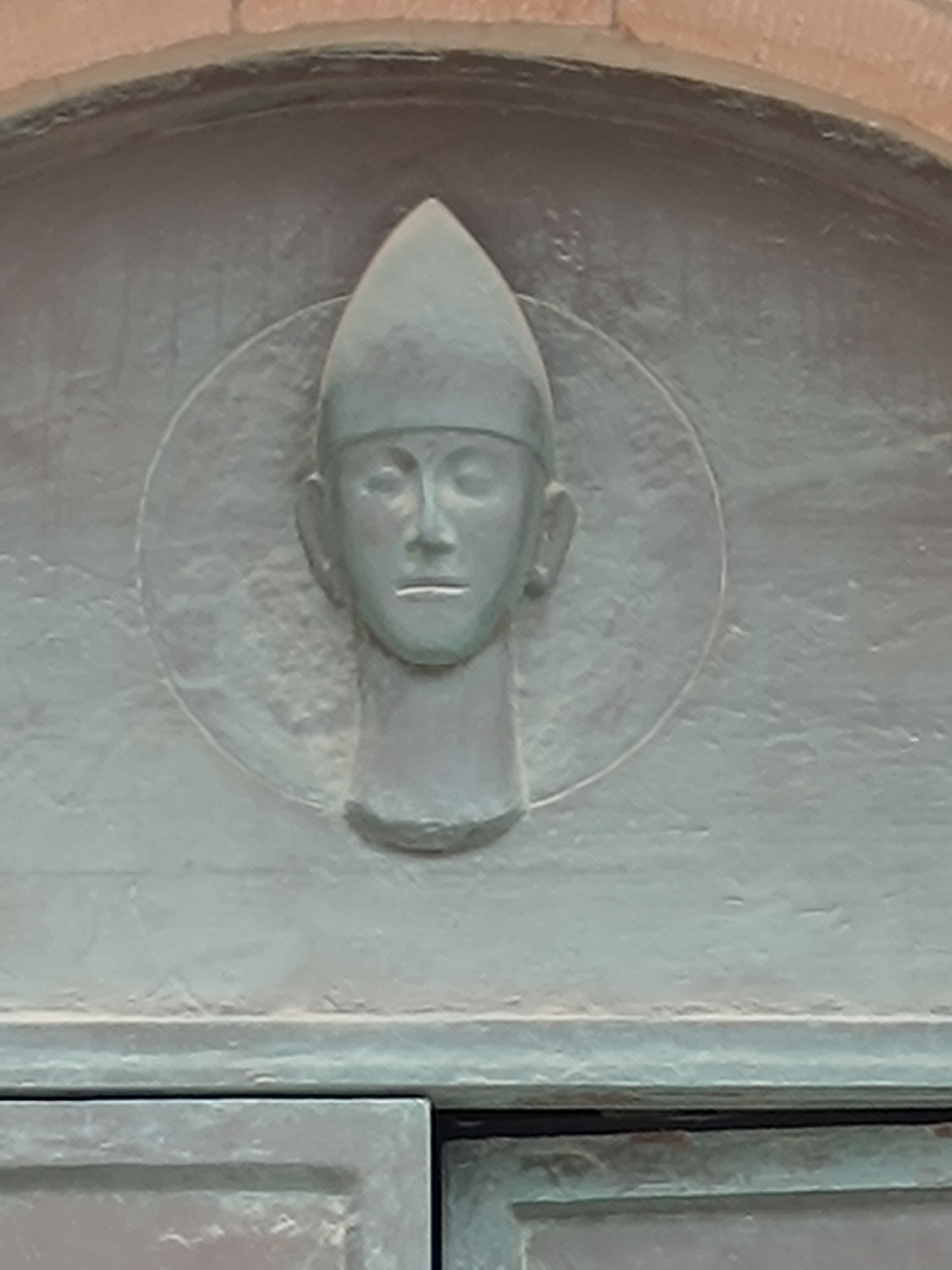
Papst Stephanus
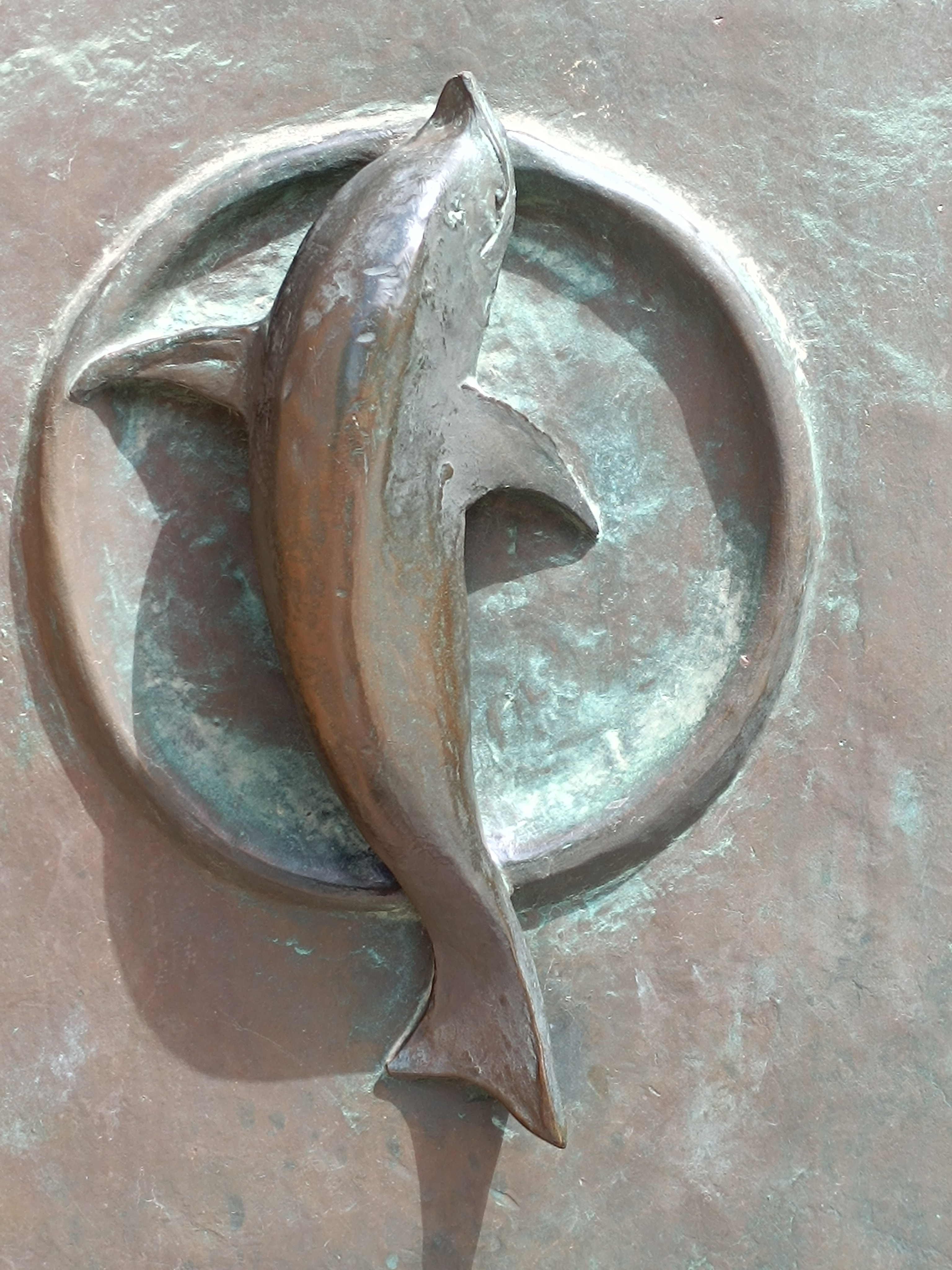
Delfin
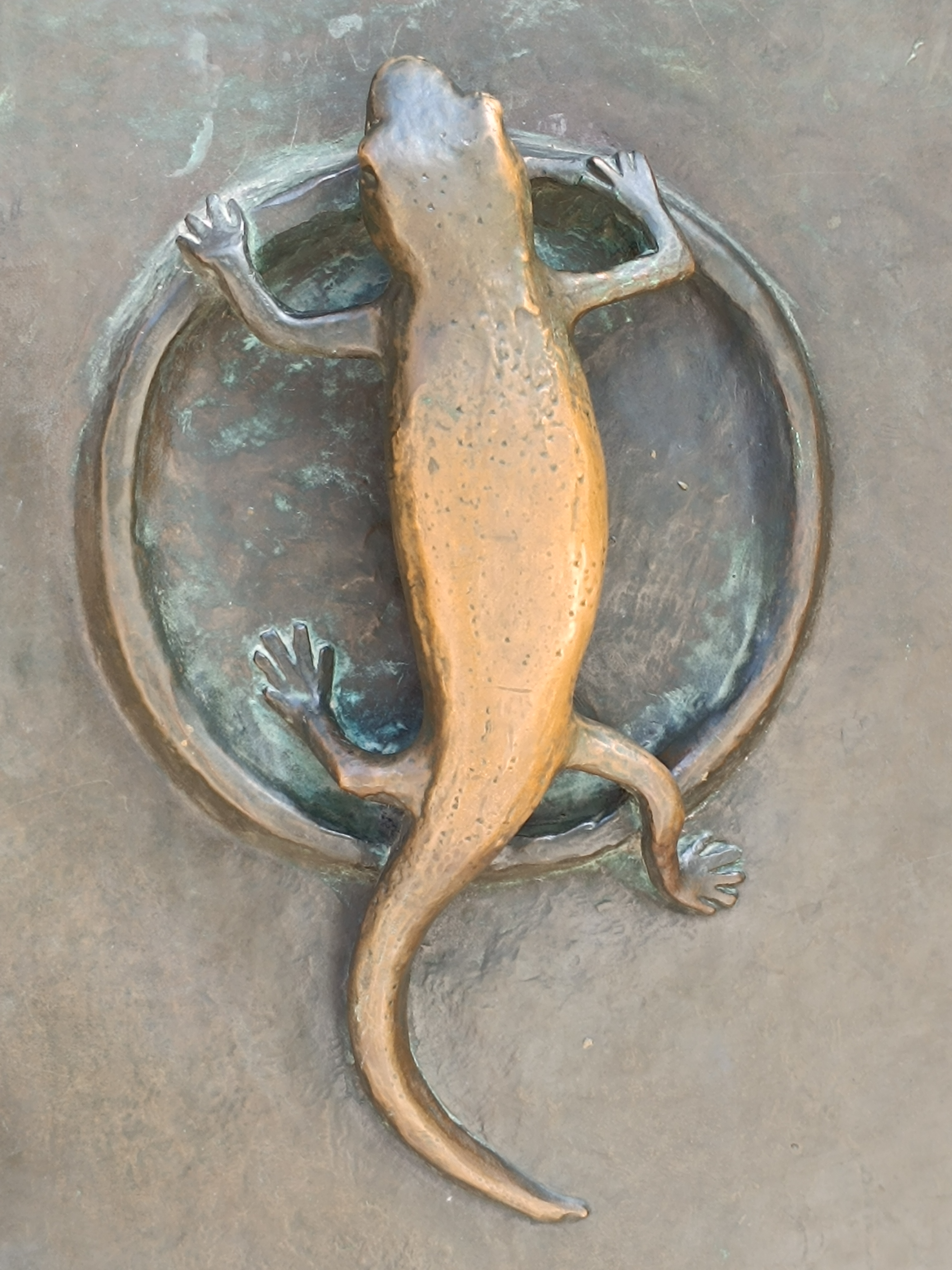
Eidechse

Auf dem linken Türflügel ist lateinisch zu lesen:
QUI EST CAPUT ECCLESIAE CHRISTO DOMINO CAPITA NOSTRA HUMILIEMUS LEVEMUSQUE STEPHANI PAPAE CAPUT FIDELITER VENERANTES UT ECCLESIAM PER HANC PORT AM PIE INTRANTES CONSORTES CORPORIS CHRISTI INVENIAMUR
(Beugen wir das Haupt vor Christus, dem Haupt der Kirche, und richten wir uns auf, das Haupt des Papstes Stephanus gläubig zu verehren, damit wir, die wir die Kirche durch diese Tür gottesfürchtig betreten, Anteil erlangen am Leibe Christi.)
Dieses Portal wurde 1962, bevor der Fußboden des Doms tiefergelegt wurde, eingesetzt und musste daher später nach oben verlängert werden.

#### Otto-Portal
Das Südost-Portal, gestaltet von Karl Heinrich Emanuel, ist dem Bischof Otto von Bamberg geweiht, der sich um die Ausführung der Planung kümmerte.

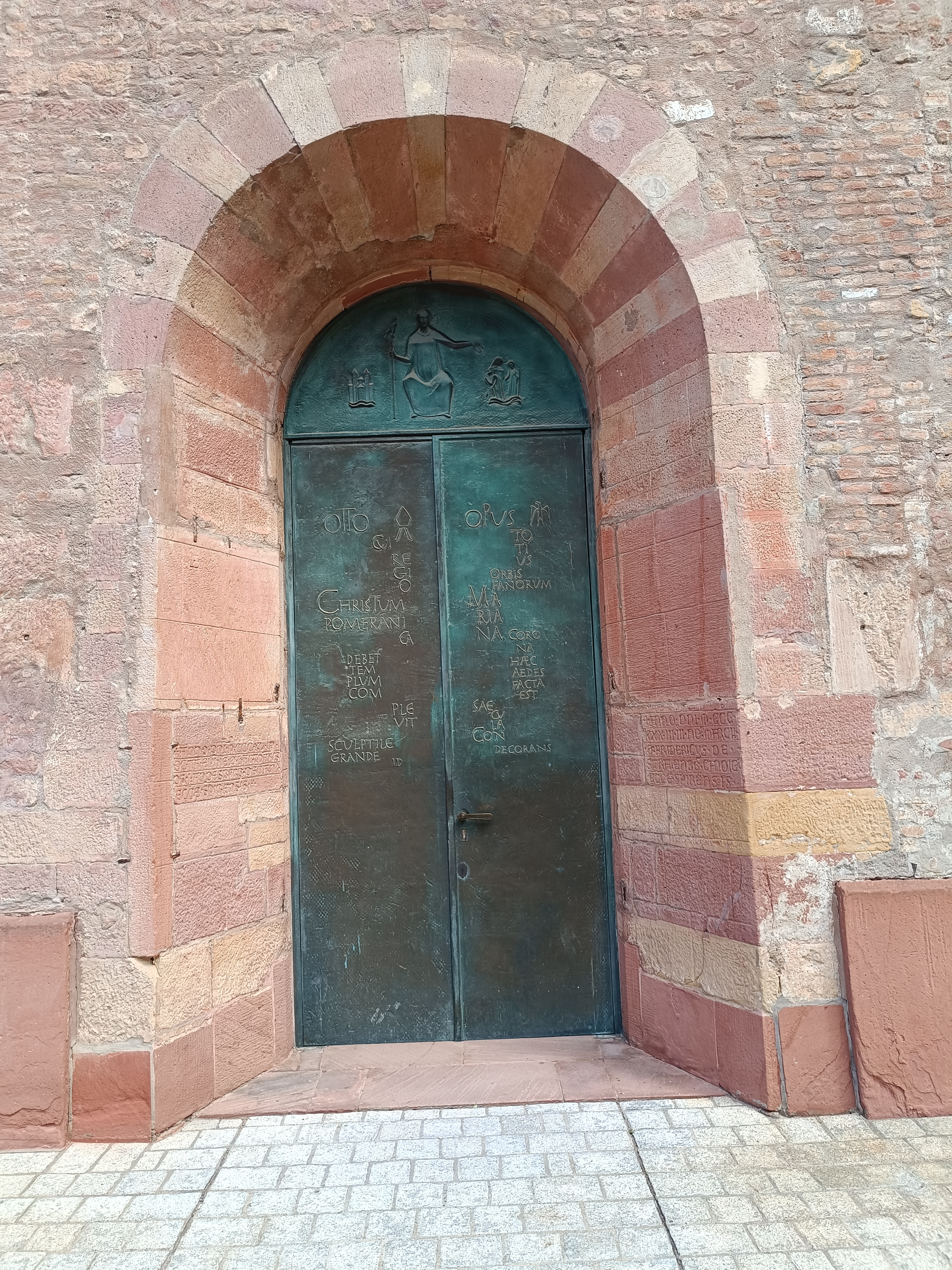
Otto-Portal
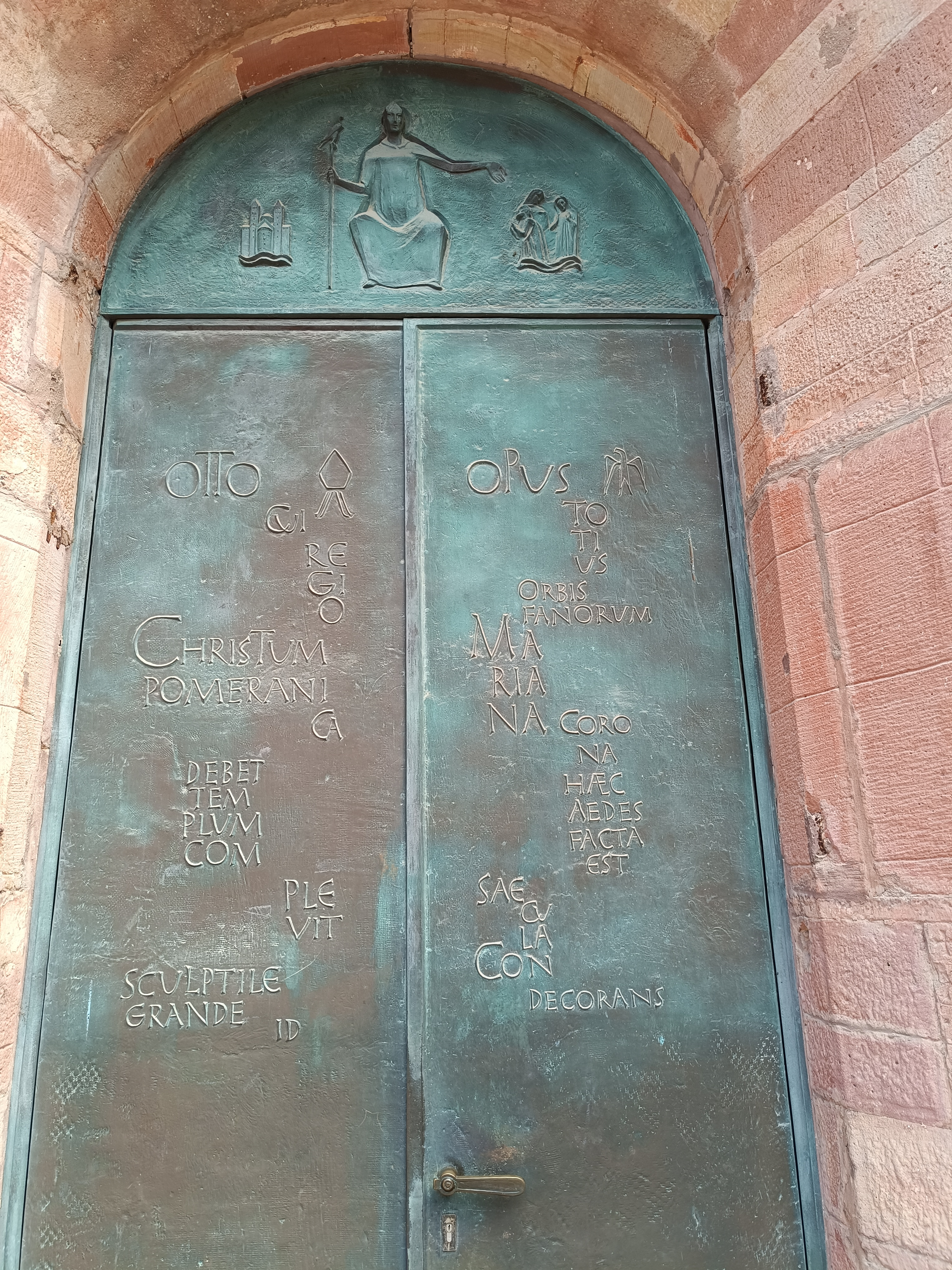
Otto-Portal
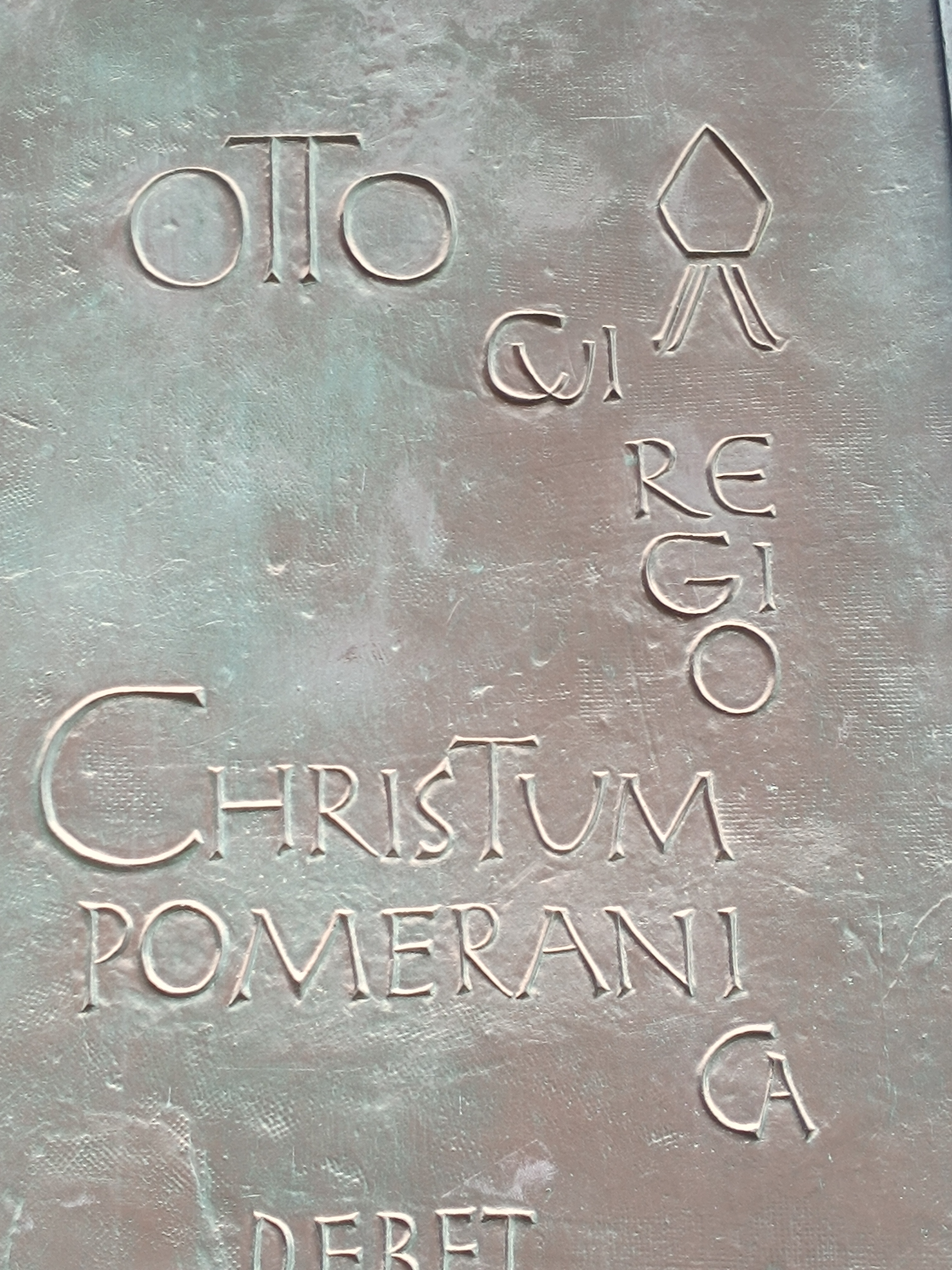
Inschrift

Die Inschrift lautet:
OTTO, CUI REGIO CHRISTUM POMERANCIA DEBET, TEMPLUM COMPLEVIT SCULPTILE GRANDE ID OPUS. TOTIUS ORBIS FANORUM MARIANA CORONA HAEC AEDES FACTA EST SAECULA CONDECORANS
(Otto, dem Pommern das Christentum verdankt, vollendete diesen Dom als großartiges Bauwerk. Dieser Marientempel wurde zur Krone aller Kirchen der Erde, ein Schmuckstück für Jahrhunderte.)

#### Bernhardus-Portal
Das Bernhardus-Portal von Max Faller erinnert an Bernhard von Clairvaux, der 1146 im Dom zum Zweiten Kreuzzug aufrief und ebenfalls ein Patron des Doms ist.
Bernhard entfachte eine große Begeisterung und gewann auch den Stauferkönig Konrad III. für den Kreuzzug.
Im Tympanon ist Bernhard auf den Knien vor der Gottesmutter dargestellt.

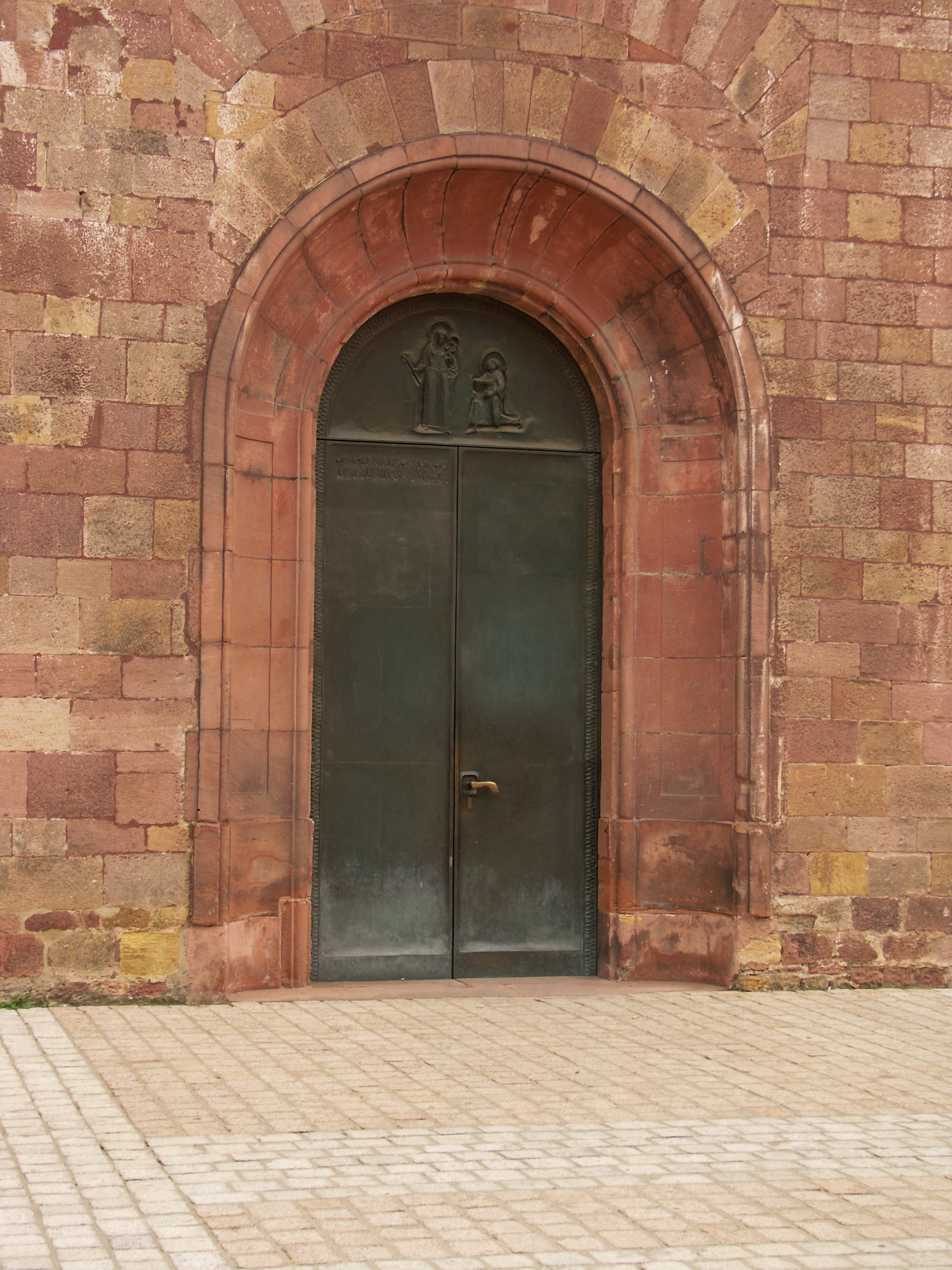
Bernhardus-Portal
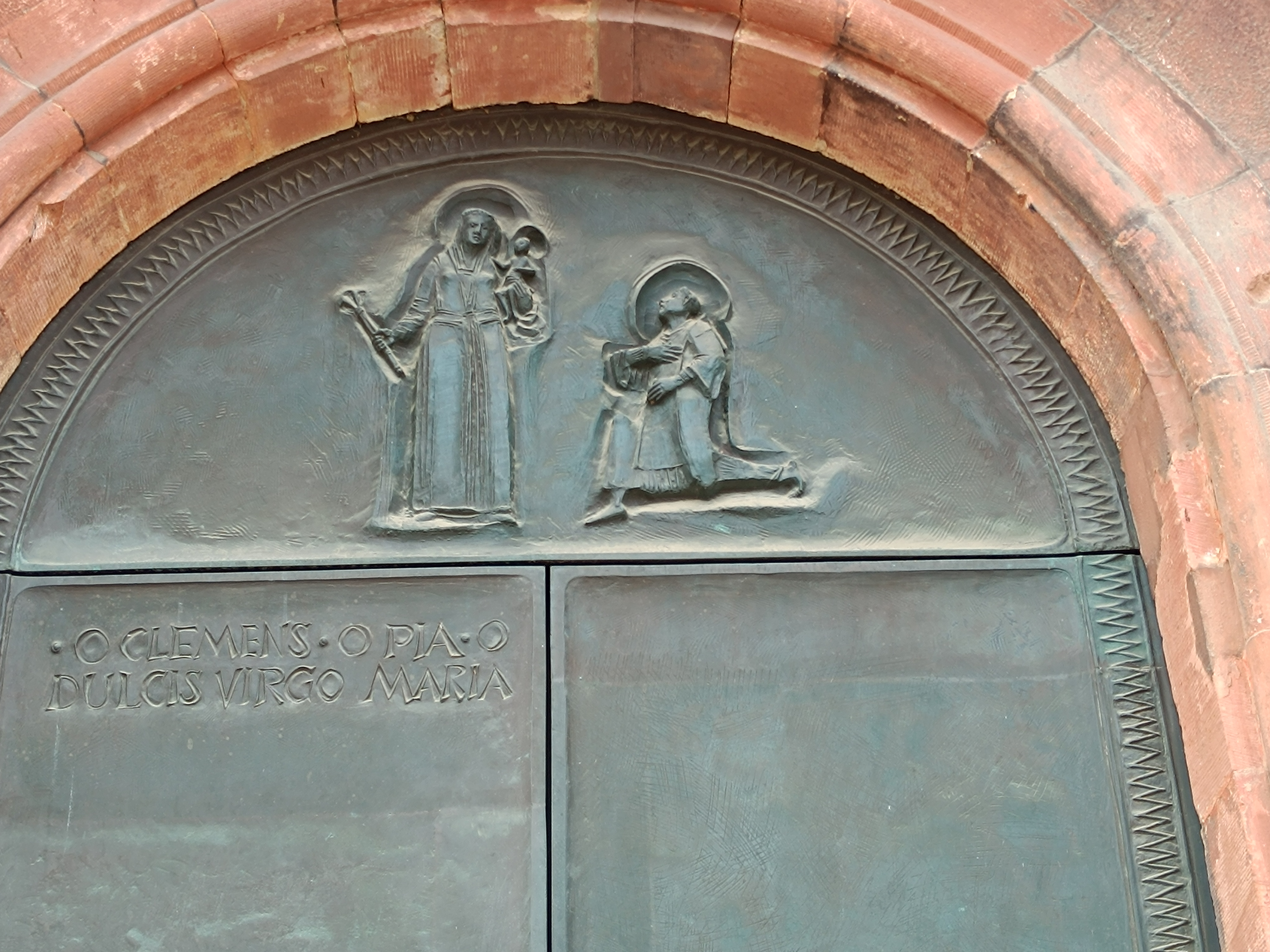
Bernhardus-Portal
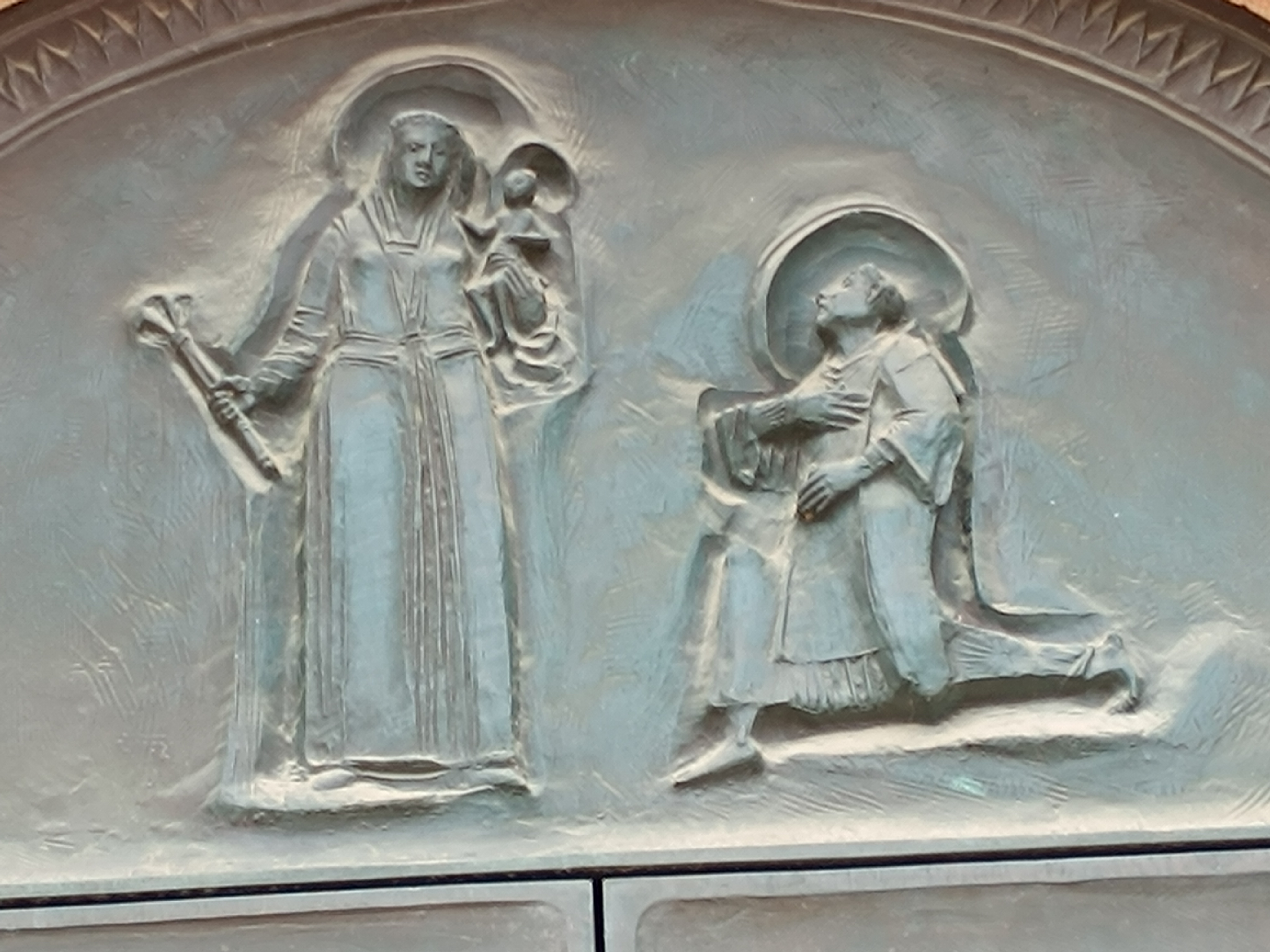
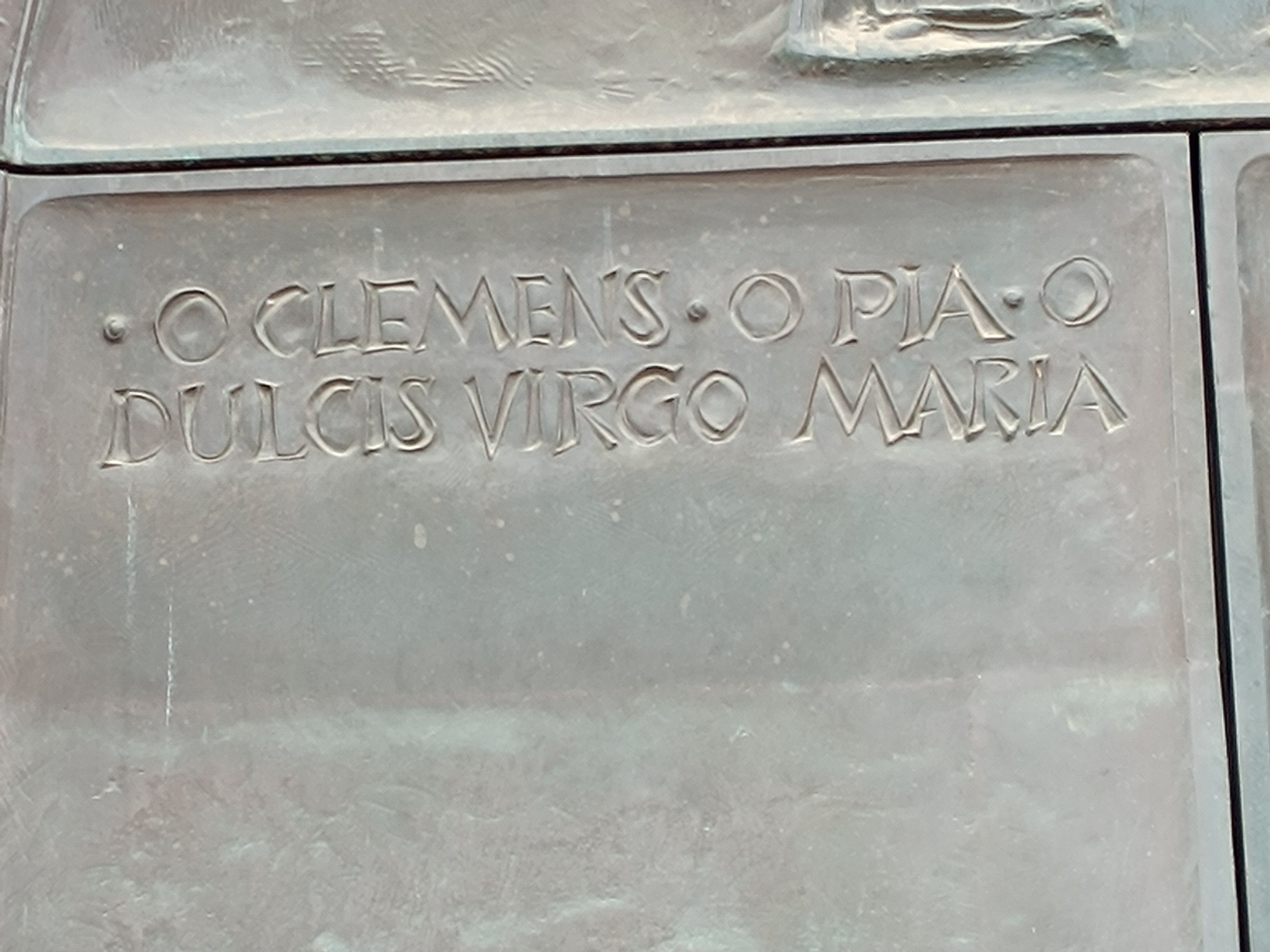
Inschrift

Im Türflügel sind die Worte aus dem Salve Regina eingeprägt, die auch im Inneren des Doms zu sehen sind:
O CLEMENS, O PIA, O DULCIS VIRGO MARIA
(O gütige, o milde, o süße Jungfrau Maria!)
Dieses Portal wurde 1962, bevor der Fußboden des Doms tiefergelegt wurde, eingesetzt und musste daher später nach oben verlängert werden.

#### Benno-Portal
Die Reliefs von Karl Nuding erinnern an den Bischof Benno II. von Osnabrück. Er ist als Bischof dargestellt, der seinen Krummstab fest in der Hand hält. Im Tympanon ist er als Lehrer der Domschule zu sehen. Er war auch ein enger Berater Heinrichs IV. und ein anerkannter Baumeister, der zum Beispiel für die nötigen Stützkonstruktionen sorgte.

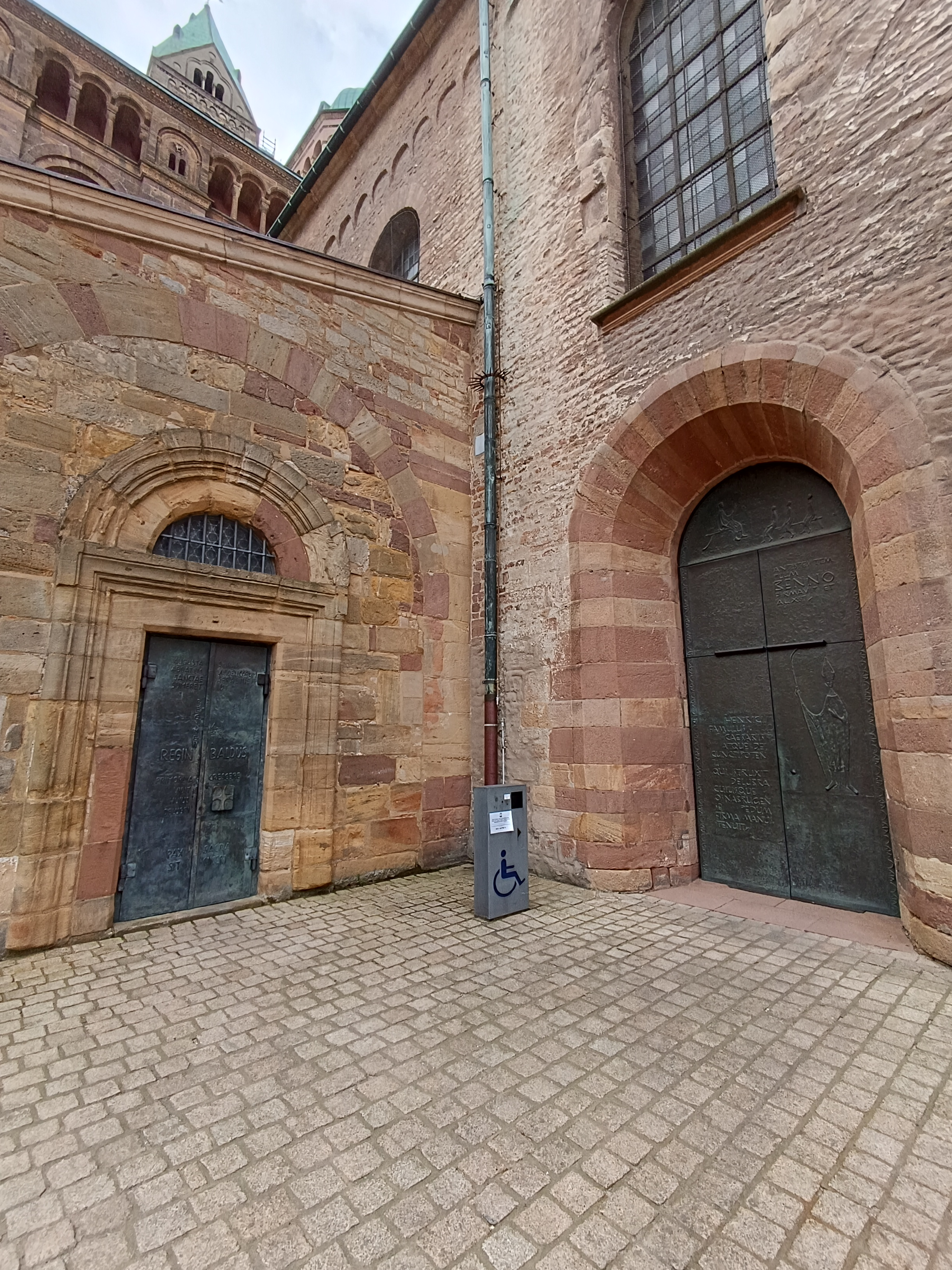
Reginbaldus- und Benno-Portal
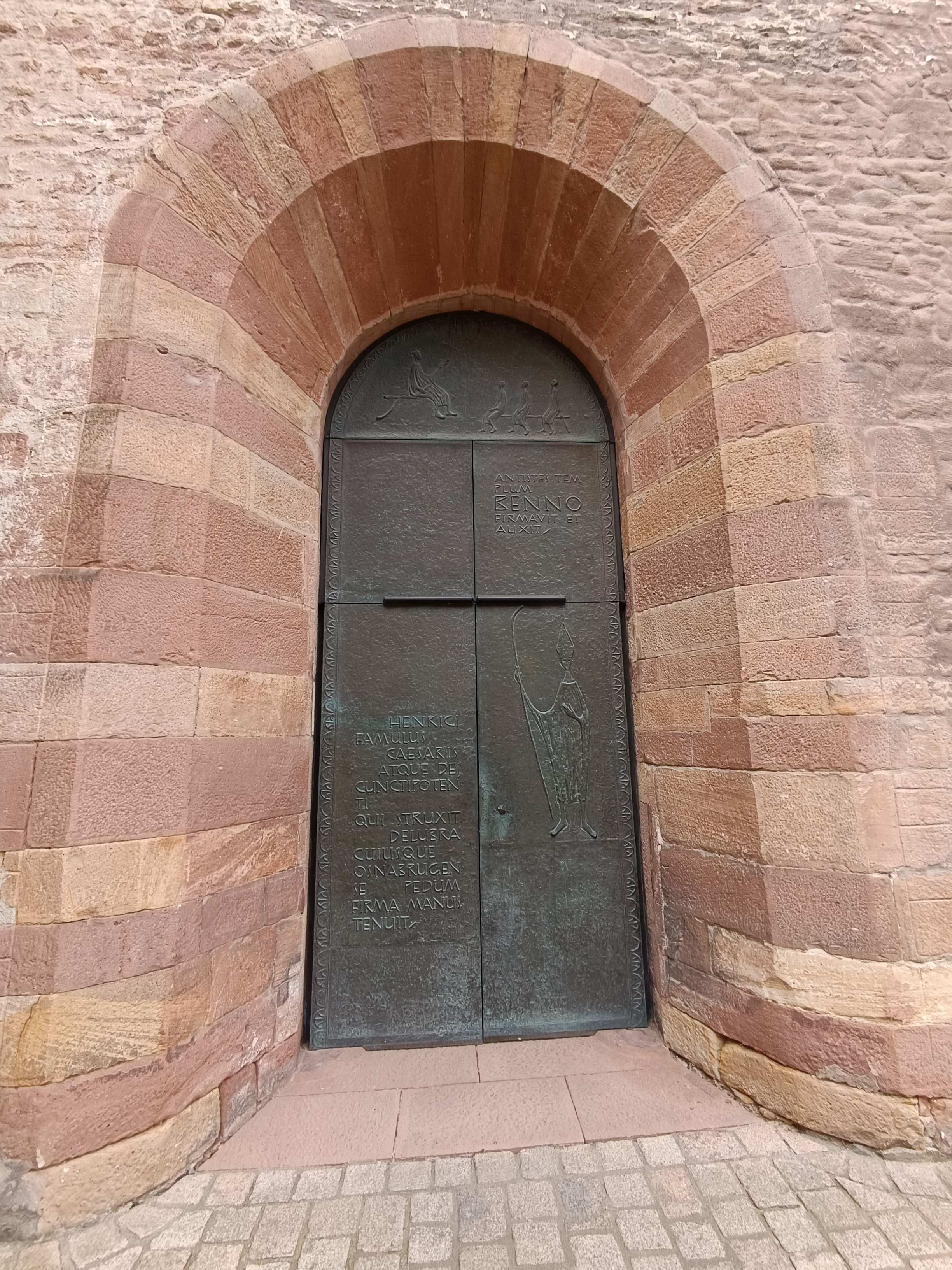
Benno-Portal
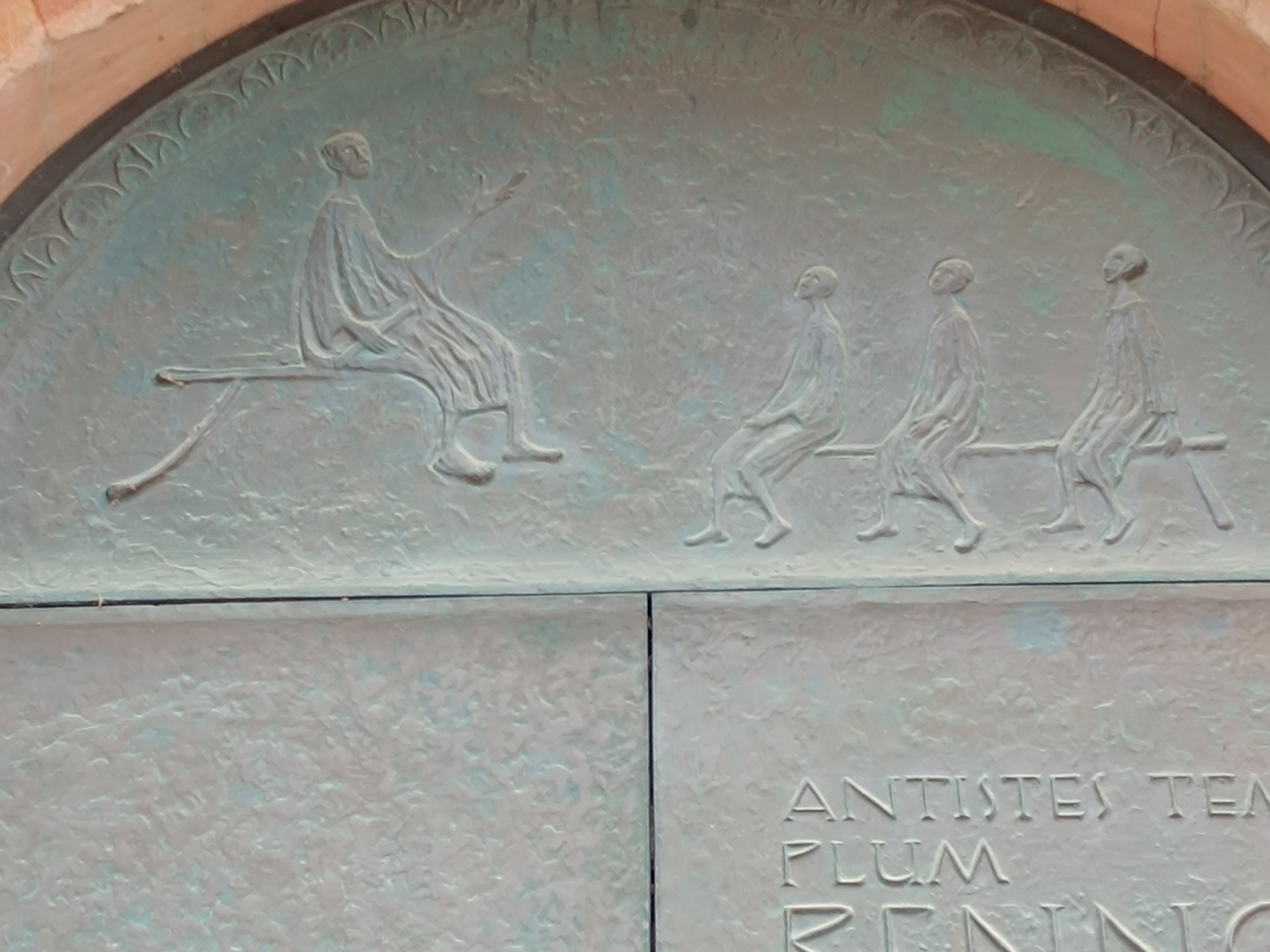
Benno als Lehrer
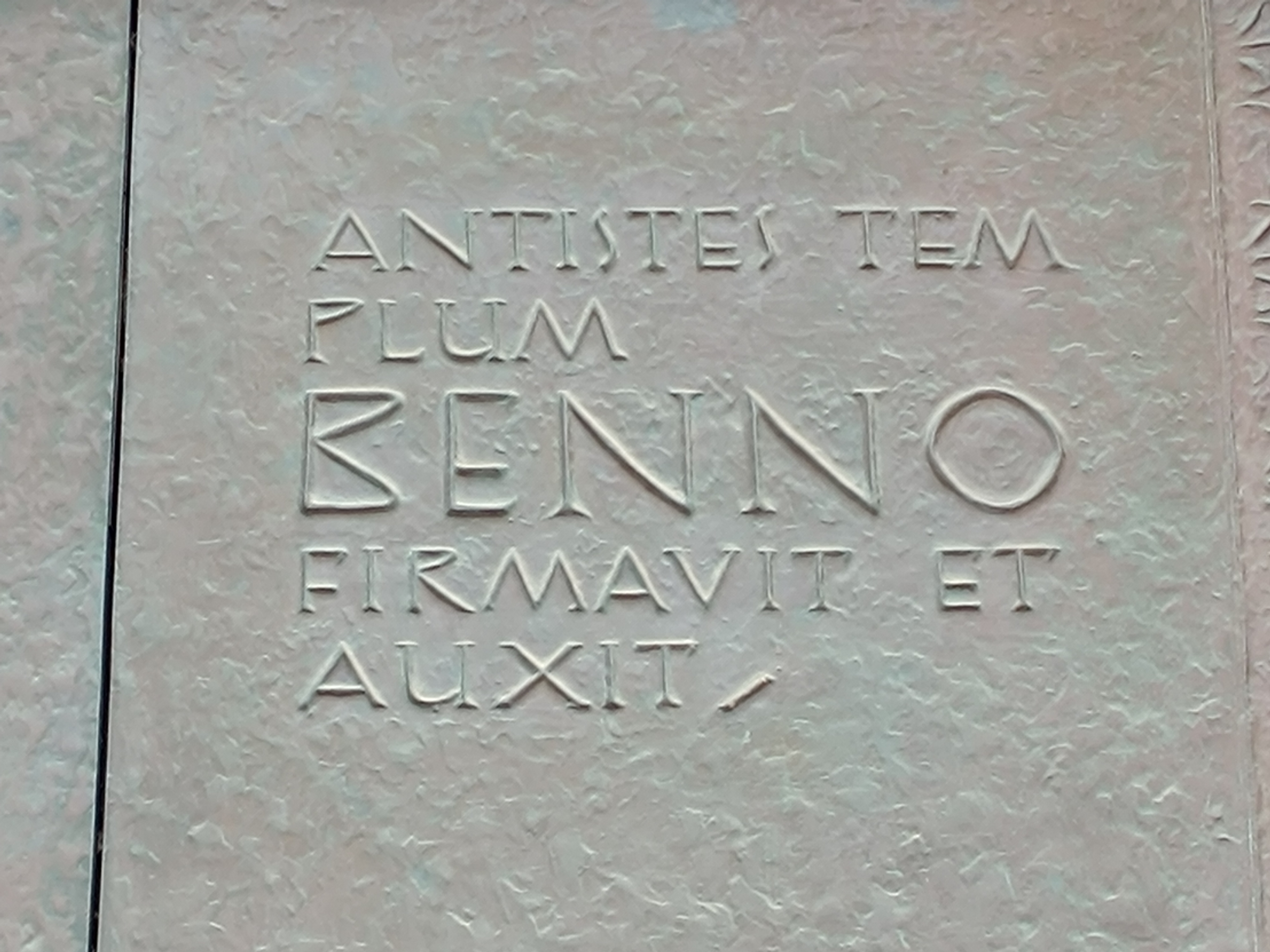
Inschrift

Die Inschrift lautet:
ANTISTES TEMPLUM BENNO FIRMAVIT ET AUXIT HENRICI FAMULUS CAESARIS ATQUE DEI CUNCTIPOTENTI QUI STRUXIT DELUBRA CUJUSQUE OSNABURGENSE PEDUM FIRMA MANUS TENUIT
(Bischof Benno befestigte und erweiterte diesen Dom, der getreue Diener des Kaisers Heinrich und Gottes, er, der als Baumeister dem Allmächtigen Kirchen erbaute und der den Osnabrücker Hirtenstab in starker Hand hielt.)

#### Reginbald-Portal
Das Portal zur Afra-Kapelle, 1970 gestaltet von Hans und Marlys Fay ist dem Bischof Reginbald geweiht.
Reginbald war Abt zu St. Ulrich und Afra in Augsburg und zugleich von Lorsch und Heiligenberg bei Heidelberg. Seine Ausbildung hatte er in der Klosterschule von St. Gallen erhalten. Dort wurde auch Baukunst gelehrt. 1033 berief ihn Konrad II. auf den Bischofsstuhl von Speyer. Er war der erste maßgebliche Baumeister des Doms.

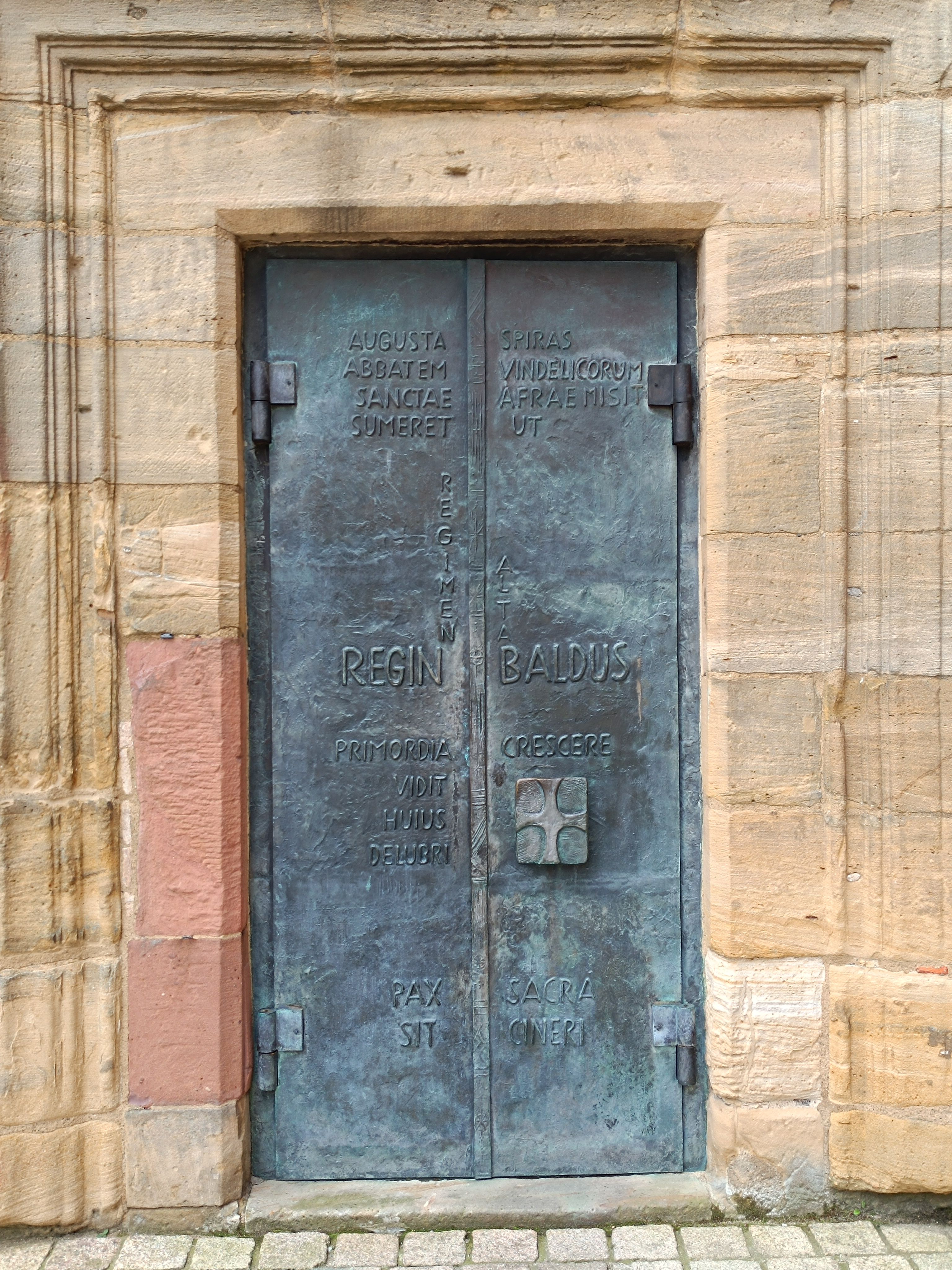
Reginbald-Portal
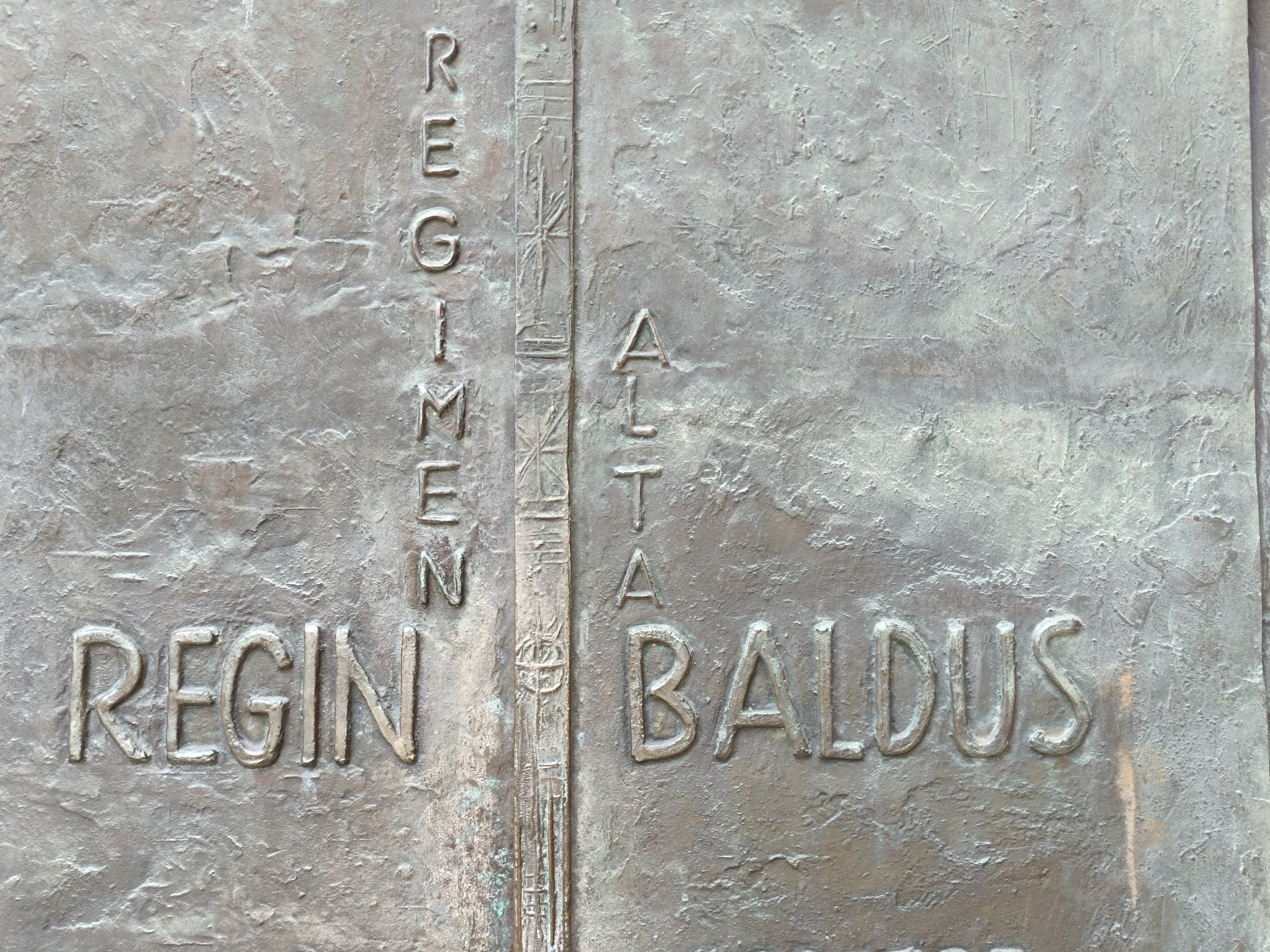
Inschrift

Der rechte Flügel zeigt Reginbald mit dem Bären, der den Heiligen Gallus, dem Gründer des Klosters St. Gallen half, Brennholz zu holen.
Auch auf diesem Portal steht eine lateinische Inschrift:
AUGUSTA SPIRAS ABBATEM VINDELICORUM SANCTAE AFRAE MISIT, SUMERET UT REGIMEN: REGINBALDUS ALTA PRIMORDIA CRESCERE VIDIT HUIUS DELUBRI. - PAX SACRA SIT CINERI!
(Augsburg schickte den Abt von Sankt Afra nach Speyer, damit er das Bistum regiere: Reginbald war es, er sah diesen Dom in seinen Anfängen emporwachsen. - Seine Asche ruhe in heiligem Frieden.)

## Ausstattung

### Grabmale

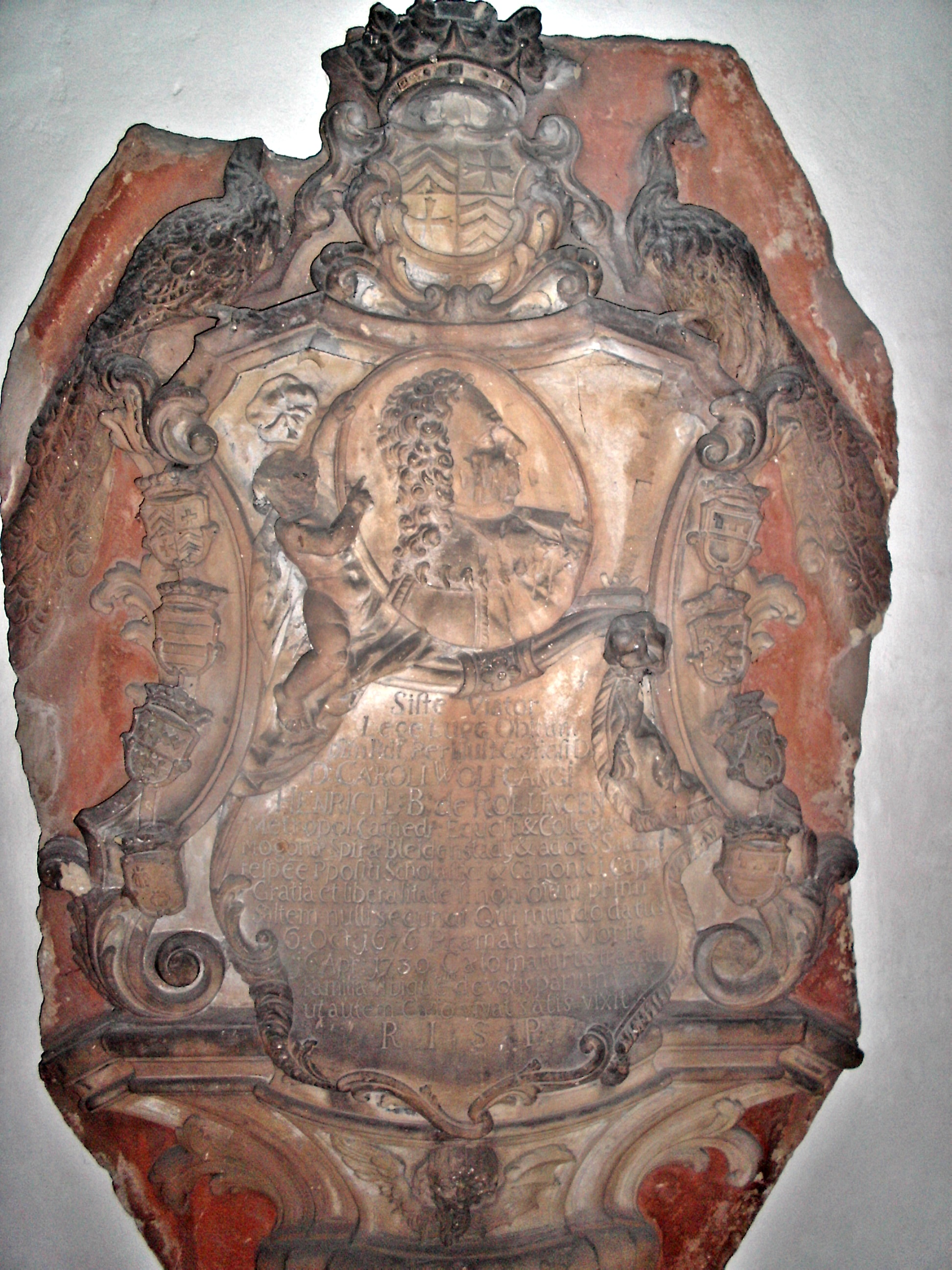
Epitaph des Domherrn Karl Wolfgang Freiherr von Rollingen

Der Dom birgt eine Reihe von bedeutenden Skulpturen aus dem 13. bis 19. Jahrhundert und neben dem Epitaph Rudolfs von Habsburgs befinden sich im Dom eine Reihe weiterer Grabmale von Rang: 
- Bischof Reginbald II. von Dillingen († 1039)
- Domherr Friedrich von Strahlenberg († 1333)
- Domdekan Hartmann von Landsberg († 1340)
- Bischof Gerhard von Ehrenberg († 1363, Grabstein 1775 von Vincenz Möhring)
- Dekan Nikolaus Burgmann († 1443)
- Bischof Siegfried III. von Venningen († 1459) und dessen Bruder, Domkapitular Nikolaus von Venningen († 1483)
- Domherr Wipert von Finsterlohe († 1503)
- Domherr Lothar Friedrich Mohr von Wald († 1713)
- Domherr Johann Bernhard von Droste († 1713)
- Domherr Alexander Johannes Franziskus Ignatius Waldbott von Bassenheim († 1715)
- Domdekan Johann Heinrich von Gysenberg († 1717)
- Domdekan Hermann Lothar von Auwach († 1722)
- Domherr Karl Wolfgang Heinrich von Rollingen († 1730)

### Wandkreuz

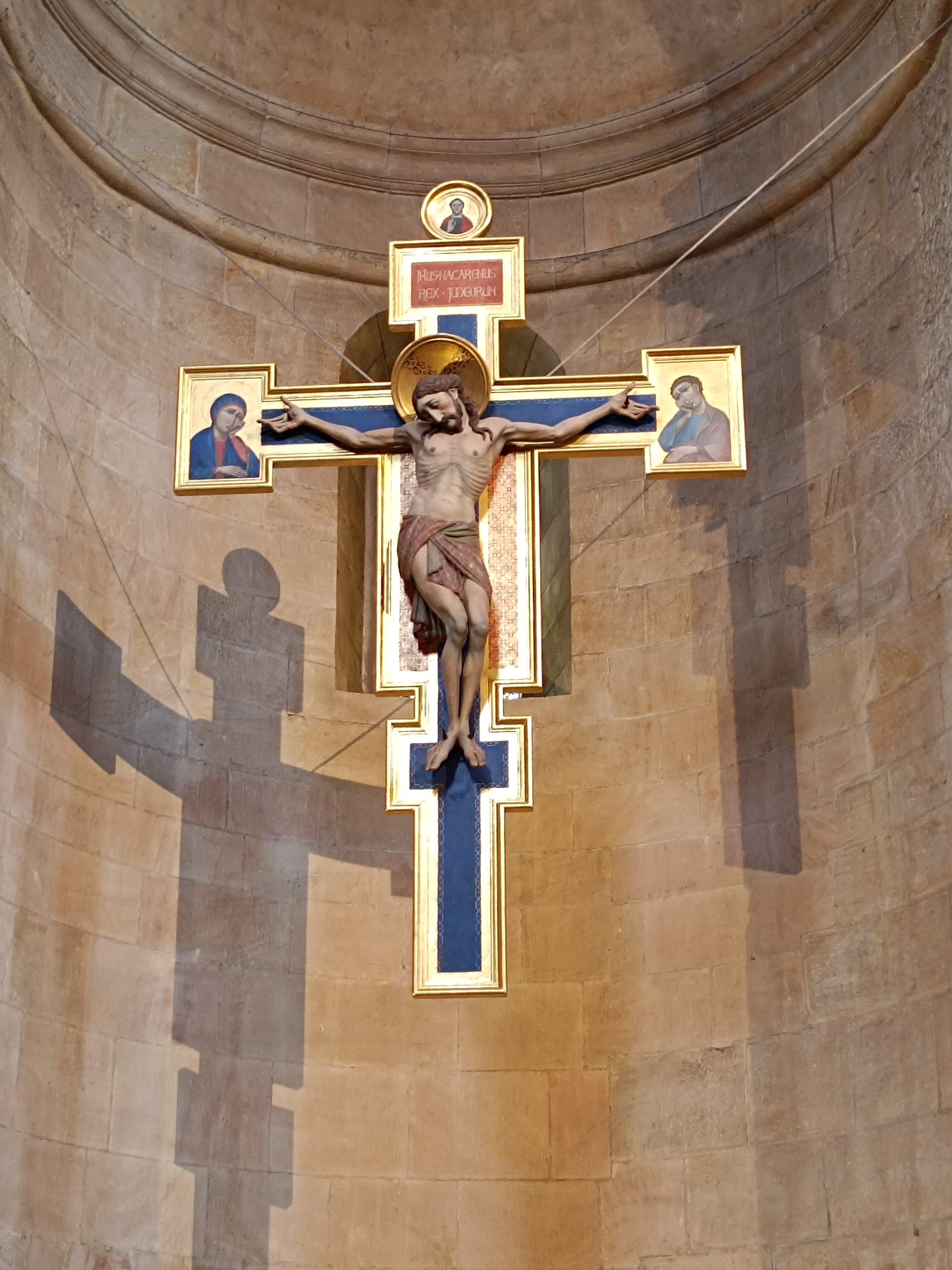
Wandkreuz im nördlichen Querhaus

Aus Anlass des Heiligen Jahres 2025 wurde im nördlichen Querhaus ein besonderes Kreuz aufgehängt, womit eine Bitte von Papst Franziskus an alle Bistümer umgesetzt wurde. Das 3,65 Meter hohe und 2,20 breite Holzkreuz stammt aus dem Karmelitenkloster in Hauenstein, das sich 2023 aufgelöst hatte.
Es wurde in den 1980er-Jahren vom Künstler Filip Piccolruaz im Stil eines byzantinischen Kreuzes aus Zirbenholz gestaltet.

### Kreuzweg
Der Kreuzweg in den Seitenschiffen wurde in der zweiten Hälfte des 19. Jahrhunderts vom Bildhauer Gottfried Renn geschaffen und umfasst die traditionellen 14 Stationen. Er beginnt bei der Afra-Kapelle mit der Verurteilung durch Pontius Pilatus und endet mit der Grablegung Jesu. Hinter dem Kreuzweg steht der Gedanke, den Leidensweg Christi mitzugehen und mitzuempfinden. 

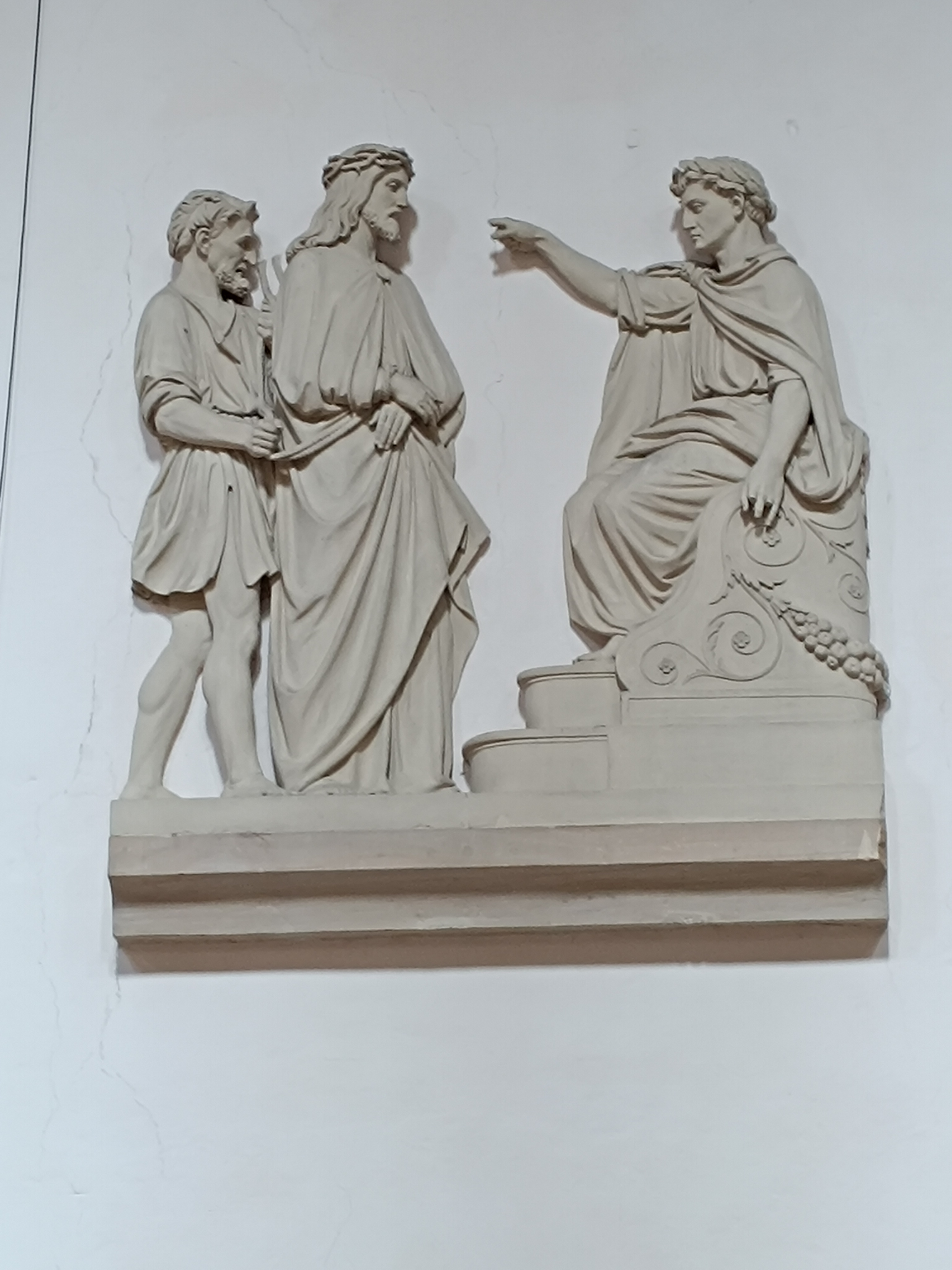
1. Station: Pontius Pilatus verurteilt Jesus zum Tod.
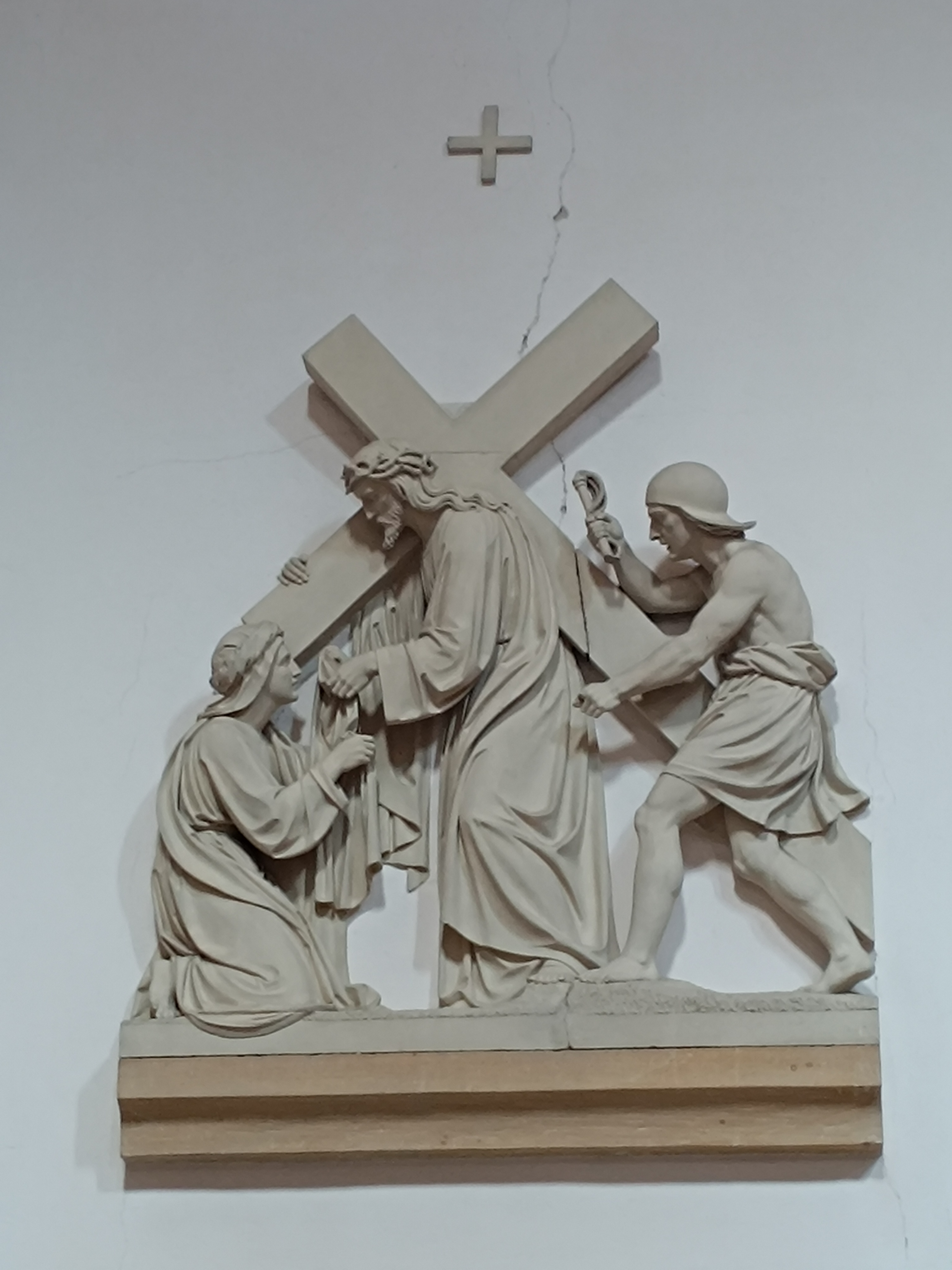
6. Station: Veronika reicht Jesus das Schweißtuch.

2020 und 2021 wurde ein temporärer Kreuzweg des Künstlers Stefan Weyergraf gen. Streit ausgestellt. Er bestand aus 22 jeweils 2,30 mal 1,80 Meter großen Acrylbildern an den Pfeilern des Mittelschiffs. Kunsthistorisch einmalig zeigt der Künstler den Leidensweg aus der Sicht Jesu, der auf keinem der Bilder zu sehen ist. 

### Kerzenständer
Die Dominikanerin Burghildis Roth erhielt Anfang der 1980er Jahre den Auftrag, einen Lichtträger für mindestens 300 Teelichter zu schaffen.
Aus drei Wurzeln entwickelt sich die Schöpfung aus der Hand Gottes. Das Böse ist dargestellt als Schlange, die sich durch die Schöpfung windet. Das Blattwerk stellt die Menschheit dar, die sich in alle Richtungen ausbreitet und alles in Besitz nimmt. Aus den Völkern erstehen die Zwölf Stämme Israels. Nur ein einziger Ast bringt eine Blüte hervor, eine Rose, die für Maria steht. Dies klingt an in dem Weihnachtslied: "Es ist ein Ros entsprungen aus einer Wurzel zart." So wird aus Davids Stamm schließlich Jesus geboren. Daher der Name "Der Stammbaum Jesu".

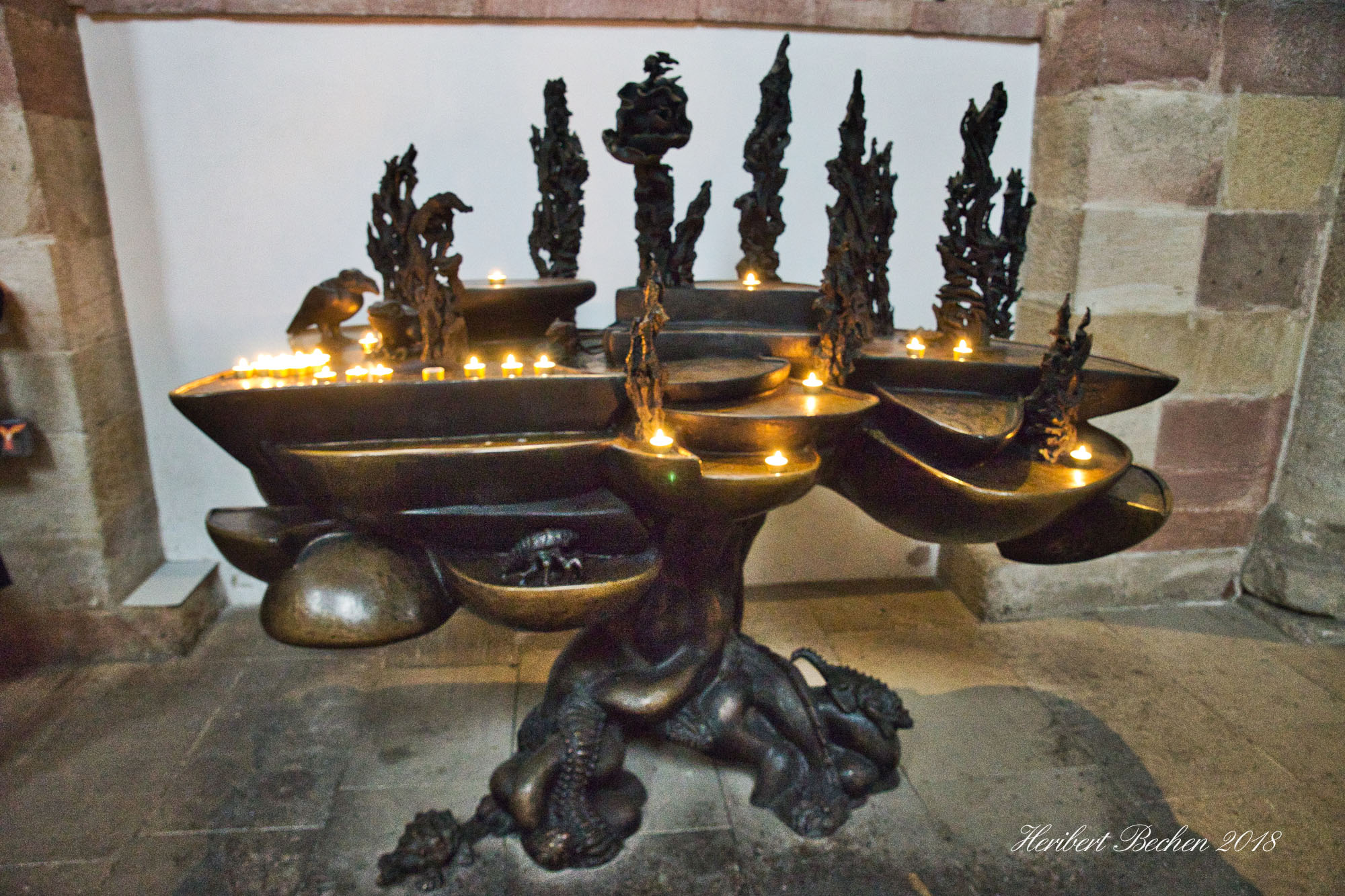
Der Stammbaum Jesu
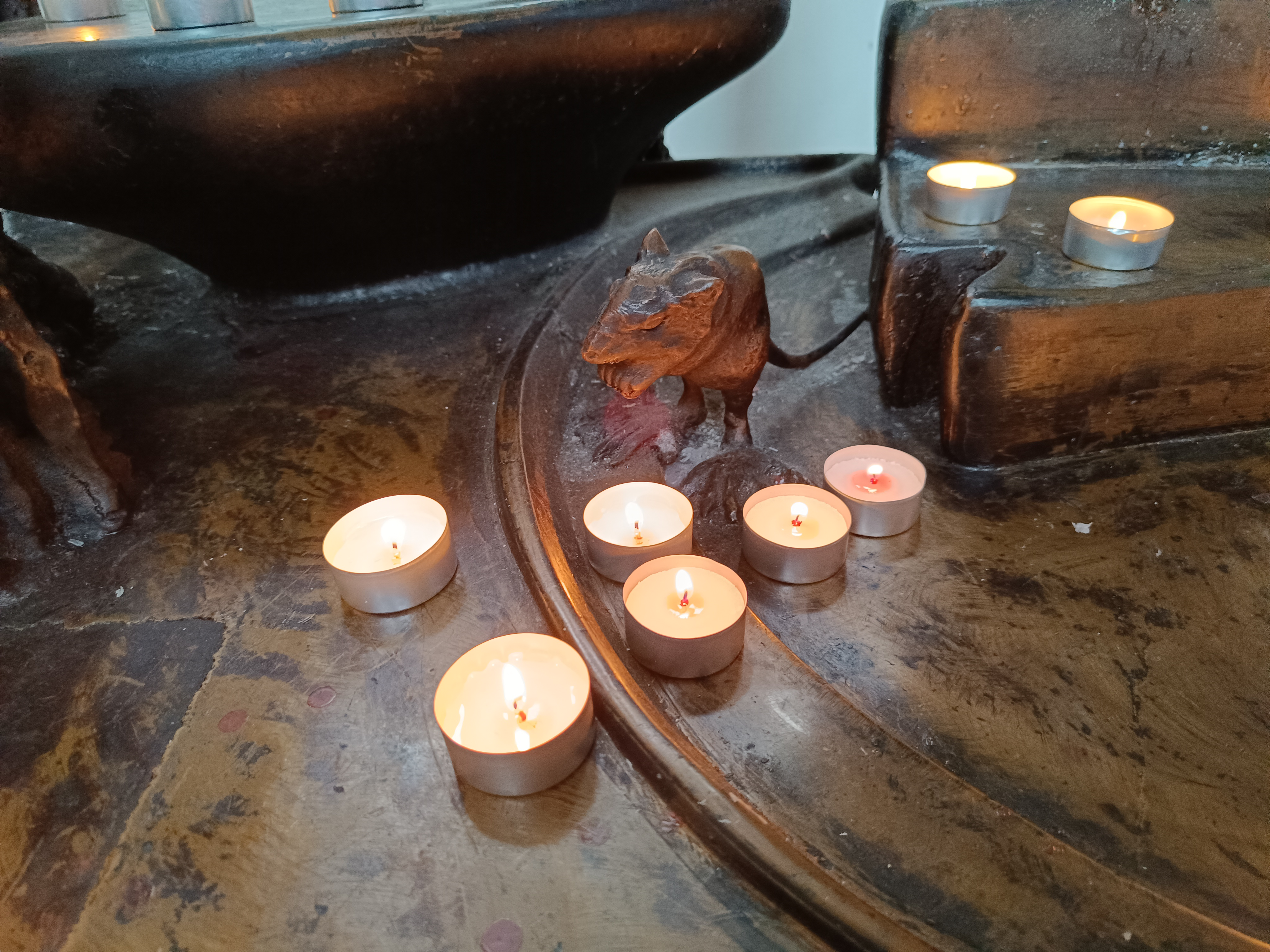
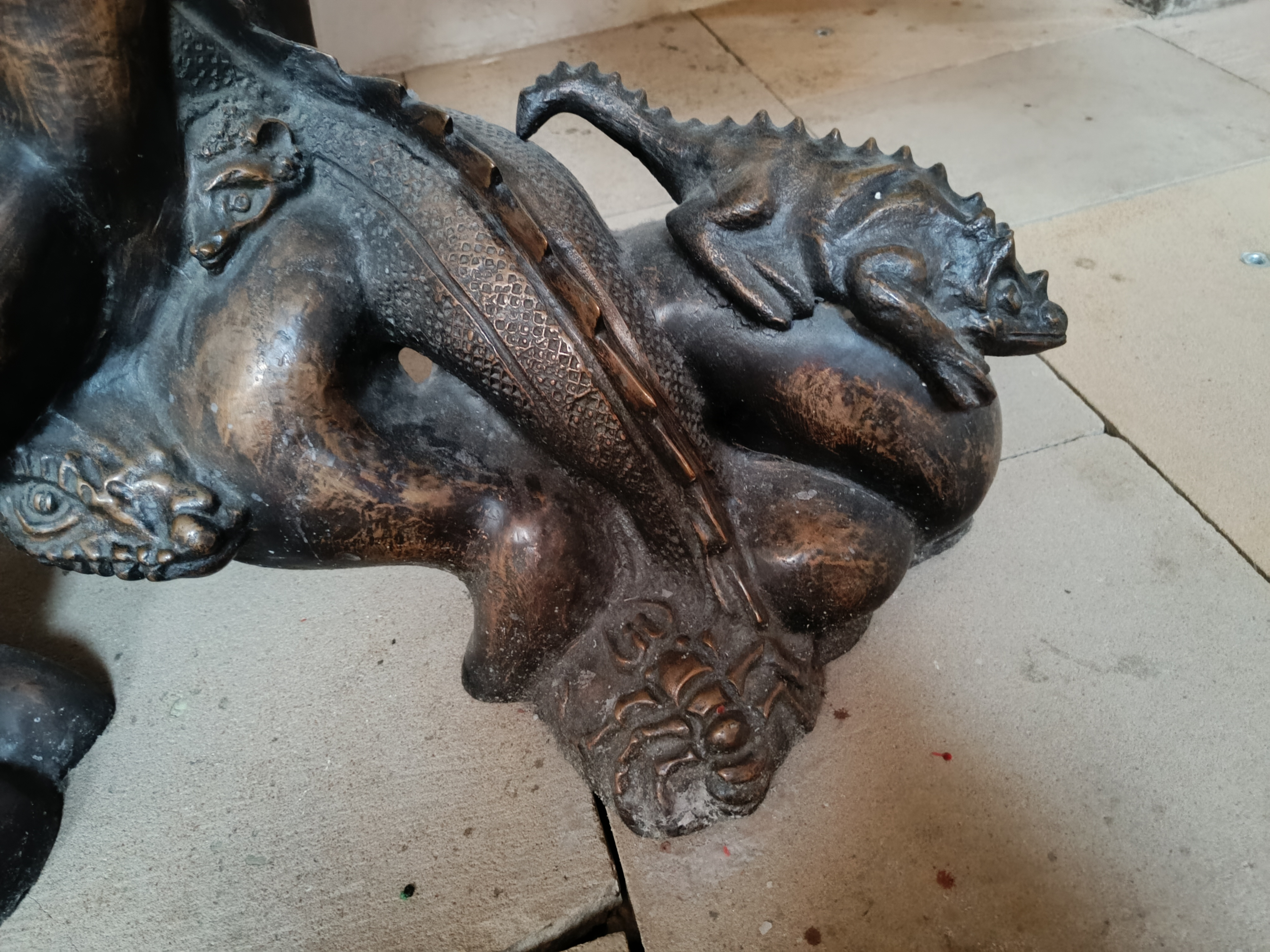
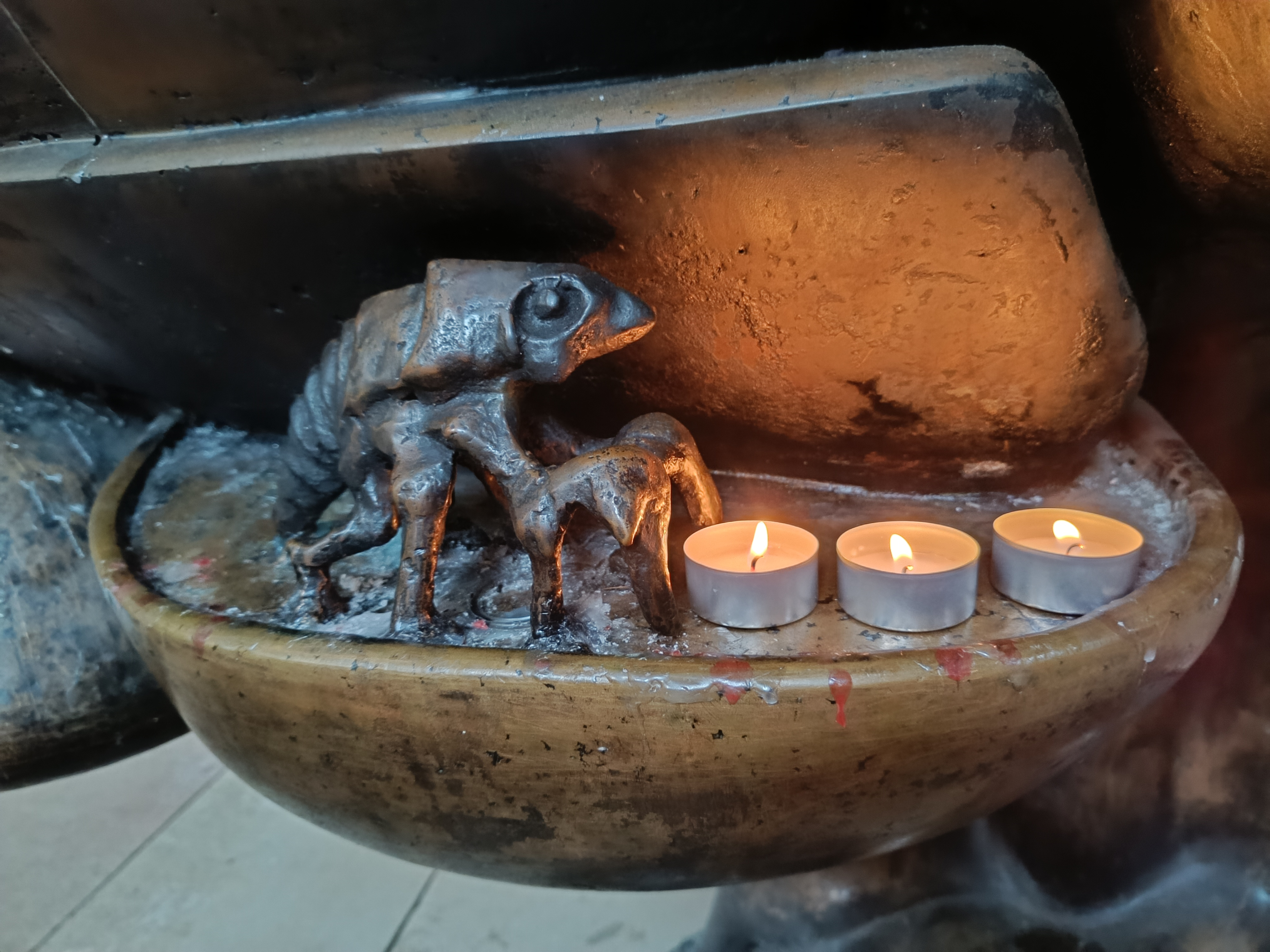

### Weihnachtskrippe

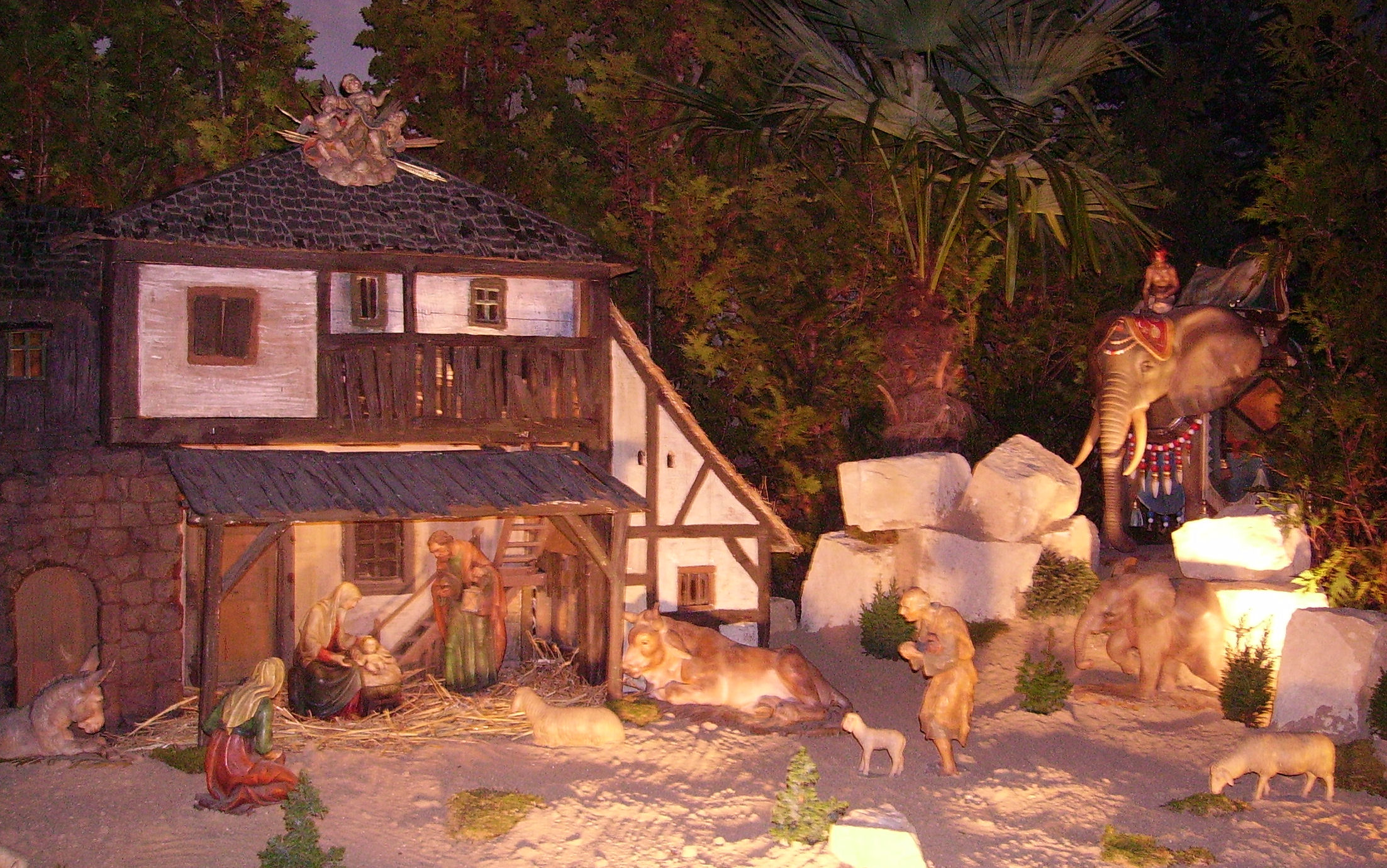
Weihnachtskrippe

In den 1920er Jahren gab der Zeitungsverleger Alfons Krezdor beim Münchner Bildhauer Otto Zehentbauer Krippenfiguren für den Dom in Auftrag. In den Jahren 1996 bis 1999 wurde diese Krippe ergänzt mit Figuren des südtiroler Künstlers Filip Piccolruaz. Auf einer Fläche von etwa drei mal sieben Metern, über die eine Tonne Sand verteilt sind, stehen die Figuren in einer orientalischen Landschaft, die der Umgebung von Bethlehem nachempfunden ist, und ziehen eine große Anzahl von Besuchern an. An einem Tag zählte der Domdechant über 8.000 Besucher und Besucherinnen.
Der Aufbau beginnt bereits Ende November mit dem Aufbau des Krippengeländes. Fertiggestellt wird die Krippe alljährlich am 24. Dezember und ist dann bis zum 2. Februar zu sehen.
Die Anordnung der Figuren wird, dem Bericht der Evangelien folgend, mehrfach verändert. Im Mittelpunkt steht Maria mit dem Jesuskind und Joseph. Um sie herum gruppieren sich weitere Menschen und Tiere, die alle ihre besondere Aussage haben. Zwei 40 Jahre alte Olivenbäume bereichern die Landschaft. Außerdem gibt es Wasserläufe, über die Brücken führen. 

### Chorgestühl
Von der ursprünglichen Einrichtung des Doms ist durch Kriegsfolgen nichts mehr vorhanden. Bei der großen Renovierung 1967/1966 wurde daher der Bildhauer Jakob Adlhart mit der Neugestaltung beeauftragt.
Die Darstellung umfasst die Geschichte des Gottesvolkes von seinen Anfängen bis zur Vollendung. Dazu gehören die großen Gestalten des Alten Testaments (Abraham, Mose und David) sowie das Wirken der Kirche (darunter die Päpste Johannes XXIII. und Paul VI.).

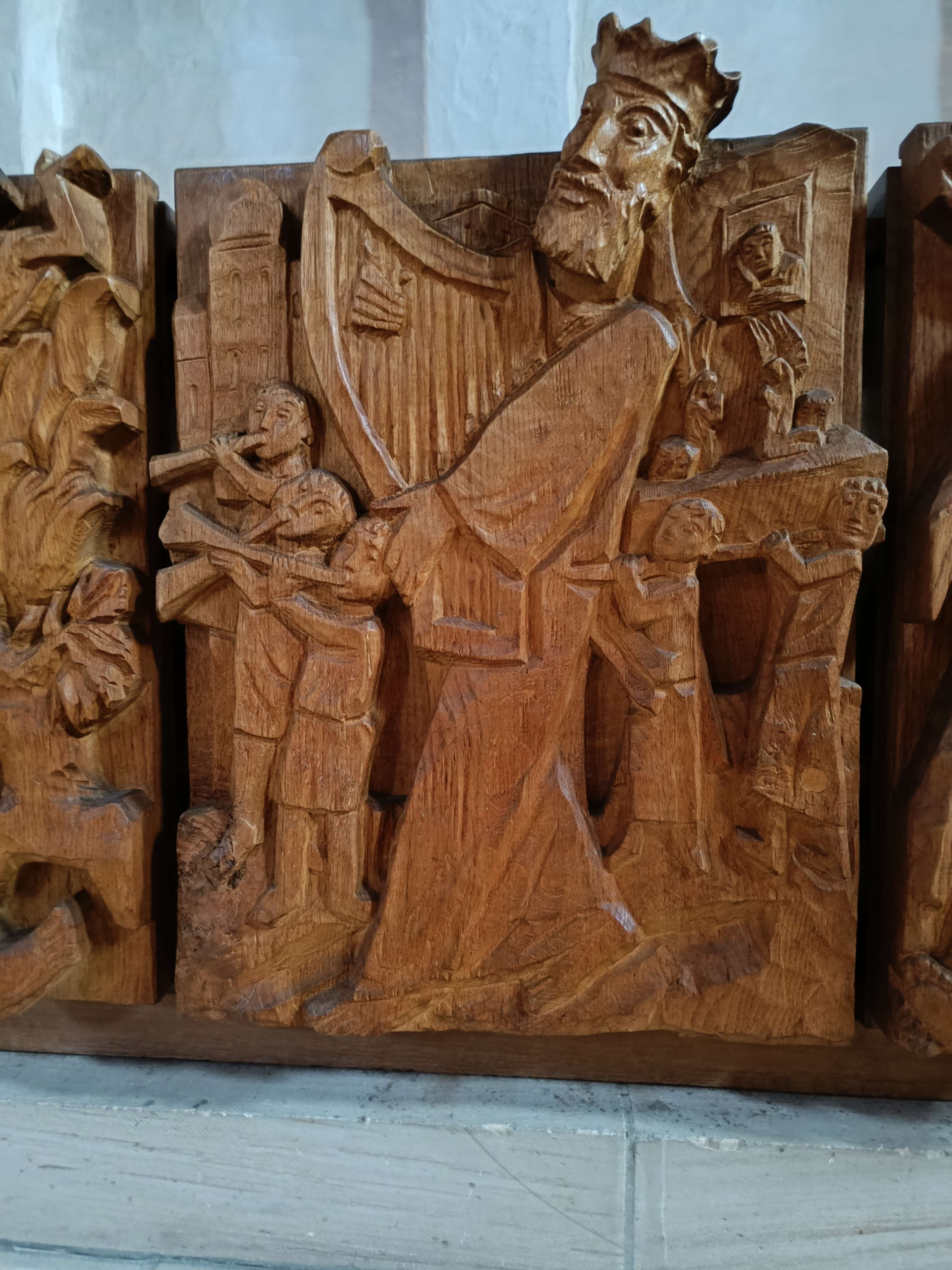
König David
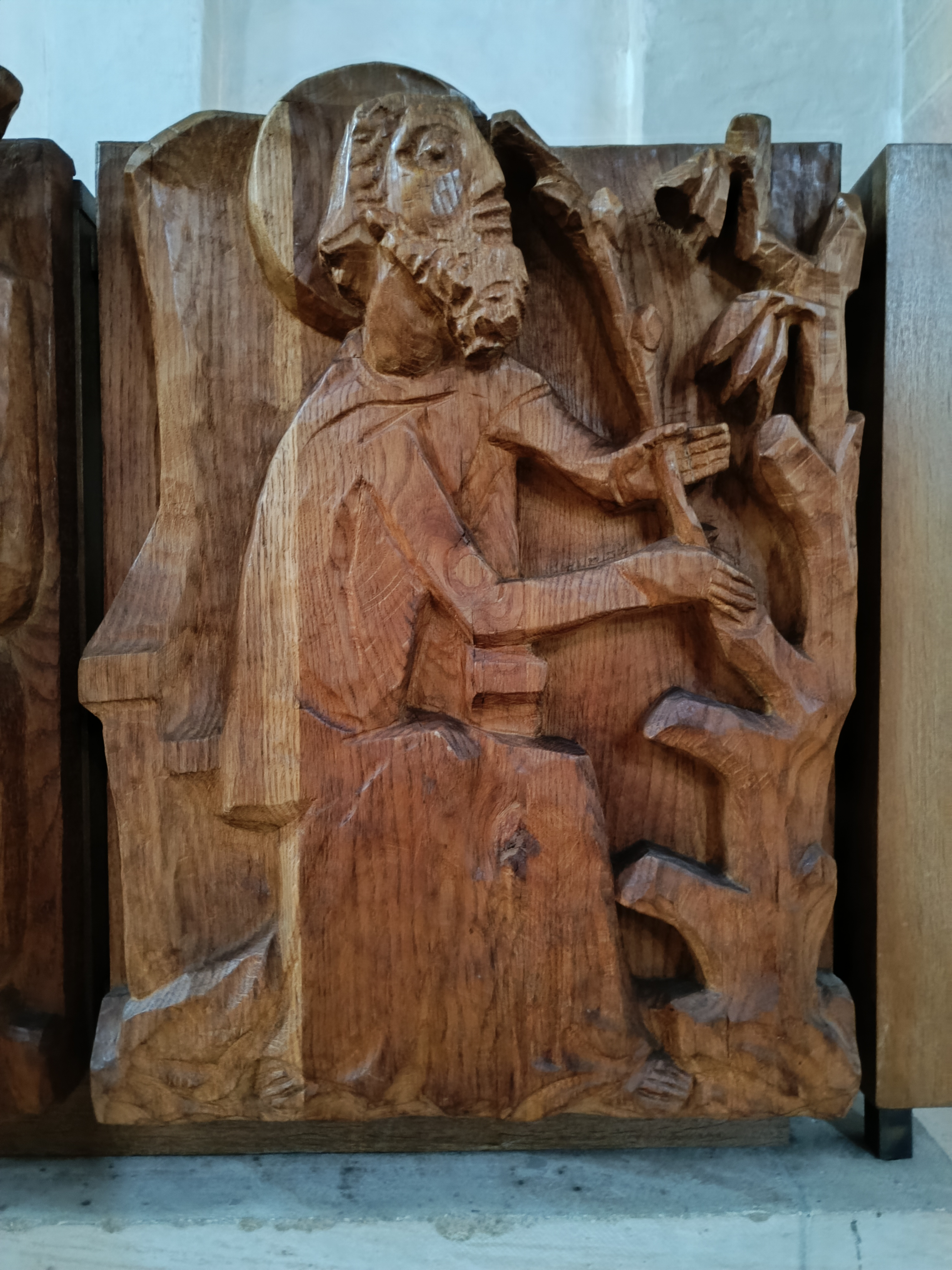
Das Gleichnis vom Ölbaum
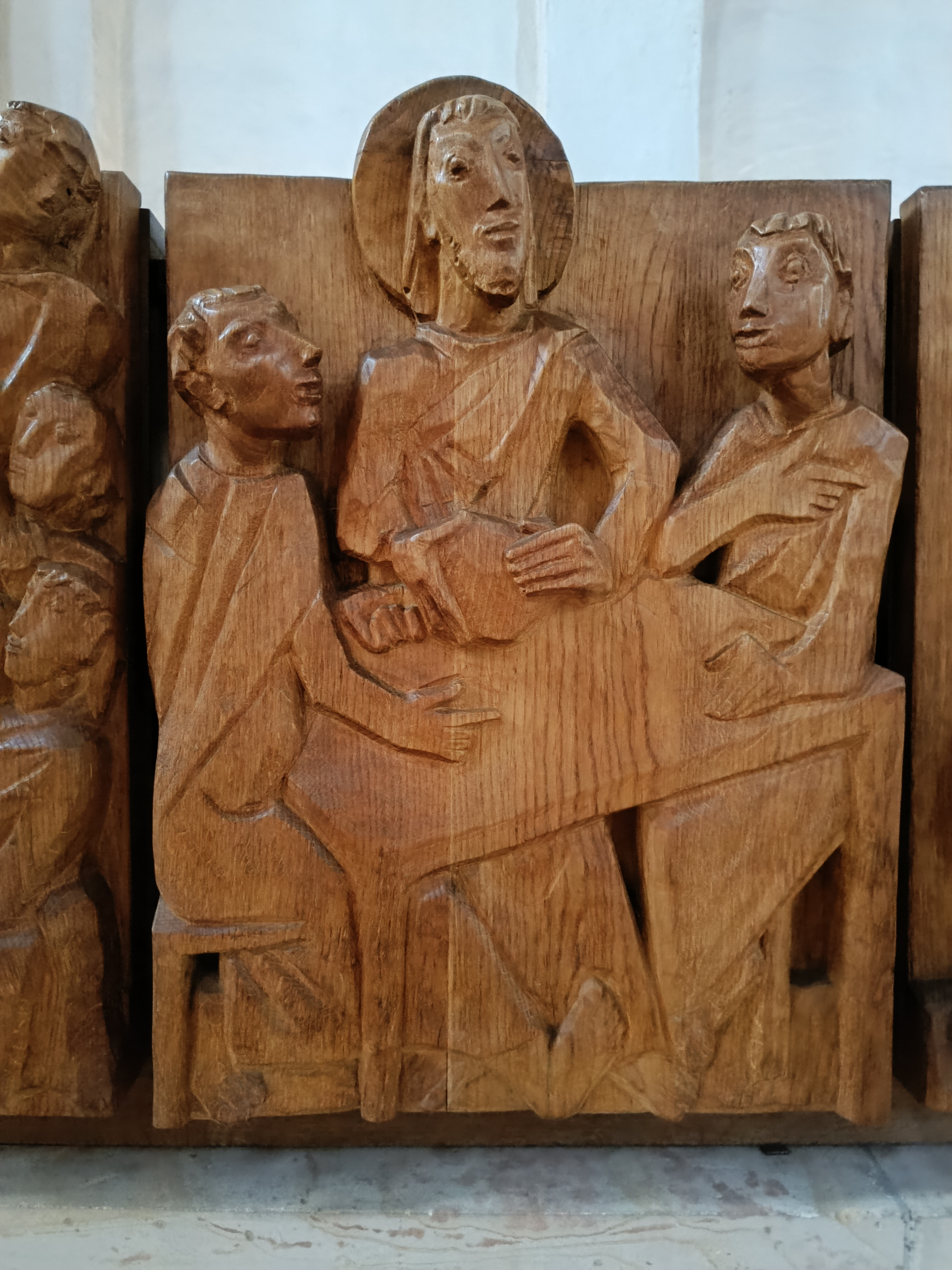
Die Jünger von Emmaus
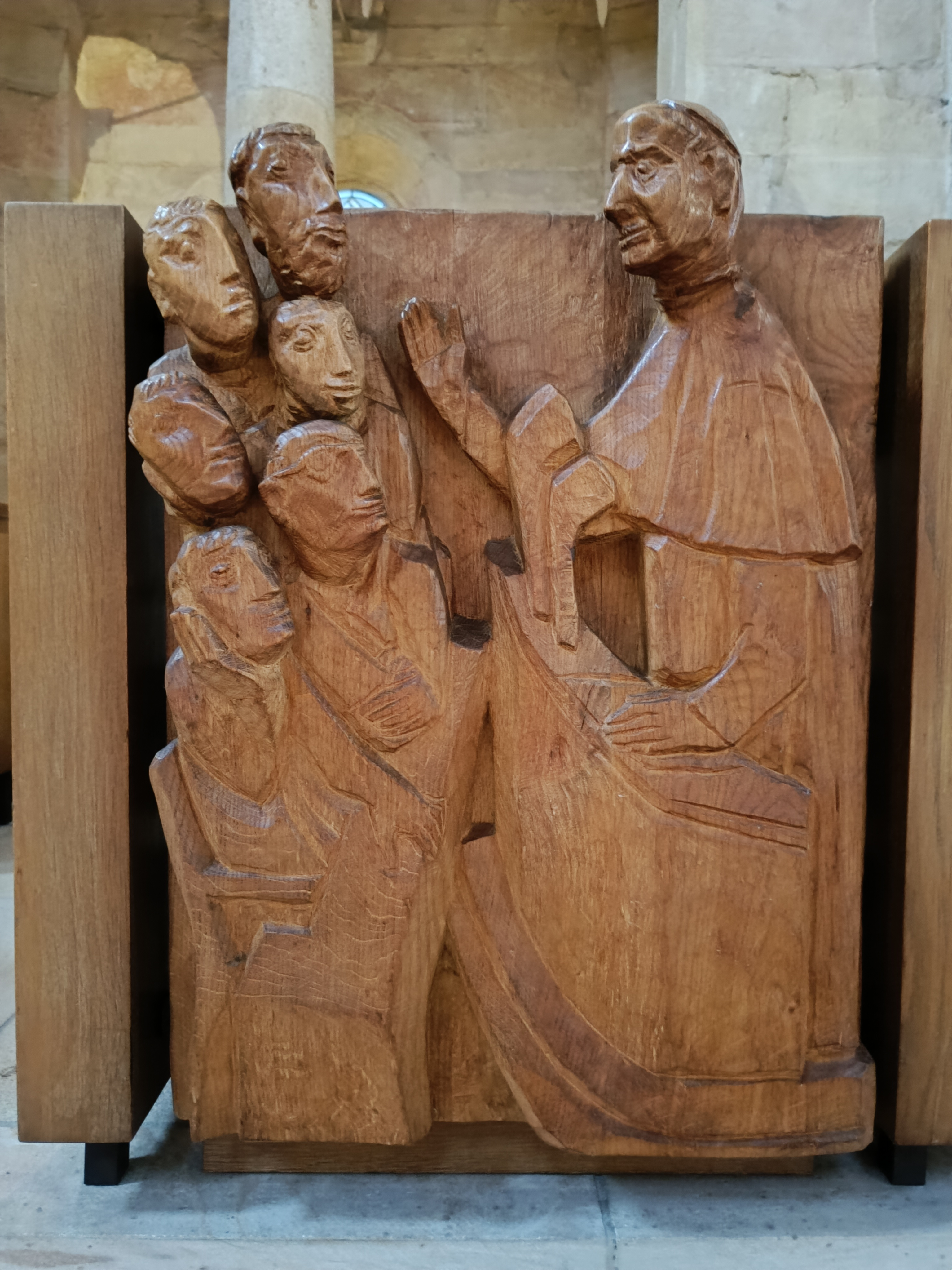
Papst Paul VI. vor der UNO

- König David spielt auf seiner Harfe und singt, während er die Bundeslade bei einer Prozession begleitet.
- Gottvater pflanzt einen Ölbaum, ein Symbol des Judentums, an dem zahlreiche Äste abgeschnitten sind. Dies steht symbolisch für die Ablehnung Jesu durch die Juden. Ein Ast aber, der für das Christentum steht, treibt aber aus.
- Nach der Auferstehung trifft Jesus in dem Ort Emmaus auf zwei Jünger, die ihn aber erst beim gemeinsamen Mahl erkennen.
- Papst Paul VI. spricht im November 1965 als Oberhaupt des Vatikanstaates vor den Vereinten Nationen.

### Beichtstühle
Im nördlichen Seitenschiff befinden sich drei Beichtstühle mit Schnitzwerk von Karl Wex in der Mitteltür, die Szenen aus der Bibel darstellen:

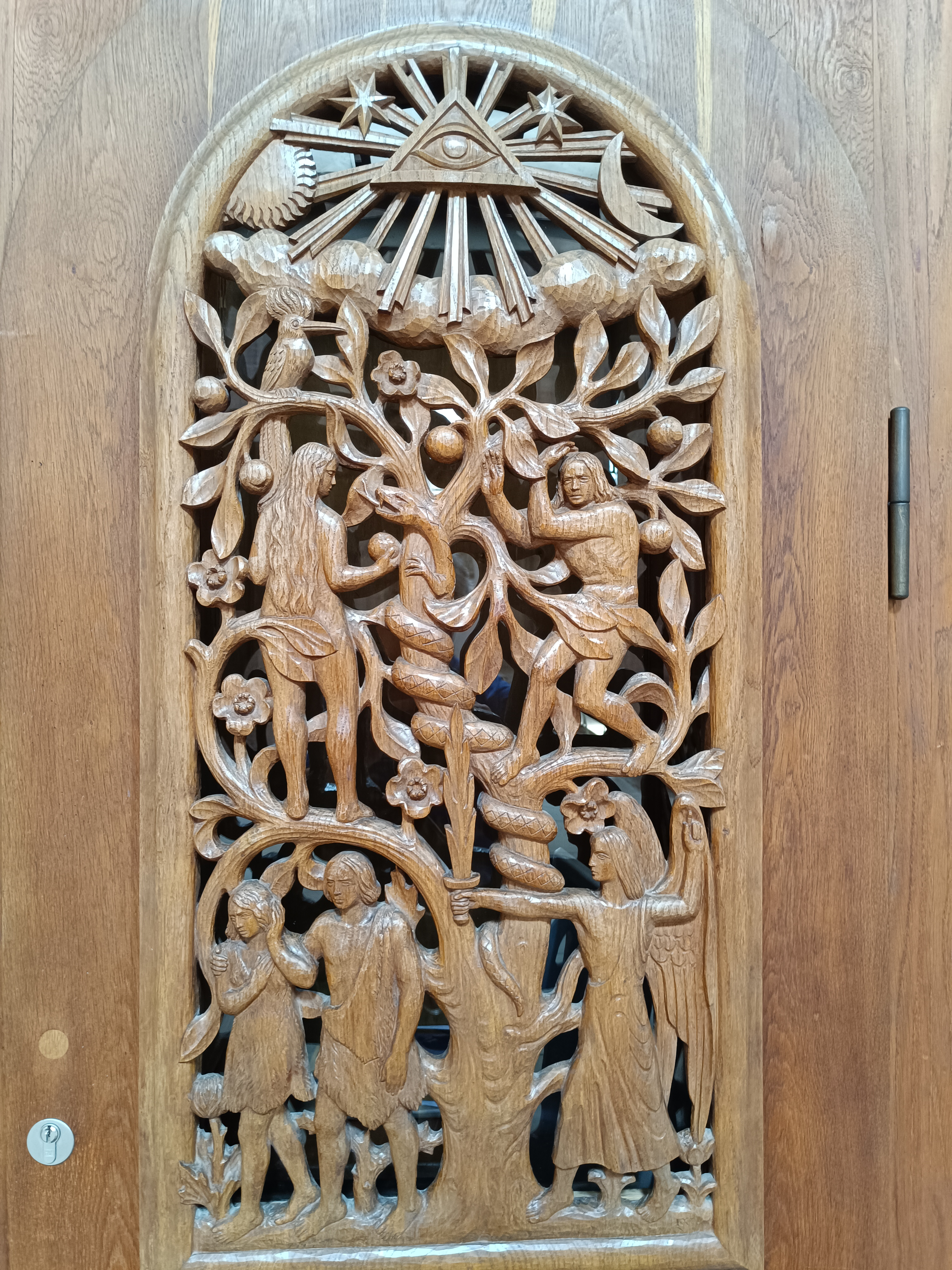
Der Sündenfall
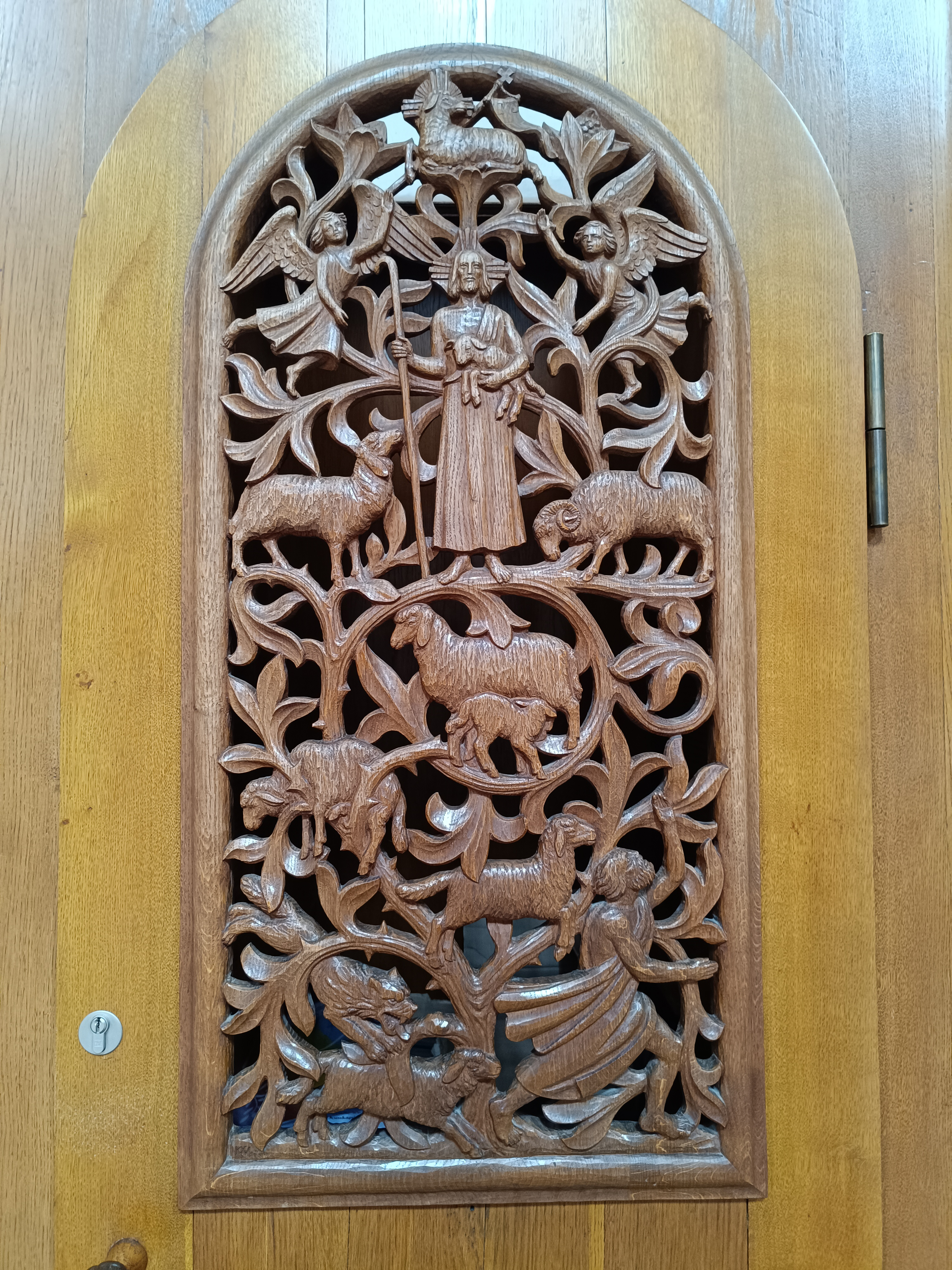
Der gute Hirte
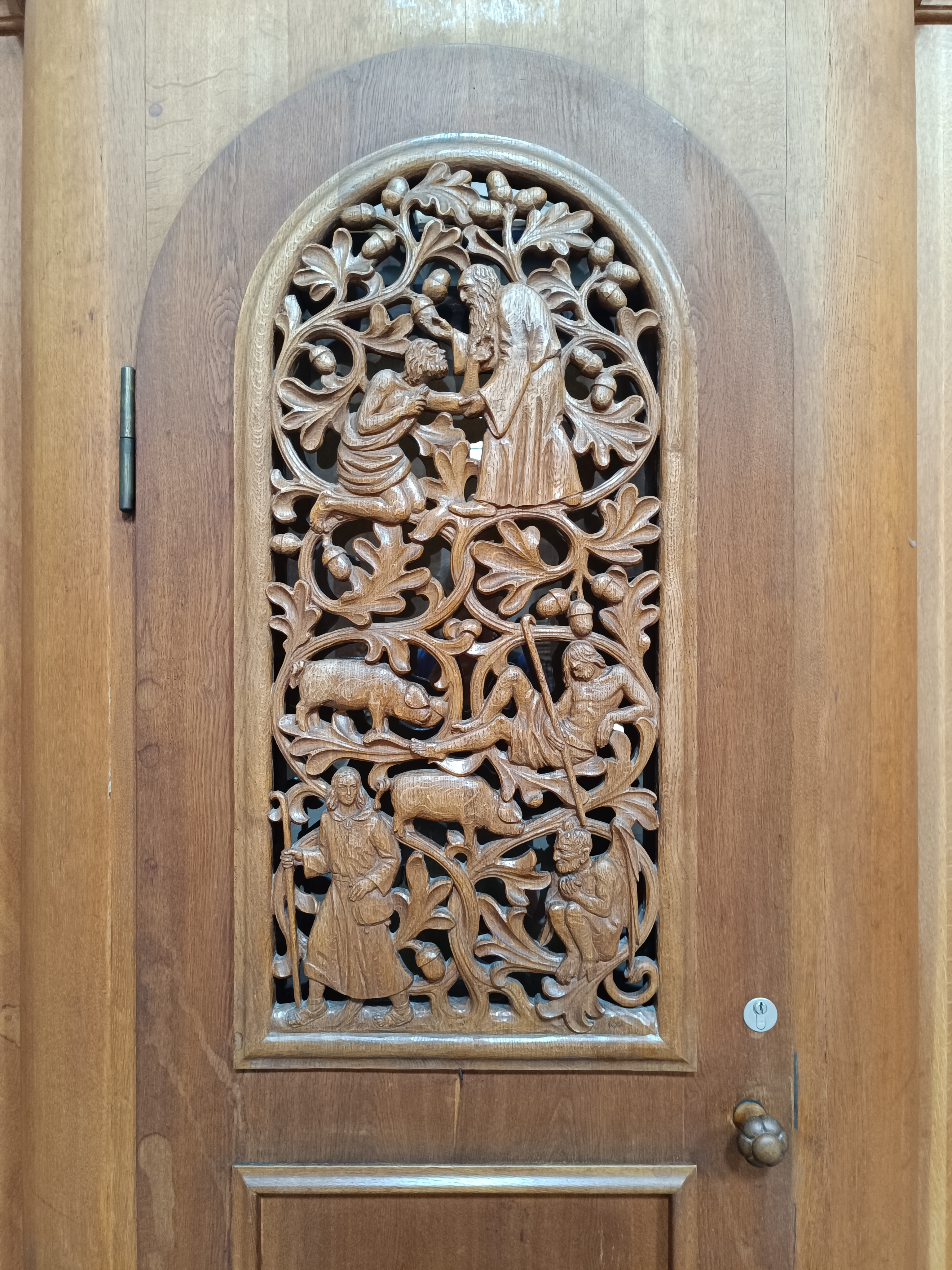
Der verlorene Sohn

## Orgeln
Bis zum 4. Januar 2009 erklang im Speyerer Dom die 1961 erbaute und 1977 erweiterte Hauptorgel der ortsansässigen Orgelbaufirma Scherpf. Sie wurde abgebaut und erklingt heute in der 2002 fertiggestellten Kirche in Białystok (Woiwodschaft Podlachien), die dem heiligen Kasimir von Litauen gewidmet ist. Sie wird auch von den Absolventen der dortigen Musikhochschule genutzt.

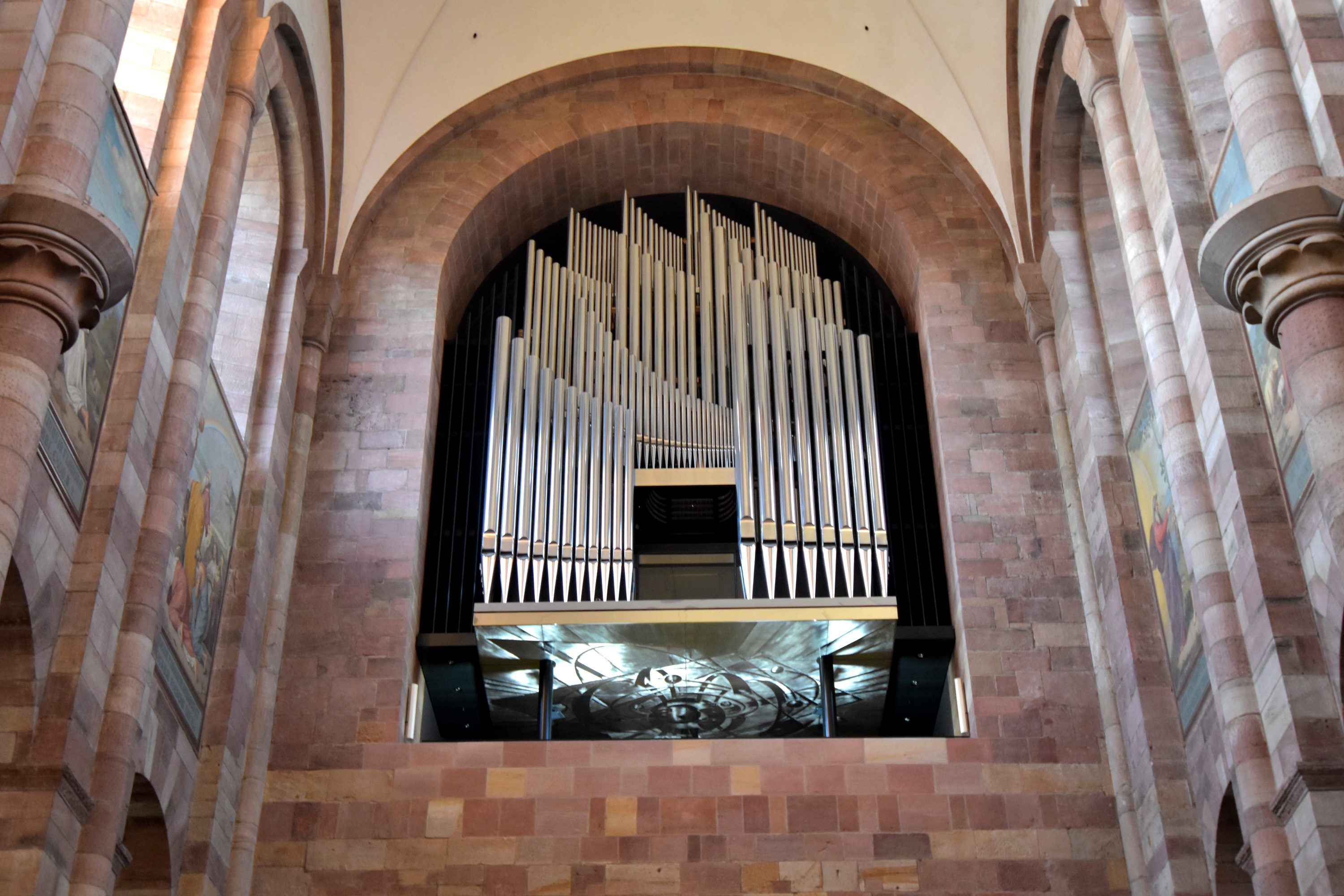
Gesamtansicht der neuen Hauptorgel

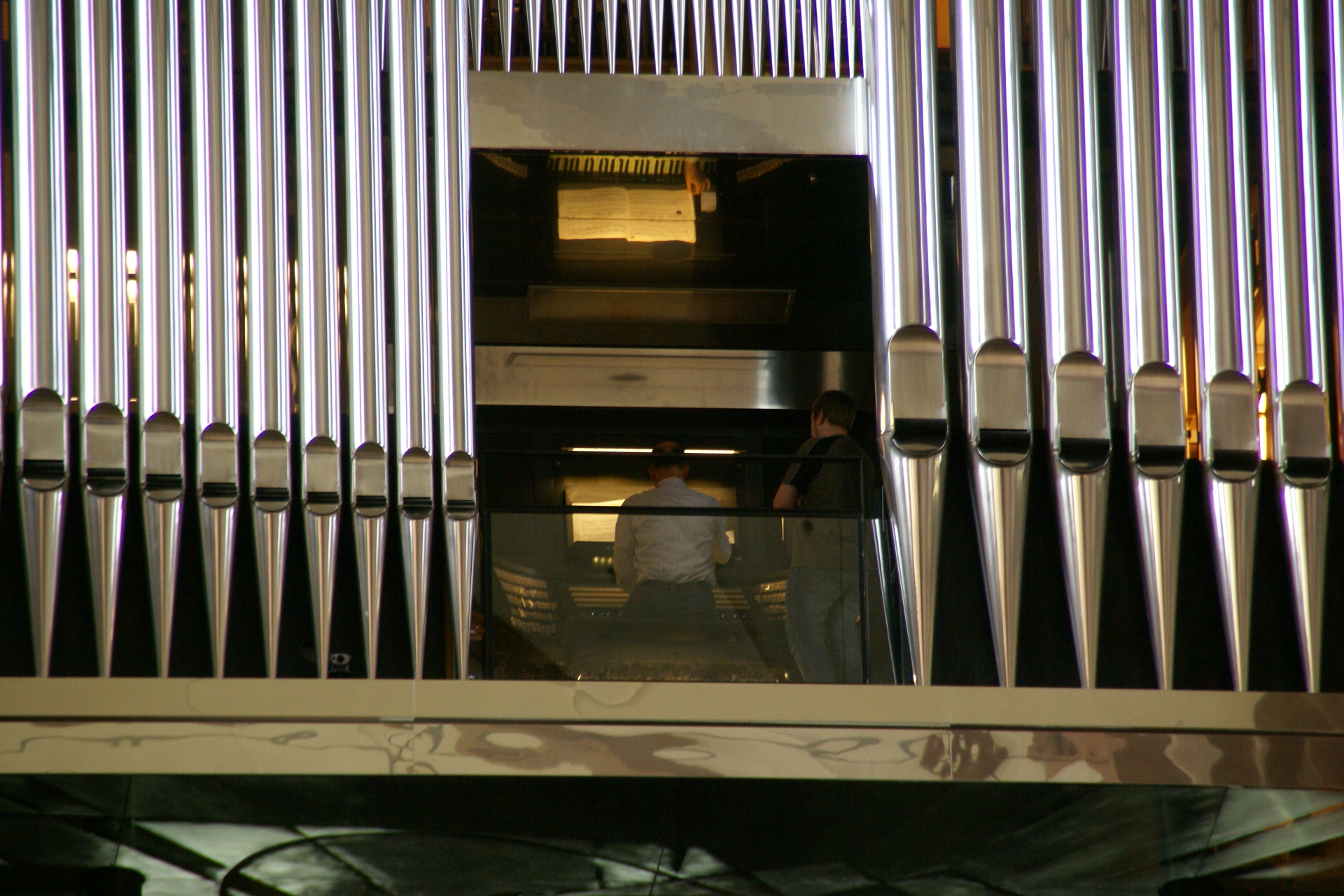
Detailansicht Spielanlage

| Hauptwerk          |        |
| Prinzipal          | 16′    |
| Quintade           | 16′    |
| Prinzipal          | 8′     |
| Holzprinzipal      | 8′     |
| Weitgedackt        | 8′     |
| Prinzipal          | 4′     |
| Oktave             | 4′     |
| Gedackt            | 4′     |
| Quinte             | 5 1⁄3′ |
| Terz               | 3 1⁄5′ |
| Quinte             | 2 ⁄3′  |
| Oktave             | 2′     |
| Mixtur VI–VIII     |        |
| Zimbel VI          |        |
| Cornett V          |        |
| Horizontalbombarde | 16′    |
| Horizontalbombarde | 8′     |
| Horizontalclarine  | 4′     |

| Positivwerk     |     |
| Prinzipal       | 8′  |
| Quintade        | 8′  |
| Spitzgedackt    | 8′  |
| Oktave          | 4′  |
| Rohrflöte       | 4′  |
| Kleinprinzipal  | 2′  |
| Blockflöte      | 2′  |
| Kleinoktave     | 1′  |
| Echo-Cornett IV |     |
| Scharff V–VI    |     |
| Dulzian         | 16′ |
| Trompete        | 8′  |
| Krummhorn       | 8′  |
|                 |     |
| Tremulant       |     |

| Schwellwerk    |       |
| Pomer          | 16′   |
| Prinzipal      | 8′    |
| Flötgedackt    | 8′    |
| Salicional     | 8′    |
| Schwebung      | 8′    |
| Weidenpfeife   | 8′    |
| Oktave         | 4′    |
| Rohrpfeif      | 4′    |
| Sesquialter    | 2 ⁄3′ |
| Hohlflöte      | 2′    |
| Mixtur VI      |       |
| Terzzimbel III |       |
| Fagott         | 16′   |
| Oboe           | 8′    |
| Schalmey       | 4′    |
|                |       |
| Tremulant      |       |

| Bombardwerk    |        |
| Bourdon        | 16′    |
| Prinzipal      | 8′     |
| Flute harm.    | 8′     |
| Salicional     | 8′     |
| Oktave         | 4′     |
| Spillpfeife    | 4′     |
| Fugara         | 4′     |
| Nasat          | 2 ⁄3′  |
| Flageolett     | 2′     |
| Terz           | 1 3⁄5′ |
| Septime        | 1 ⁄7′  |
| None           | 8⁄9′   |
| Mixtur VI–VIII |        |
| Bombarde       | 16′    |
| Trompete       | 8′     |
| Clairon        | 4′     |
| Röhrenglocken  |        |
|                |        |
| Tremulant      |        |

| Oberwerk       |       |
| Rohrquintade   | 8′    |
| Liebl. Gedackt | 8′    |
| Prinzipal      | 4′    |
| Koppelflöte    | 4′    |
| Oktave         | 2′    |
| Sifflöte       | 1 ⁄3′ |
| Oktävlein      | 1′    |
| Quintzimbel IV |       |
| Musette        | 8′    |
| Singend Regal  | 4′    |
|                |       |
| Tremulant      |       |

| Pedalwerk         |        |
| Contra-Prinzipal  | 32′    |
| Prinzipalbaß      | 16′    |
| Untersatz         | 16′    |
| Rohrflötenbaß     | 16′    |
| Großoktave        | 8′     |
| Offenflöte        | 8′     |
| Choralbaß         | 4′     |
| Hohlpfeif         | 4′     |
| Waldflöte         | 2′     |
| Blockflöte        | 1′     |
| Baßquint          | 5 1⁄3′ |
| Hintersatz IV–VII |        |
| Contra-Posaune    | 32′    |
| Posaune           | 16′    |
| Trompete          | 8′     |
| Clarine           | 4′     |
| Zinkenbaß         | 2′     |

### Hauptorgel
Am 18. September 2011 wurde die durch die Orgelbaufirma Seifert errichtete neue Hauptorgel eingeweiht. Sie ruht oberhalb der Sängerempore auf einer Tragekonstruktion. Dort befindet sich auch der viermanualige mechanische Spieltisch.
Das Instrument hat 82 Register (5496 Pfeifen) auf vier Manualen und Pedal. Die Disposition vereint Elemente von Barock und Romantik. Mit den beiden Schwellwerken (II. und III. Manual) ermöglicht das Instrument die Darbietung symphonischer Orgelmusik. Abgerundet wird die Farbpalette durch die Stimmen des Solowerks und des Auxiliarwerks, die der Orgel noch eine zusätzliche Klangkrone aufsetzen. Eine Besonderheit ist die durchschlagende Klarinette 8′/16′ des Auxiliarwerks, die einen separaten Windschweller besitzt.
Finanziert wurde die Hauptorgel mit einer Spende der Industriellenfamilie Quandt, die durch Vermittlung des früheren Bundeskanzlers Helmut Kohl zustande kam. Mit Blick auf diese Spende sollte das Pedalregister Contraposaune 32′ zunächst Quandtarde genannt werden.
Der moderne Orgelprospekt wurde von Gottfried Böhm (Köln) entworfen. Der Entwurf verzichtet auf ein (sichtbares) geschlossenes Gehäuse; vielmehr wird das Orgelwerk durch die Emporennische umgrenzt, hat insofern ein „Stein-Gehäuse“. Durch den Abstand zum Emporenraum soll dabei die Tiefe dieses Raumes weiterhin wahrnehmbar sein. Der Prospekt erscheint als Freipfeifenprospekt. Die Prospektpfeifen sind nach ihrer natürlichen Tonfolge angeordnet und verlaufen immer jeweils von links oben nach rechts unten.
Insgesamt soll die Orgel so als ein freistehendes Element bzw. als eine Art Skulptur empfunden werden können.
| I Hauptwerk C–a3 |                    |        |
| 01.              | Principal          | 16′    |
| 02.              | Octave major I–III | 08′    |
| 03.              | Octave minor       | 08′    |
| 04.              | Spitzflöte         | 08′    |
| 05.              | Viola da Gamba     | 08′    |
| 06.              | Großgedackt        | 08′    |
| 07.              | Holztraverse       | 08′    |
| 08.              | Octave major I–III | 04′    |
| 09.              | Octave minor       | 04′    |
| 10.              | Hohlflöte          | 04′    |
| 11.              | Großquinte         | 5 1⁄3′ |
| 12.              | Großterz           | 3 1⁄5′ |
| 13.              | Quinte             | 2 ⁄3′  |
| 14.              | Octave             | 02′    |
| 15.              | Flauto             | 02′    |
| 16.              | Terz               | 1 3⁄5′ |
| 17.              | Cornett V (ab c1)  | 08′    |
| 18.              | Mixtur major VI    | 02′    |
| 19.              | Mixtur minor VI    | 1 ⁄3′  |
| 20.              | Tuba               | 16′    |
| 21.              | Trompete           | 08′    |

| II Schwell-Positiv C–a3 |                      |        |
| 22.                     | Rohrgedeckt          | 16′    |
| 23.                     | Salicional           | 16′    |
| 24.                     | Principal            | 08′    |
| 25.                     | Rohrflöte            | 08′    |
| 26.                     | Dolce                | 08′    |
| 27.                     | Vox Angelica (ab c0) | 08′    |
| 28.                     | Octave               | 04′    |
| 29.                     | Blockflöte           | 04′    |
| 30.                     | Nasat                | 2 ⁄3′  |
| 31.                     | Doublette            | 02′    |
| 32.                     | Terz                 | 1 3⁄5′ |
| 33.                     | Mixtur IV            | 1 ⁄3′  |
| 34.                     | Fagott               | 16′    |
| 35.                     | Trompete             | 08′    |
| 36.                     | Cromorne             | 08′    |
|                         | Tremulant            |        |

| III Schwellwerk C–a3 |                      |        |
| 37.                  | Bourdon doux         | 16′    |
| 38.                  | Gamba                | 08′    |
| 39.                  | Geigenprincipal      | 08′    |
| 40.                  | Flûte traversière    | 08′    |
| 41.                  | Bourdon              | 08′    |
| 42.                  | Voix céleste         | 08′    |
| 43.                  | Flûte octaviante     | 04′    |
| 44.                  | Hohlflöte            | 04′    |
| 45.                  | Salicional           | 04′    |
| 46.                  | Nazard               | 2 ⁄3′  |
| 47.                  | Octavin              | 02′    |
| 48.                  | Tierce               | 1 3⁄5′ |
| 49.                  | Flageolet            | 01′    |
| 50.                  | Progressio III–IV    | 2 ⁄3′  |
| 51.                  | Bombarde             | 16′    |
| 52.                  | Trompette harmonique | 08′    |
| 53.                  | Hautbois             | 08′    |
| 54.                  | Voix Humaine         | 08′    |
| 55.                  | Clairon harmonique   | 04′    |
|                      | Celesta              |        |
|                      | Tremulant            |        |

| IV Solowerk C–a3 |                                  |        |
| 56.              | Starktongamba (ab c0)            | 08′    |
| 57.              | Seraphonflöte (ab c0)            | 08′    |
| 58.              | Flûte expressive                 | 08′    |
| 59.              | Flûte harmonique                 | 04′    |
| 60.              | Nazard harmonique                | 2 ⁄3′  |
| 61.              | Piccolo harmonique               | 02′    |
| 62.              | Tierce harmonique                | 1 3⁄5′ |
| 63.              | Septime harmonique               | 1 ⁄7′  |
|                  | Cornett V (Gruppenzug Nr. 58–62) | 08′    |
| 64.              | Trompeta magna                   | 16′    |
| 65.              | Trompeta imperial                | 08′    |
| 66.              | Clarin real                      | 04′    |

| Auxiliar C–a3 |                              |     |
| 67.           | Bassclarinette               | 16′ |
|               | Clarinette (Ext. aus Nr. 67) | 08′ |
|               | Celesta                      |     |

| Pedal C–g1 |                         |     |
| 68.        | Contrabass              | 32′ |
| 69.        | Bordun                  | 32′ |
| 70.        | Majorbass               | 16′ |
|            | Principalbass (= Nr. 1) | 16′ |
| 71.        | Subbass                 | 16′ |
|            | Zartbass (= Nr. 22)     | 16′ |
| 72.        | Salicetbass             | 16′ |
| 73.        | Octavbass               | 08′ |
| 74.        | Bassflöte               | 08′ |
| 75.        | Cello                   | 08′ |
| 76.        | Superoctav              | 04′ |
| 77.        | Hintersatz IV           | 04′ |
| 78.        | Contraposaune           | 32′ |
| 79.        | Posaune                 | 16′ |
| 80.        | Fagottbass              | 16′ |
| 81.        | Basstrompete            | 08′ |
| 82.        | Cornettbass             | 04′ |

- Koppeln:
  - Normalkoppeln: II/I, III/I, IV/I, III/II, IV/II, IV/III, I/P, II/P, III/P, IV/P
  - Suboktavkoppeln: III/I, IV/I, III/II, IV/II, IV/III, III/III, IV/IV
  - Superoktavkoppeln: IV/I, IV/II, IV/III, III/P
  - Melodiekoppeln: III/I, II/I, III/II
- Anmerkungen:

1. 1 2 3 4 5  Volle Länge.
2. ↑  C–H 2-fach 8′, ab c0 1-fach 16′ Länge.

### Orgel im Königschor
Die Orgel im Königschor wurde 2008 durch die Orgelbaufirma Seifert erbaut, die Architekten Dewey + Blohm-Schröder entwarfen diese mit einem dreigeteilten Prospekt. Sie befindet sich in der zweiten nördlichen Arkade des Langhauses vor der Vierung des Königschors. Das Orgelgehäuse ist 13 m hoch und füllt die Arkade nahezu aus. Zum Langhaus hin schließt es bündig mit der Pfeilerflucht ab. Allerdings ragt das Instrument in das nördliche Seitenschiff (gegenüber dem Eingang zur Afrakapelle). Das Schwellwerk befindet sich im vorderen oberen Teil der Orgel. Deshalb ist auch das Dach mit Jalousien versehen. Der dreimanualige Spieltisch ist zum Langhaus hin angelegt. Links und rechts des Spieltisches befinden sich insgesamt 64 Register- bzw. Koppelzüge.

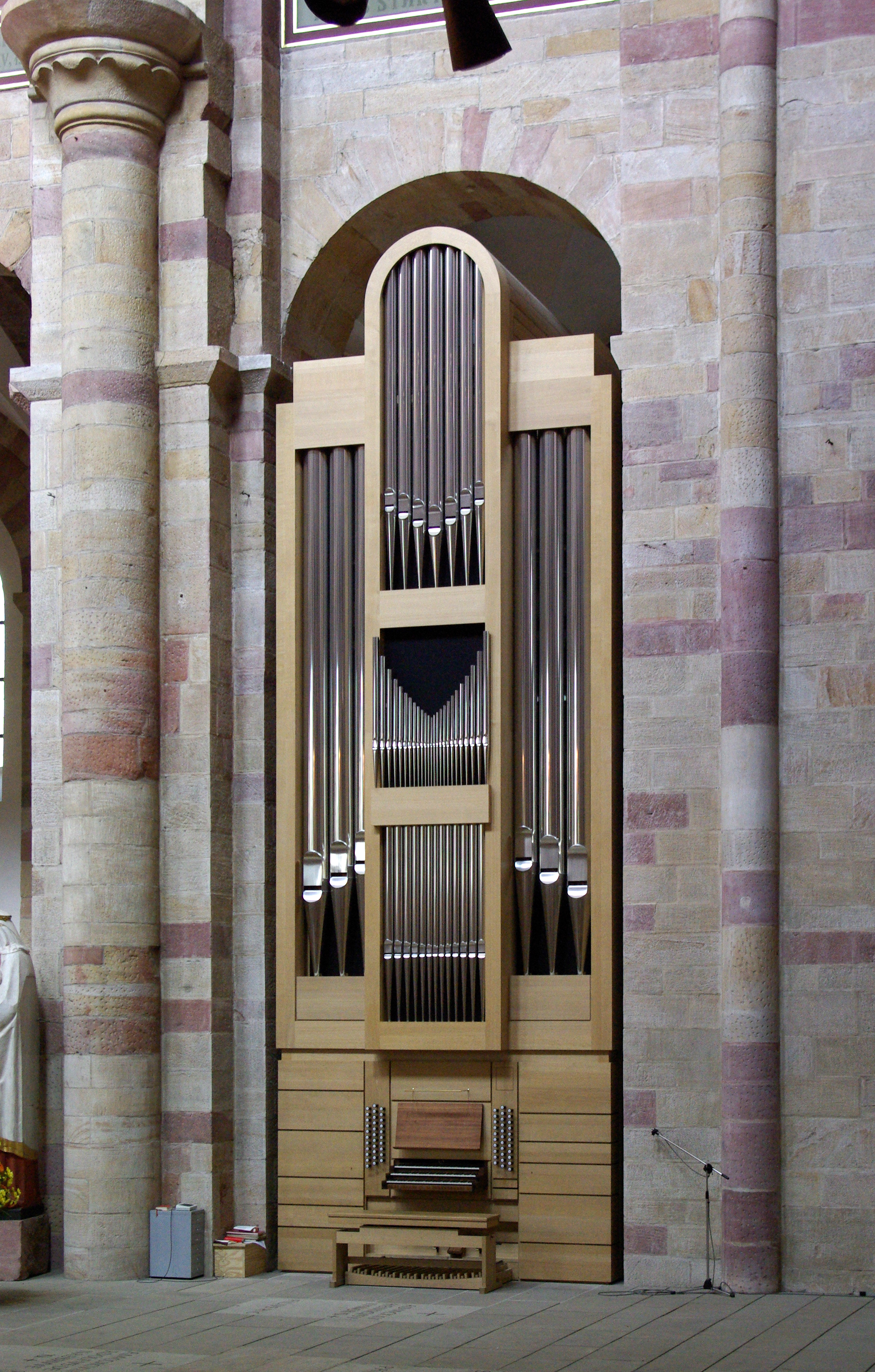
Orgel im Königschor
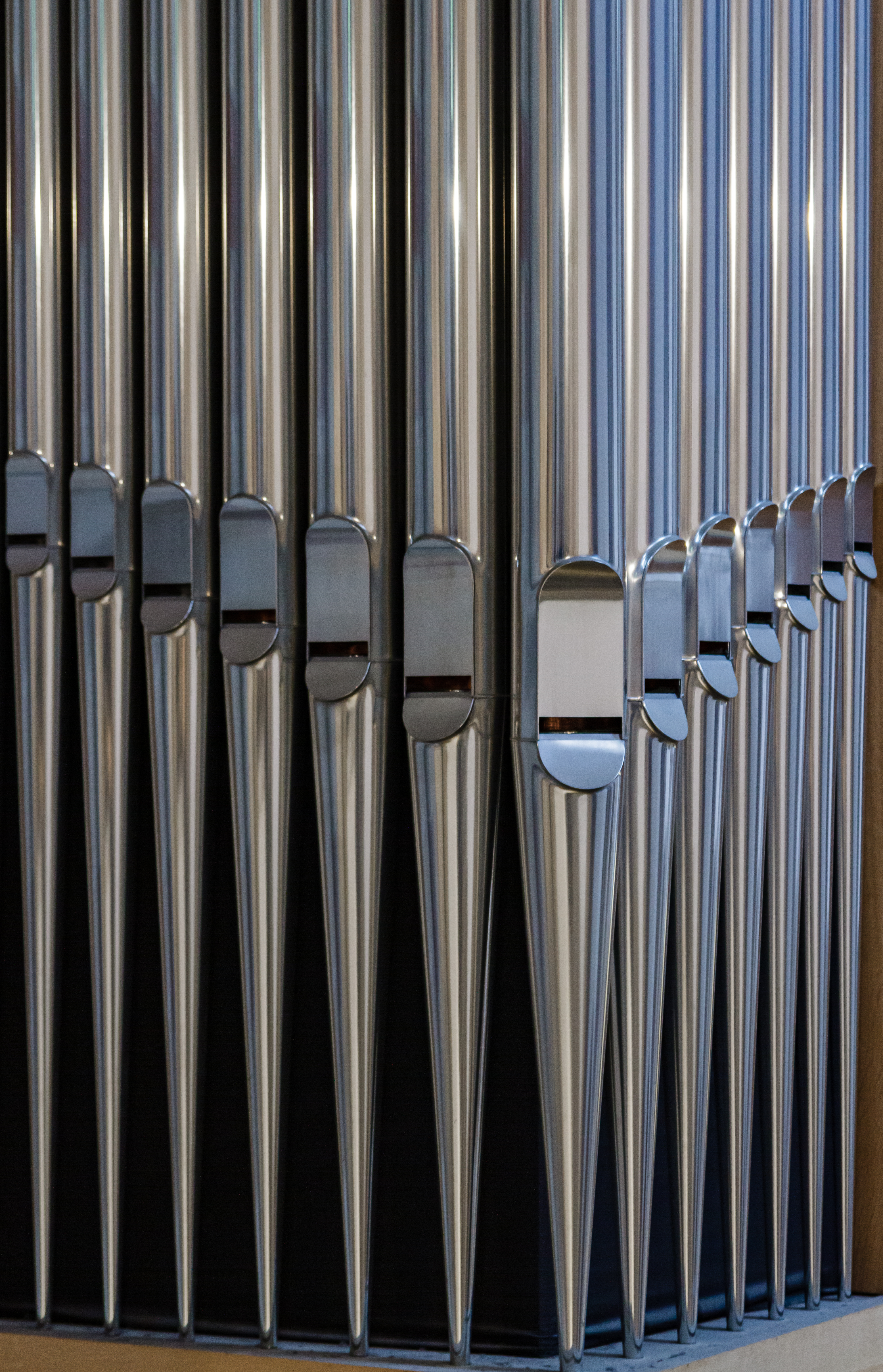
Orgelpfeifen
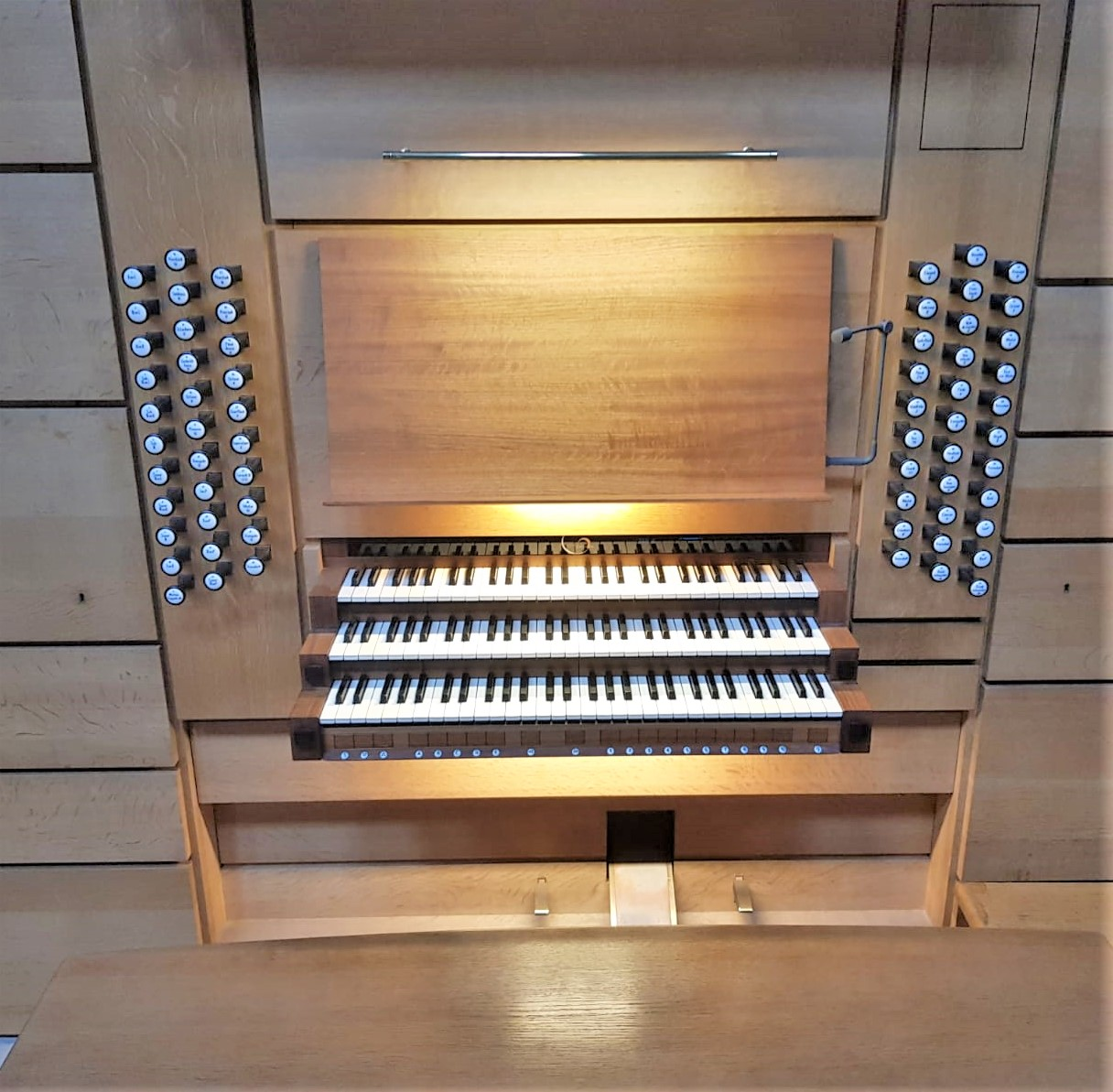
Manual

Die Orgel auf dem Königschor vereinigt zwei Instrumente:

#### Chororgel
Das Instrument beherbergt zum einen eine „klassische“ Chororgel mit 33 Registern (darunter eine Transmission) auf drei Manualen und Pedal. Die Disposition der einzelnen Werke orientiert sich an unterschiedlichen Stilepochen. So wurde das Schwellwerk im französisch-romantischen Stil disponiert, während das Hauptwerk eher im klassischen Stil von Pfälzer Orgeln disponiert wurde. Das Instrument verfügt über eine doppelte Spieltraktur, neben der mechanischen eine elektrische, damit die Chororgel vom Generalspieltisch angespielt werden kann. Die Normalkoppeln lassen sich wahlweise mechanisch oder elektrisch betätigen. Die Stimmtemperatur wurde nach Bach-Fischer (modifiziert) gelegt.
| I Hauptwerk C–a3 |                     |       |
| 01.              | Praestant           | 16′   |
| 02.              | Principal           | 08′   |
| 03.              | Flaut douce         | 08′   |
| 04.              | Octave              | 04′   |
| 05.              | Querflaut           | 04′   |
| 06.              | Superoctave         | 02′   |
| 07.              | Cornett III (ab c1) | 2 ⁄3′ |
| 08.              | Mixtur IV           | 1 ⁄3′ |
| 09.              | Trompete            | 08′   |
|                  | Tremulant           |       |

| II Positiv C–a3 |            |        |
| 10.             | Coppel     | 8′     |
| 11.             | Salicional | 8′     |
| 12.             | Spitzflaut | 4′     |
| 13.             | Nasat      | 2 ⁄3′  |
| 14.             | Waldflöte  | 2′     |
| 15.             | Terz       | 1 3⁄5′ |
| 16.             | Quint      | 1 ⁄3′  |
| 17.             | Mixtur III | 1′     |
| 18.             | Cromhorn   | 8′     |
|                 | Tremulant  |        |

| III Schwellwerk C–a3 |                      |    |
| 19.                  | Bourdon              | 8′ |
| 20.                  | Flûte harmonique     | 8′ |
| 21.                  | Viole de Gambe       | 8′ |
| 22.                  | Voix Céleste (ab c0) | 8′ |
| 23.                  | Flûte                | 4′ |
| 24.                  | Trompette            | 8′ |
| 25.                  | Hautbois             | 8′ |
| 26.                  | Voix Humaine         | 8′ |
| 27.                  | Clairon              | 4′ |
|                      | Tremulant            |    |

| Pedal C–g1 |                     |     |
|            | Praestant (= Nr. 1) | 16′ |
| 28.        | Subbass             | 16′ |
| 29.        | Octavbass           | 08′ |
| 30.        | Gedecktbass         | 08′ |
| 31.        | Octave              | 04′ |
| 32.        | Posaune             | 16′ |
| 33.        | Trompete            | 08′ |

- Koppeln:
  - Normalkoppeln: III/I, II/I, I/II, III/II, I/P, II/P, III/P
  - Suboktavkoppeln: III/III, III/I, III/II
  - Superoktavkoppeln: III/III, III/I, III/II, III/P
- Spielhilfen: Modernes Bussystem mit innovativen Bedienelementen, u. a. frei programmierbare Bedienknöpfen für frei editierbare Koppeln, verschiedene Schweller-Crescendi (Front- und Rückschweller) usw., integriertes Midi-Aufzeichnungsgerät.

#### Mitteltöniges Werk
Außerdem befindet sich in der Orgel ein „Instrument im Instrument“, ein (eigenständiges) mitteltöniges Werk im Sinne eines gotischen Blockwerks mit fünf Registern. Diese sind vom I. und II. Manual – und mittels der Pedalkoppeln – vom Pedal aus anspielbar. Entsprechend historischen Vorbildern wurden die Pfeifen mit einem hohen Blei-Anteil gefertigt. Die unterste Oktave wurde als kurze Oktave angelegt und dient zum Greifen von Bassfiguren.
Orientierungspunkt für das mitteltönige Werk war das John-Cage-Orgelprojekt in Anlehnung an die von Michael Praetorius beschriebene gotische Orgel im Dom von Halberstadt von Nicolaus Faber aus dem Jahr 1361. An den Klaviaturbacken von I. und II. Manual befinden sich Vorrichtungen, mit denen der Tastengang begrenzt werden kann, um bei der Interpretation von Werken der Alten Musik eine besonders „feine Spielart“ zu ermöglichen.
| I. Manual CDEFGA–f3 |                   |        |
| 1.                  | Principal         | 8′     |
| 2.                  | Octave            | 4′     |
| 3.                  | Mixtur V          | 2′     |
| 4.                  | Terz zur Mixtur 0 | 1 3⁄5′ |
|                     | Tremulant         |        |

| II. Manual CDEFGA–f3 |           |    |
| 5.                   | Regal     | 8′ |
|                      | Tremulant |    |

## Glockenturm und Glocken
Der Mittelturm des Westbaus diente seit jeher als Glockenstube. Hier hängt noch eines der wenigen Großgeläute des 19. Jahrhunderts; es wurde 1822 von Peter Lindemann aus Zweibrücken gegossen. Die übrigen Glocken (5 bis 9) wurden 1963 von Friedrich Wilhelm Schilling in Heidelberg gefertigt. Der Uhrschlag erfolgt über die vier großen Glocken; Glocken 4 und 3 im Wechsel für die Viertelstunden, die Glocken 2 und 1 nacheinander die vollen Stunden. Die Klöppel stammen von der Firma Edelstahl Rosswag.
| Nr. | Name                                 | Gussjahr | Durchmesser (cm) | Gewicht (kg) | Nominal (16tel) | Inschrift |
| 1   | Maximilianus Josephus (Kaiserglocke) | 1822     | 208              | 5350         | g0 –4           | „Maximilianus Josephus Rex Bavariae“ (Maximilian Joseph, König von Bayern)                                                                                   |
| 2   | Friderica Wilhelmina Carolina        | 1822     | 175              | 2600         | b0 +3           | „Friderica Wilhelmina Carolina Regina Bavariae“ (Friederike Wilhelmine Karoline, Königin von Bayern)                                                         |
| 3   | Ludovicus Carolus                    | 1822     | 147              | 1650         | des1 +6         | „Ludovicus Carolus Dux Bavariae Princeps hereditarius“ (Ludwig Karl, Herzog von Bayern, Erbprinz)                                                            |
| 4   | Matthæus de Chandelle                | 1822     | 115              | 600          | f1 +4           | „Matthaeus de Chandelle primus episcopus ecclesiae Spirensis restauratae“ (Matthäus von Chandelle, erster Bischof der wiederhergestellten Kirche von Speyer) |
| 5   | Maria                                | 1963     | 95,5             | 601          | as1             | „O clemens, o pia, o dulcis Virgo Maria“ (Oh milde, oh fromme, oh süße Jungfrau Maria)                                                                       |
| 6   | Joseph                               | 1963     | 90,3             | 494          | b1              | „St. Joseph, Patron der Kirche, bitte für uns“ |
| 7   | Anna                                 | 1963     | 83,3             | 440          | des2            | „Heilige Anna, halte deine Hand über die Familien“ |
| 8   | Pirminius                            | 1963     | 75               | 312          | es2             | „Heiliger Pirmin, stärke den Glauben, den du verkündet hast“                                                                                                 |
| 9   | Otto                                 | 1963     | 66,7             | 217          | f2              | „St. Otto, erhalte dein Werk“ |

## Umgebung
| Domumgebung um 1730 | Legende |
|                     | - A – Dom und Bischofspfalz - K – Jesuitenkirche und Kolleg - Aa – Kühetor (?) - Bb – Gackturm und „Riegel“ - Cc – Fischertor - o – Armbrustertor - p – Zimmerleutturm - q – Heidentürmchen und Udenturm - r – Nikolausturm (Domstaffelturm) - s – Tränktor |

Ursprünglich stand der Dom nicht frei, sondern war dicht umbaut (vgl. die oben wiedergegebenen alten Ansichten). Die meisten Gebäude verschwanden nach der Französischen Revolution.
Im Folgenden die Gebäude, die innerhalb der Immunität (Domfreiheit) lagen:
Südlich des Domes schloss sich der Kreuzgang mit „Ölberg“ (erhalten), Kapitelhaus, Kreuzhaus und Pfarrhaus an. Dahinter lagen die Domdechanei und das Archiv. Weiter südlich lagen der Schlegelhof des Domkapitels – an seiner Stelle heute das ehemalige Staatsarchiv Speyer (1902) – mit der noch erhaltenen Auwachschen Balustrade und direkt daneben das Deutsche Haus, einst Sitz des Deutschen Ordens, dessen Stelle heute das Gebäude des protestantischen Landeskirchenrates der Pfalz (1893) einnimmt und St. Stephan, eine der ältesten Kirchen Speyers. Zwischen Schlegelhof und Kreuzgang/Ölberg wurde am Karfreitag 1277 der Domdekan Albert von Mußbach auf grausame Weise ermordet.
Nördlich des Domes lagen die Bischofspfalz, die St. Nikolaus-Kapelle, der Domstaffelturm (Stadtmauerturm mit einem über eine Treppe erreichbaren Tor zur Domimmunität) und die zu Beginn des 18. Jh. in ein Jesuitenkolleg umgewandelte alte Dompropstei nebst Jesuitenkirche.
Im Osten lagen an der Stadtmauer nahe dem Heidentürmchen mehrere Wirtschaftsgebäude.

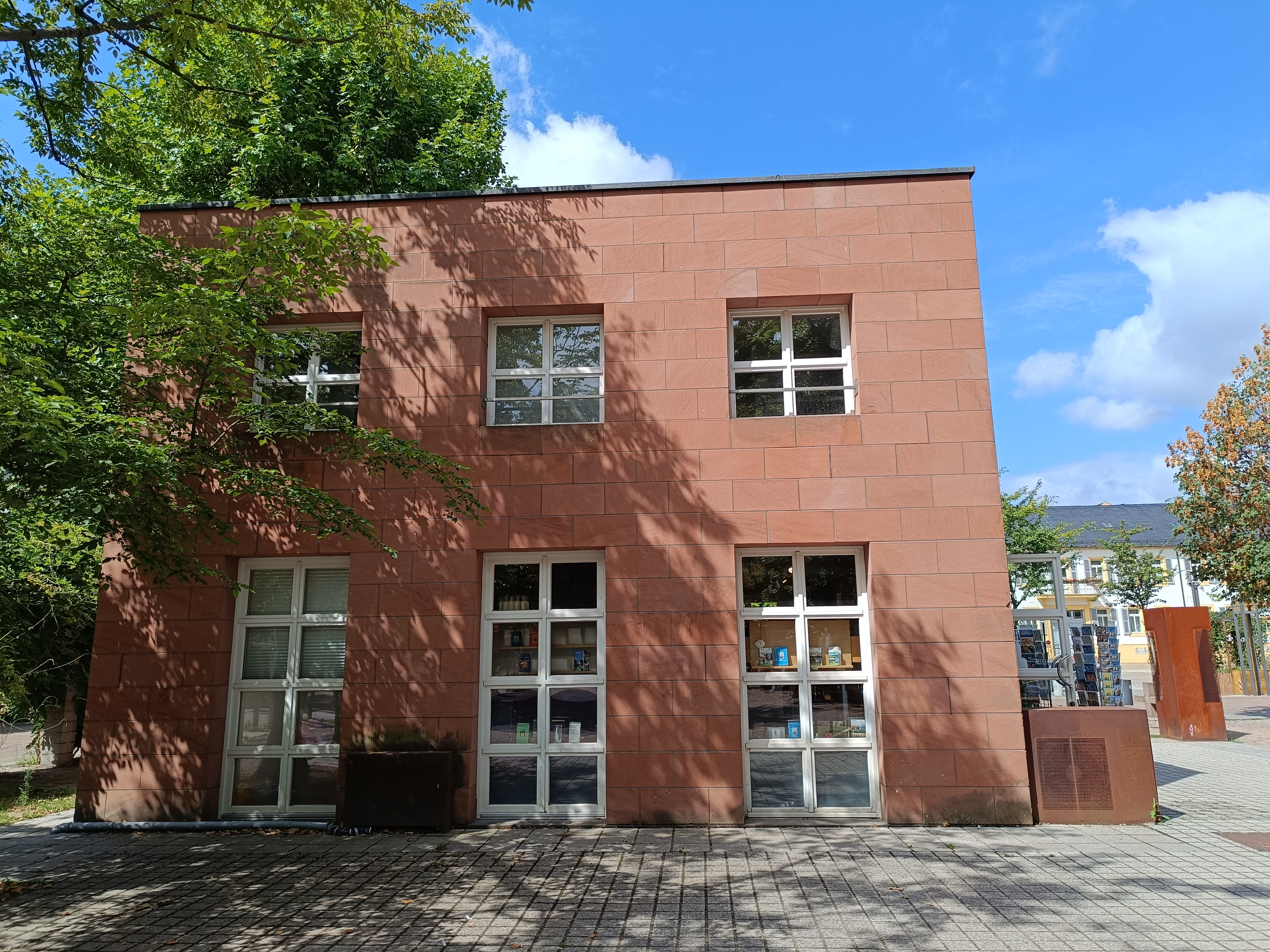
Info-Pavillon und Außenanlagen, Wettbewerbe 1984/85 und 1988, Architekt: O.M. Ungers

Am 7. Mai 1984 wurde für den Bereich zwischen Postplatz, der Maximilianstrasse und dem Domplatz ein beschränkter Ideenwettbewerb ausgeschrieben. Von den 8 abgegebenen Arbeiten ging in der Überarbeitungsphase im Jahr 1985 Oswald Mathias Ungers als Sieger hervor, dessen Entwurf in den späteren Jahren bis 1990 auch umgesetzt wurde.

### Domnapf
Der Domnapf westlich des Domes, im Kreuzungspunkt mehrerer Straßen, bildete ursprünglich die Grenze zwischen dem Gebiet der ehemaligen freien Reichsstadt und der sogenannten Dom-Immunität. Ein Delinquent, der zum Domnapf flüchten konnte, durfte nicht mehr richterlich belangt werden. Der Domnapf trennte die Freie Reichsstadt Speyer vom Hoheitsgebiet des Bischofs.

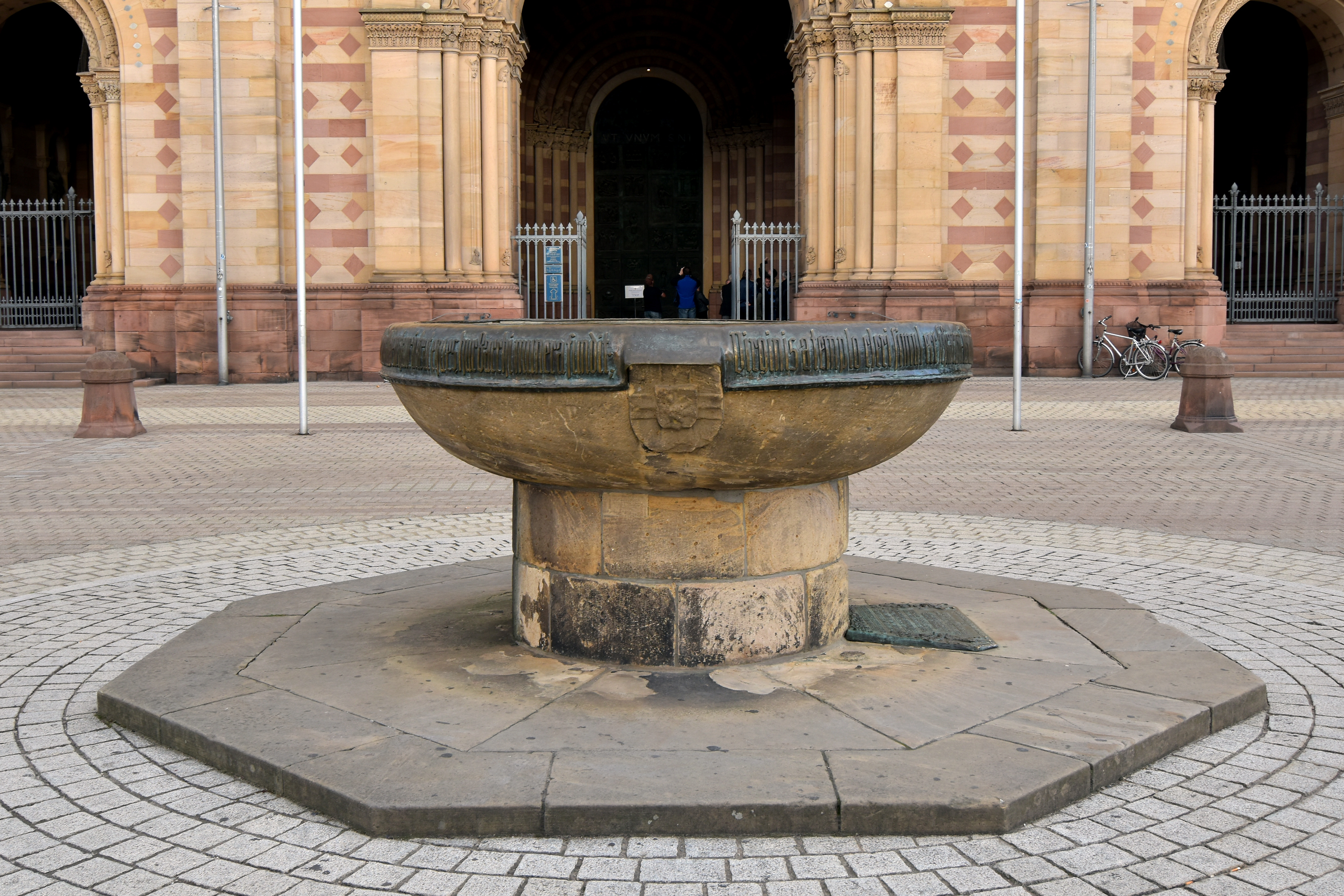
Domnapf
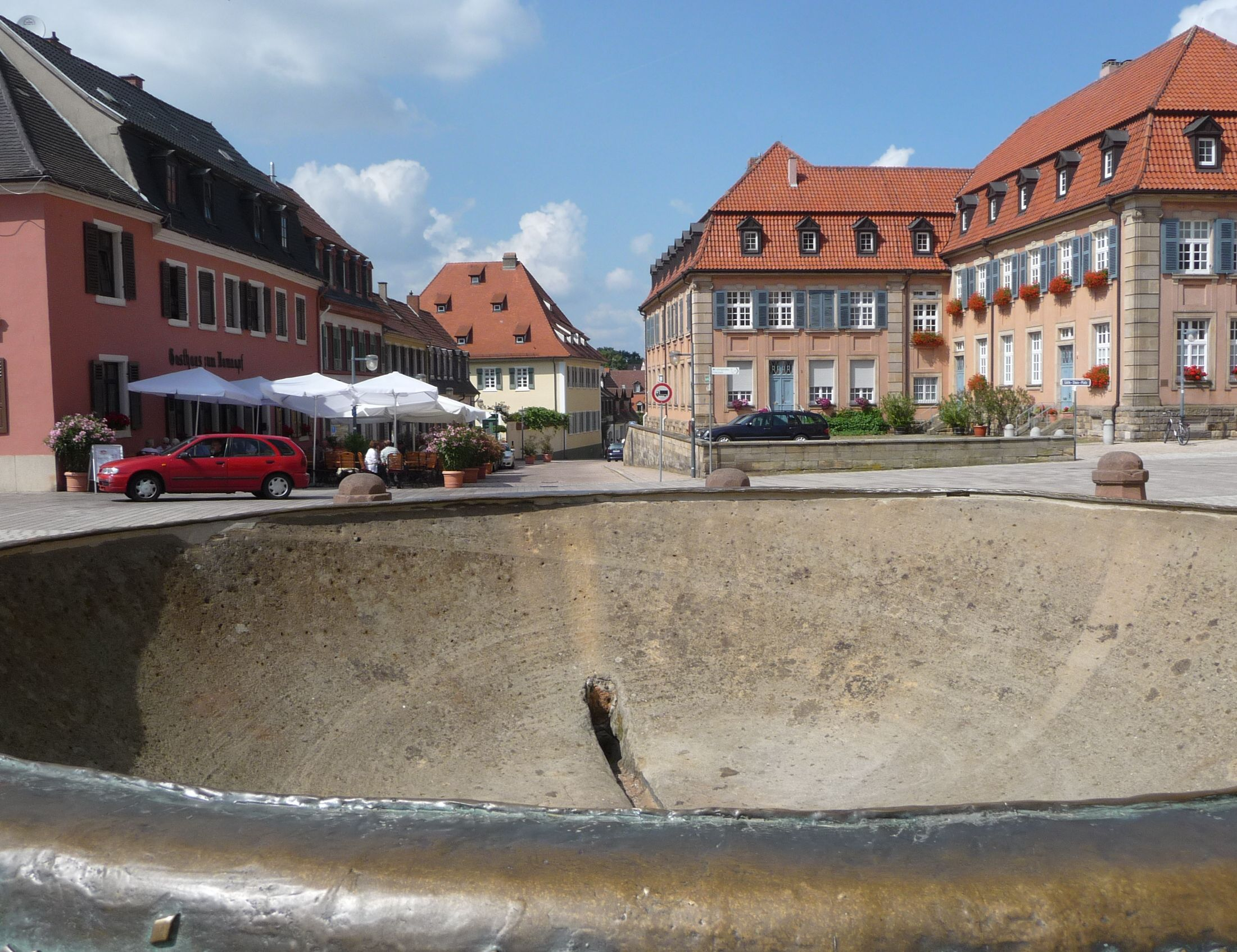

Wenn ein neuer Bischof in die Stadt einzog, endete hier das von der Stadt beanspruchte Geleitrecht. Bei dieser Gelegenheit musste der Bischof den Napf mit Wein füllen, und jeder Bürger hatte das Recht, daraus zu trinken.

### Ölberg
Der 1509–1511 durch die Bildhauer Nikolaus Elser und Hans Seyfer geschaffene Ölberg vor der Südseite des Doms geht auf eine Stiftung des Domkapitulars Wipert von Finsterlohe († 1503) zurück und stand ursprünglich im Innenhof des 1437 errichteten (1820 abgetragenen) Kreuzgangs. Der ehemals 15 m hohe kunstvolle Zentralbau mit seiner lebensgroßen Figurengruppe ist 1680 und 1794 durch brandschatzende Soldaten schwer beschädigt worden. Das heutige sechseckige Zeltdach ist ein wetterschützendes Provisorium des 20. Jahrhunderts. Die einst weithin bewunderte Pracht der Gesamtanlage überliefert eine Serie aus sieben anonymen Federzeichnungen des frühen 17. Jahrhunderts, die sich in der Kunstsammlung der Universität Göttingen befinden.

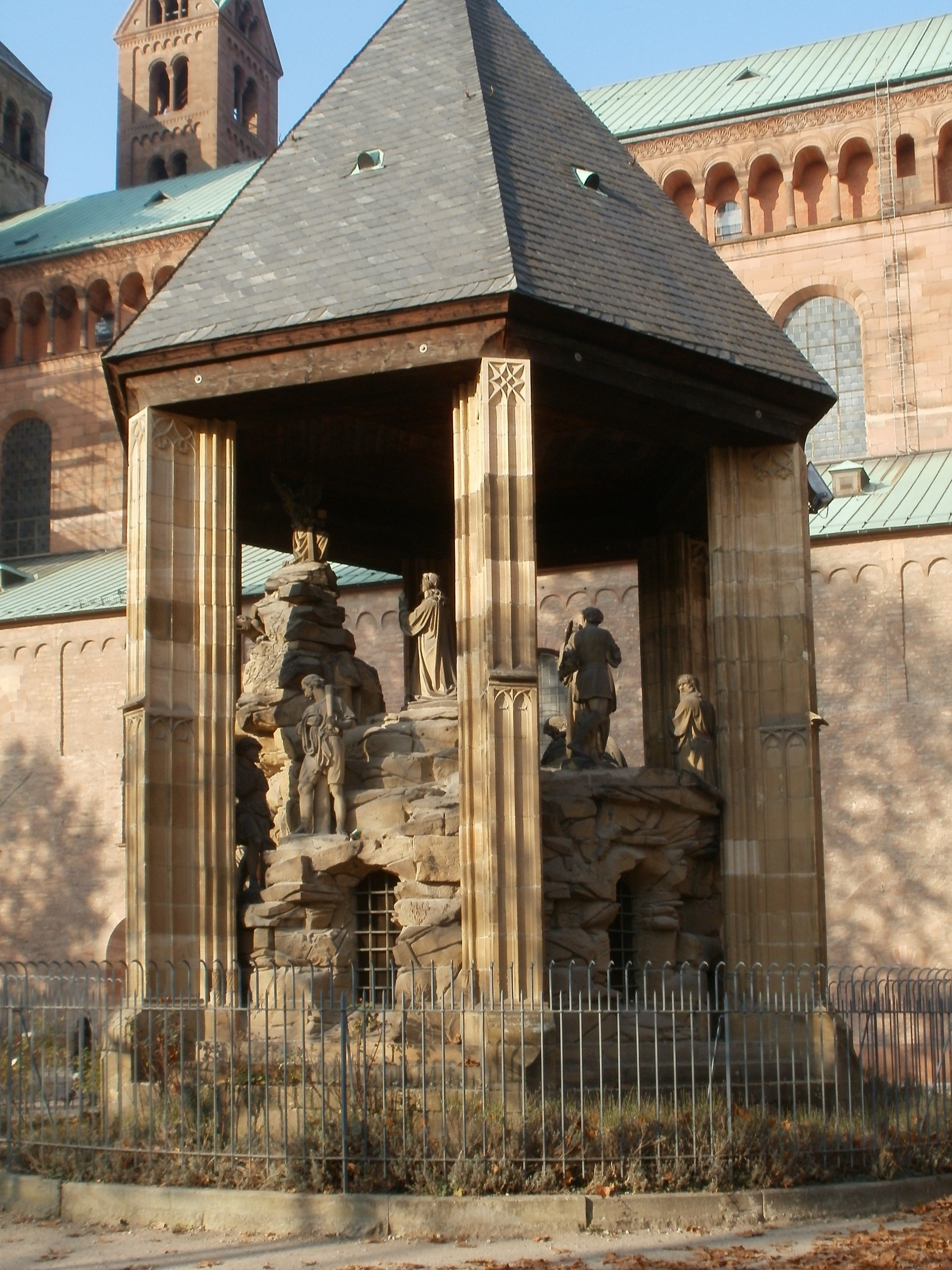
Ölberg (2011)
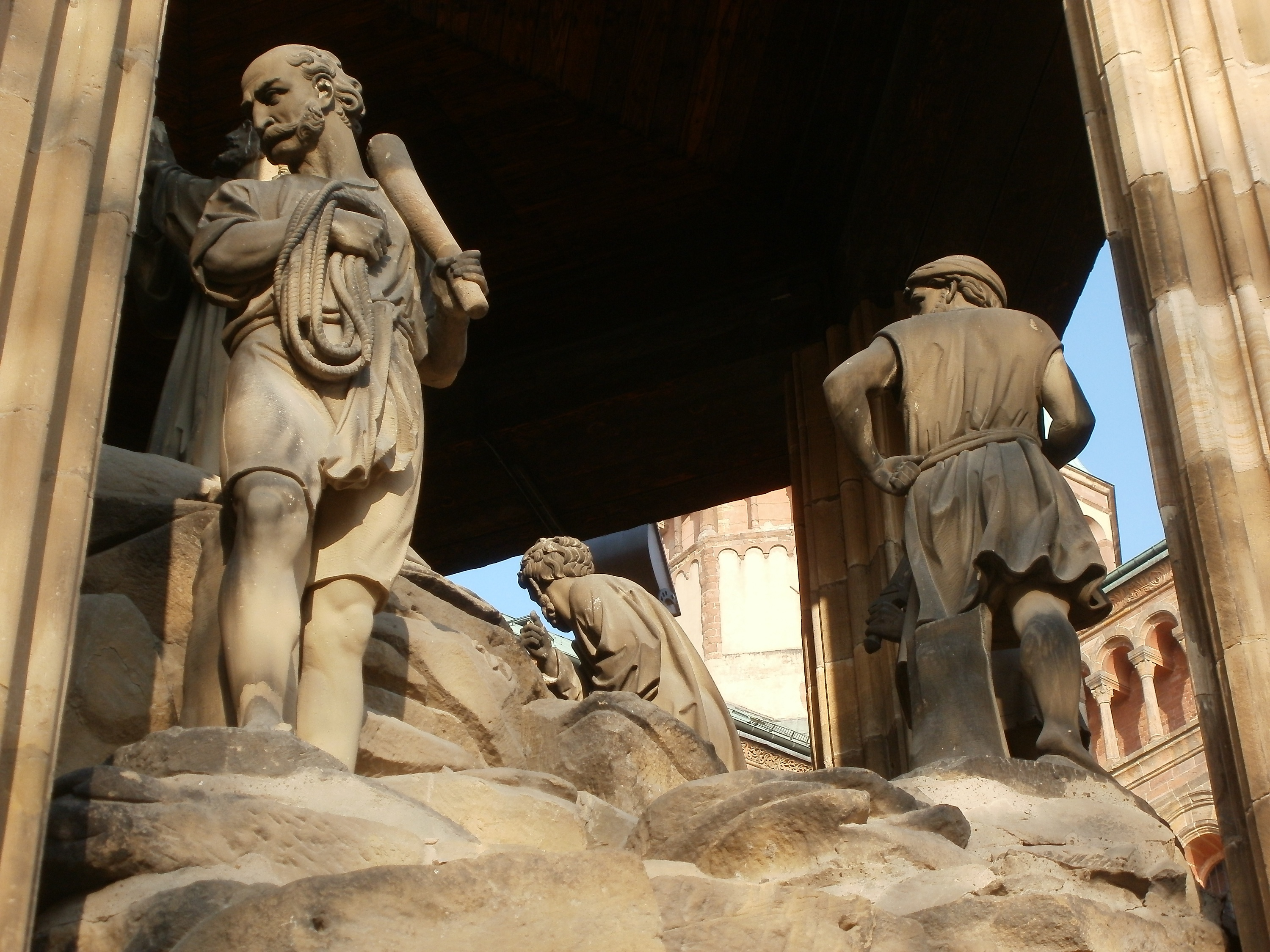
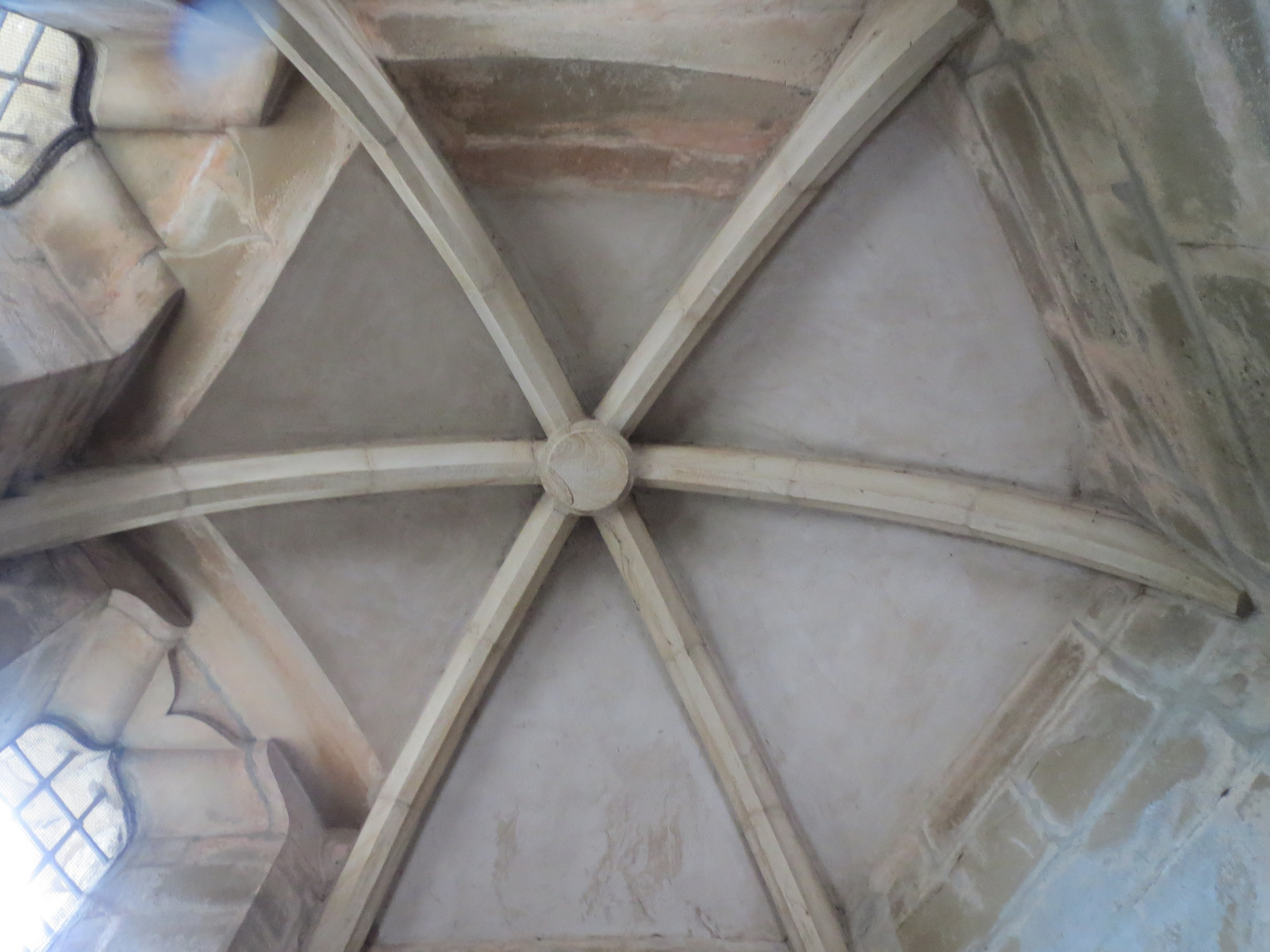

### Heidentürmchen
Das Heidentürmchen ist ein Rest der mittelalterlichen Stadtmauer, die Bischöfe und Bürger als Speyerer Stadtbefestigung geschaffen hatten, und steht östlich des Doms. Es hat seinen Namen von seiner ursprünglichen Lage zwischen dem sumpfigen Rheinufer und dem bebauten Domhügel, einem Gebiet, das man im Mittelalter als Heide (= Brachland) bezeichnete.

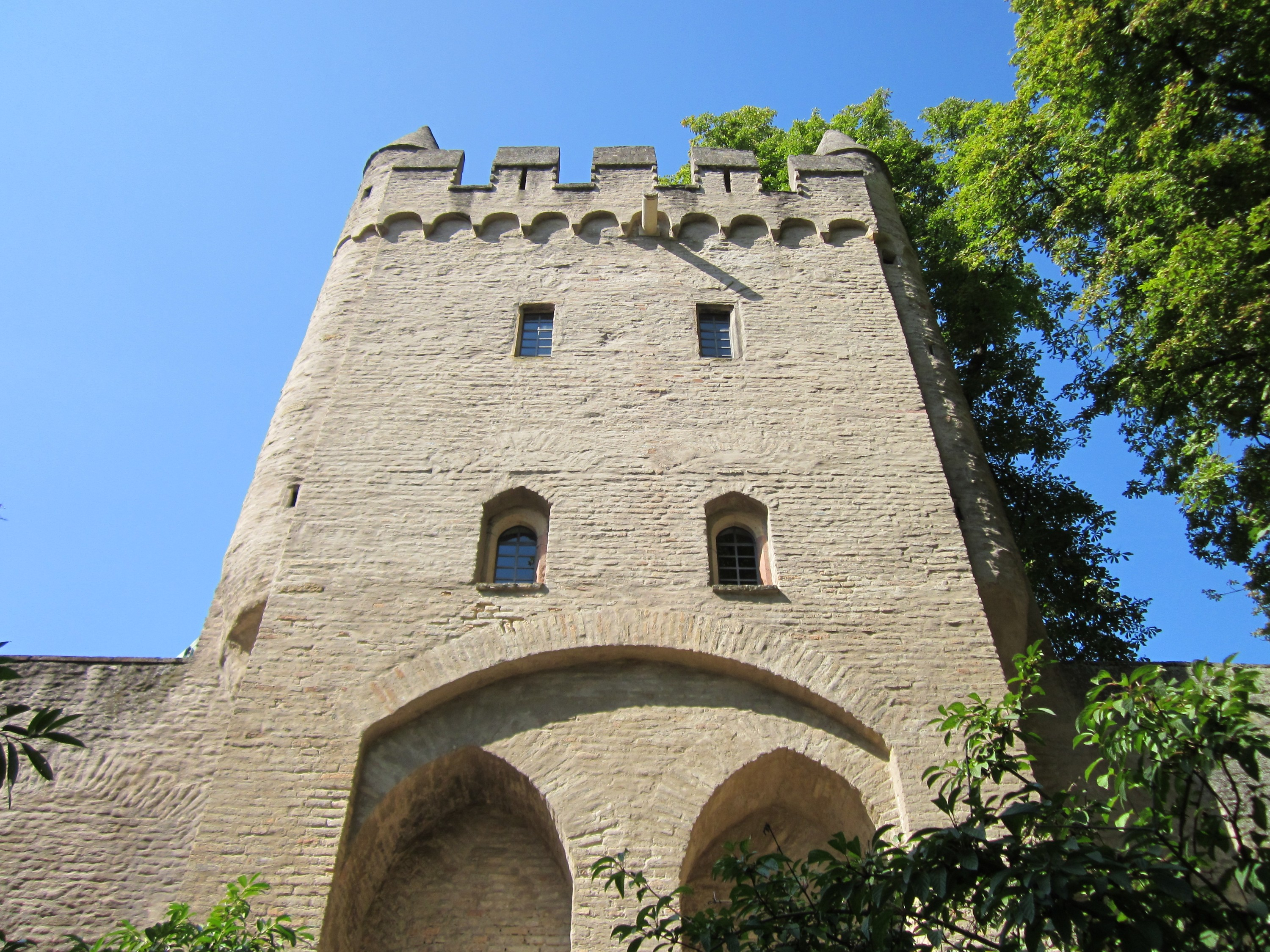
Heidentürmchen
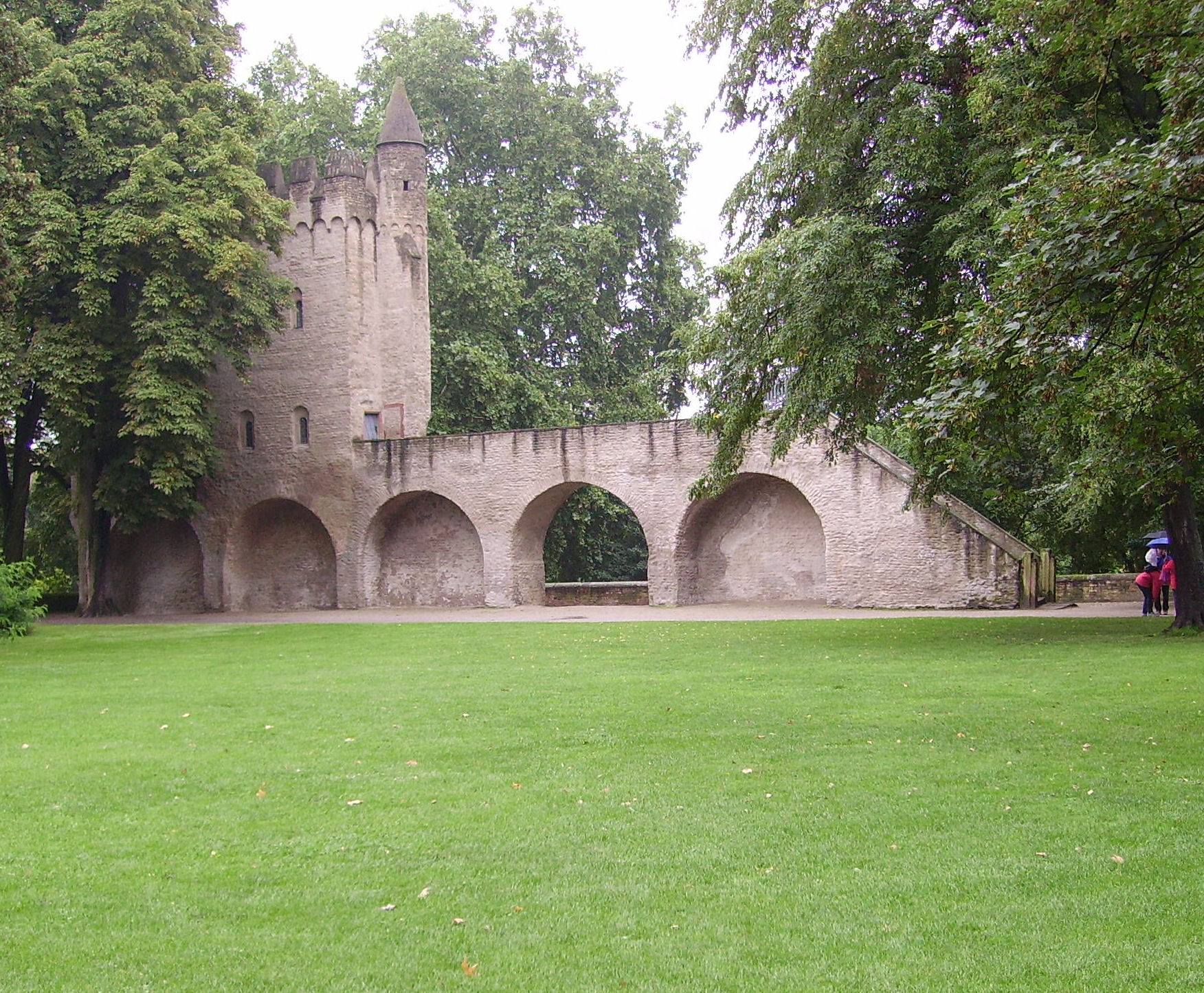

### Fährmann hol’ über!
Im Domgarten befindet sich auch die Skulpturgruppe Fährmann hol’ über des Bildhauers Günther Zeuner aus dem Jahr 1987. Eine Sage erzählt, dass im Oktober 1813, acht Könige und Kaiser aus ihren Gräbern im Dom aufstanden, um das Reich in der Völkerschlacht bei Leipzig vor Napoleon zu retten.

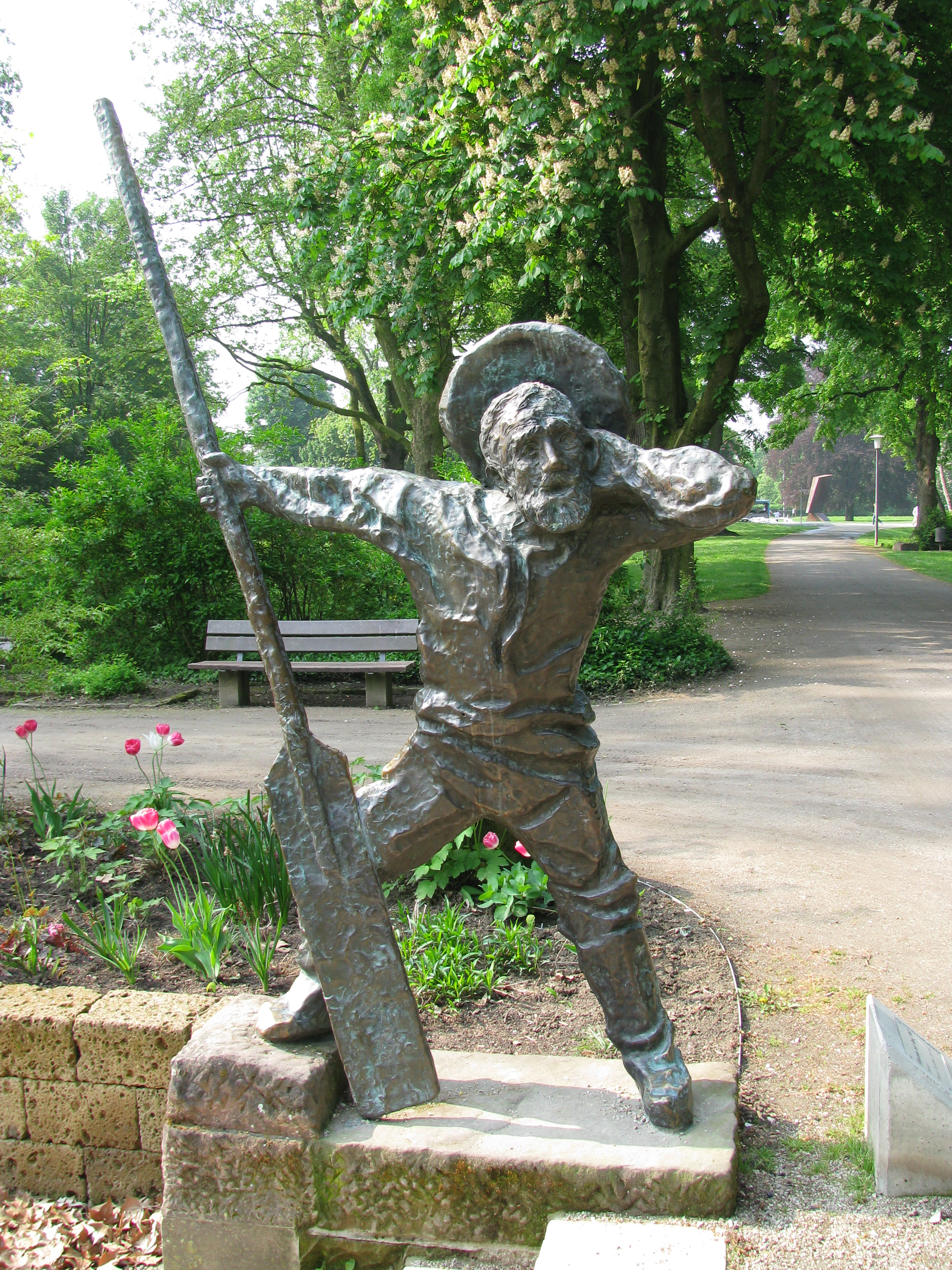
Der Fährmann
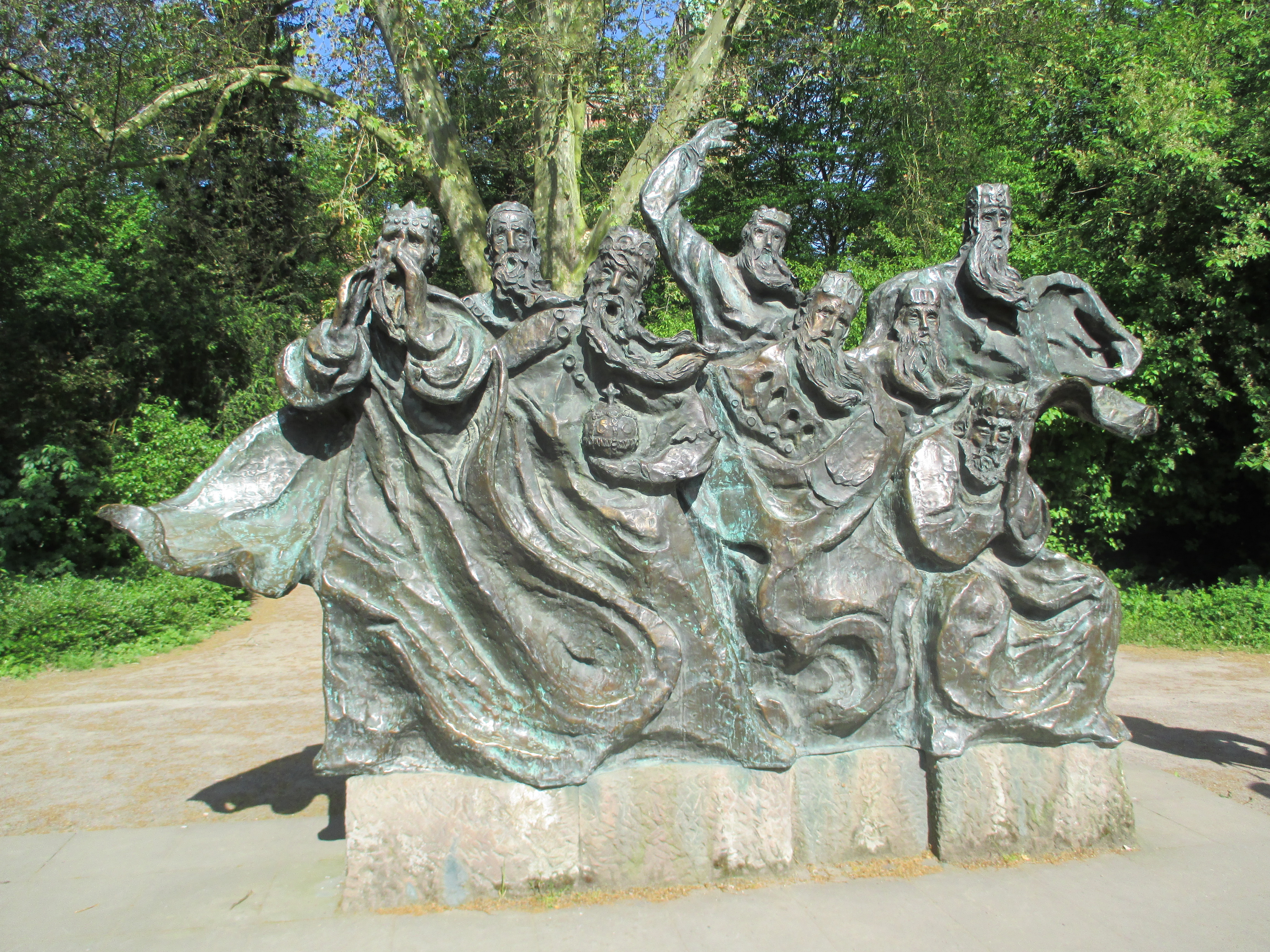
Die acht Könige und Kaiser

### Antikenhalle
Die klassizistische Antikenhalle wurde im Jahr 1826, im Auftrag des Regierungspräsidenten Joseph von Stichaner, nach einem Entwurf von Johann Philipp Mattlener, nördlich vom Dom erbaut und war für die Aufnahme von römischen Funden vorgesehen. Sie erwies sich jedoch für diesen Zweck bald als zu klein. Später stellte man hier Kanonen auf, die im Krieg 1870/1871 erbeutet worden waren (heute nicht mehr vorhanden). Seit 1930 ist sie zum Ehrenmal des ehemals in Speyer beheimateten 2. Königlich Bayerischen Pionier-Bataillons umgestaltet.

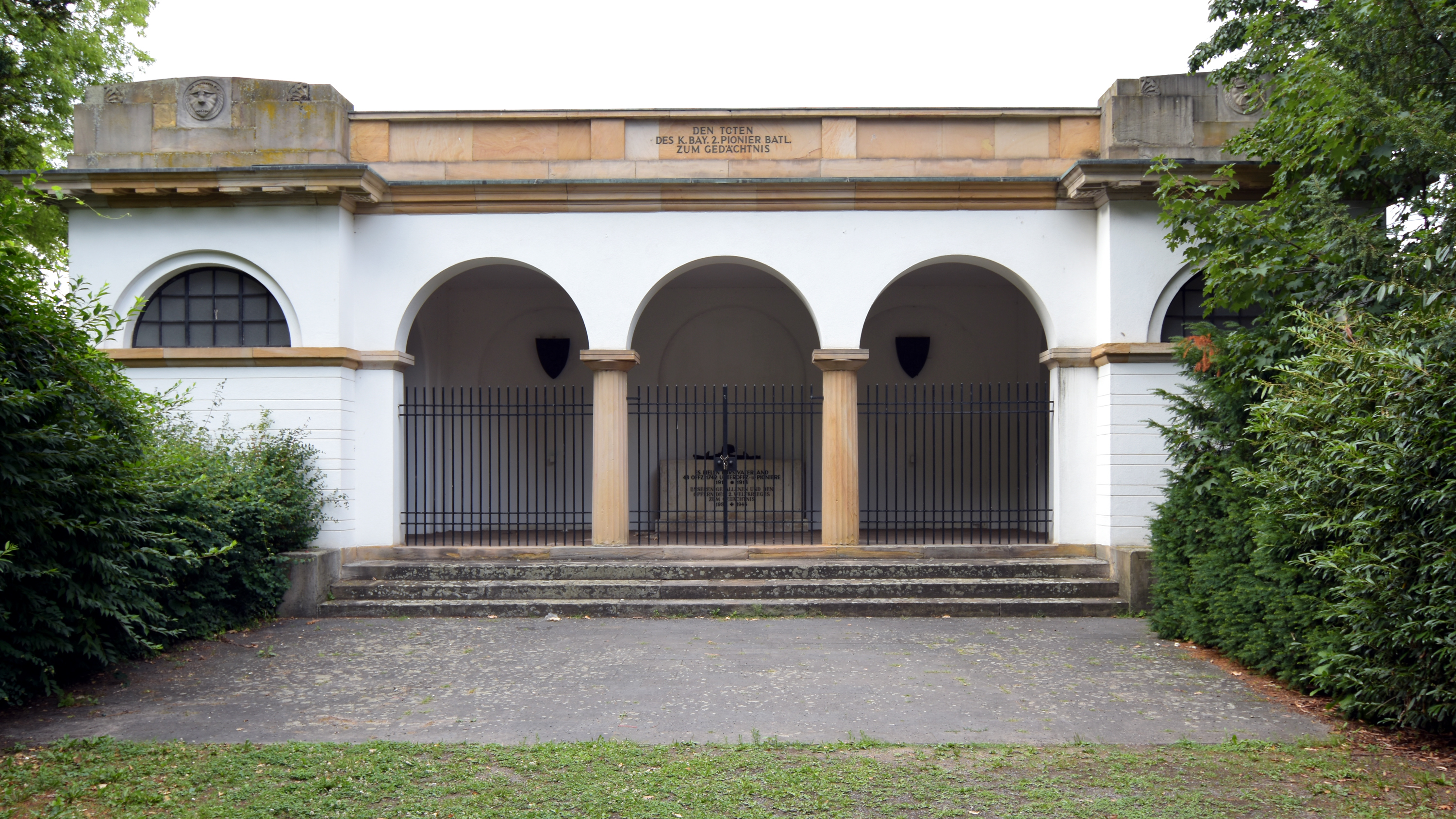
Die Antikenhalle

### Stauferstele
In Erinnerung an die Staufer wurde am 2. Juni 2018 im nördlichen oberen Domgarten eine Stauferstele des Bildhauers Markus Wolf errichtet. Sie erinnert an die drei in der Kaisergruft bestatteten Staufer (Kaiserin Beatrix von Burgund, ihre Tochter Agnes und ihr Sohn König Philipp von Schwaben) sowie an über sechzig Hoftage staufischer Könige und Kaiser in Speyer.

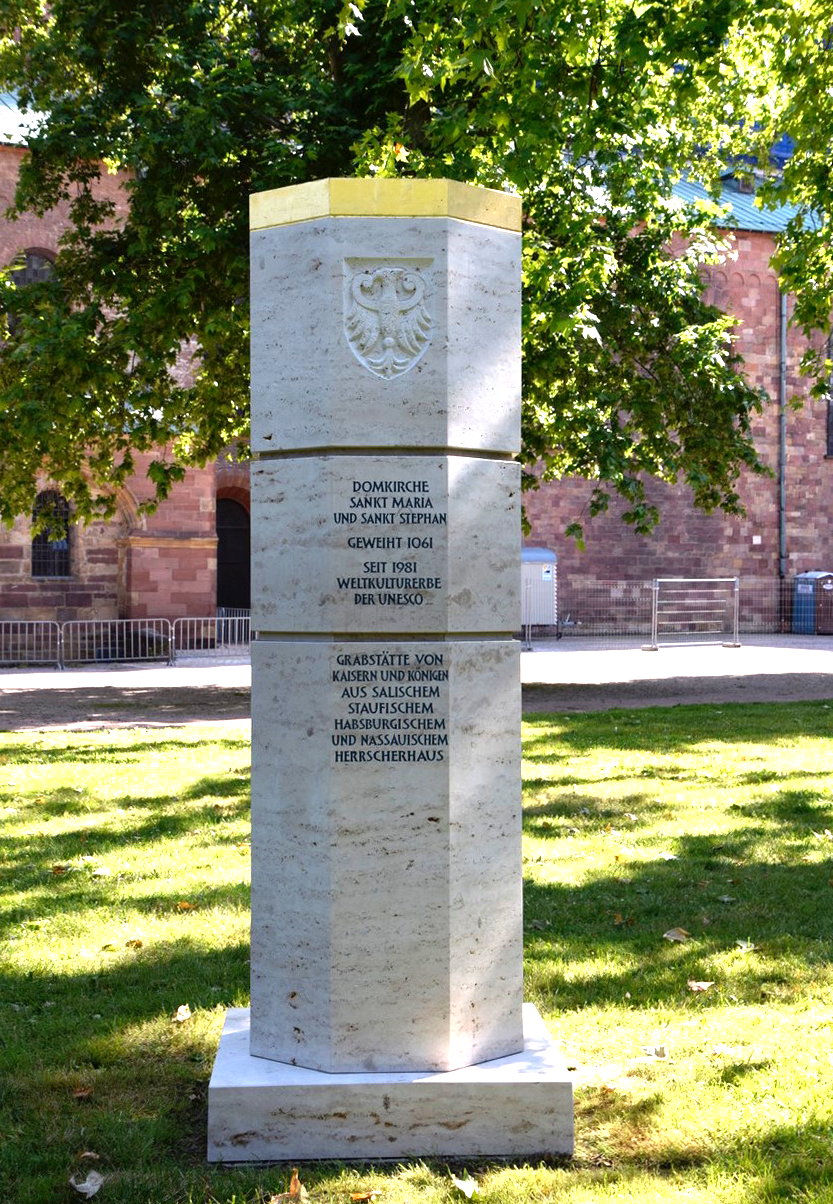
Stauferstele

### Blindentastmodell
Am 11. März 2020 wurde auf einem Sandsteinsockel an der Südseite des Doms ein Blindentastmodell im Maßstab 1:100 aufgestellt.

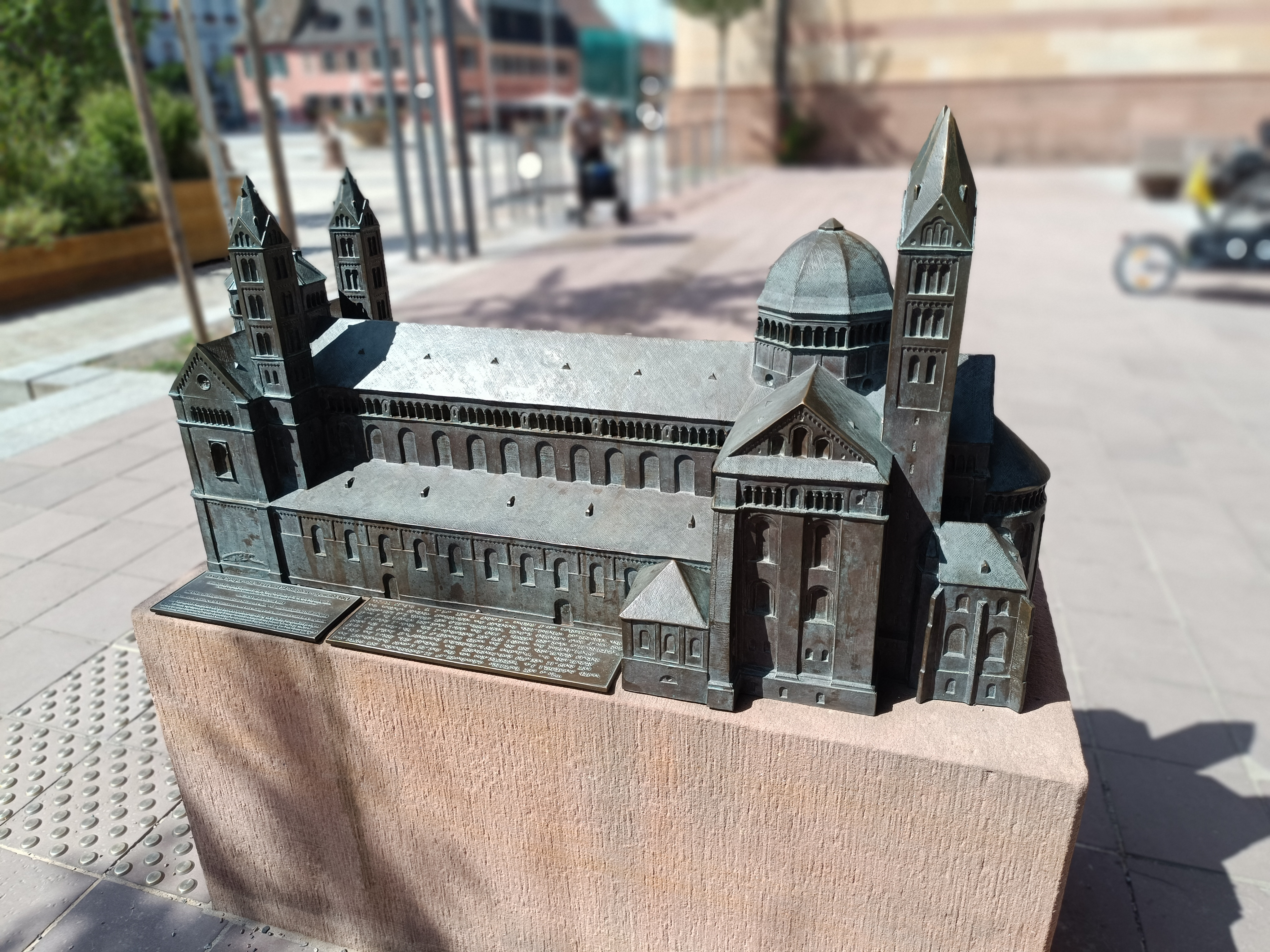
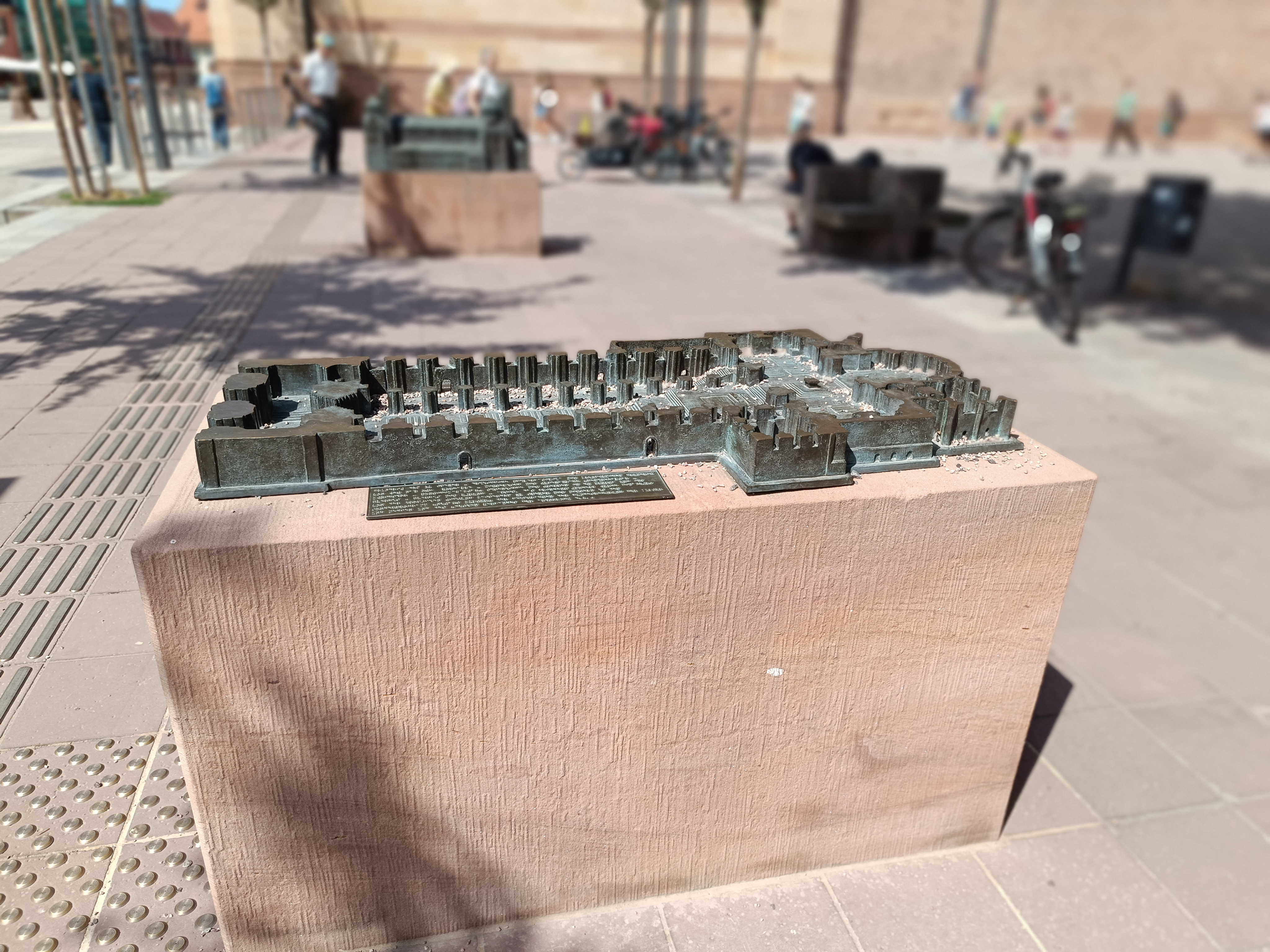

## Sonstiges

### Patrozinium

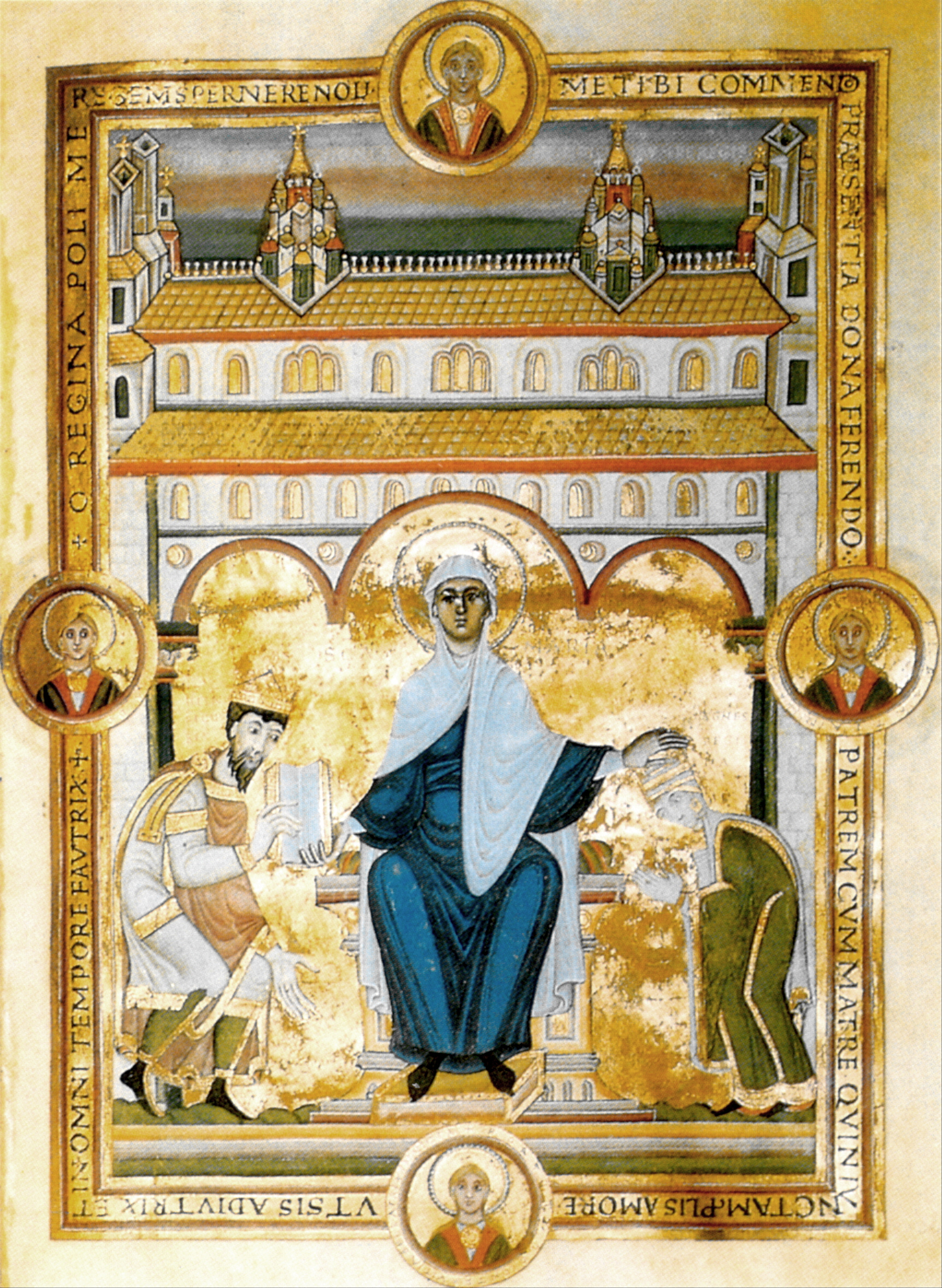
Heinrich III. übergibt das „Goldene Buch“ (Codex Aureus) an die heilige Maria, die Patronin des Doms. Im Hintergrund ist der Dom zu sehen.

Im Jahr 670 wird in einer Schenkungsurkunde des Merowingerkönigs Childerich II. zum ersten Mal Maria als Patronin der Diözese Speyer genannt.
Schon die vorromanische Bischofskirche war der Gottesmutter Maria und dem Heiligen Papst Stephan I. geweiht. Auch in einer Urkunde von Karl dem Großen aus dem Jahr 782 wird von einer: ecclesia domne Marie, vel domni Stephani (Kirche der Herrin Maria und des Herrn Stephan) gesprochen.
Der offizielle lateinische Name des Doms ist Domus sanctae Mariae Spirae (Dom zu Unserer lieben Frau in Speyer). Das Dompatrozinium fällt auf Mariä Himmelfahrt (15. August). In der Kathedrale wurde als Patrona Spirensis ursprünglich ein sitzendes, romanisches Marien-Gnadenbild verehrt, seit ca. 1300 ersetzt durch eine stehende, gotische Marienfigur. Diese war sehr berühmt, Ziel vieler Wallfahrten und wurde oft auf Bildern dargestellt. Französische Revolutionäre und ihre Helfer verbrannten sie bei der Plünderung des Domes, im Januar 1794. Danach war die Wallfahrt für lange Zeit erloschen. Als letzter Überrest findet sich ein Füßchen des Jesuskindes im Historischen Museum der Pfalz.

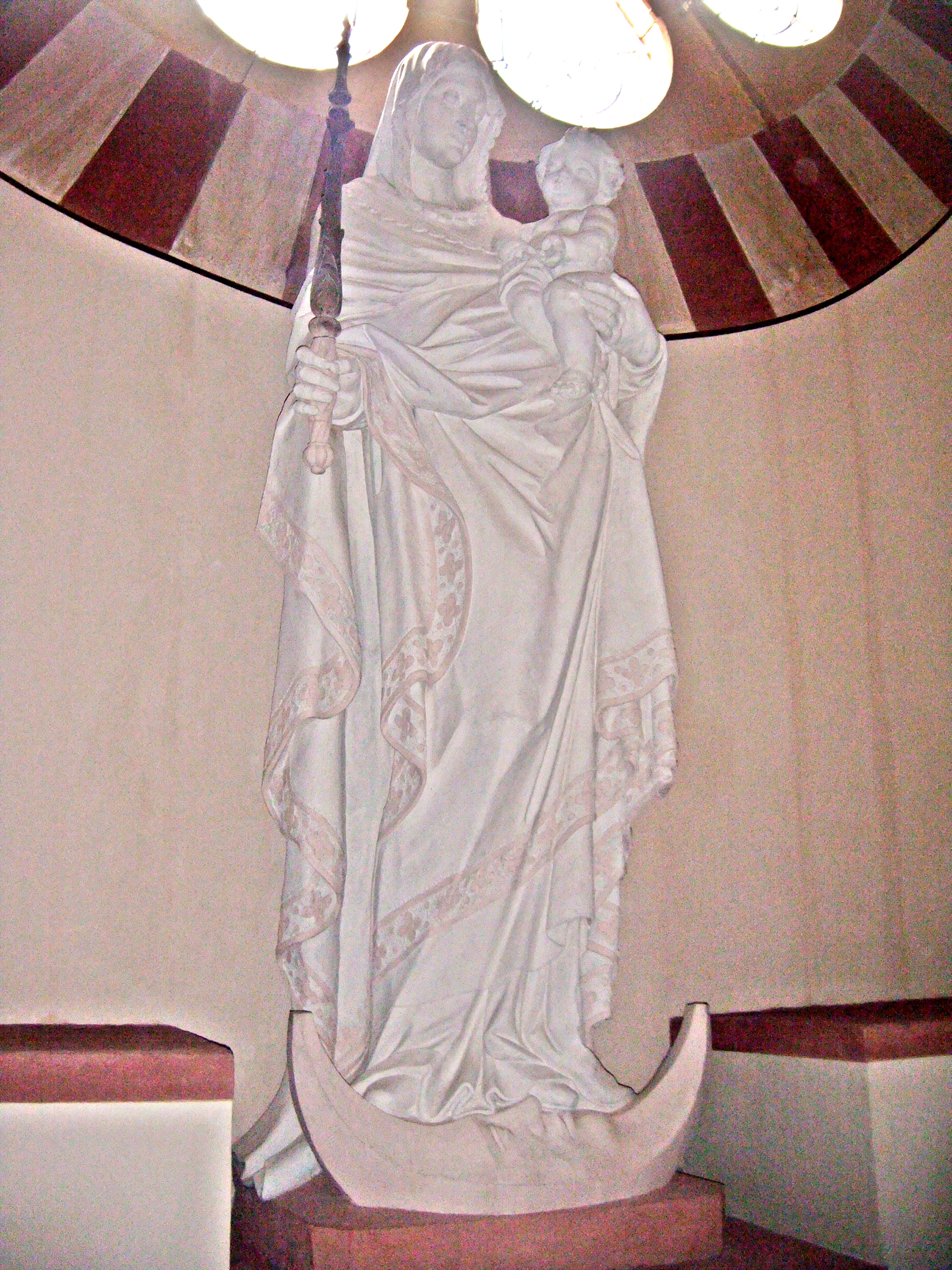
Patrona Spirensis im Kaisersaal des Doms
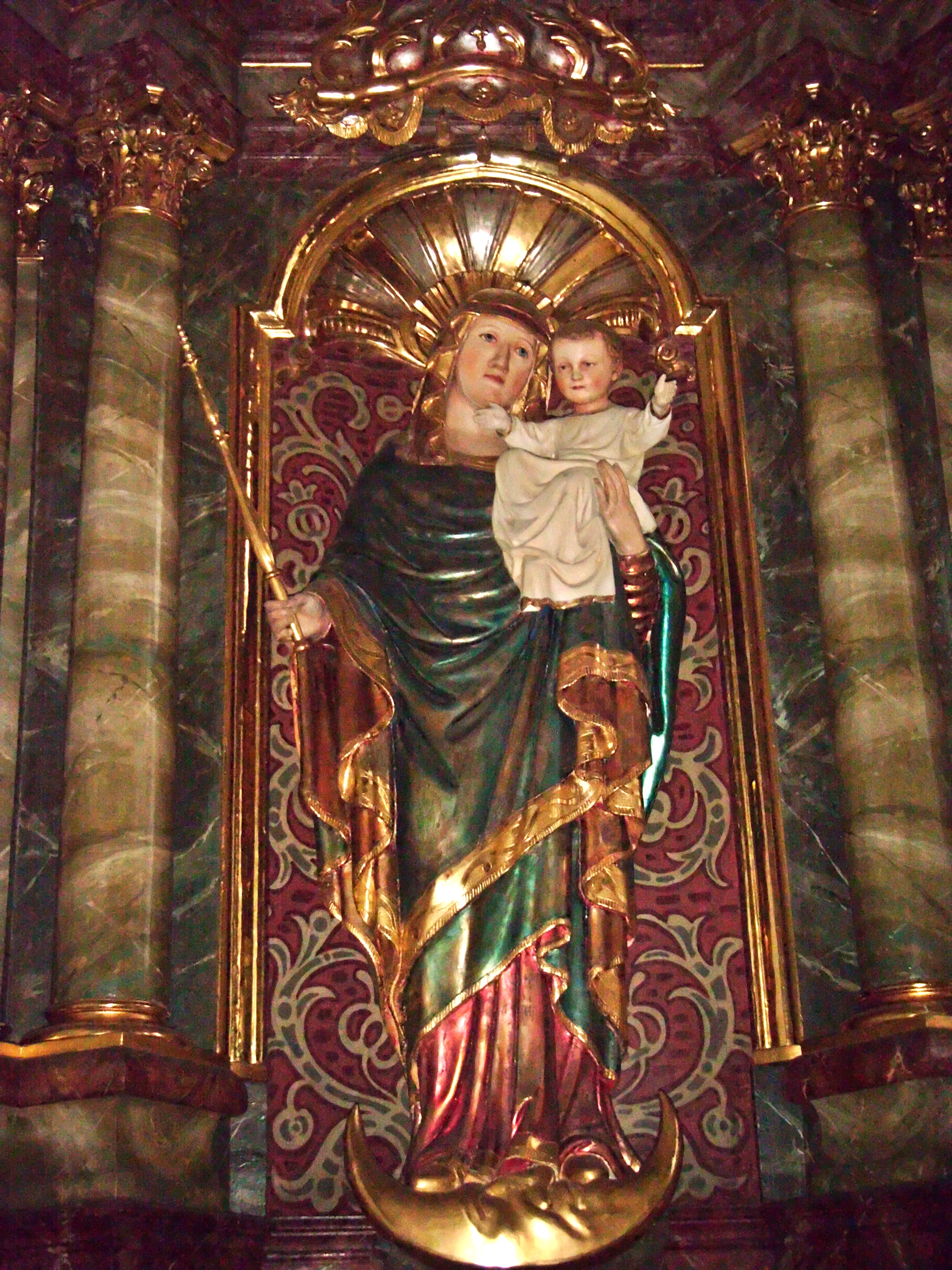
Kopie des alten Gnadenbildes im Kloster St. Magdalena

Im Kloster St. Magdalena befindet sich eine genaue Kopie dieser Figur, 1810 geschaffen von Bildhauer Peter Anton Linck auf testamentarische Verfügung des Domherrn Karl Joseph von Mirbach (1718–1798).

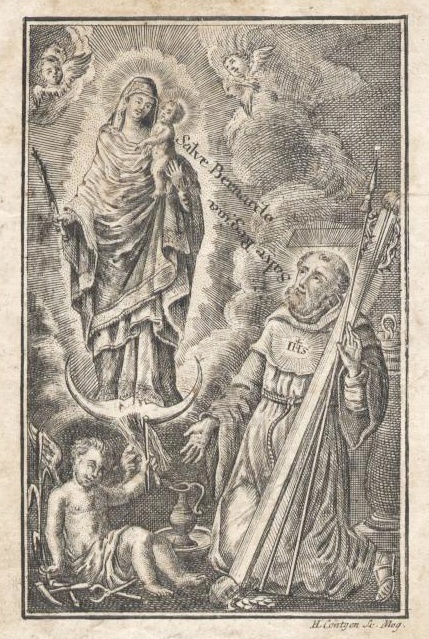
Speyerer Gnadenbild unterhält sich mit St. Bernhard; Stich von Heinrich Hugo Cöntgen (1727–1792), aus Mainz

Zur Erinnerung an die Begrüßung der Patrona Spirensis durch den heiligen Bernhard von Clairvaux an Weihnachten 1146 sind im Mittelgang des Langhauses vier Sandsteinplatten mit Messingschrift eingelassen. Auf den Platten steht in Latein:
|  | „O clemens“ (O milde)          |
|  | „o pia“ (o fromme)             |
|  | „o dulcis“ (o süße)            |
|  | „virgo Maria“ (Jungfrau Maria) |

Bei seinem Eintritt in das Münster sei Bernhard vom alten Bild in fränkischer Sprache begrüßt worden:
„Ben venia, mi fra Bernarde!“
(Willkommen, Bruder Bernhard!)
Darauf habe dieser erwidert
„Grand merci, mi Domina!“
(Vielen Dank, meine Herrin!)
Nach der Speyerer Chronik Wilhelm Eysengreins (1563) habe Bernhard, vor dem Madonnenbild kniend, das Salve Regina gesungen, worauf das Marienbild vernehmbar Bernhards „Erscheinen als Gott willkommen“ bezeichnet habe. Der Heilige aber, über die Stimme entsetzt, habe folgendes Wort des Apostels Paulus gerufen:
„Mulier taceat in ecclesia!“
(Die Frau schweige in der Gemeinde!)

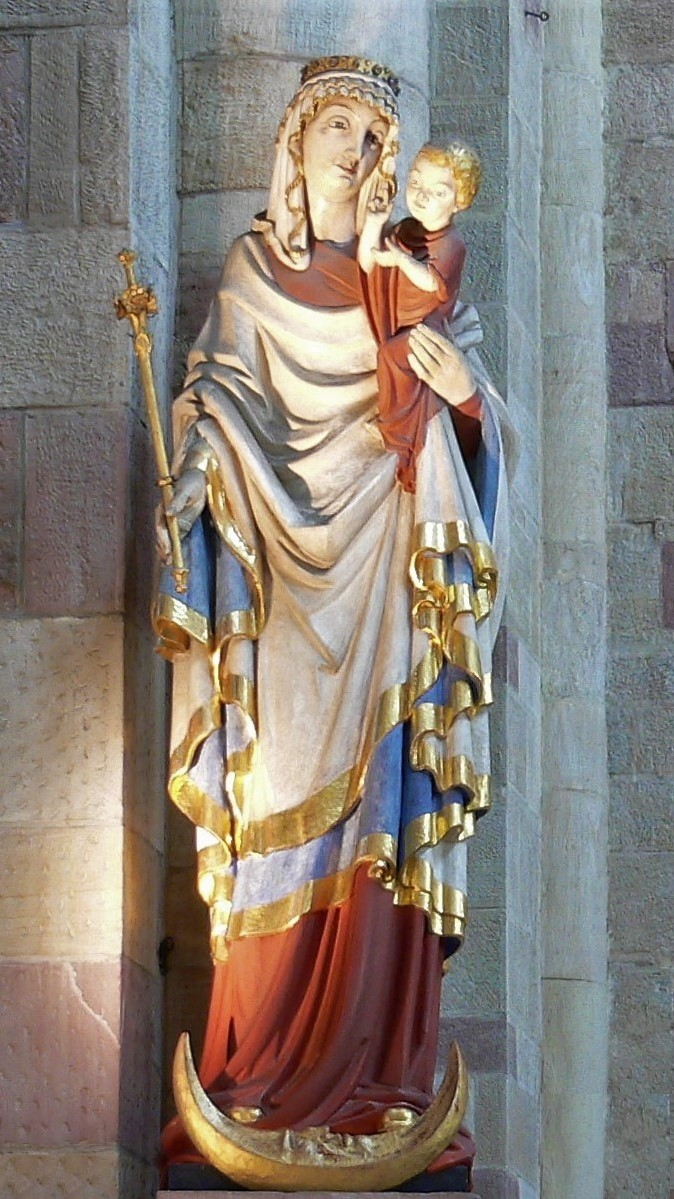
Heutiges Gnadenbild Patrona Spirensis

Der Speyerer Stadtschreiber Christoph Lehmann, der sich um 1612 in seinem Chronicon der freien Reichsstadt Speyer darüber lustig machte, dass „ein gemaltes Bild Teutsch oder Lateinisch geredt“ haben soll, weist darauf hin, dass die Legende erst 300 Jahre nach dem angeblichen Ereignis auftauchte und dass die Zeitgenossen nichts von dem angeblichen Wunder berichteten.
Die jetzt im Dom verehrte, von August Weckbecker geschaffene Madonna ist der früheren nachempfunden und wurde von Papst Pius XI. zum Domjubiläum 1930 gestiftet.
Der Dom ist eine offizielle Wallfahrtsstätte des Bistums Speyer. Hauptwallfahrtstag mit abendlicher Lichterprozession ist der 15. August, das Fest Mariä Himmelfahrt.

### Dombauverein Speyer
Der aktuelle Dombauverein Speyer wurde im März 1995 zum Erhalt des Speyerer Doms gegründet. Der Dombauverein Speyer zählt heute über 2500 Mitglieder und trägt mit vielfältigen Aktivitäten zum Erhalt des Doms zu Speyer bei.

### Europäische Stiftung Kaiserdom zu Speyer
1996 gründete sich auf Initiative des damaligen Bundeskanzlers Helmut Kohl und des damaligen Vorstandsvorsitzenden der BfG Bank Paul Wieandt die „Europäische Stiftung Kaiserdom zu Speyer“, deren Ziel die Bewahrung des UNESCO-Weltkulturdenkmals für kommende Generationen sowie die Finanzierung von Maßnahmen zur Restaurierung, Konservierung und Erhaltung des Domes ist. Die Stiftung organisiert regelmäßig Events zur Sammlung von Spenden. Organe der Stiftung sind Vorstand (Vorsitzender: Professor Alfried Wieczorek), Stiftungsrat (Vorsitzender: Max Emanuel Herzog in Bayern) und Kuratorium (Vorsitzender: Ministerpräsident a. D. Kurt Beck).

### Domsingschule Speyer
Im Jahr 1955 wurde von dem 1903 in Breslau geborenen Musikpädagogen Heinrich Polloczek die Domsingschule in Speyer begründet. Er leitete sie bis 1960, bevor er als Erziehungswissenschaftler an die Hochschule Lanau ging.
Kinder ab 12 Monaten können im „Musikgarten“ erste musikalische Erfahrungen machen. In der zweiten Altersgruppe (2 bis 4 Jahre) machen die Kinder mit einfachen Instrumenten intuitiv selbst Musik. In der „Vokalen Früherziehung“ finden Kinder bis zum Vorschulalter (5 bis 6 Jahre) gemeinsam mit Gleichaltrigen den Zugang zum Gesang. Danach besteht die Möglichkeit, in den C-Chor der Domsingschule zu wechseln (letztes Kindergartenjahr und 1. Klasse).

### Internationale Musiktage Dom zu Speyer
Von August bis Oktober jedes Jahres werden in der Trägerschaft des Domkapitels Speyer, des SWR und der Stadt Speyer die „Internationalen Musiktage Dom zu Speyer“ veranstaltet. Neben der Austragung des „Internationalen Orgelwettbewerbs Dom zu Speyer“ stehen Sinfoniekonzerte sowie Abende mit Kammermusik und geistlicher Musik auf dem Programm. Das Festival wurde 1980 ins Leben gerufen, als anlässlich der 950-Jahr-Feier der Grundsteinlegung des Speyerer Domes der „Internationale Orgelwettbewerb“ begann. Daraus entwickelte der künstlerische Leiter, Domkapellmeister Leo Krämer, die „Internationalen Musiktage Dom zu Speyer“ mit dem darin eingebetteten Orgelwettbewerb.

### 100-Euro-Goldmünze
Mit dem Ausgabetermin 1. Oktober 2019 gab die Verkaufsstelle für Sammlermünzen (VfS) im Auftrag des Bundesverwaltungsamts in der Serie UNESCO Welterbe eine 100-Euro-Goldmünze mit dem Motiv UNESCO Welterbe – Dom zu Speyer heraus. Der Entwurf stammt vom Künstler und Medailleur Bodo Broschat aus Berlin. Als Material wird Feingold (Au 999,9) verwendet. Die 175.000 Exemplare wurden in den Prägestätten Berlin (A), München (D), Stuttgart (F), Karlsruhe (G) und Hamburg (J) geprägt.

## Filme
- Die Kathedrale der Kaiser – der Speyrer Dom. Dokumentarfilm, Deutschland, 2007, 28:15 Min., Buch und Regie: Alexander Wasner, Produktion: SWR, Reihe: Schätze des Landes, Erstsendung: 10. März 2007 bei SWR, Inhaltsangabe von ARD. (Memento vom 8. September 2017 im Internet Archive).
- Der Dom zu Speyer. Die Kirche der salischen Kaiser (Deutschland). Dokumentarfilm, Deutschland, 1998, 14:30 Min., Buch und Regie: Joseph Becker, Produktion: Südwestfunk, Reihe: Schätze der Welt, Folge 104, Erstsendung: 6. Dezember 1998 bei 3sat, Filmtext mit Internet-Video von SWR. (Memento vom 6. August 2020 im Internet Archive).